# Emléktáblák Sopronban
Sopron szócikkhez kapcsolódó képgaléria, mely helyi, országos vagy nemzetközi hírű személyekkel, valamint épületekkel, műtárgyakkal, helynevekkel és eseményekkel összefüggő emléktáblákat tartalmaz.

## Galéria

### Emléktáblák

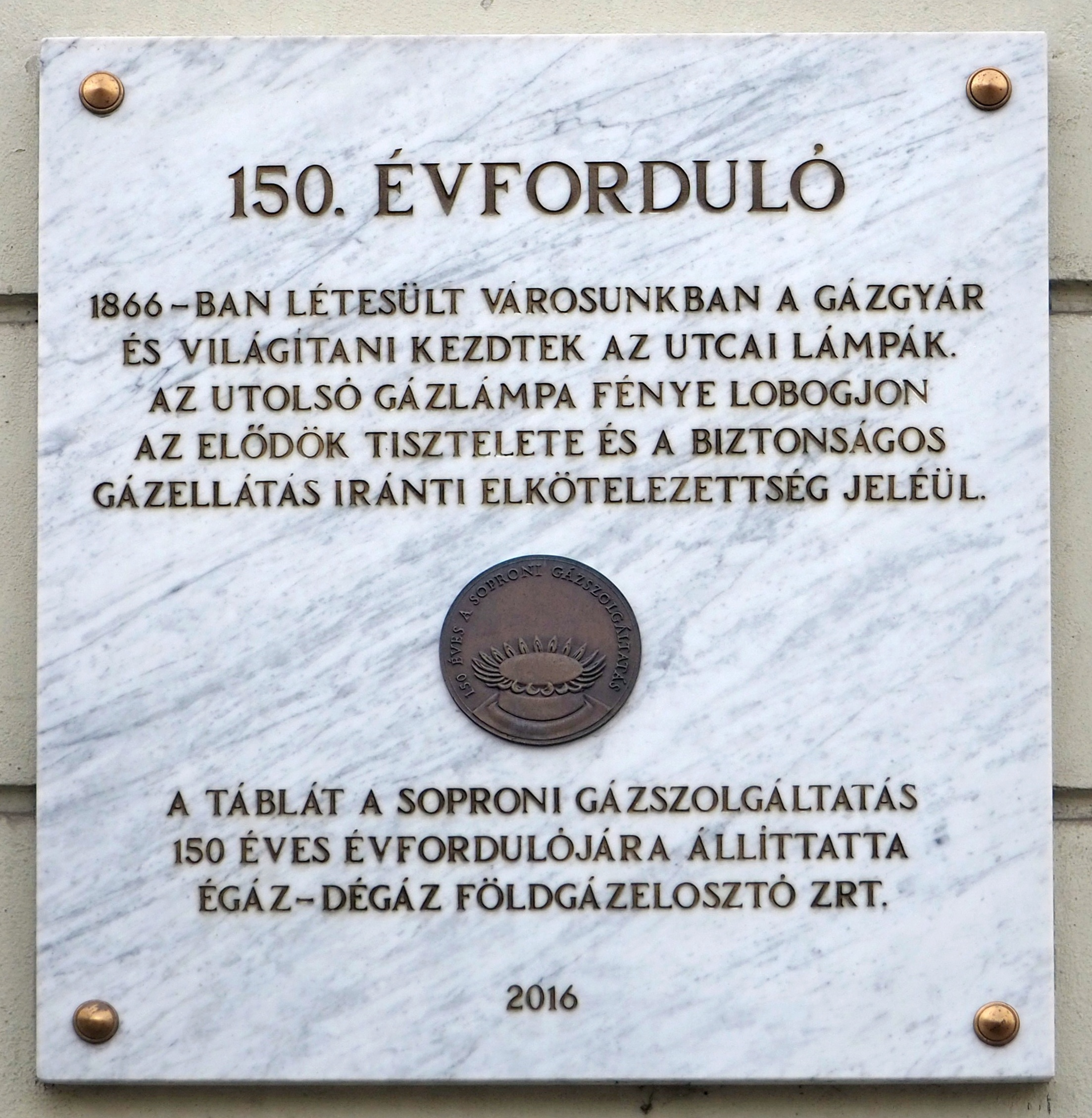
150 éves a gázellátás Széchenyi tér 11.
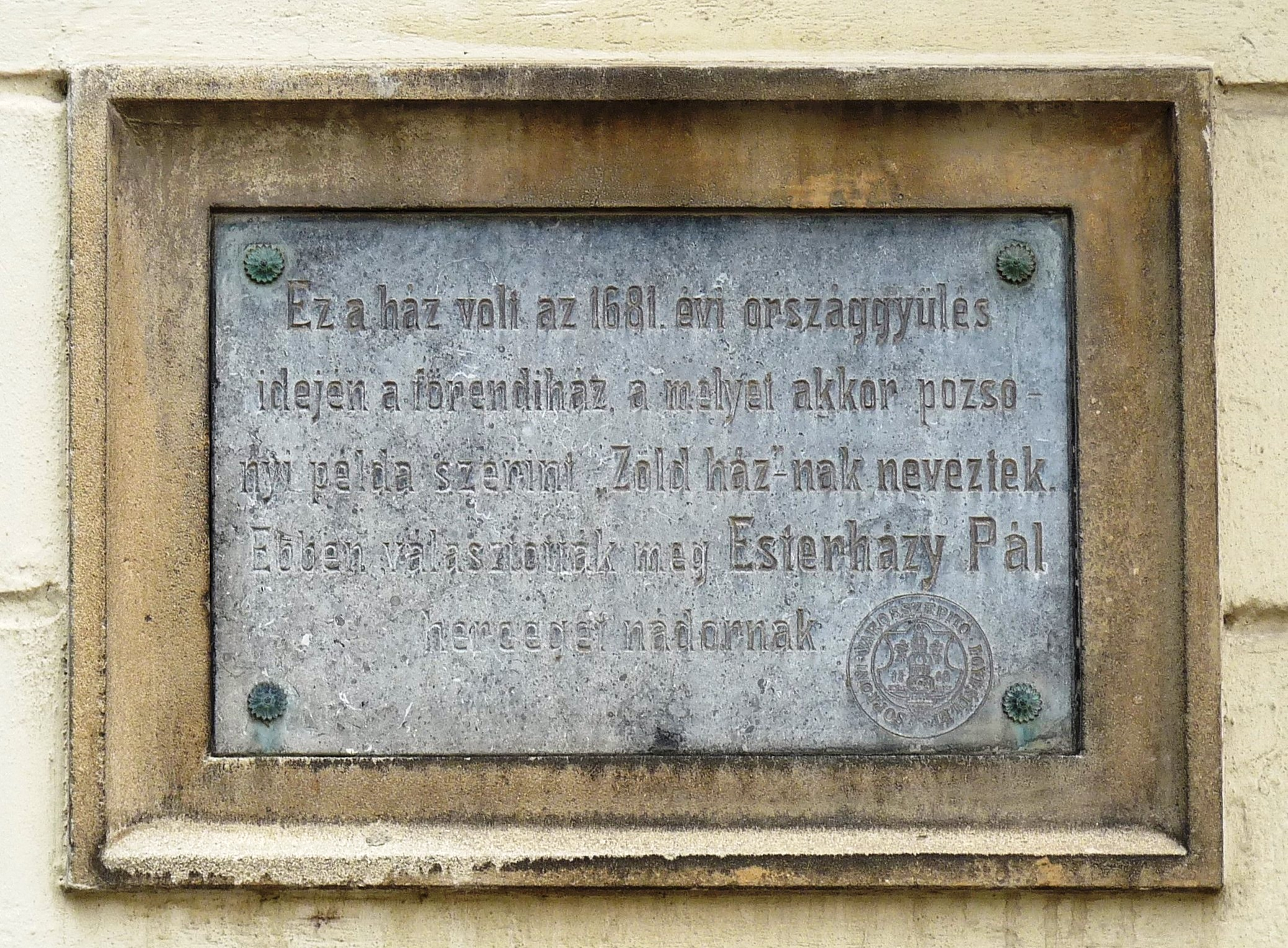
1681-es országgyűlés felsőháza Hátsókapu utca 2.
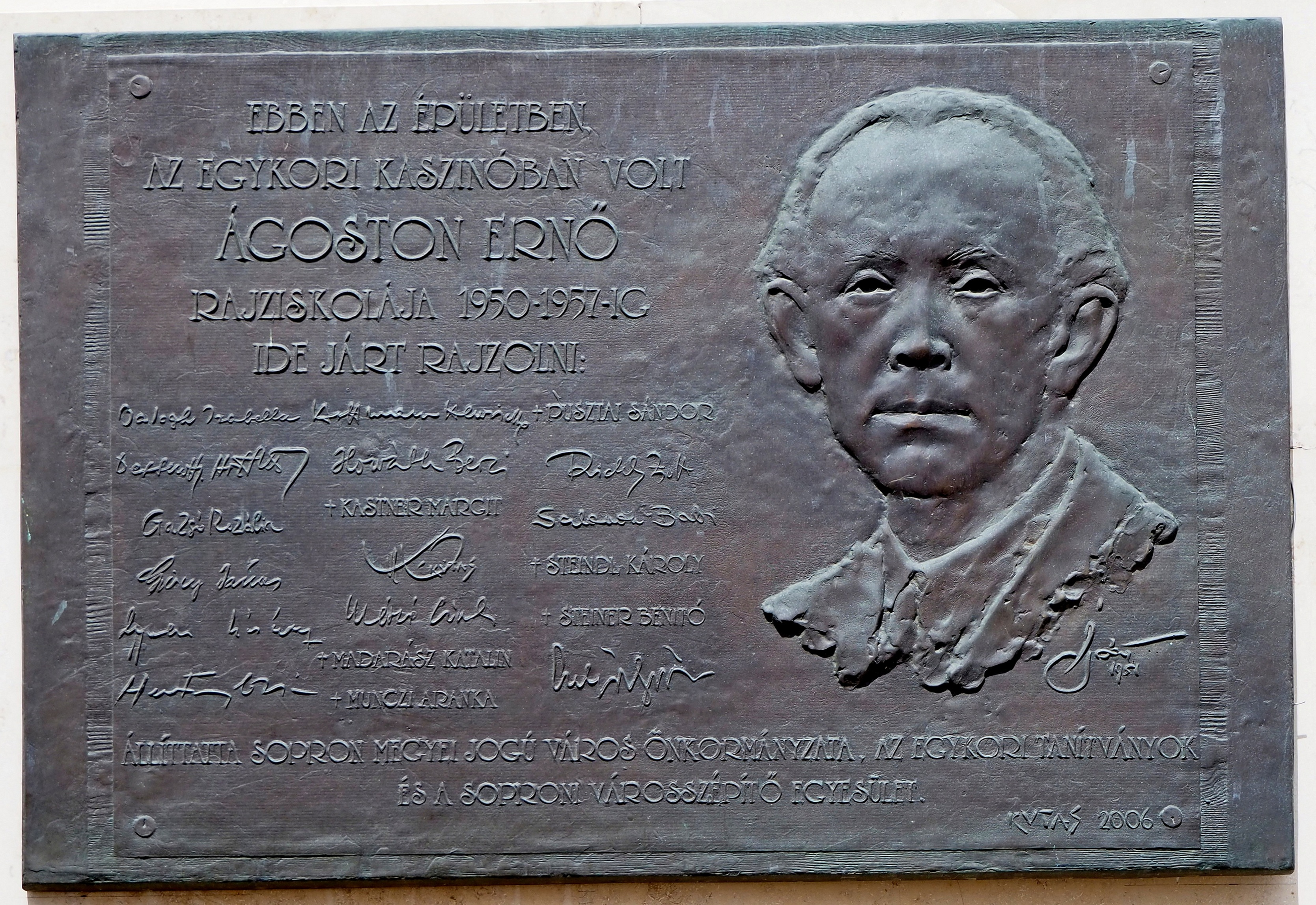
Ágoston Ernő Liszt Ferenc utca 1. alkotó: Kutas László
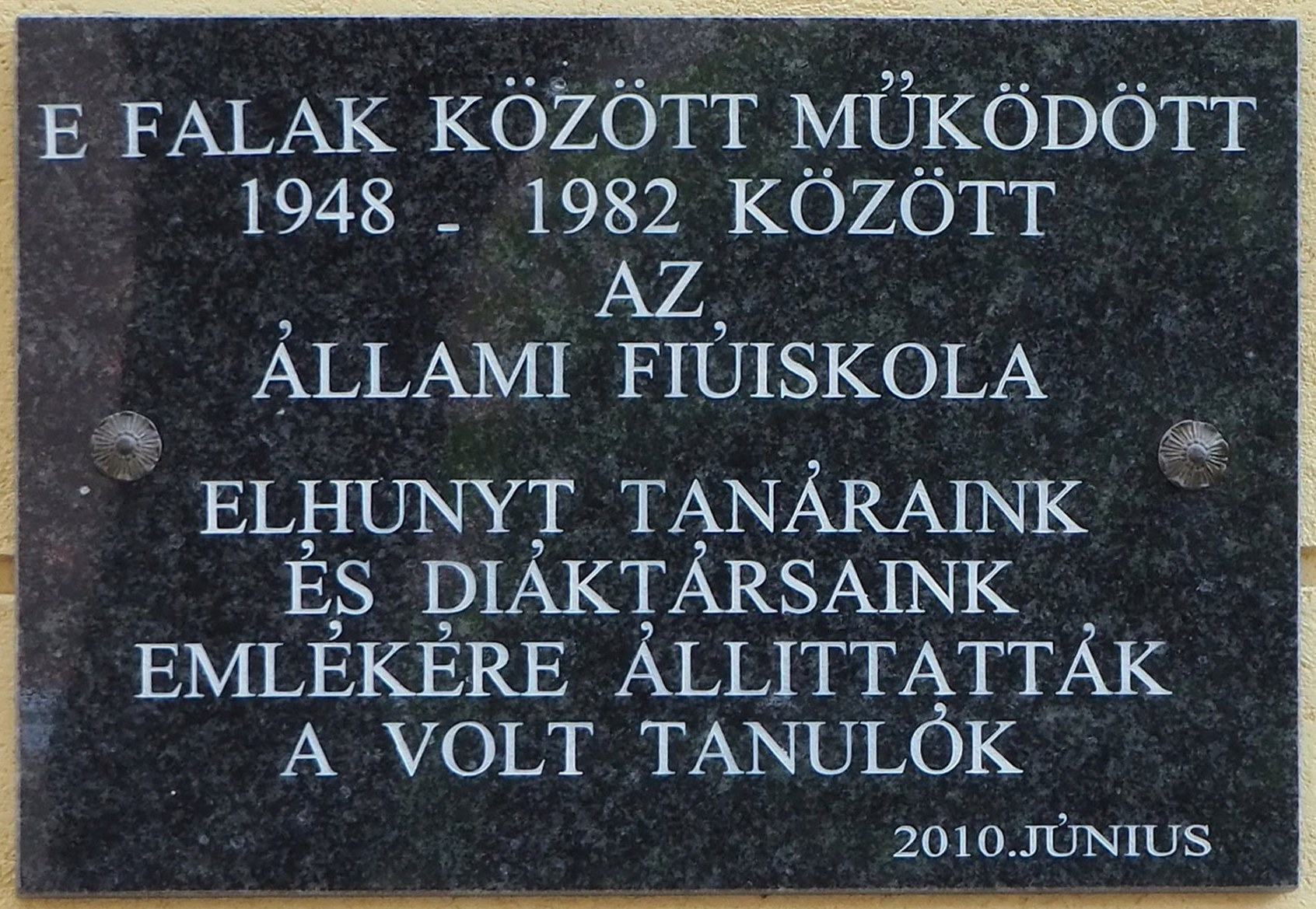
Állami Fiúiskola Petőfi Sándor tér 3.
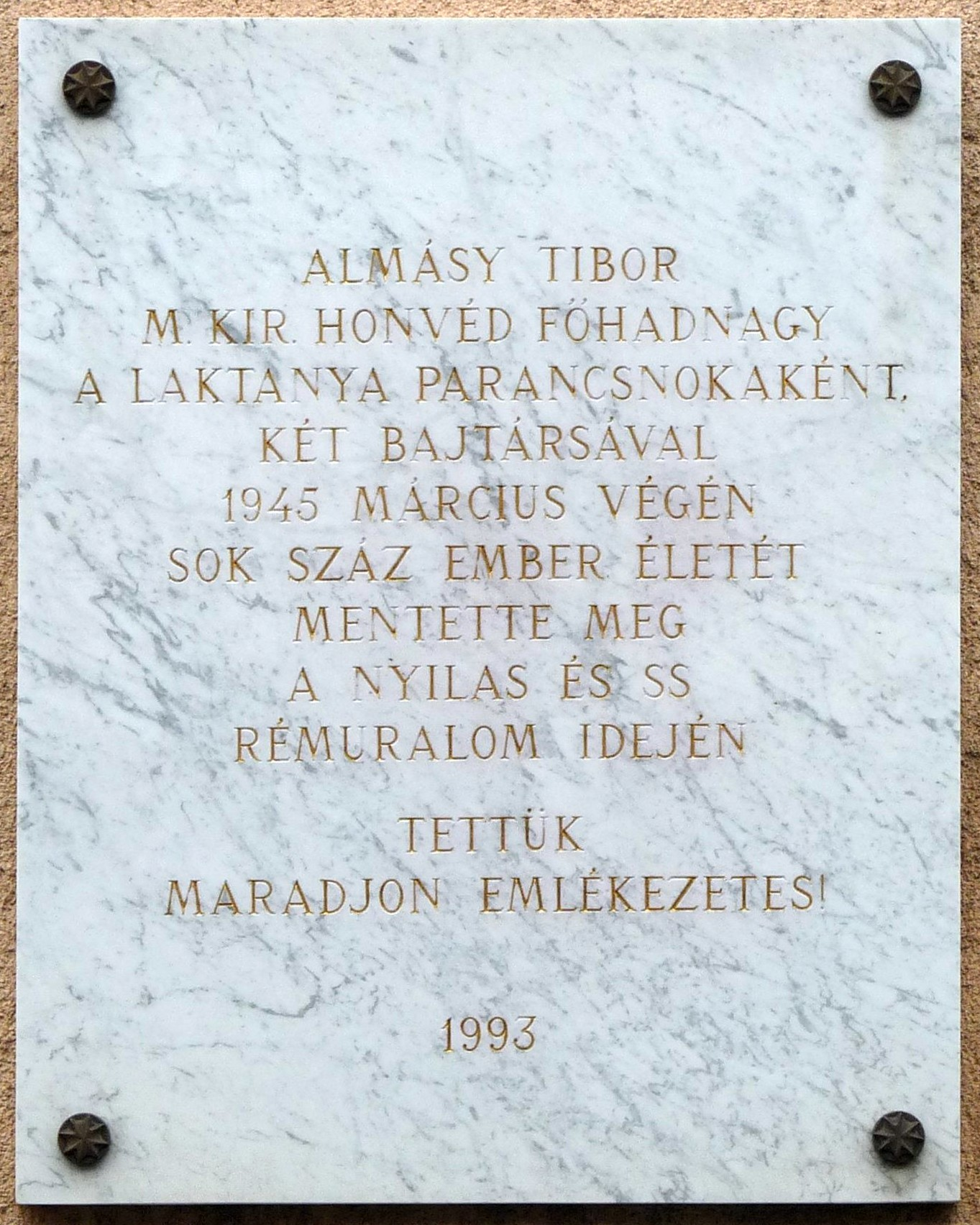
Almásy Tibor Táncsics Mihály utca 8.
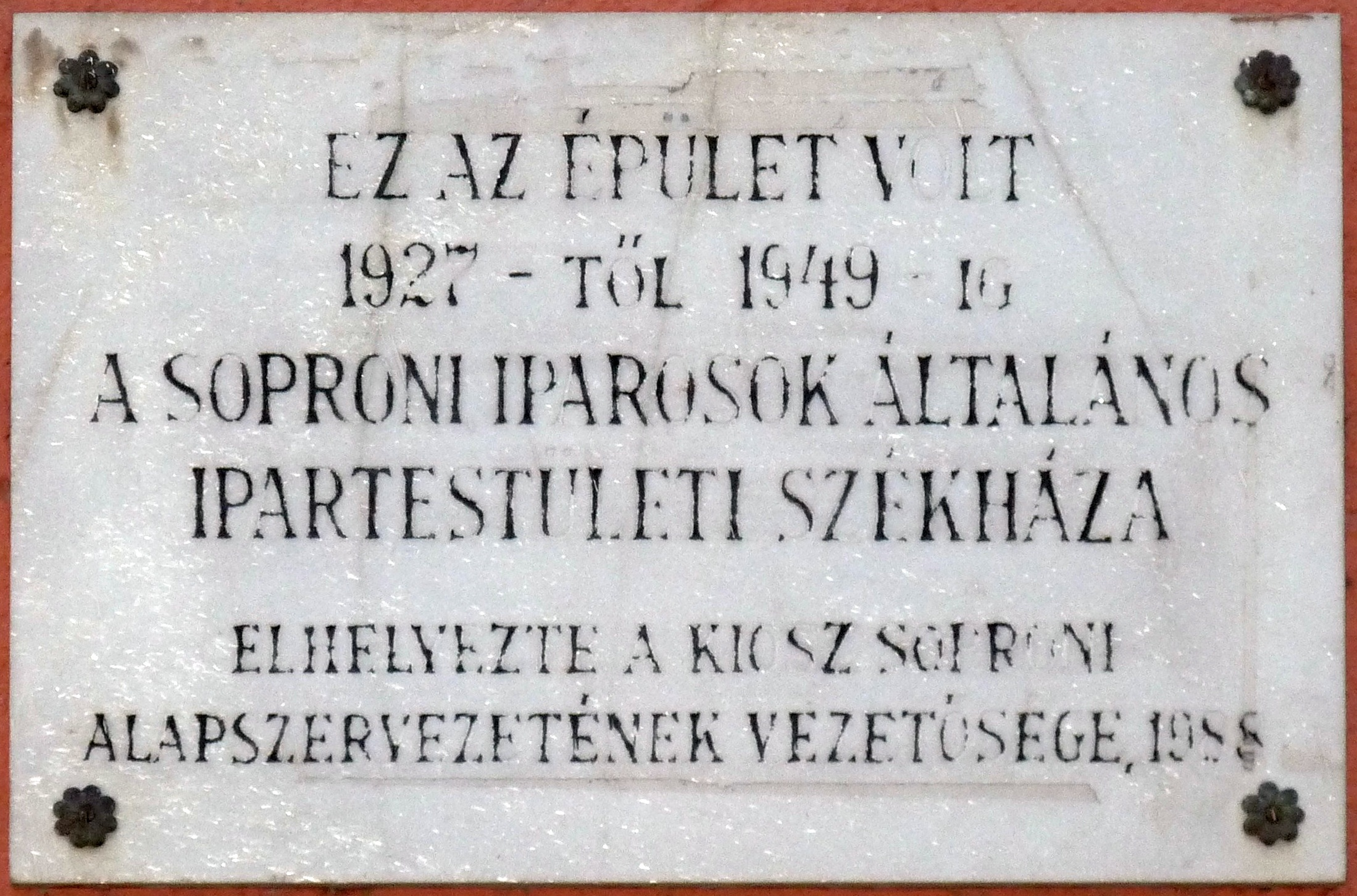
Általános Ipartestület Szent György utca 20.
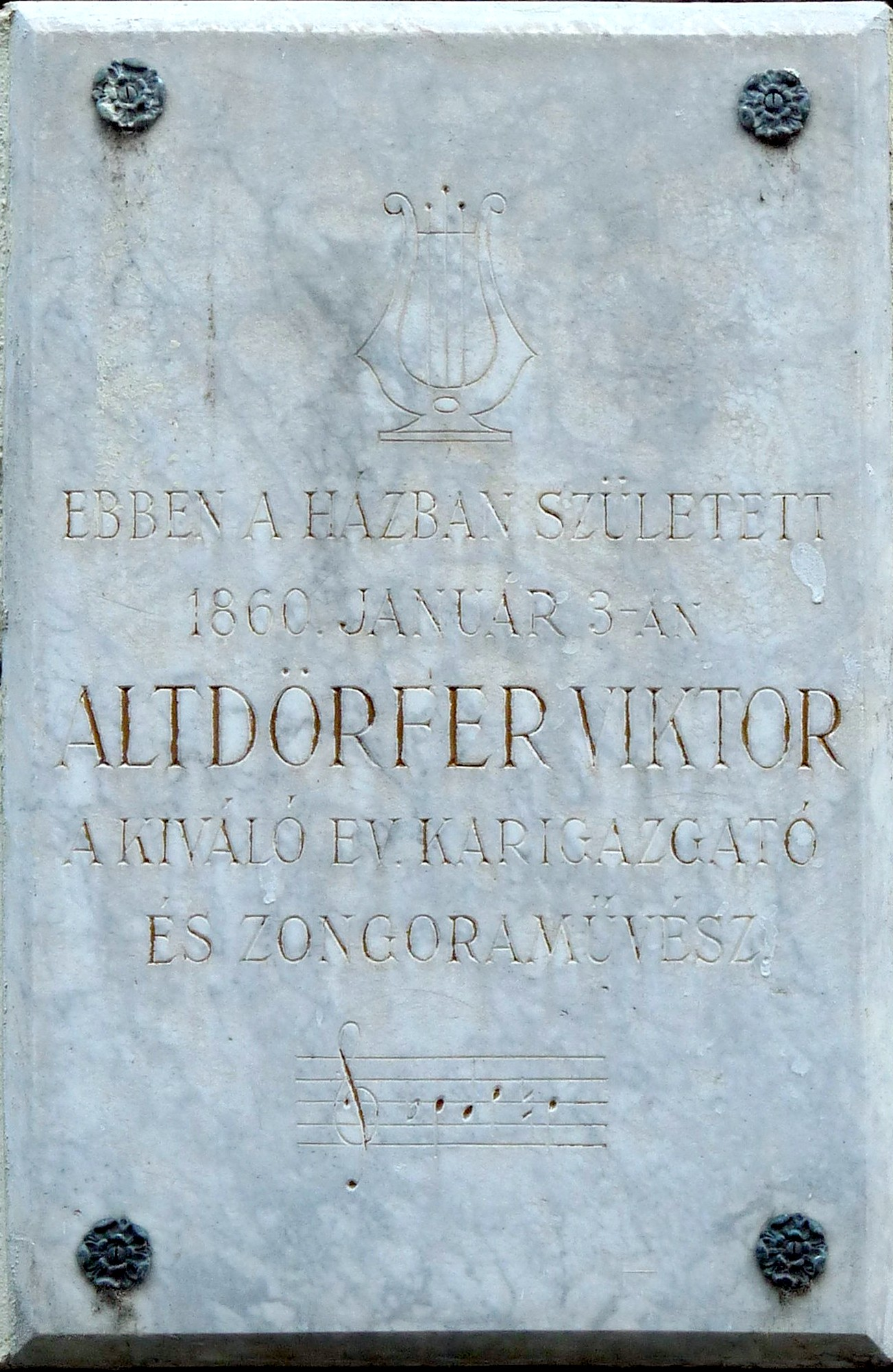
Altdörfner Viktor Templom utca 15.
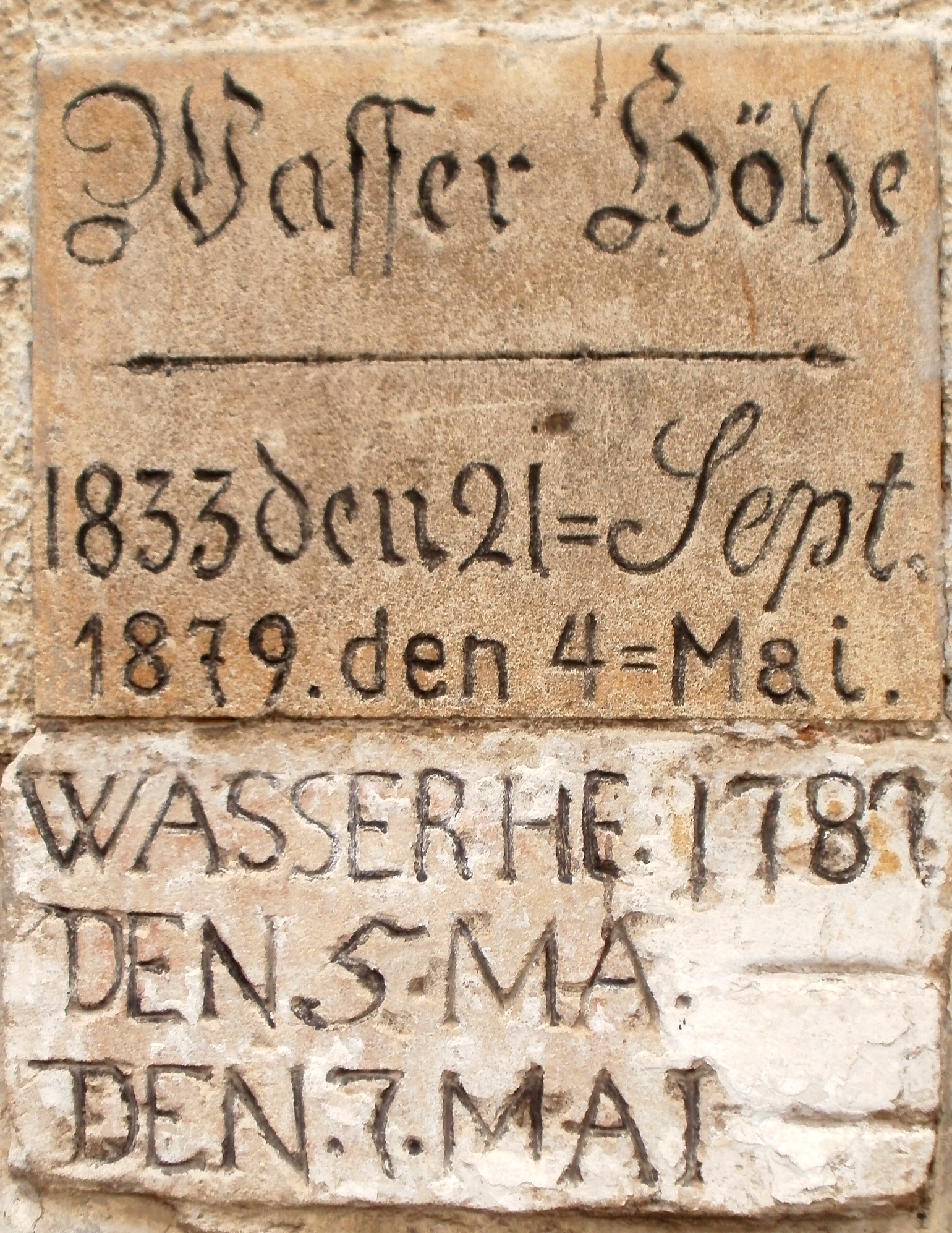
Árvizek az Ikván Rózsa utca 1.
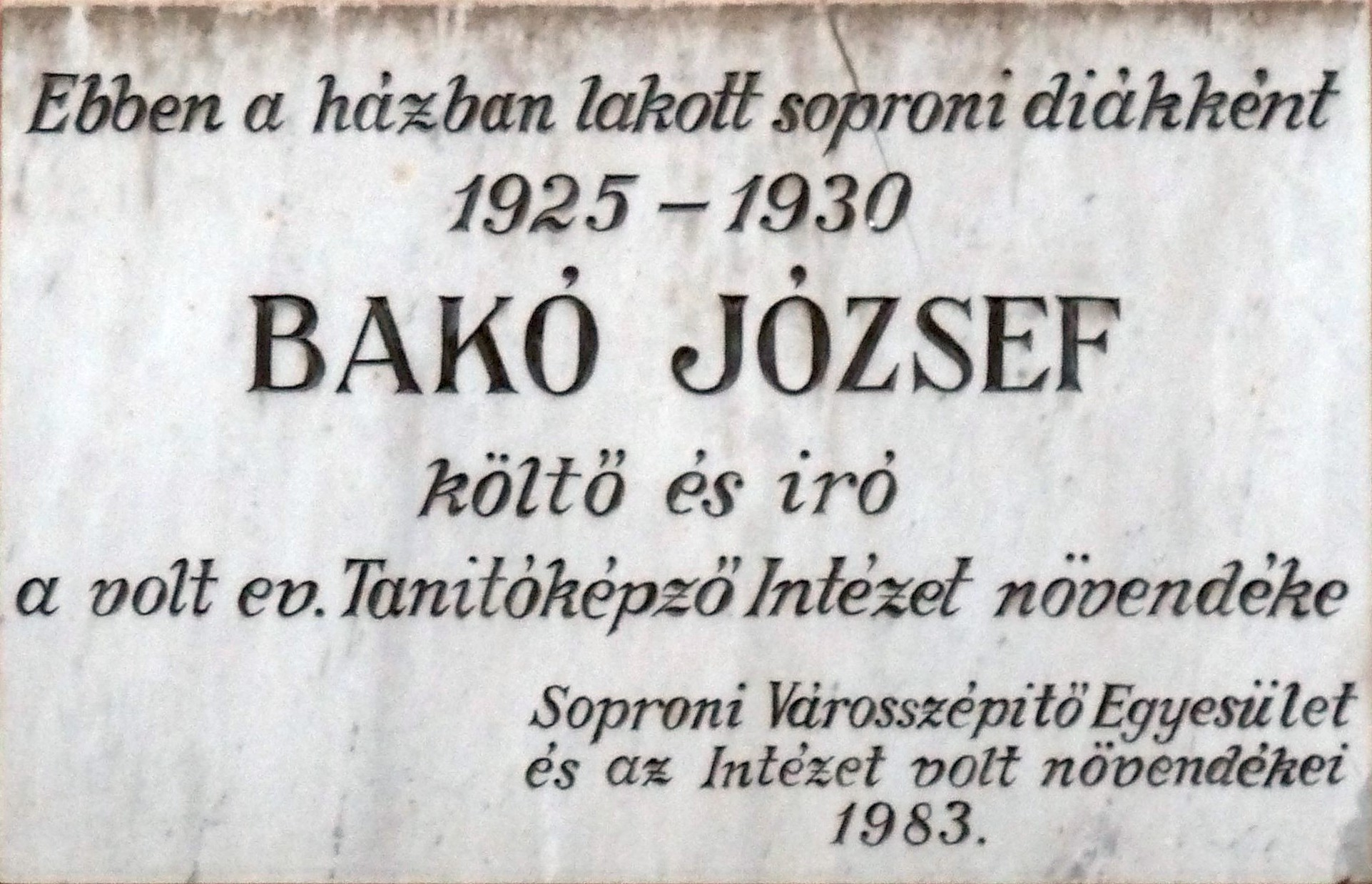
Bakó József Móricz Zsigmond utca 8.
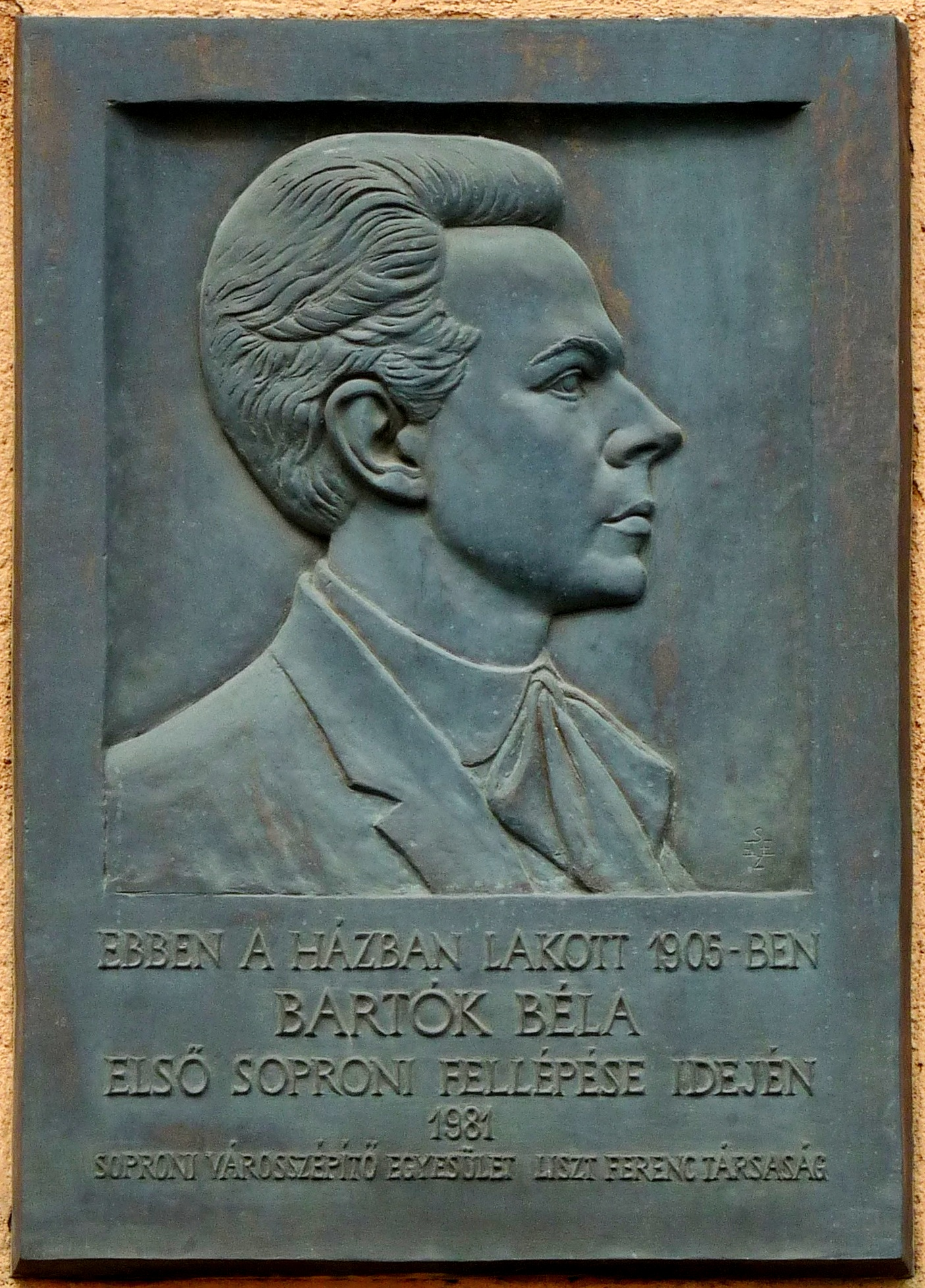
Bartók Béla Pócsi utca 1–3. alkotó: Sz. Egyed Emma
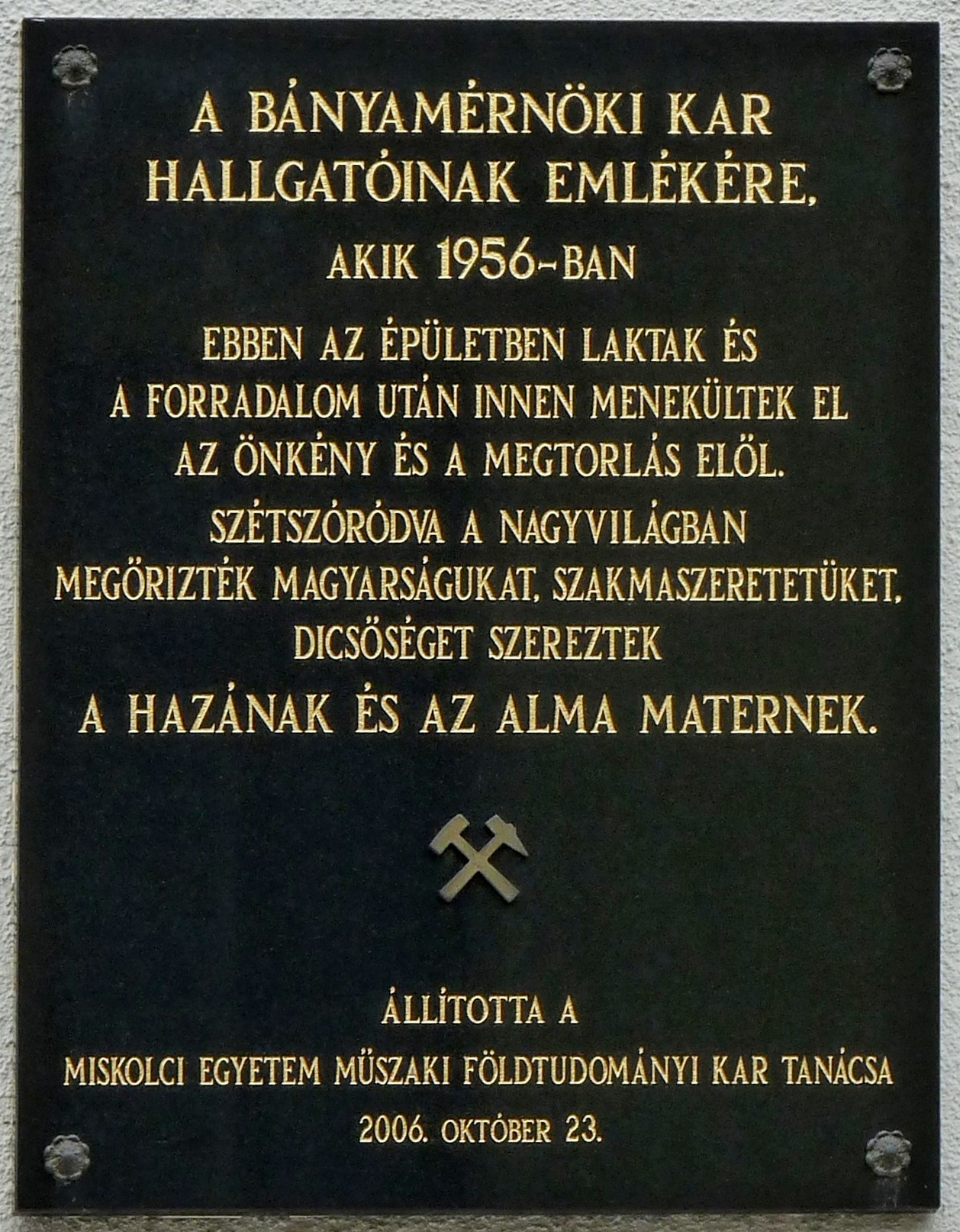
a bányamérnöki kar hallgatói Erzsébet utca 9.
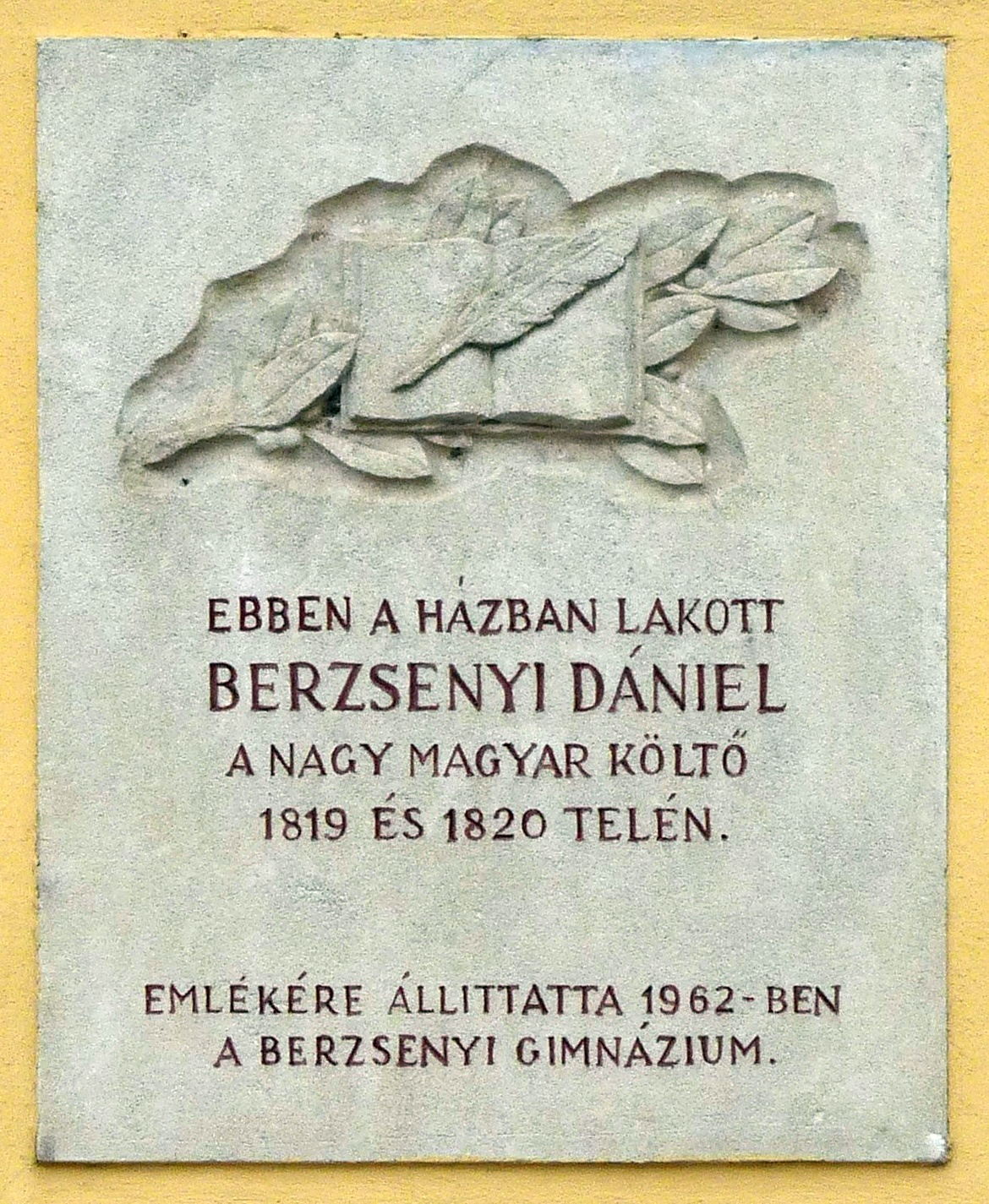
Berzsenyi Dániel Pócsi utca 12. alkotó: Szakál Ernő
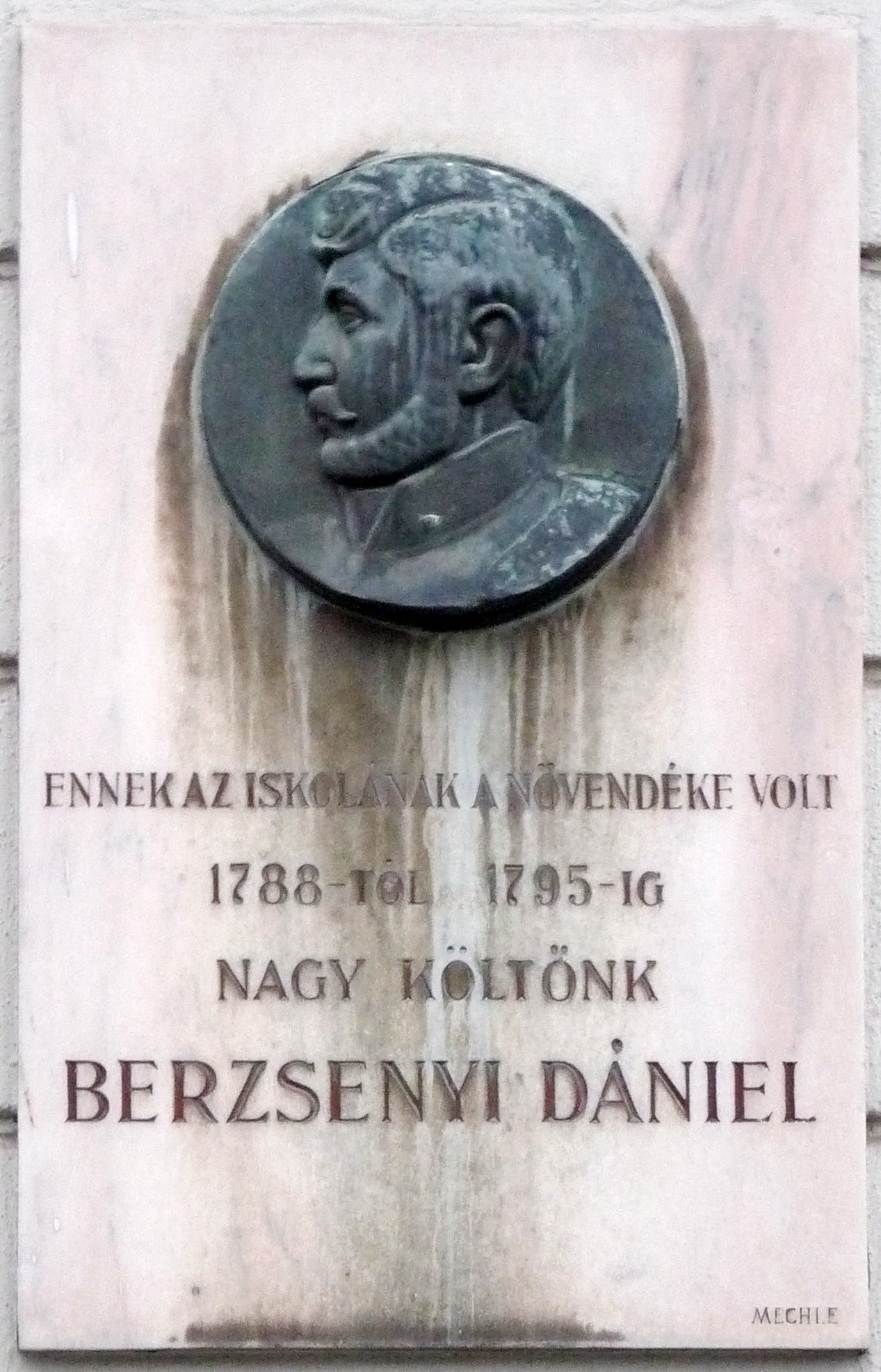
Berzsenyi Dániel Széchenyi tér 11. alkotó: Merész Károly és Renner Kálmán
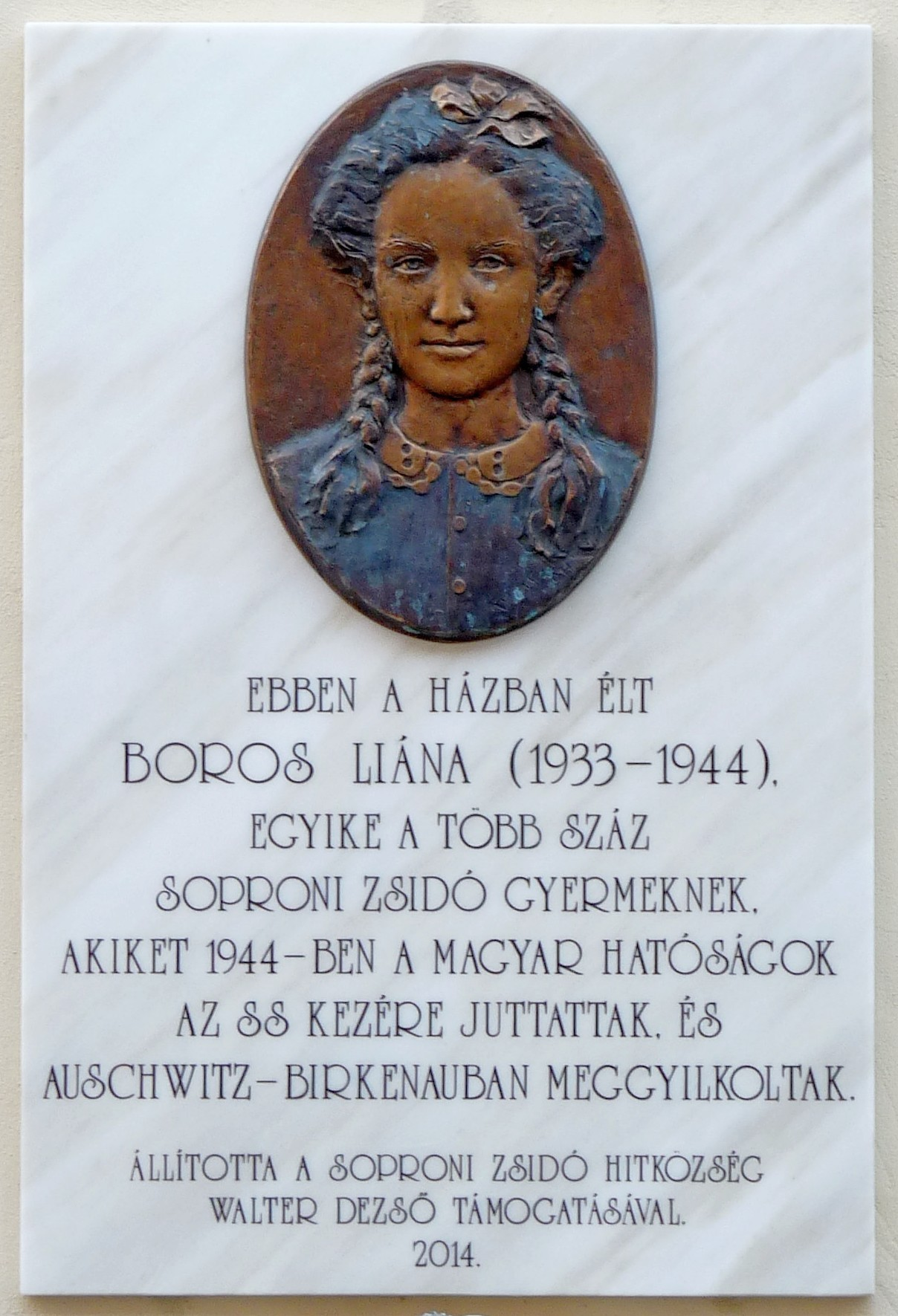
Boros Liána Új utca 18.
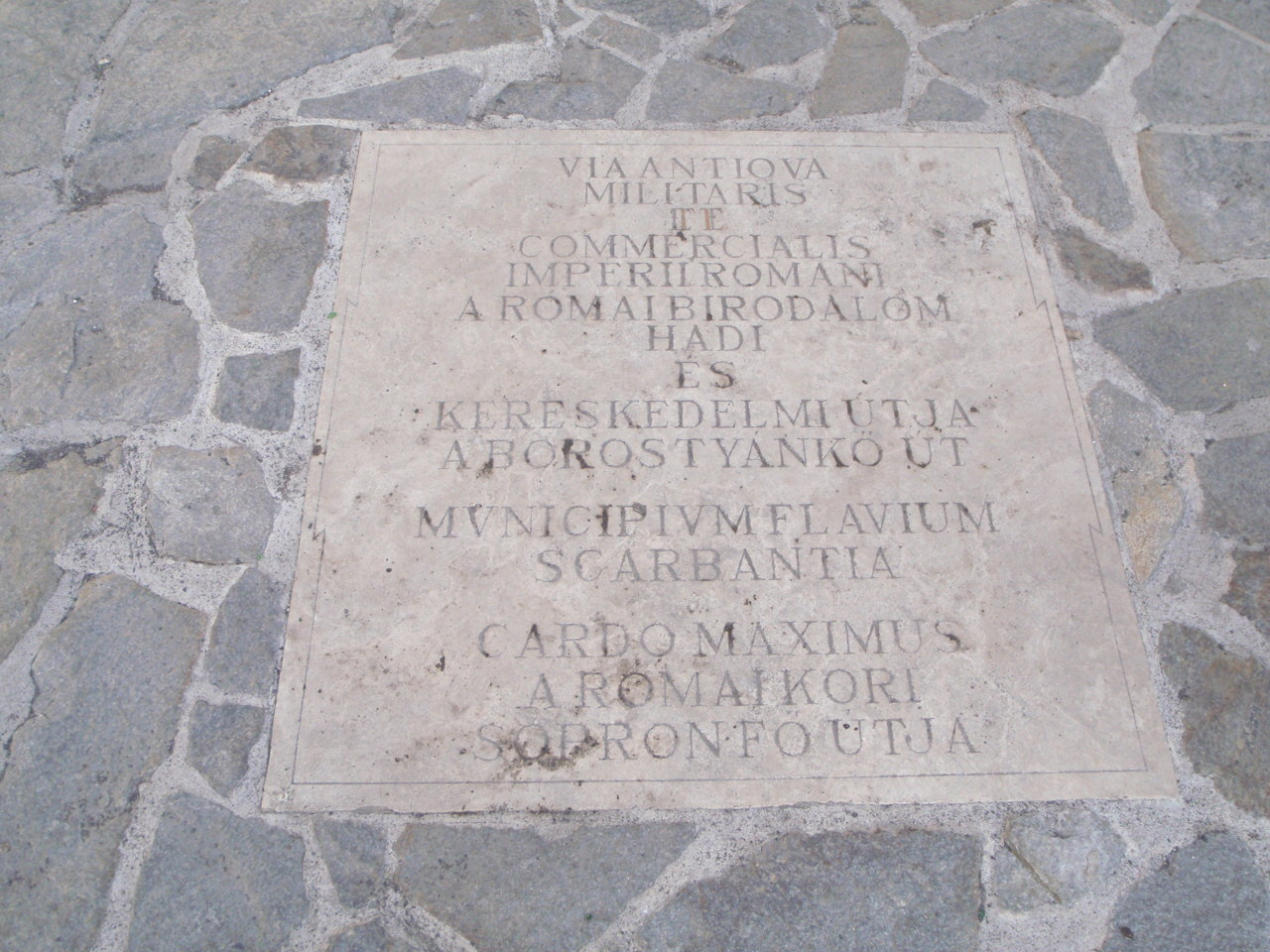
borostyánút Fő tér (a kövezetben)
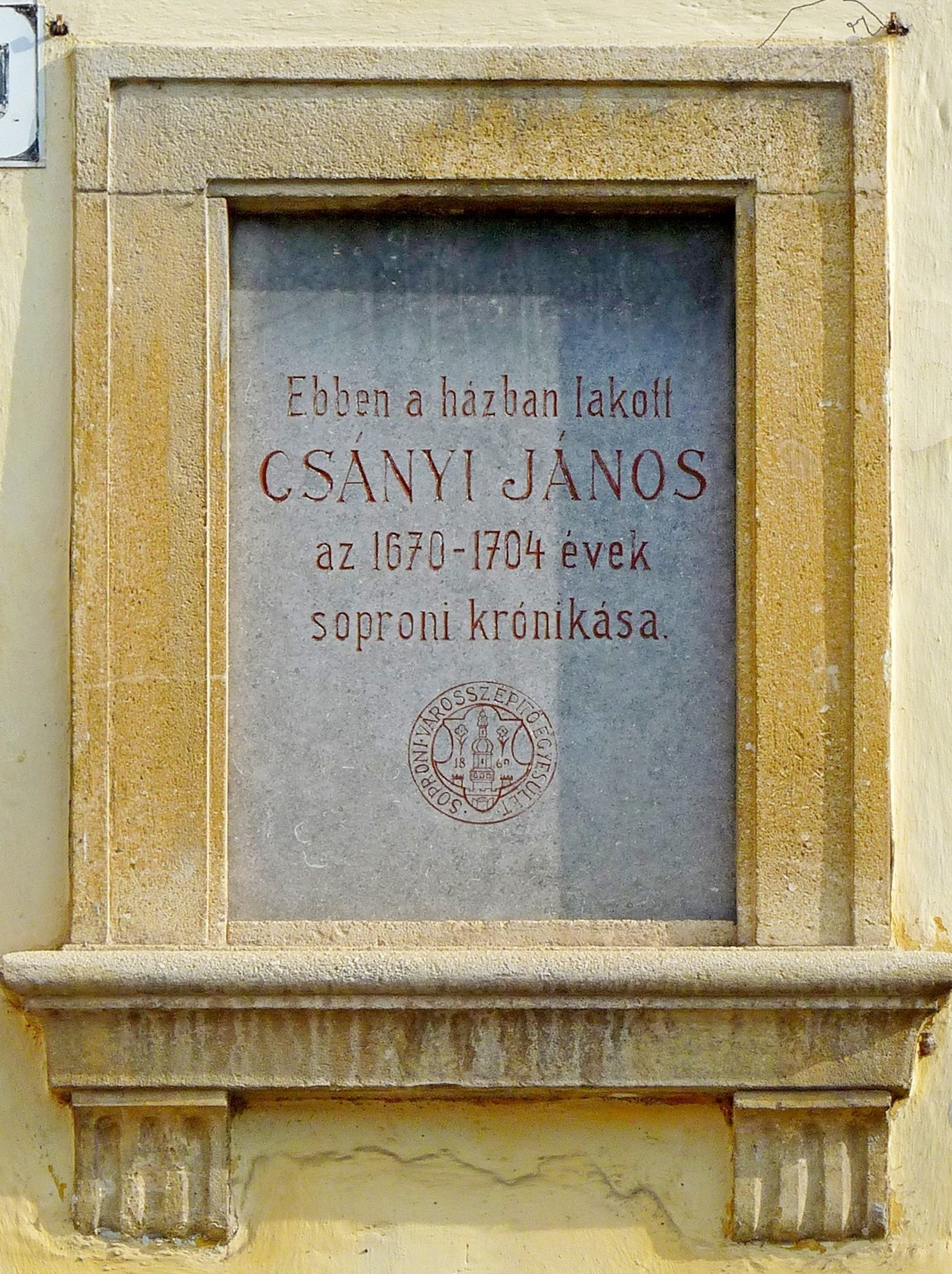
Csányi János Fövényverem utca 1.
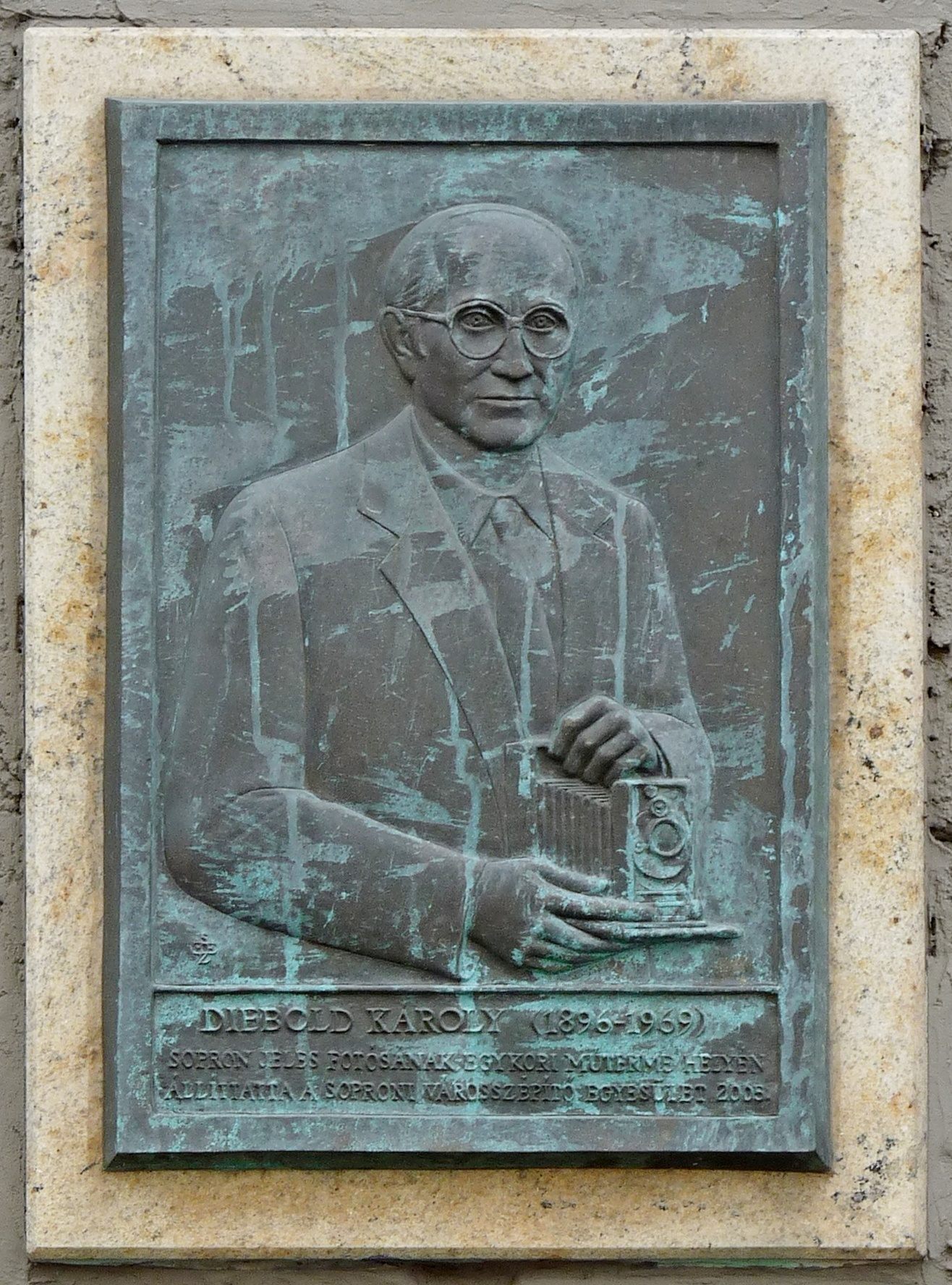
Diebold Károly Móricz Zsigmond utca 2. alkotó: Sz. Egyed Emma
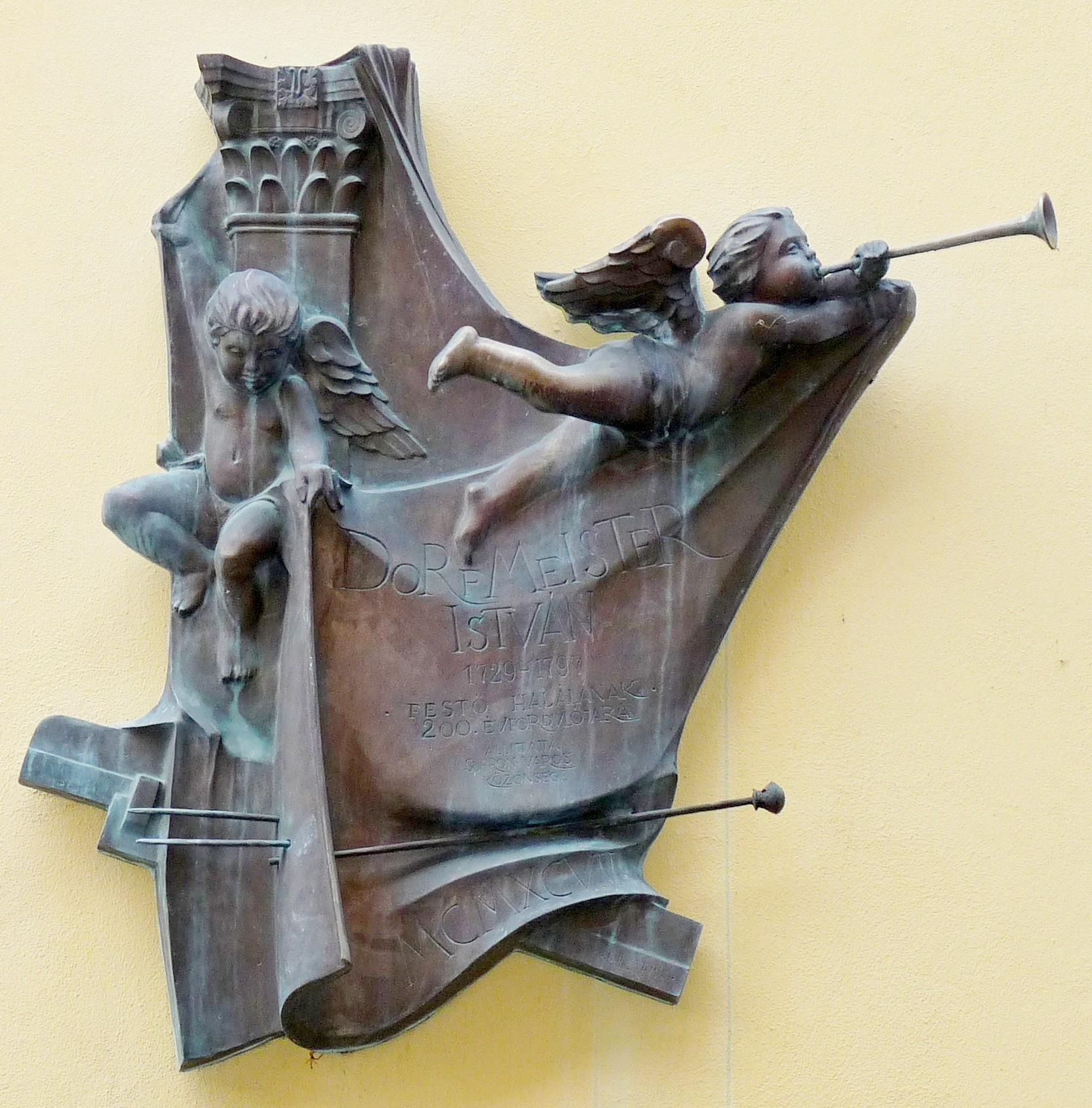
Dorfmeister István Dorfmeister utca 1. alkotó: Soltra E. Tamás
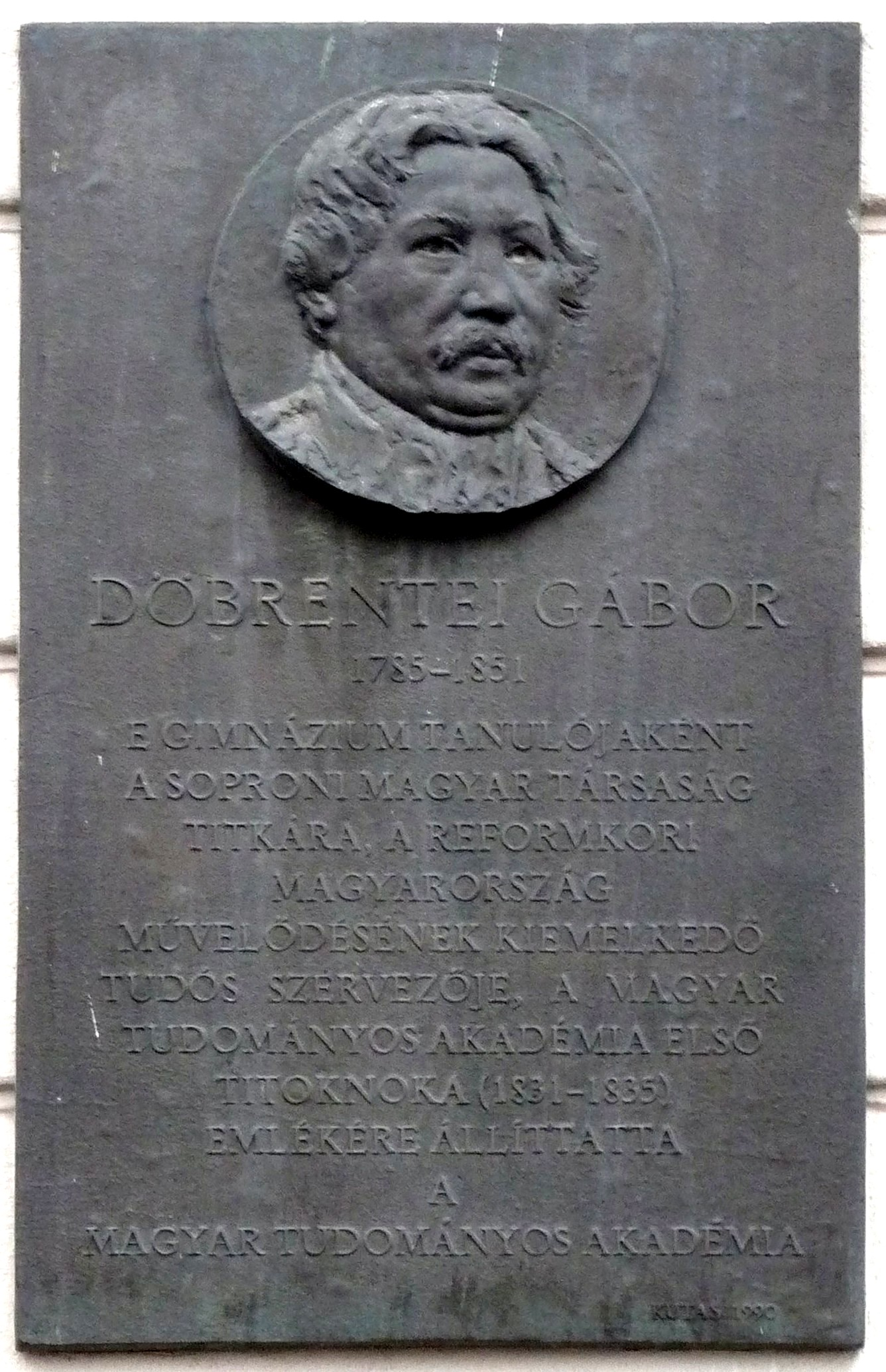
Döbrentei Gábor Széchenyi tér 11. alkotó: Kutas László
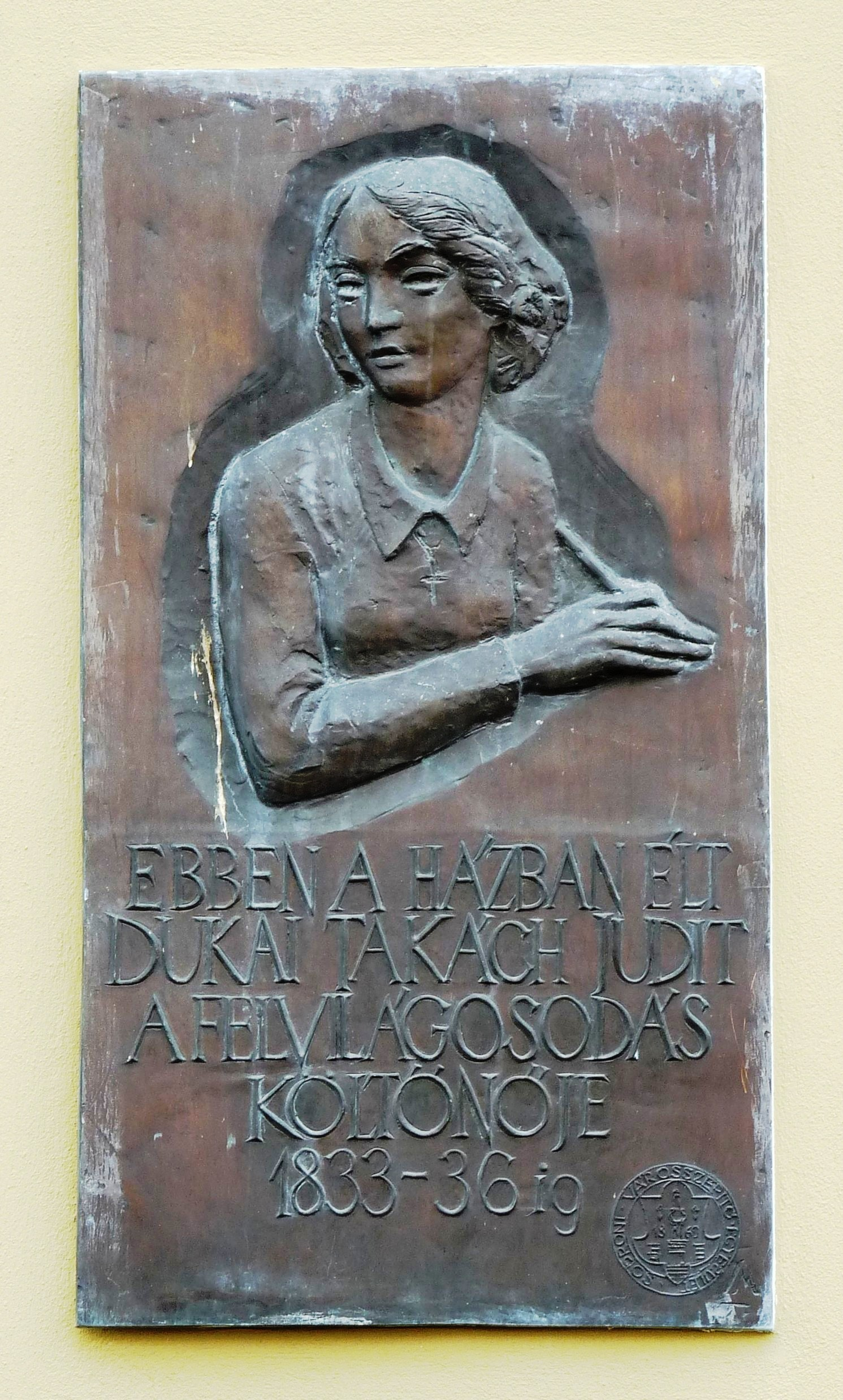
Dukai Takách Judit Várkerület 63. alkotó: Lesenyei Márta
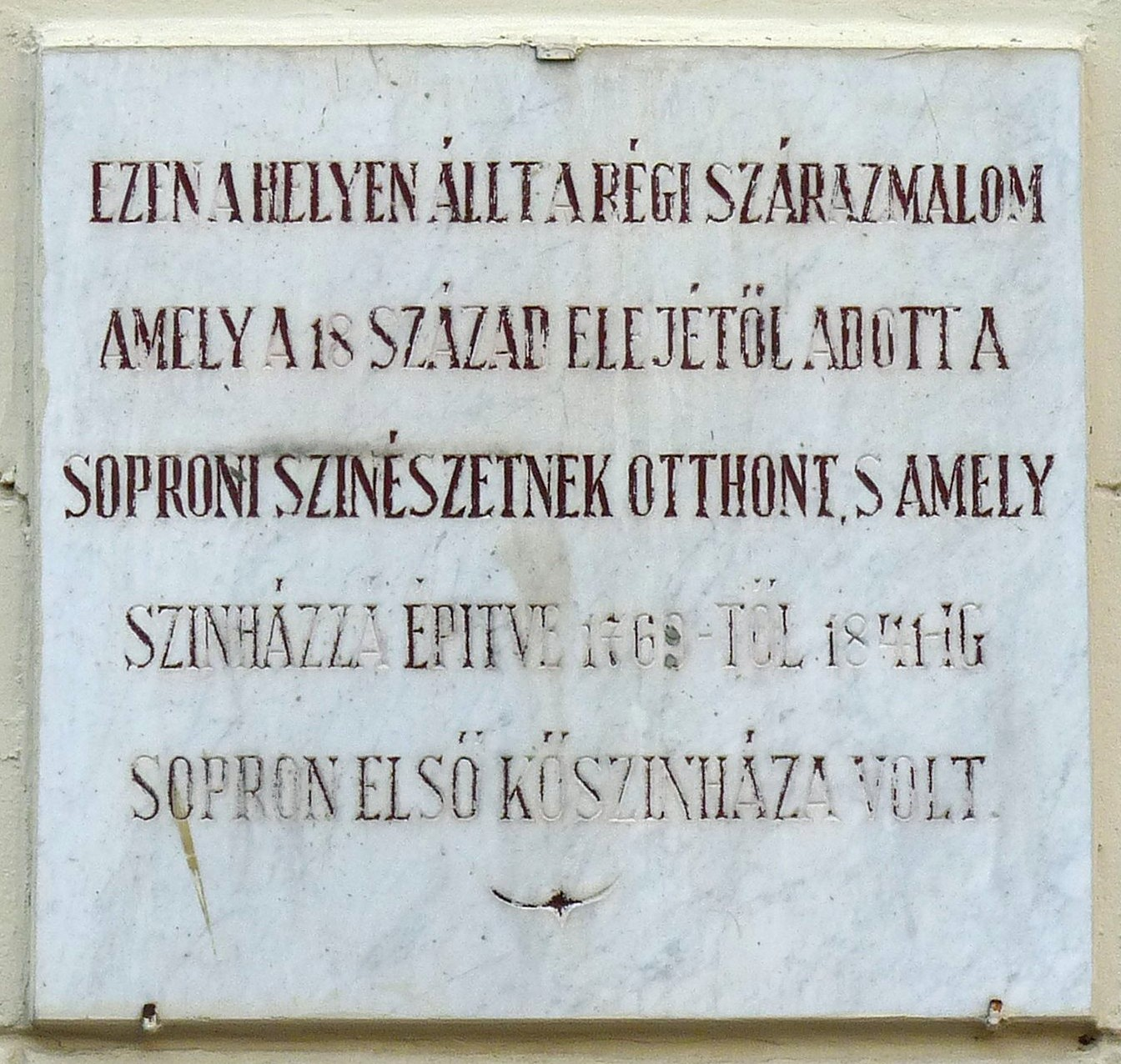
első kőszínház Templom utca 26.
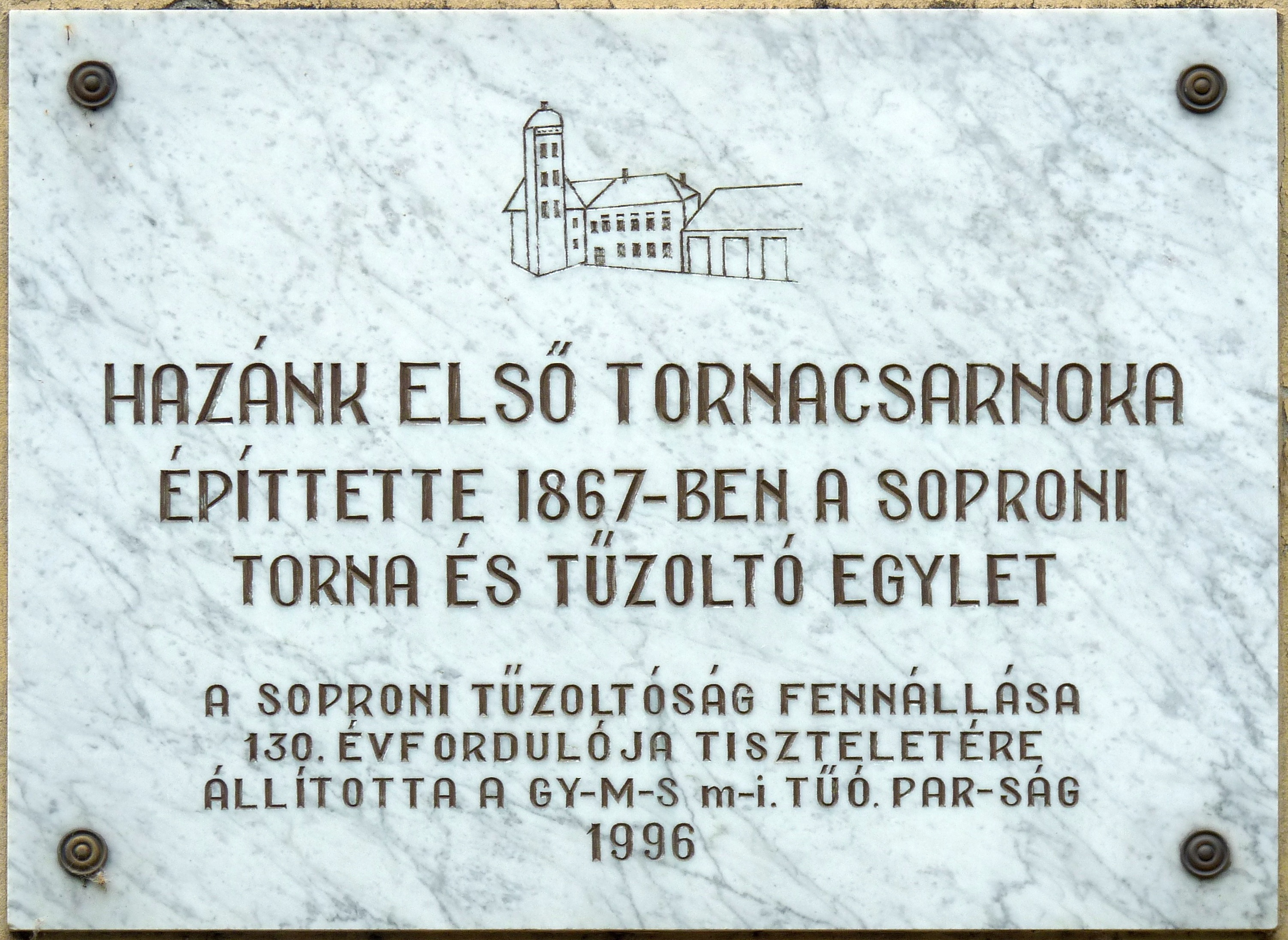
első magyarországi tornacsarnok Paprét 27.
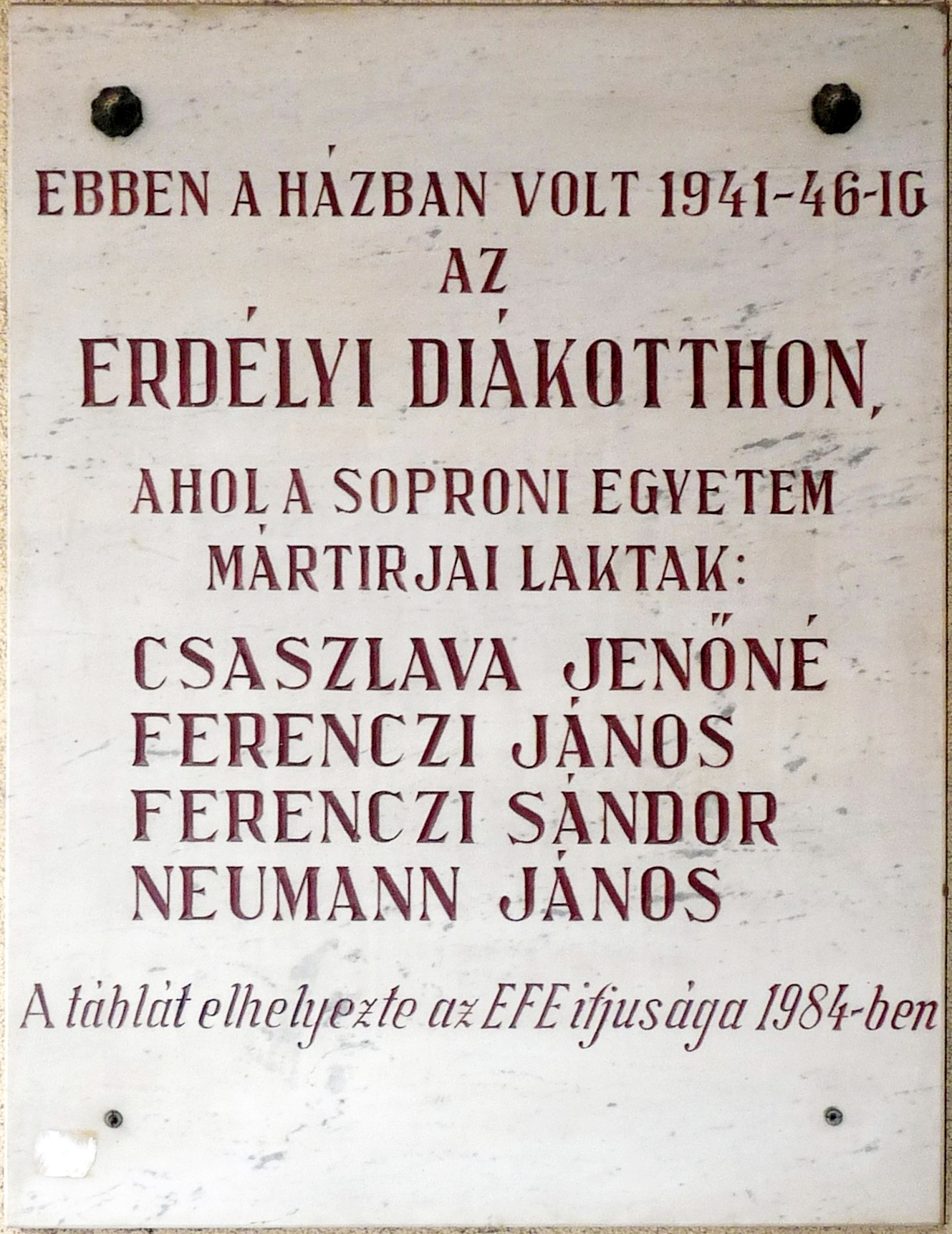
az Erdélyi Diákotthon mártírjai[1] Mátyás király utca 5.
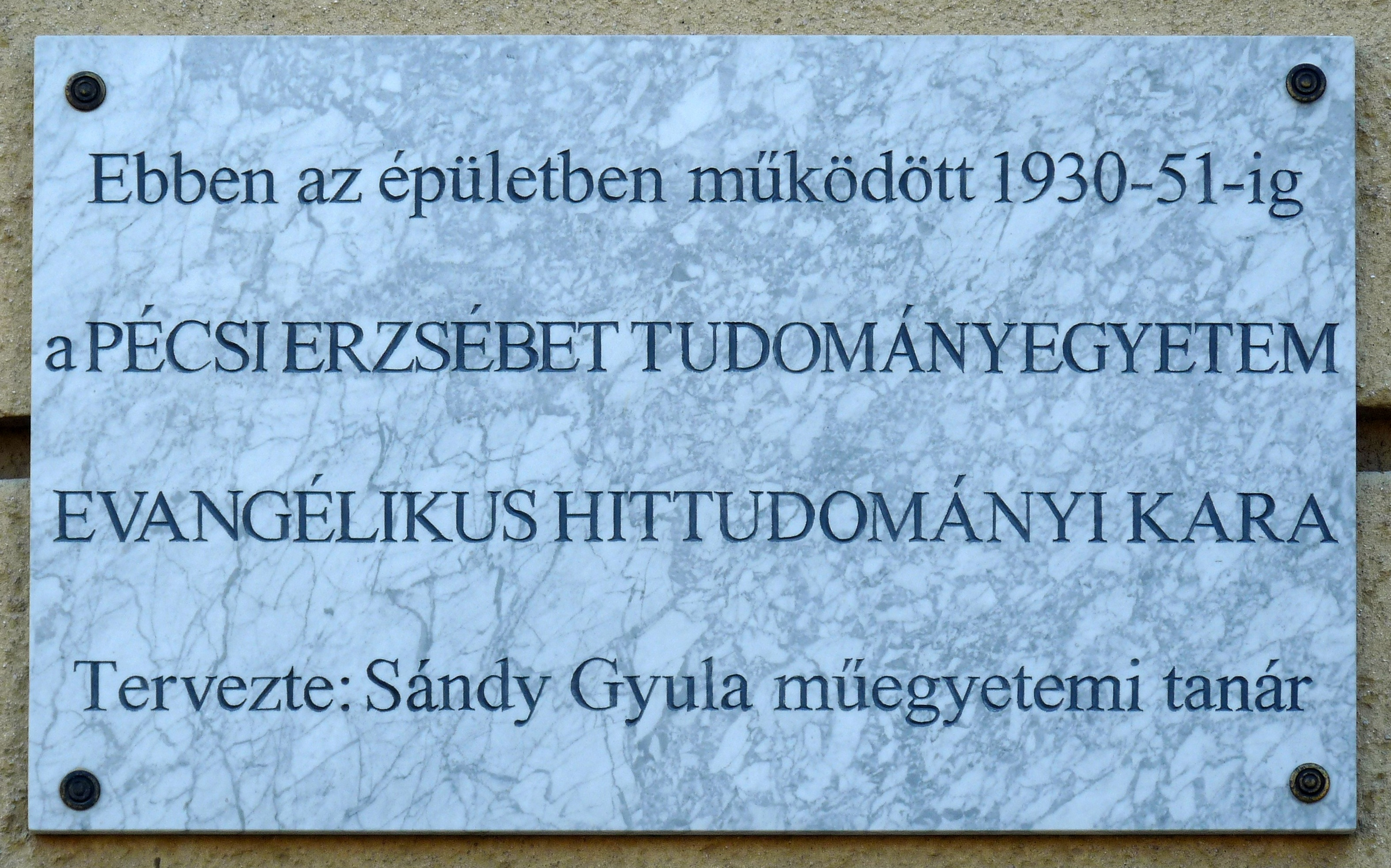
Erzsébet Egyetem Evangélikus Hittudományi Kara Deák tér 78.
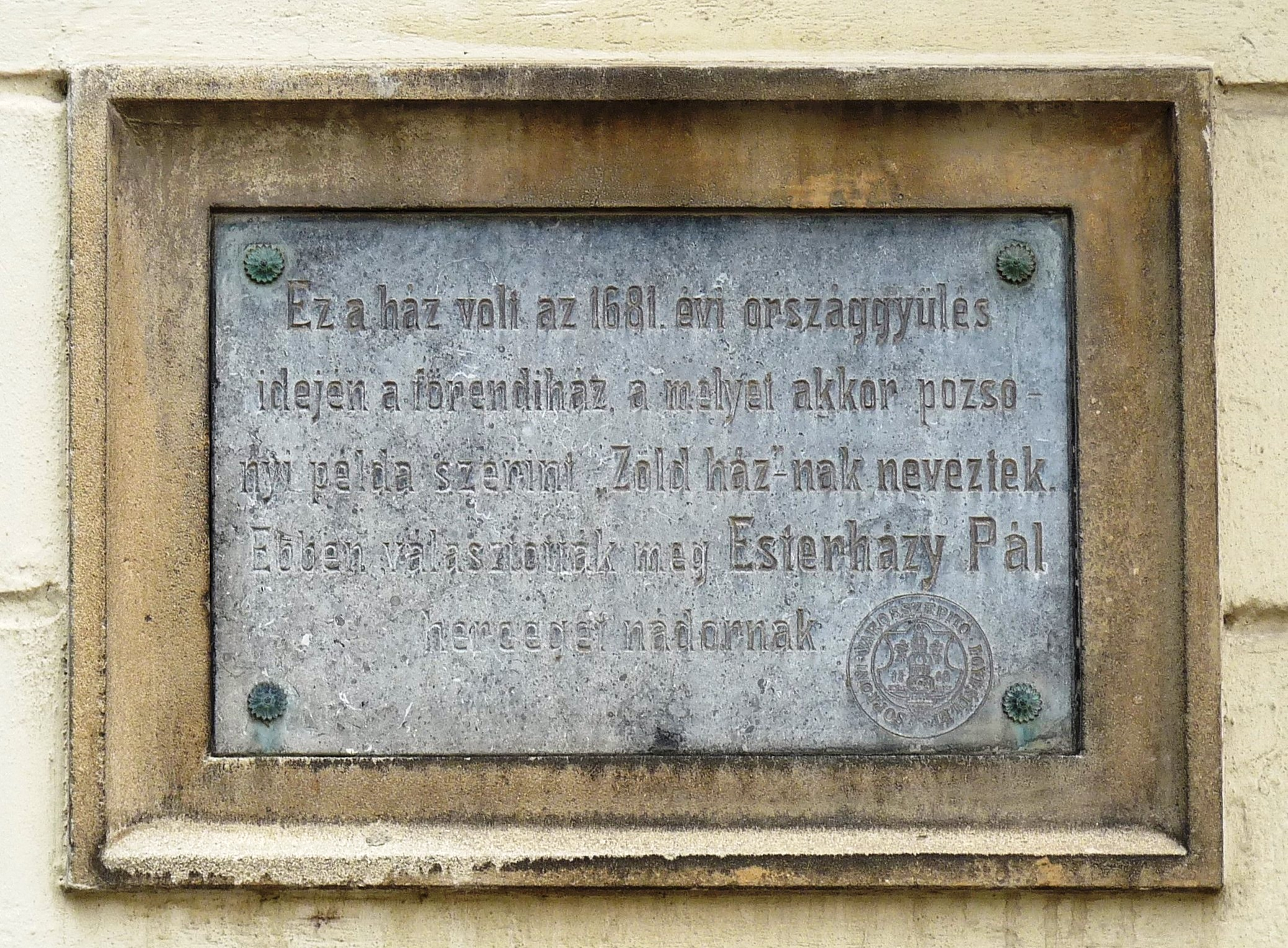
Esterházy Pál Hátsókapu utca 2.
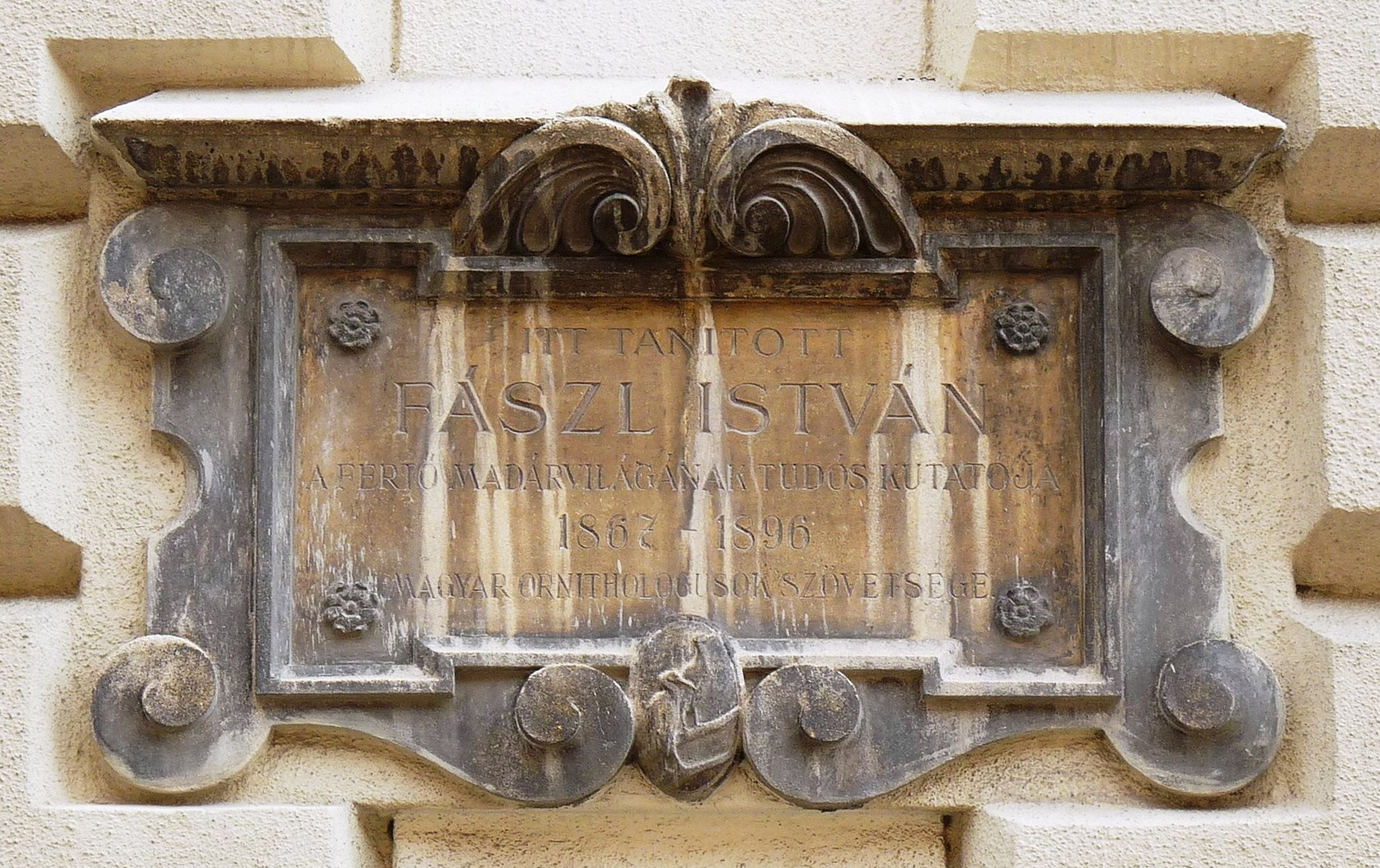
Fászl István Szent György utca 9.
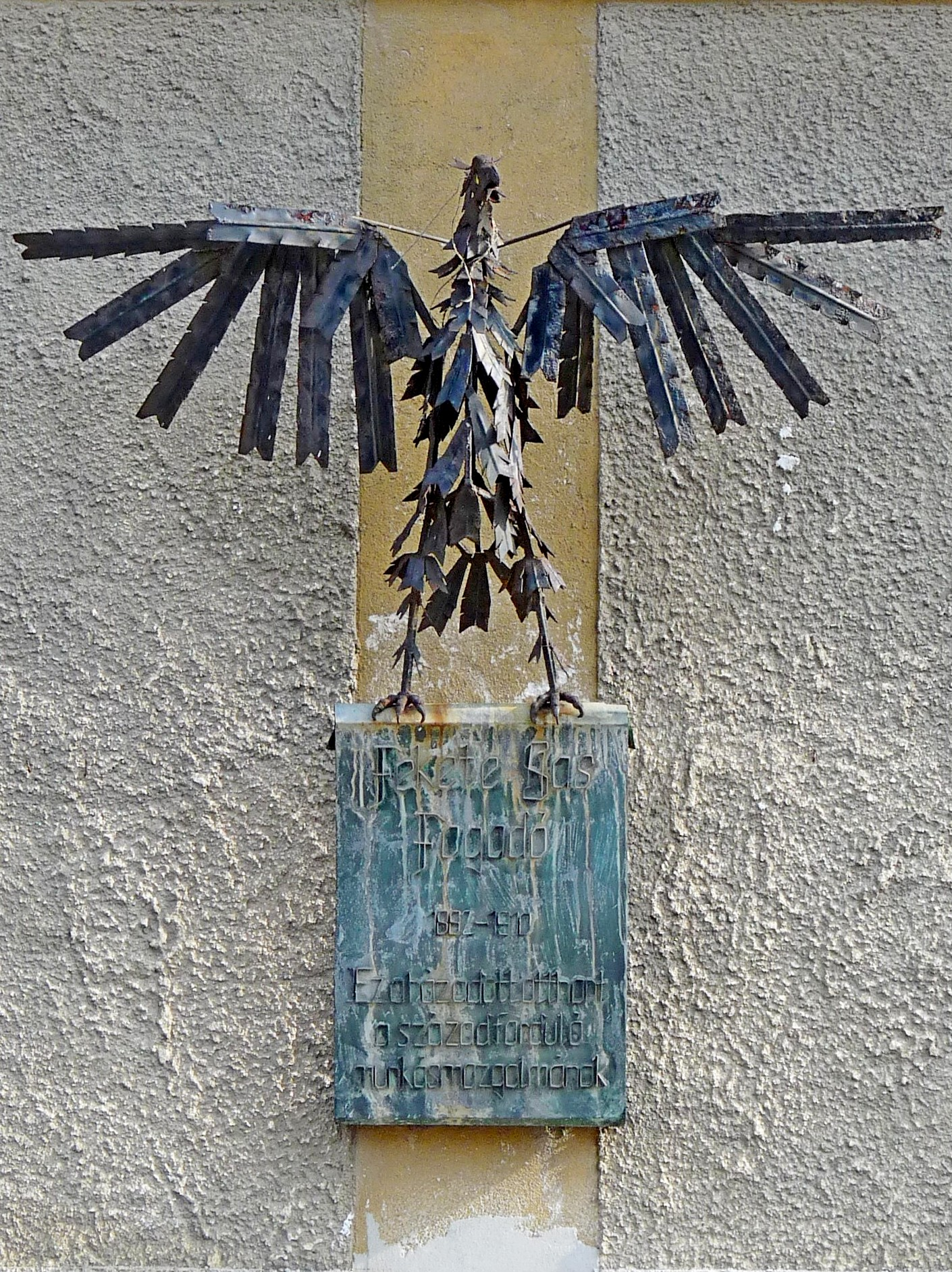
Fekete Sas Fogadó Sas tér 6.
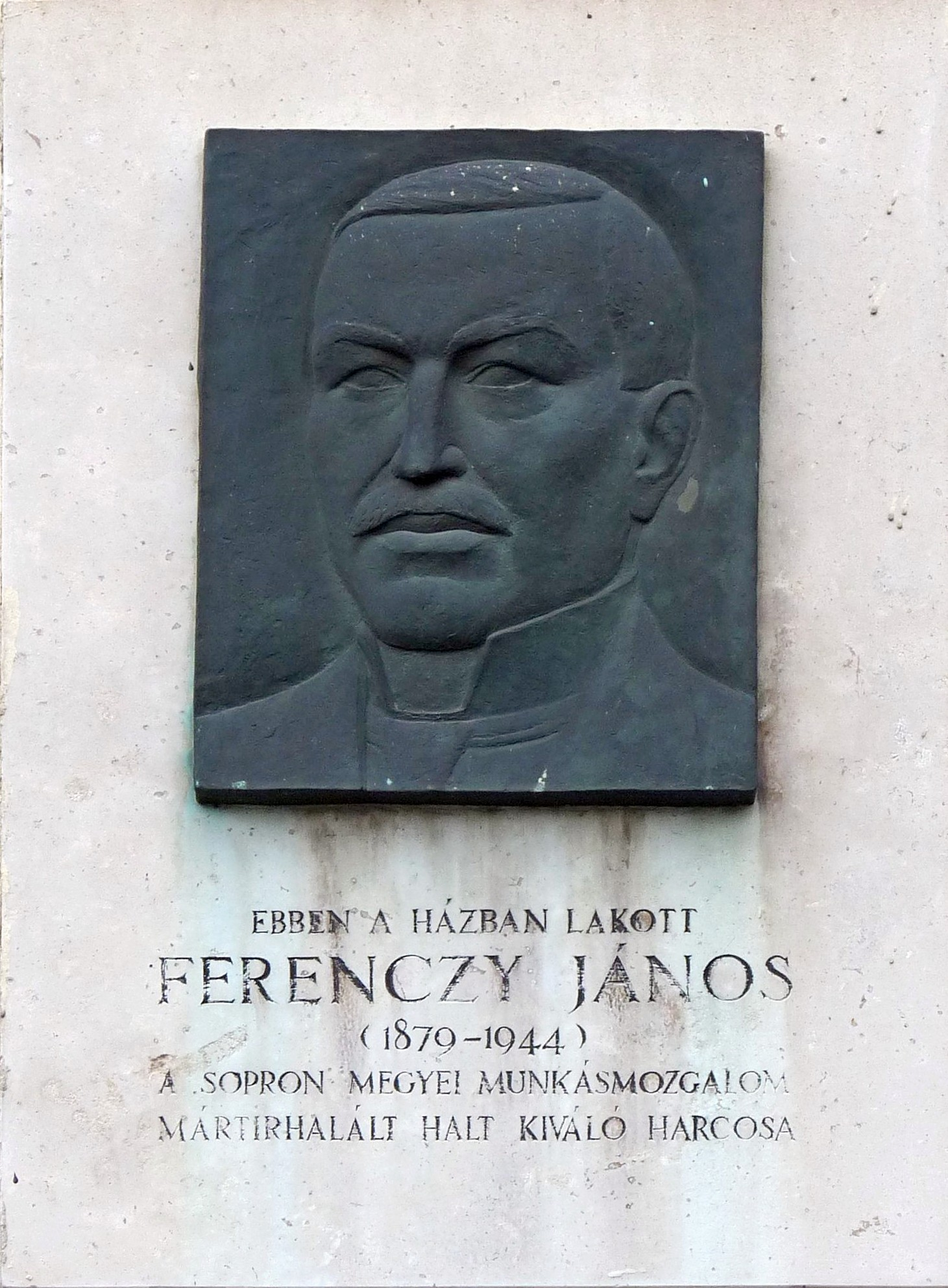
Ferenczy János Újteleki utca 54.
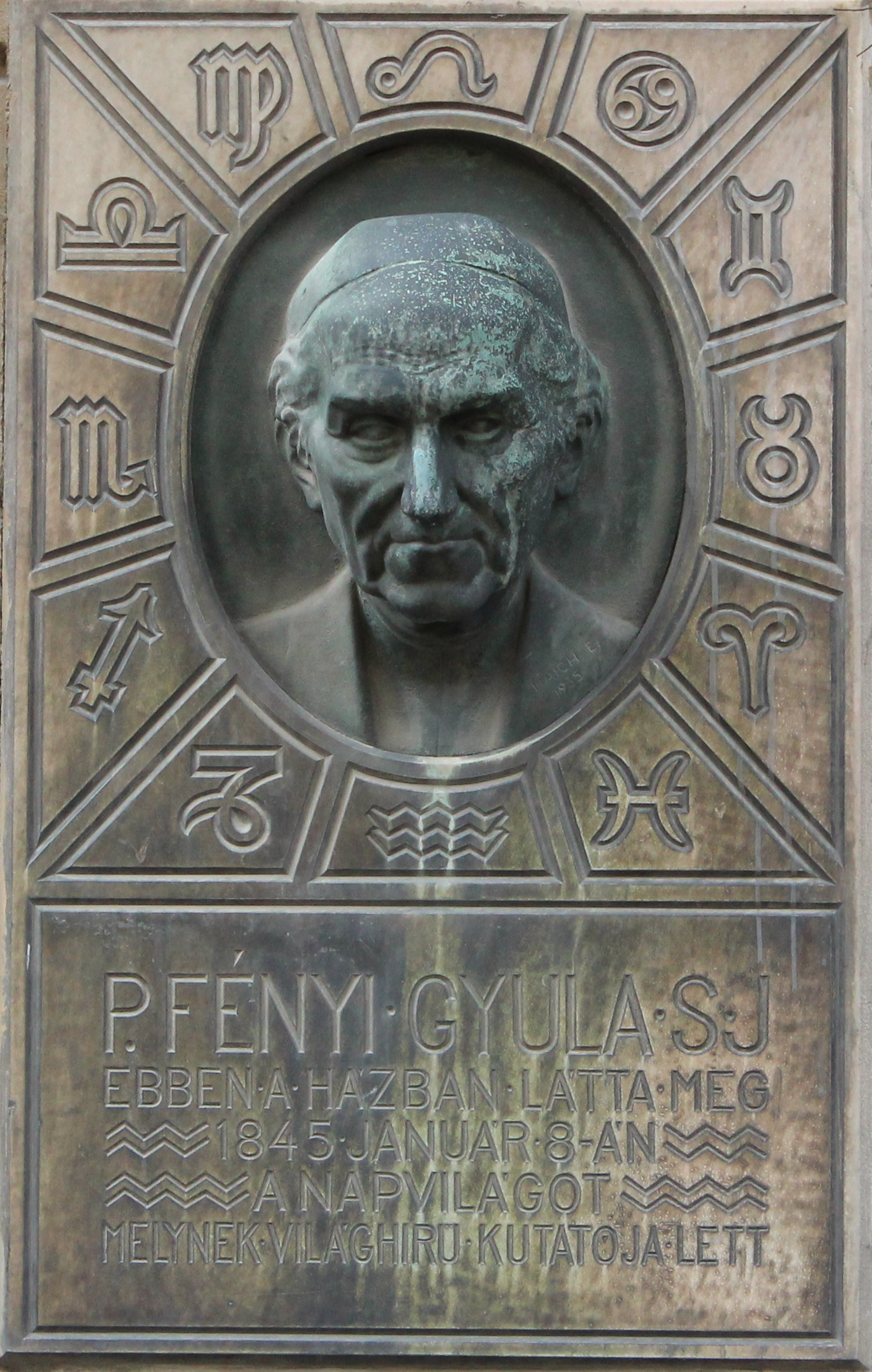
Fényi Gyula Szentlélek utca 3. alkotó: Haich Erzsébet
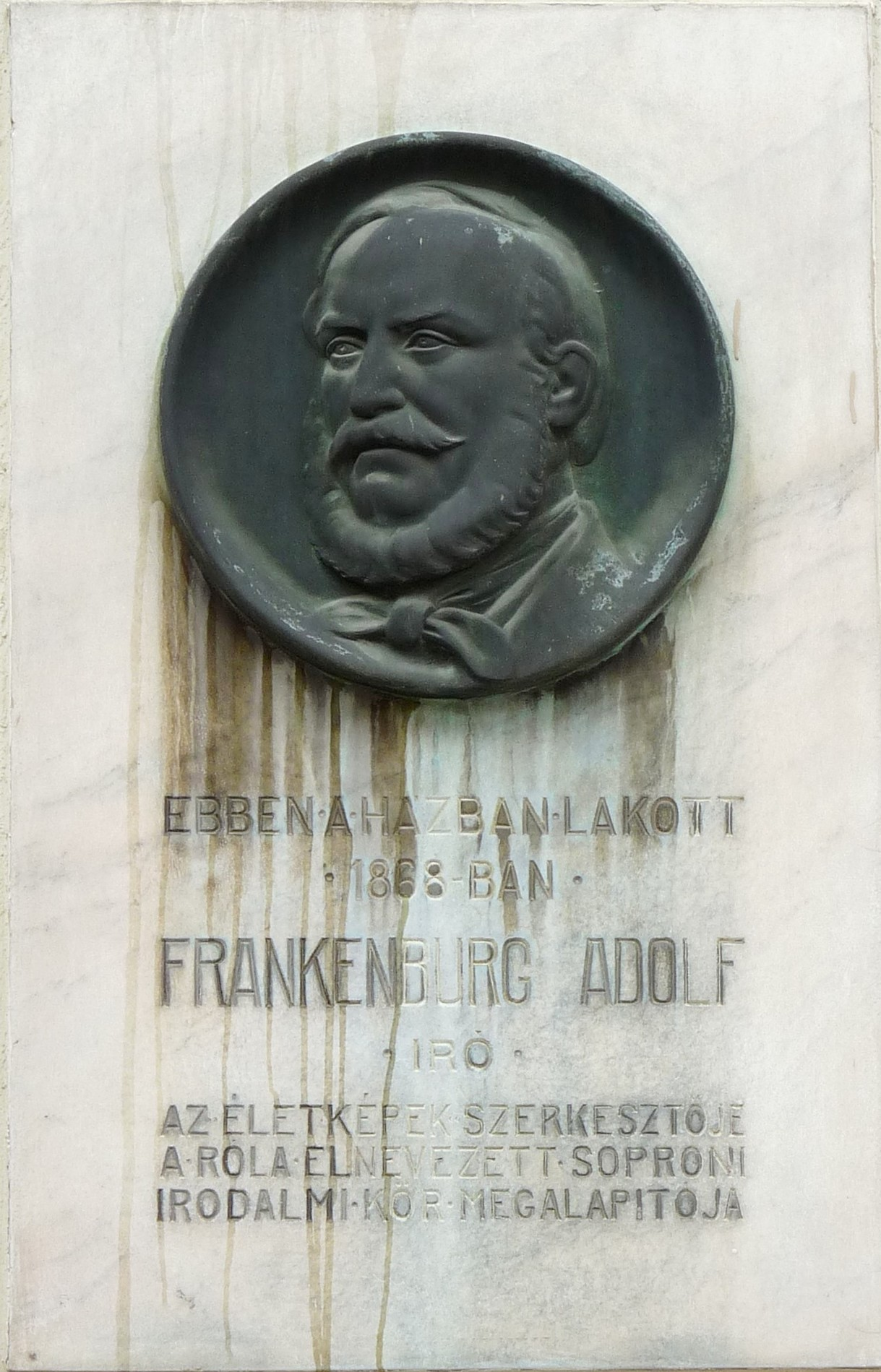
Frankenburg Adolf Szent György utca 24. alkotó: Haich Erzsébet
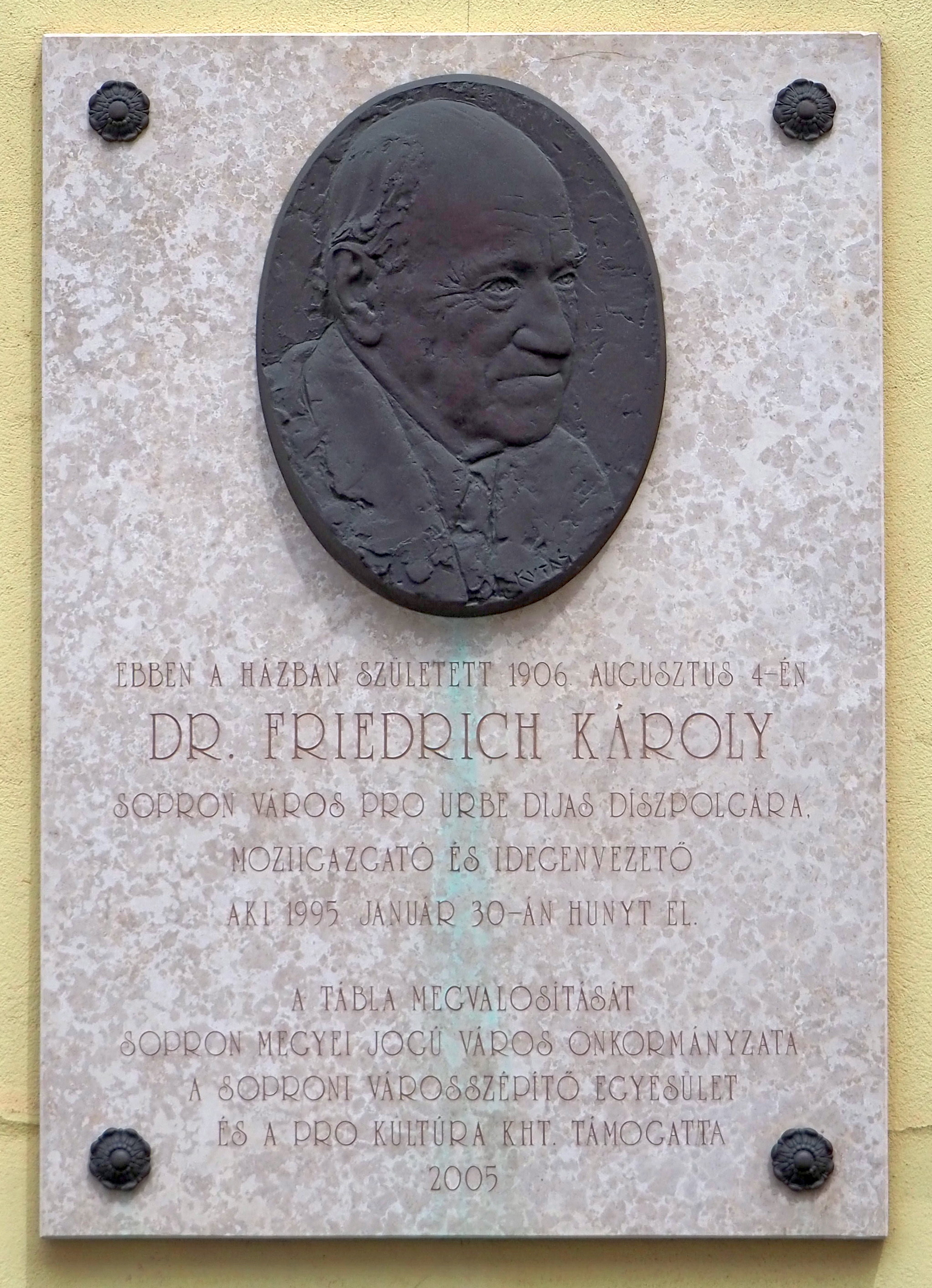
Friedrich Károly Színház utca 32. alkotó: Kutas László
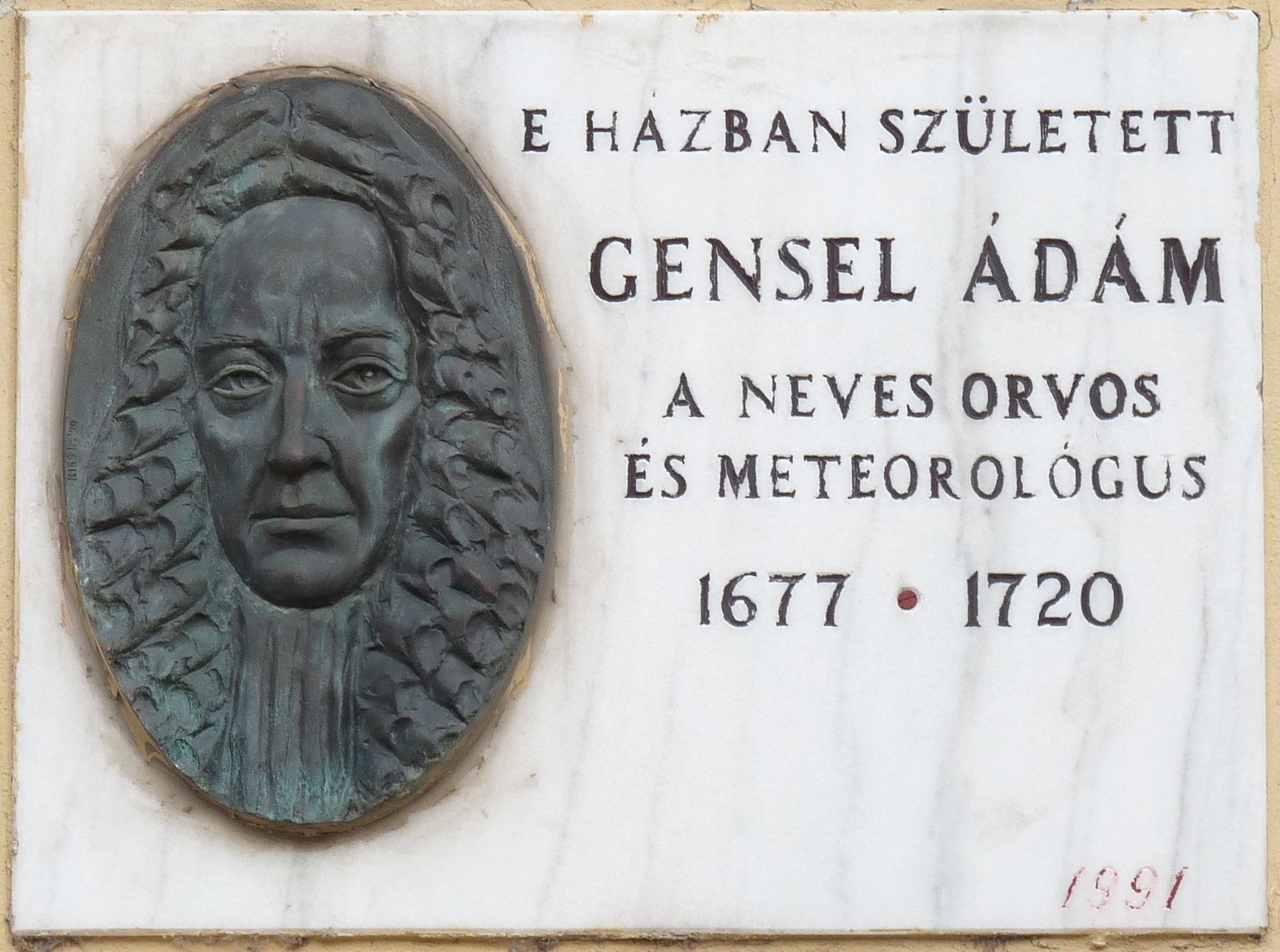
Gensel János Ádám Fő tér 2. alkotó: Kiss László György
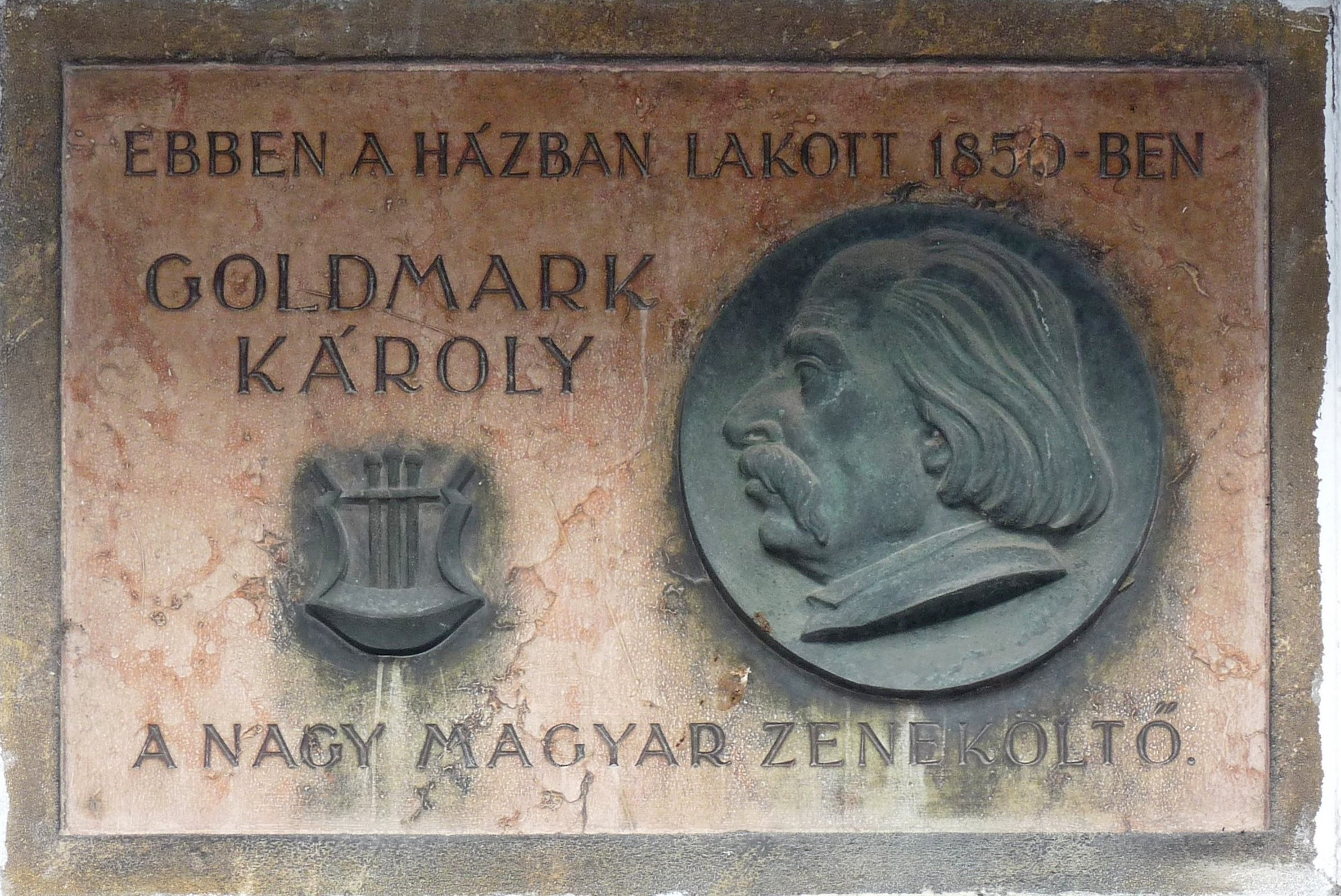
Goldmark Károly Ógabona tér 32. alkotó: Szakál Ernő
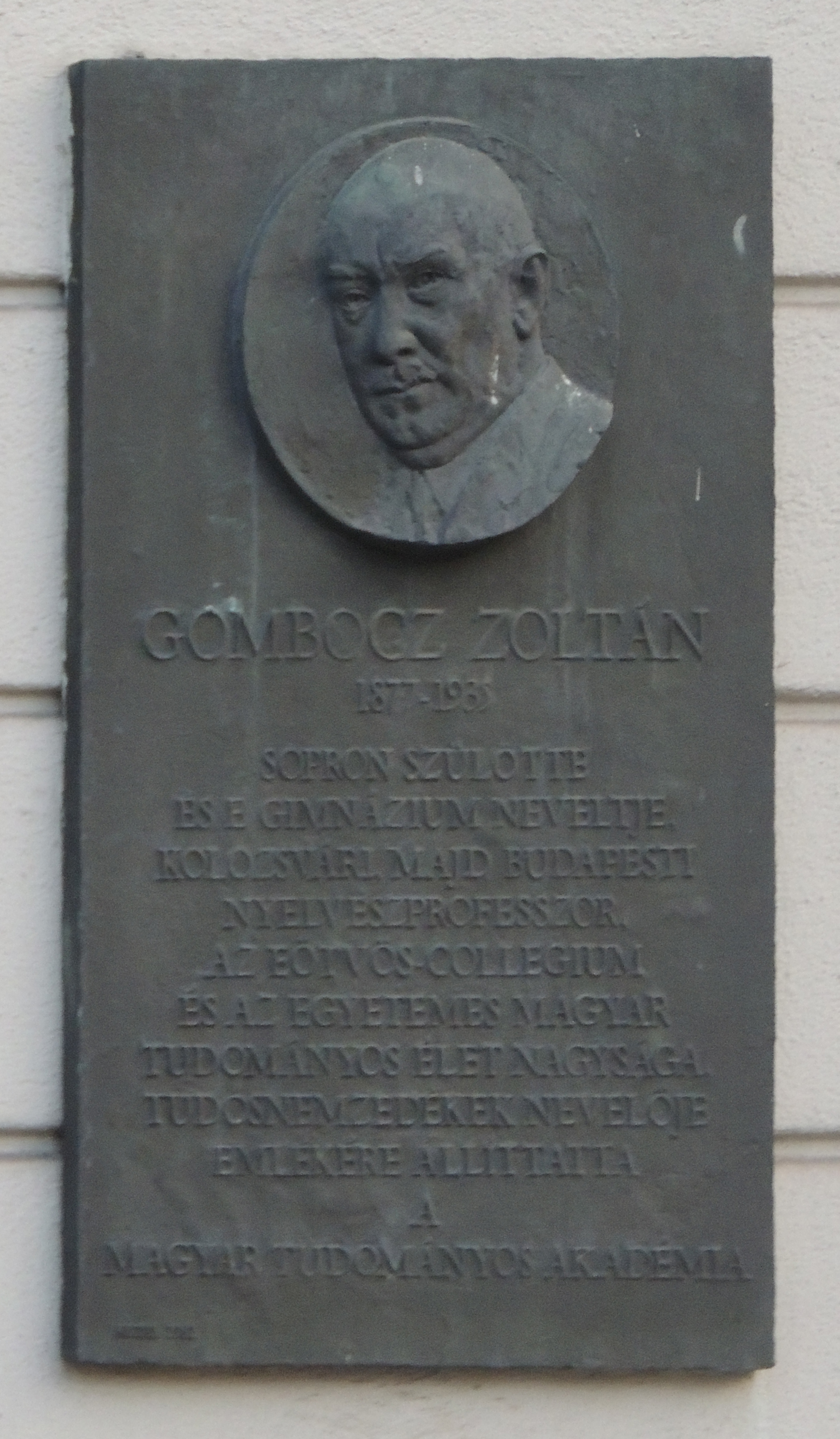
Gombocz Zoltán Széchenyi tér 11. alkotó: Kutas László
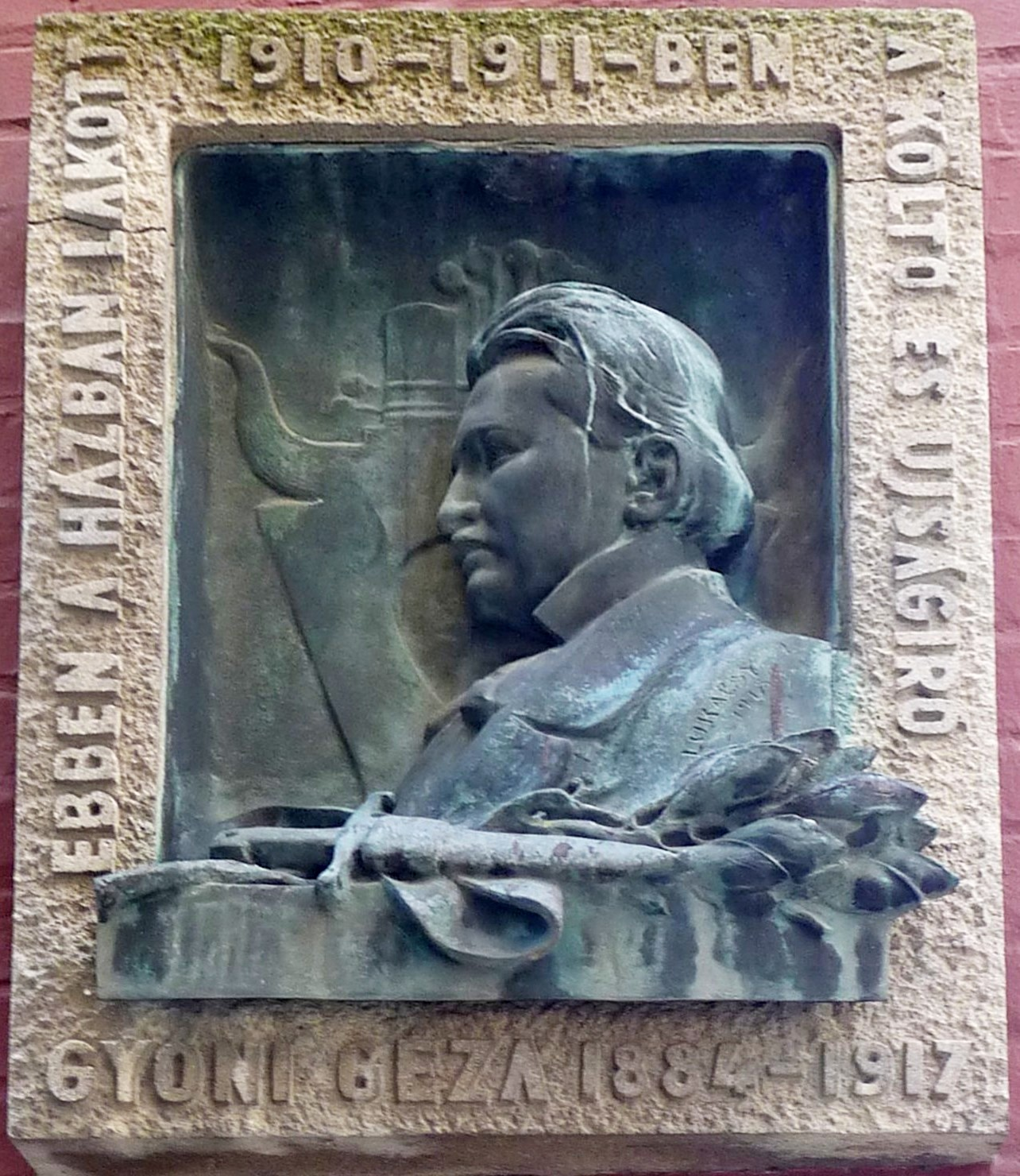
Gyóni Géza Orsolya tér 1. alkotó: Lukácsy Lajos
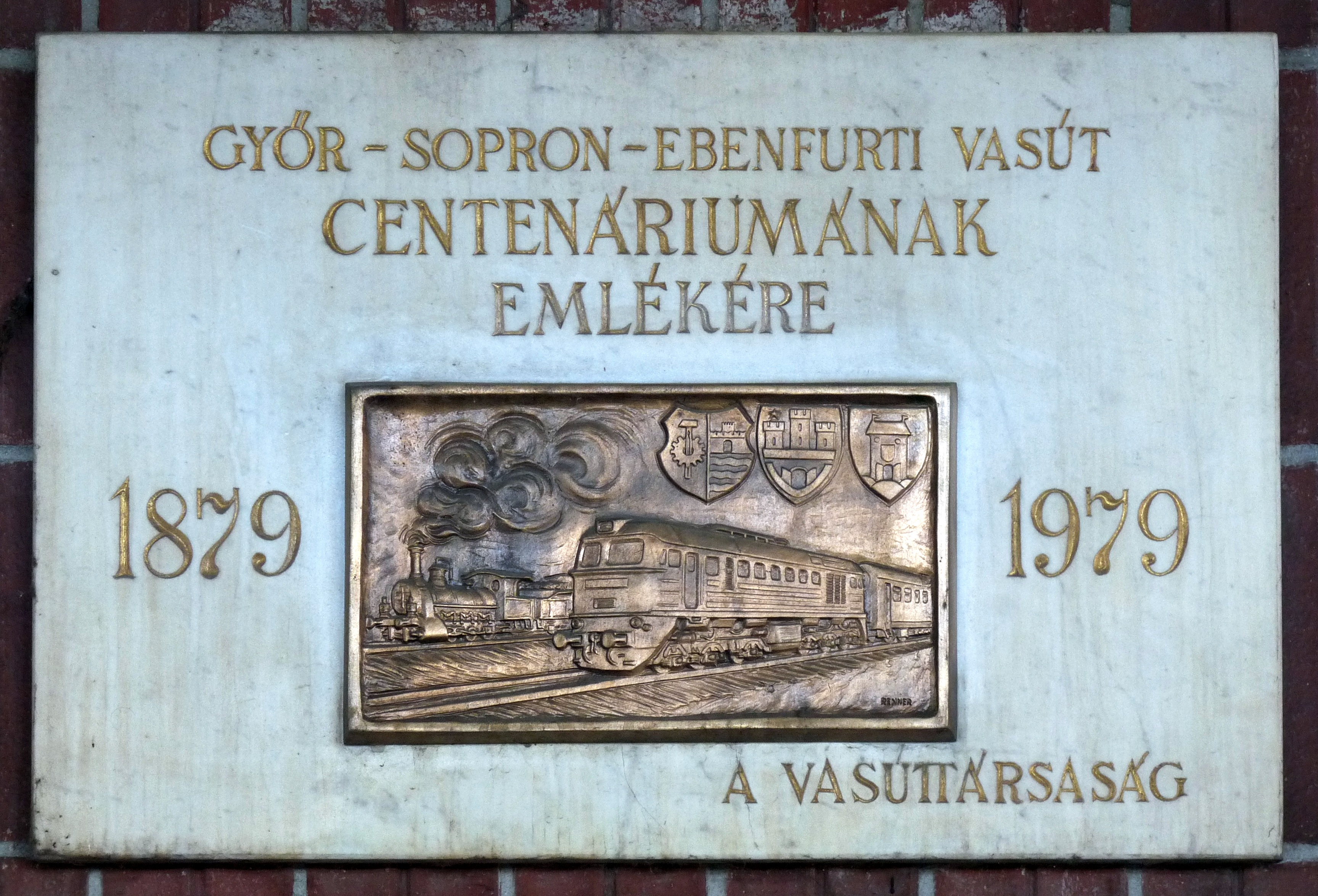
GYSEV centenáriuma Állomás utca 2. alkotó: Renner Kálmán
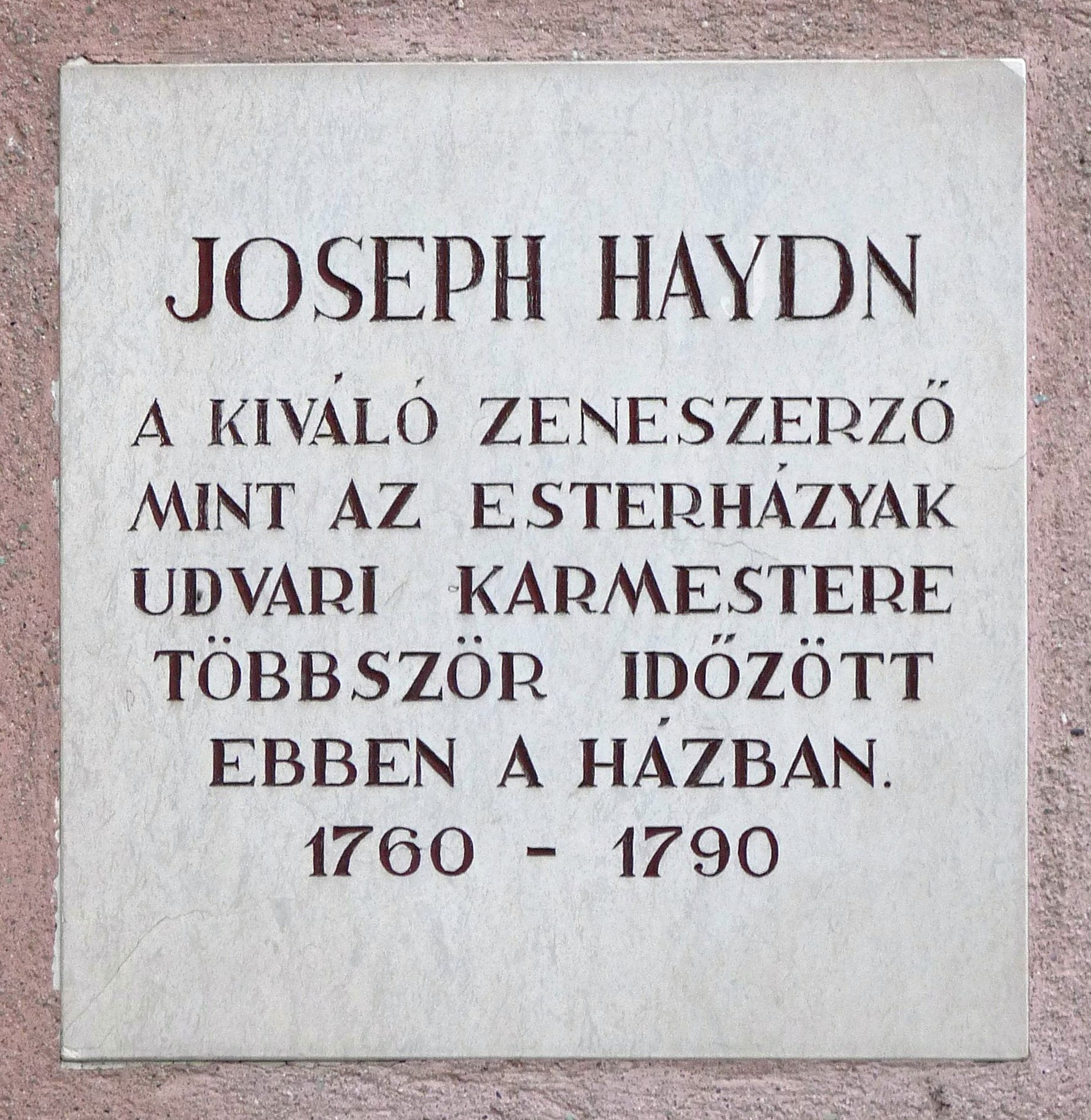
Joseph Haydn Templom utca 4.
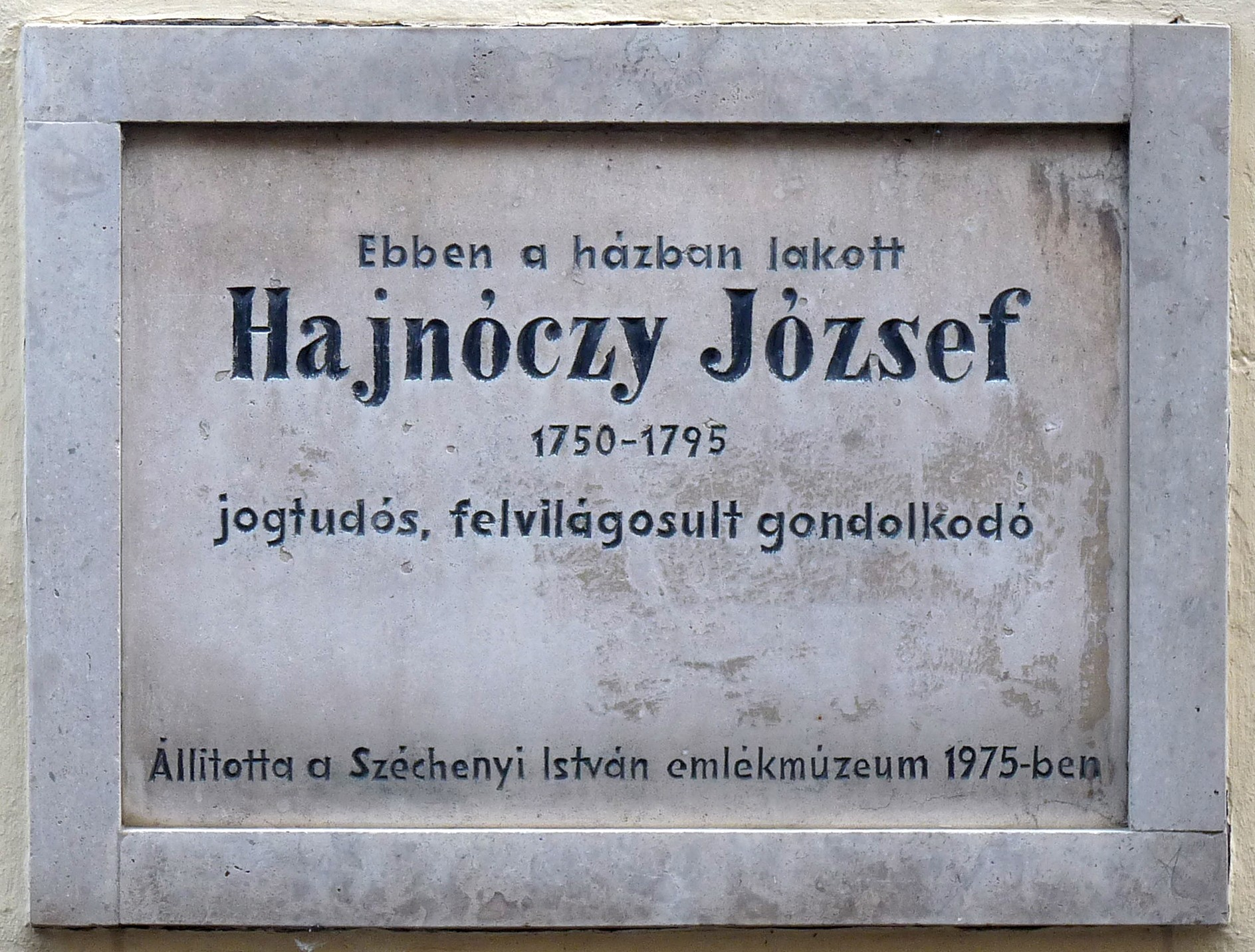
Hajnóczy József Templom utca 19.
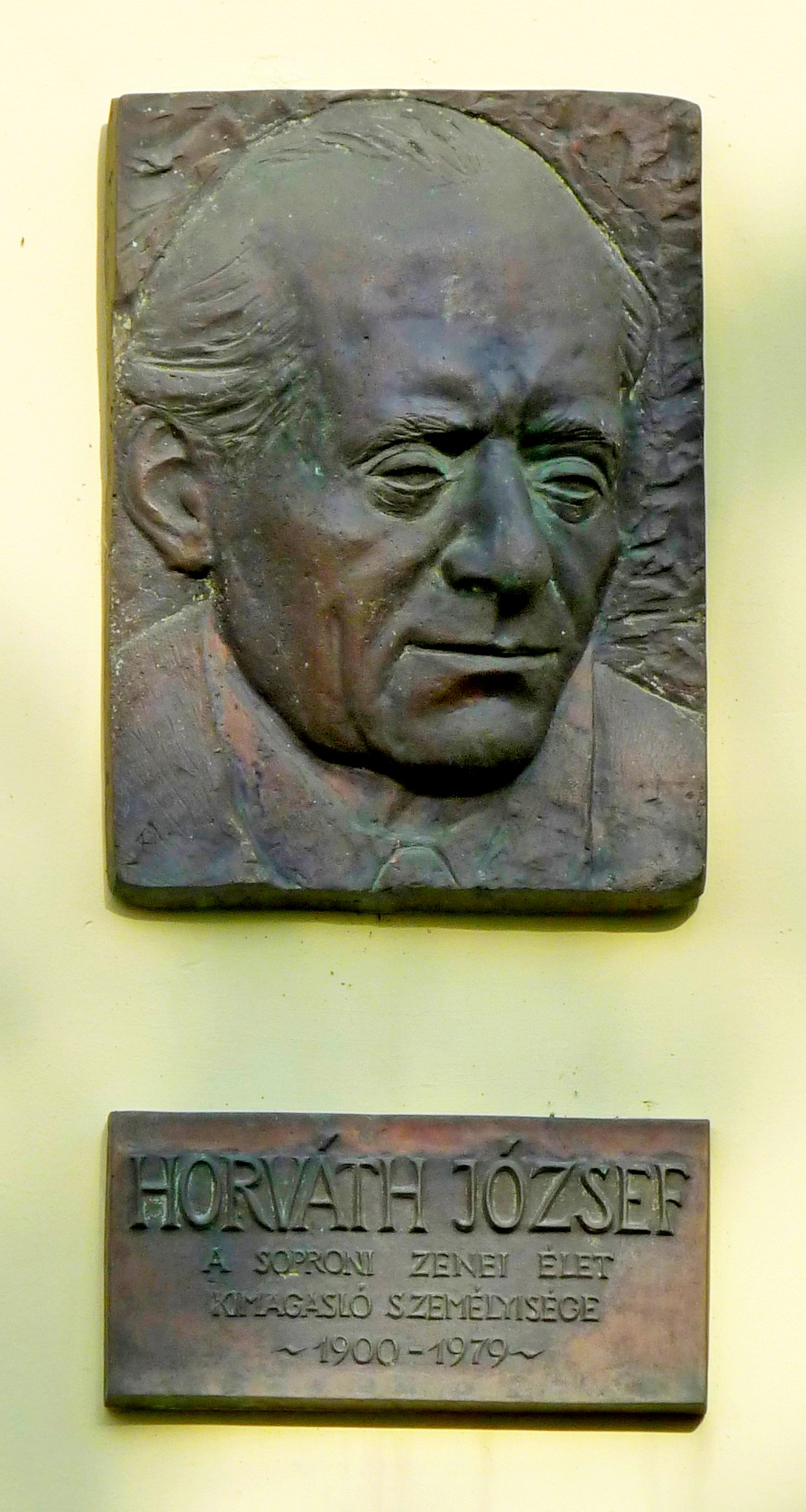
Horváth József Szélmalom utca 17. alkotó:
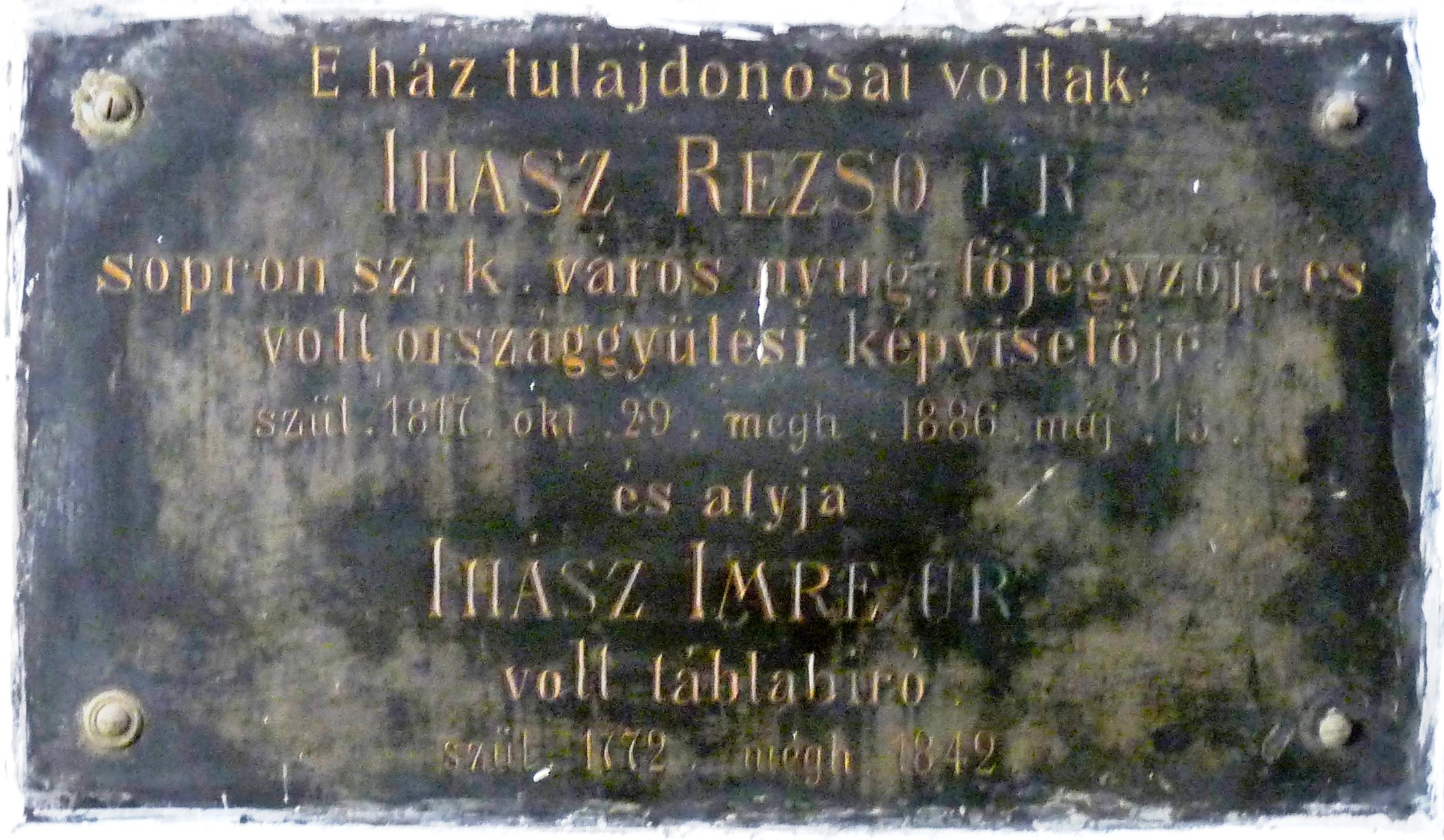
Ihász Rezső és apja, Ihász Imre Hátsókapu utca 2.
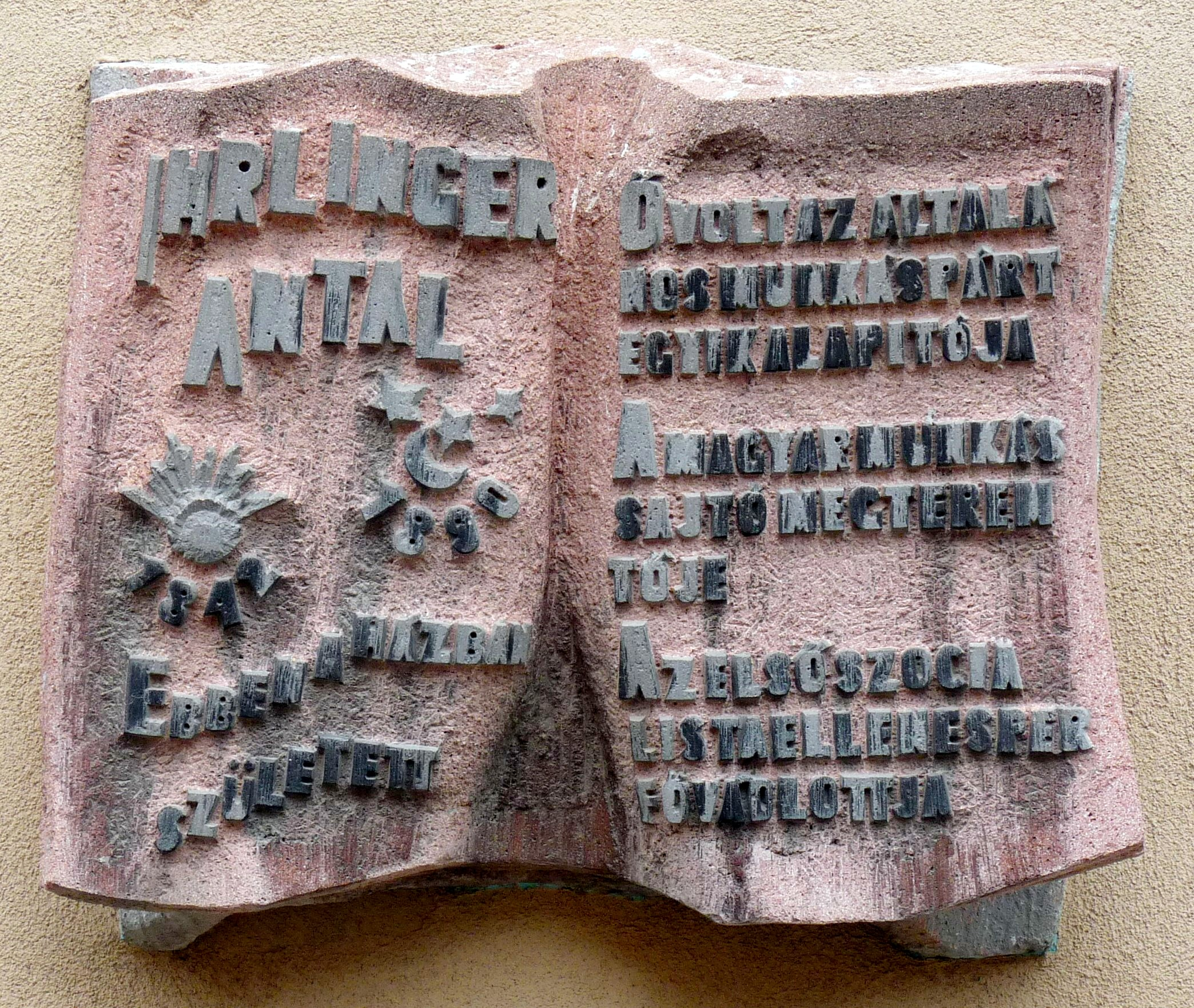
Ihrlinger Antal Halász utca 5.
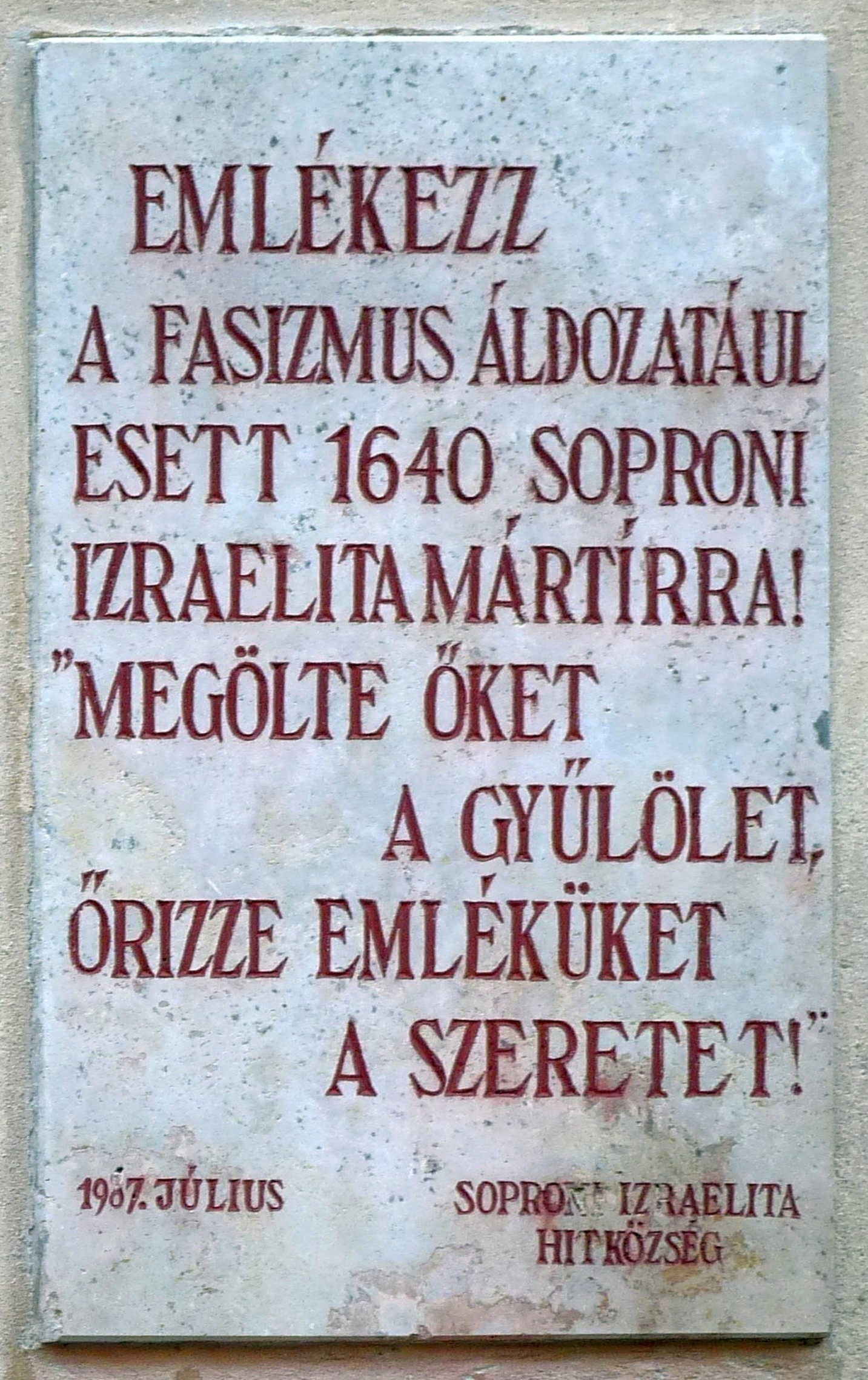
izraelita mártírok Új utca 22.
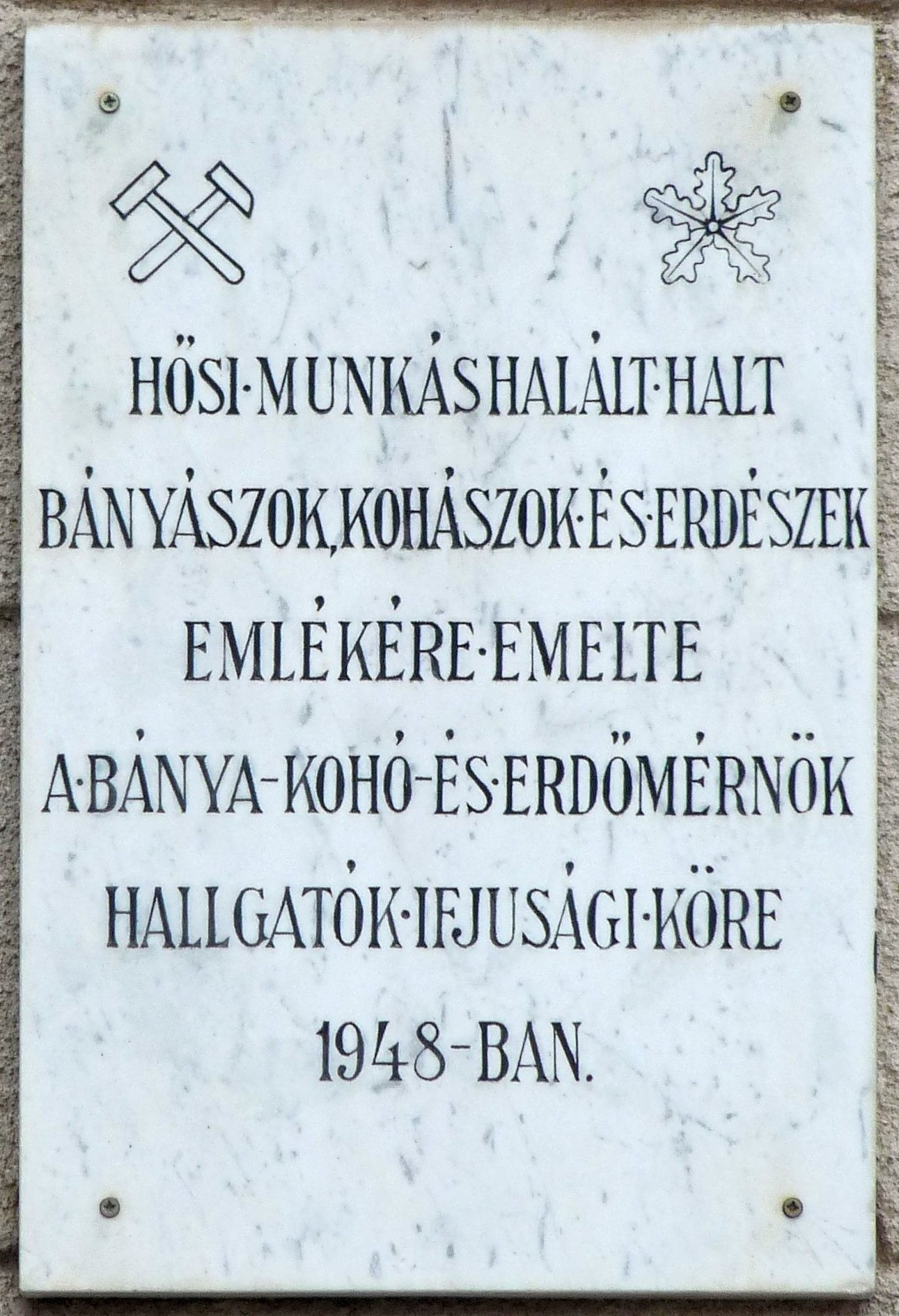
hősi halott bányászok, kohászok és erdészek Rákóczi Ferenc utca 13.
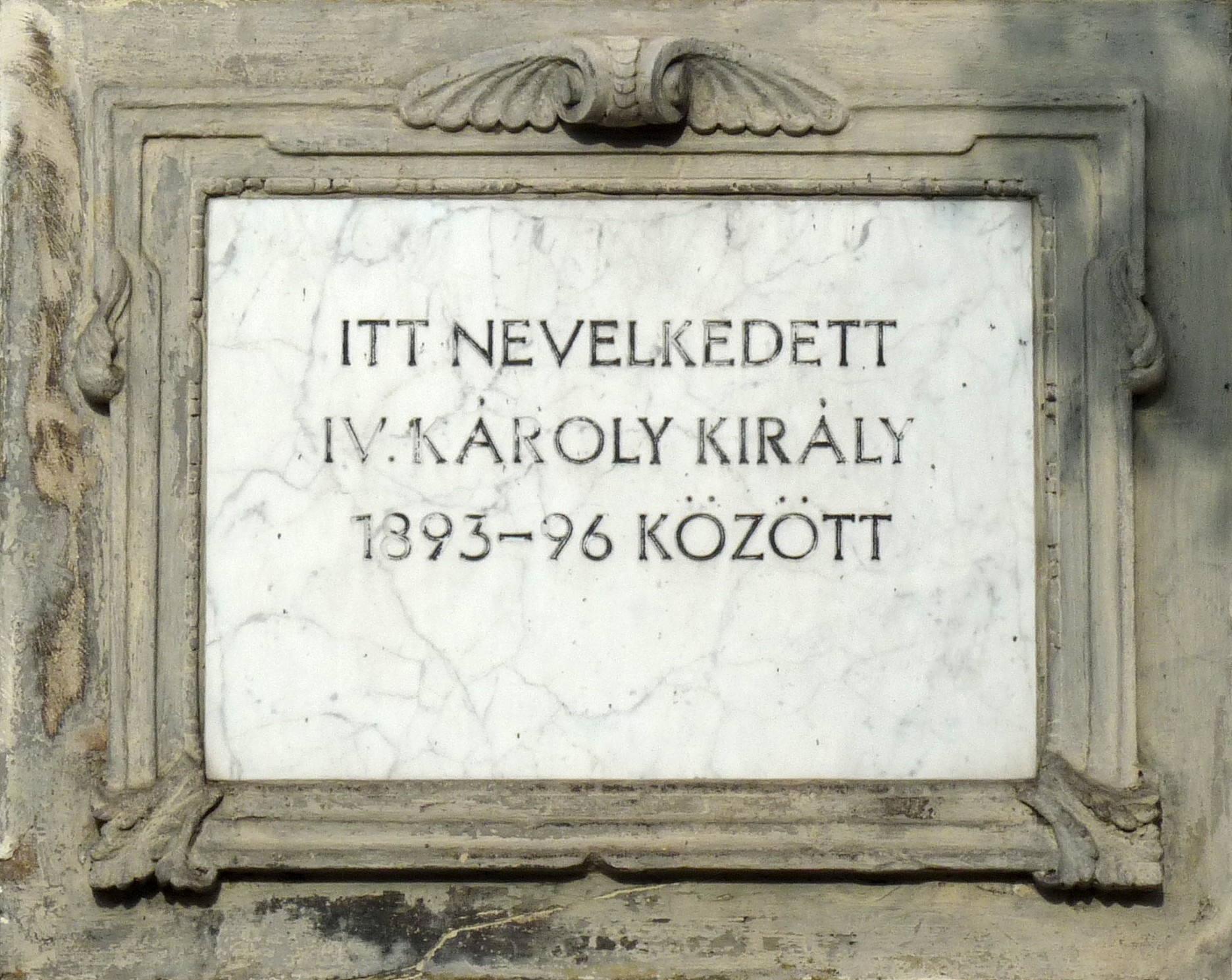
IV. Károly magyar király Petőfi tér 5.
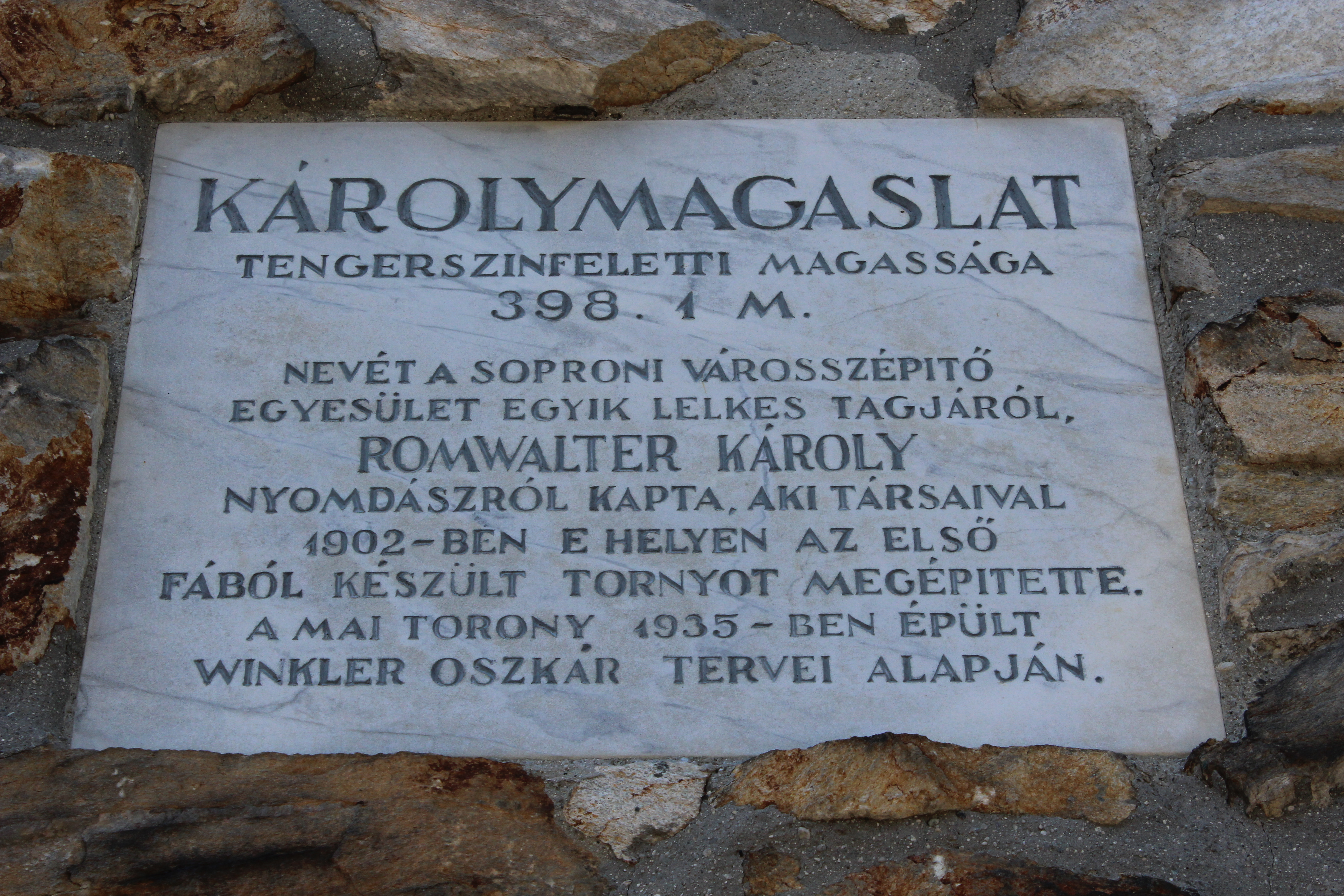
Károly-kilátó Károly-magaslat
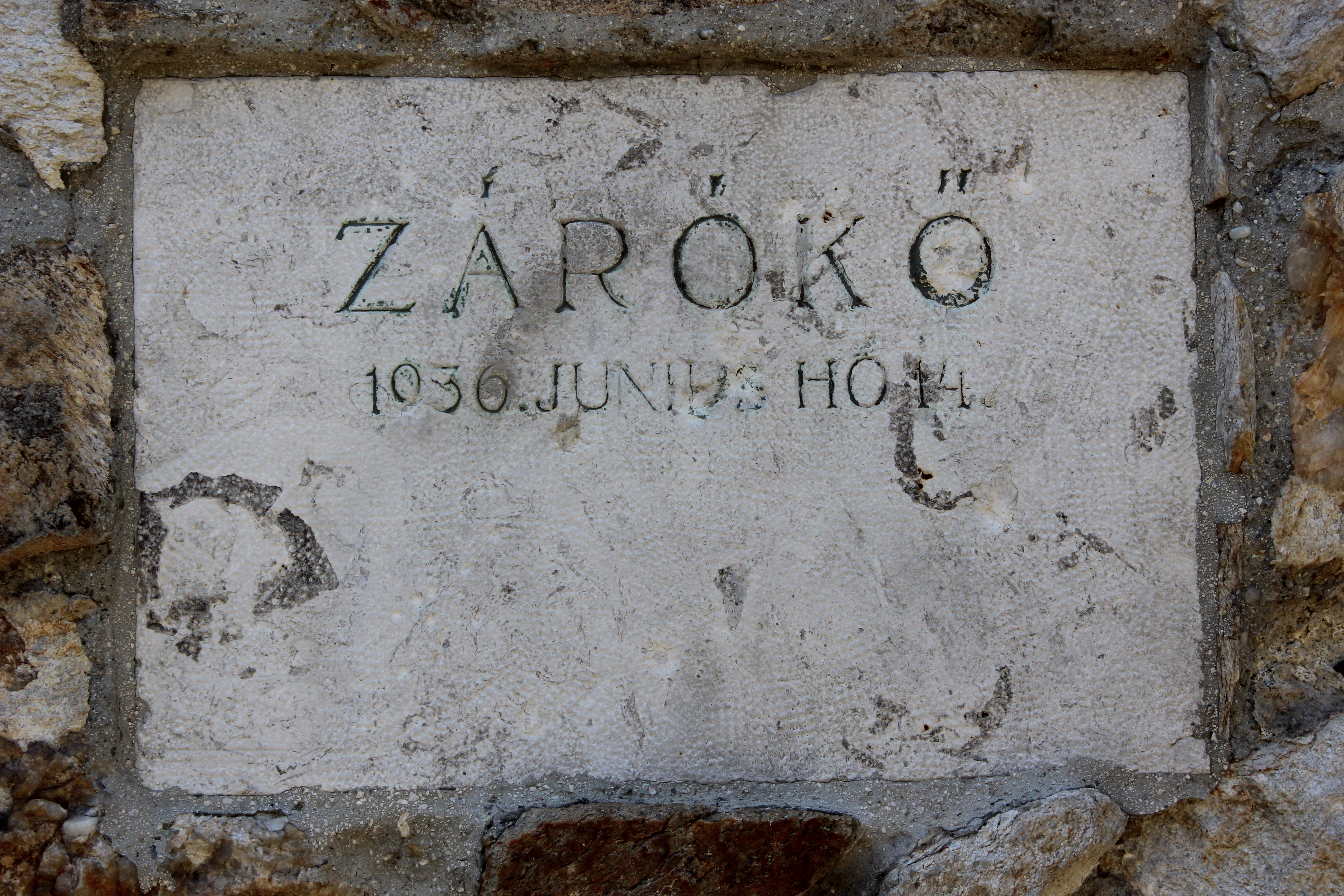
Károly-kilátó zárókő Károly-magaslat
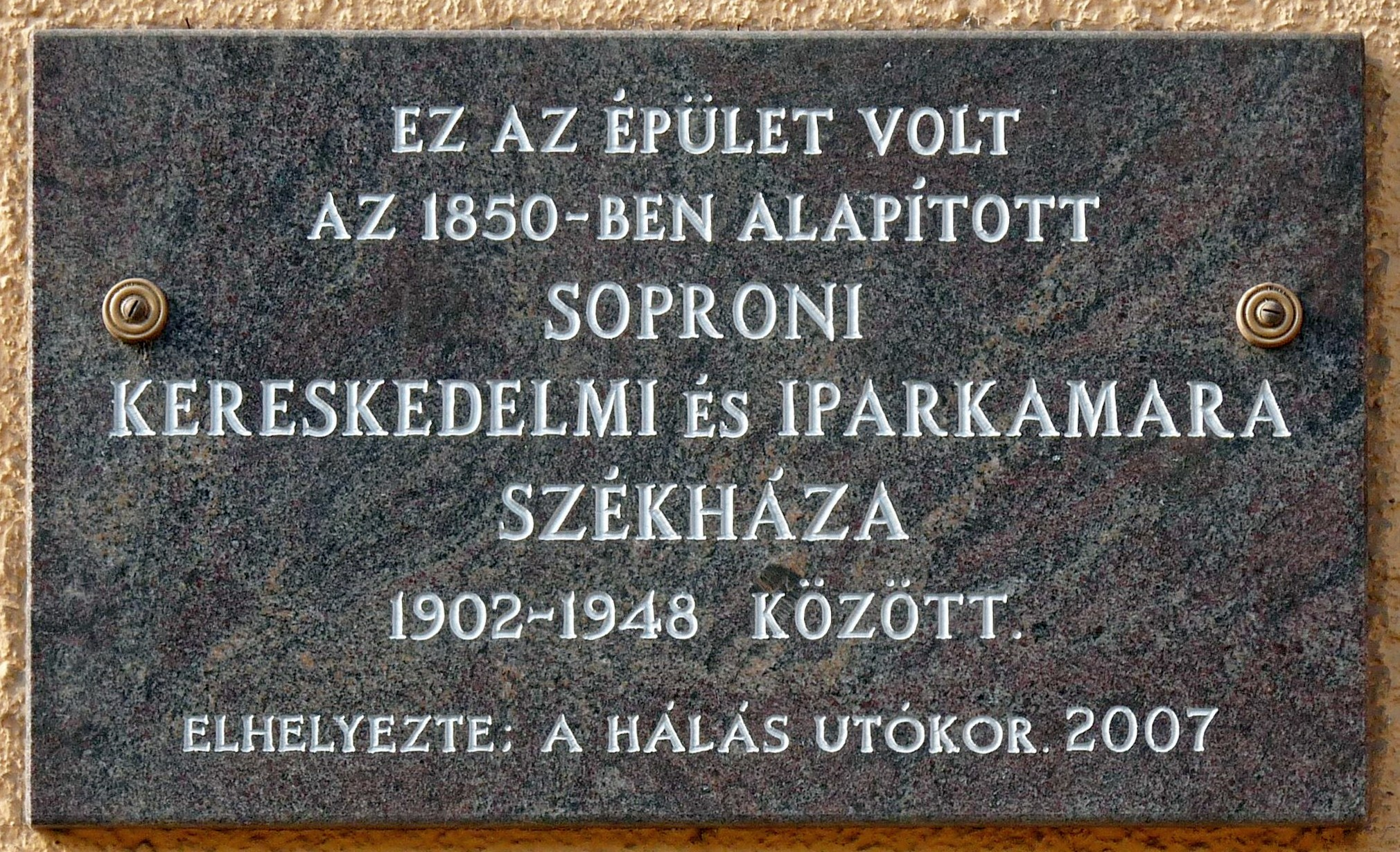
Kereskedelmi és Iparkamara Lackner Kristóf utca 5.
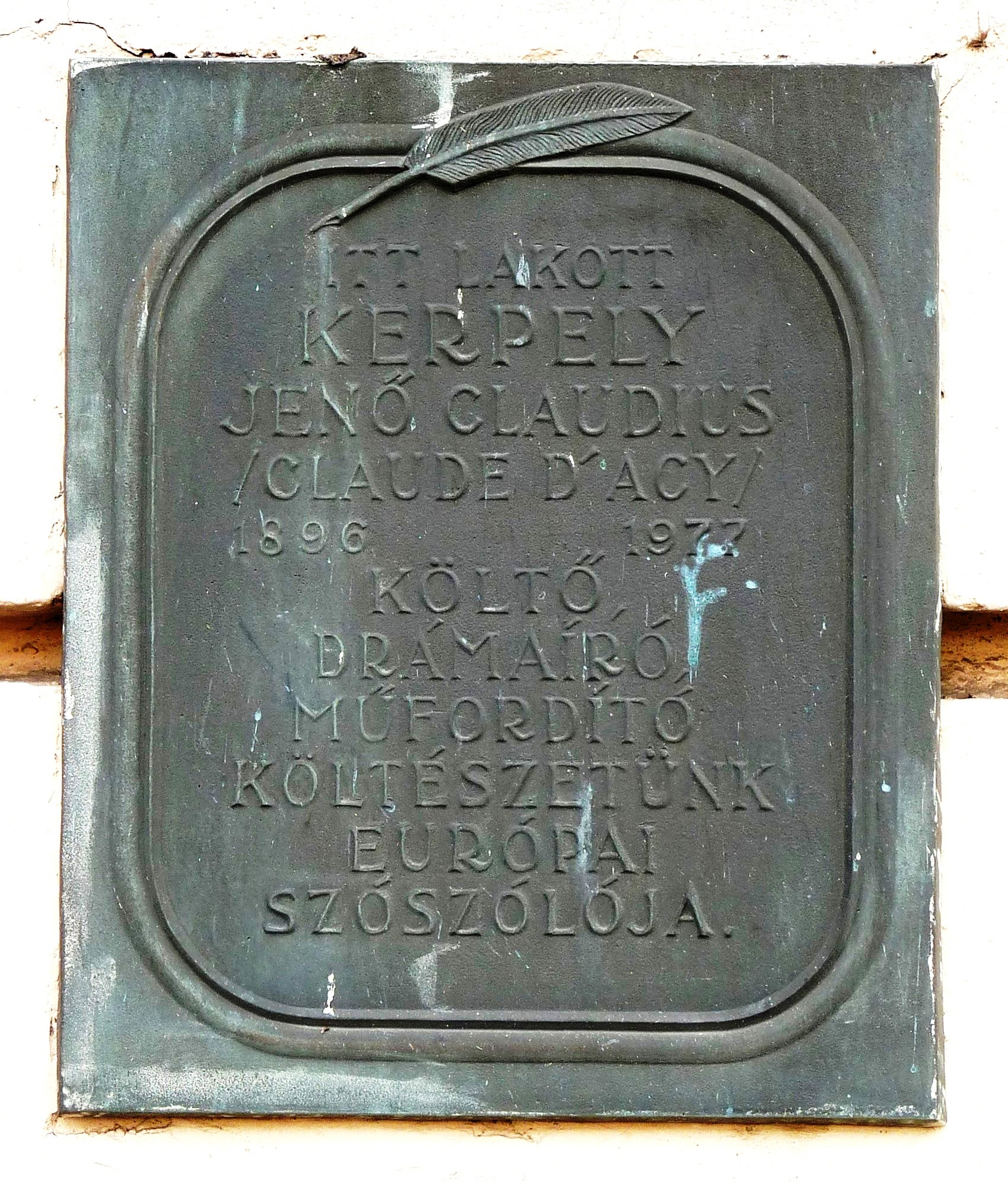
Kerpel Jenő Várkerület 65.
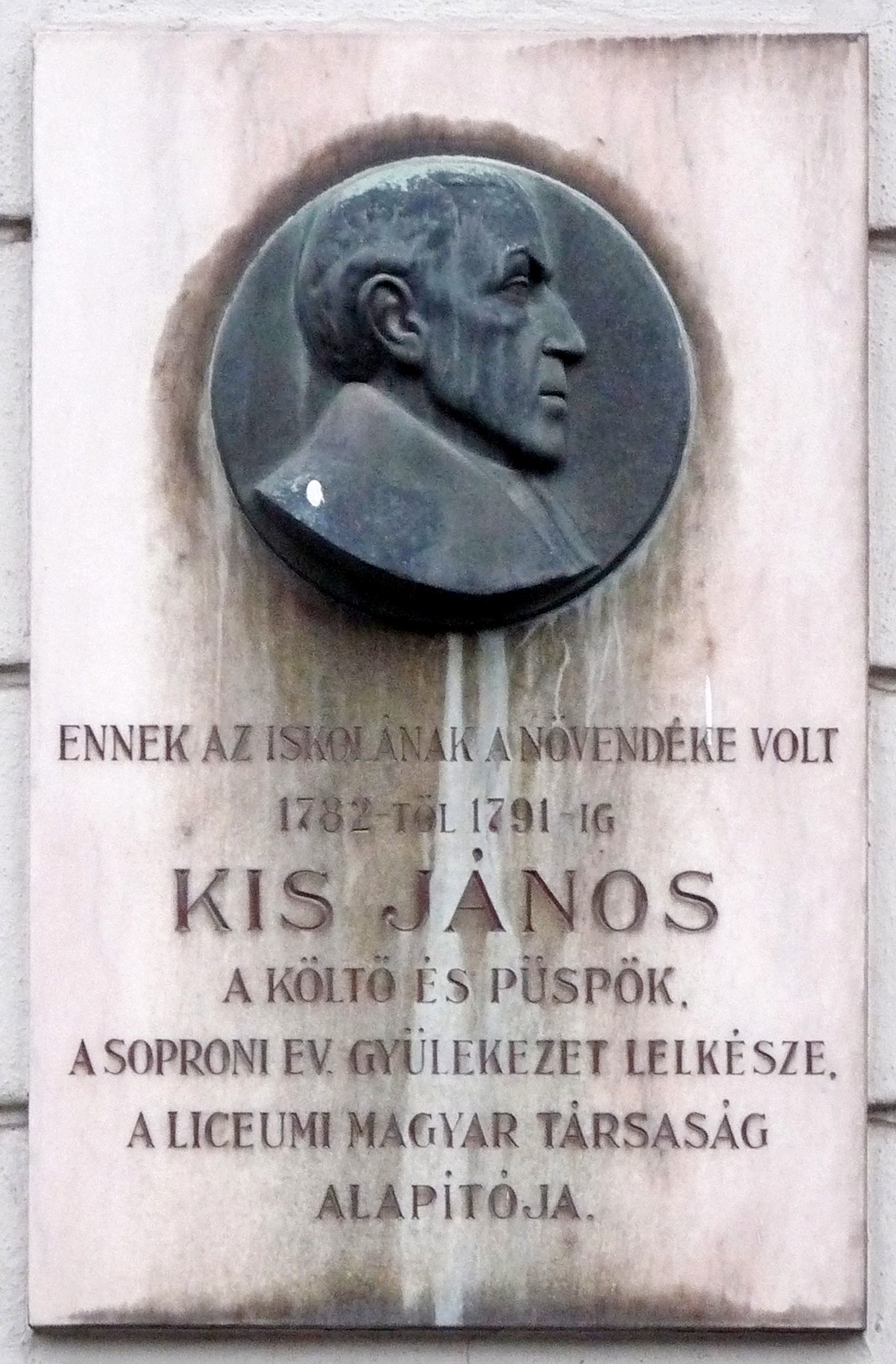
Kis János Széchenyi tér 11. alkotó: Merész Károly és Renner Kálmán
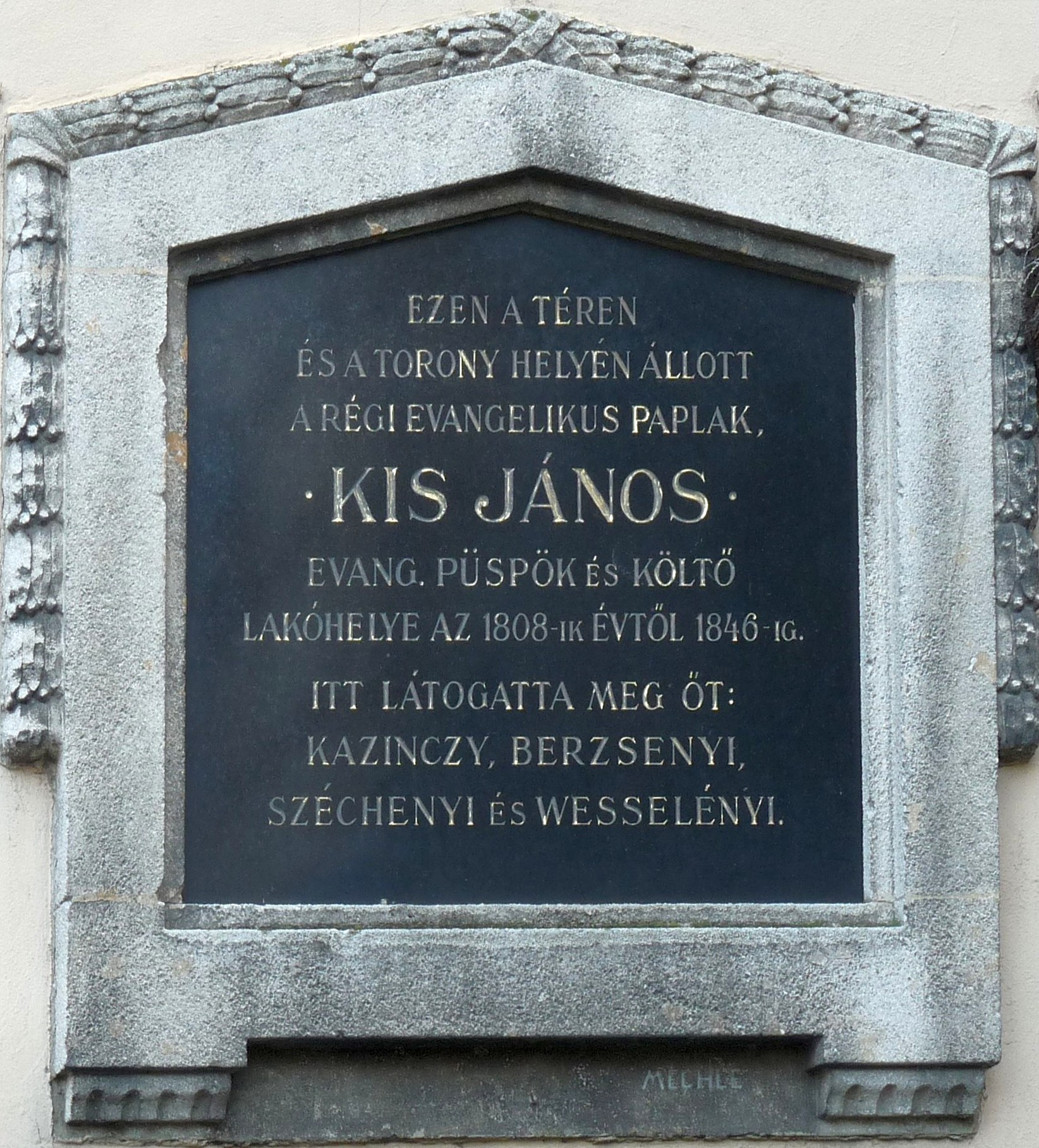
Kis János Templom utca 12.
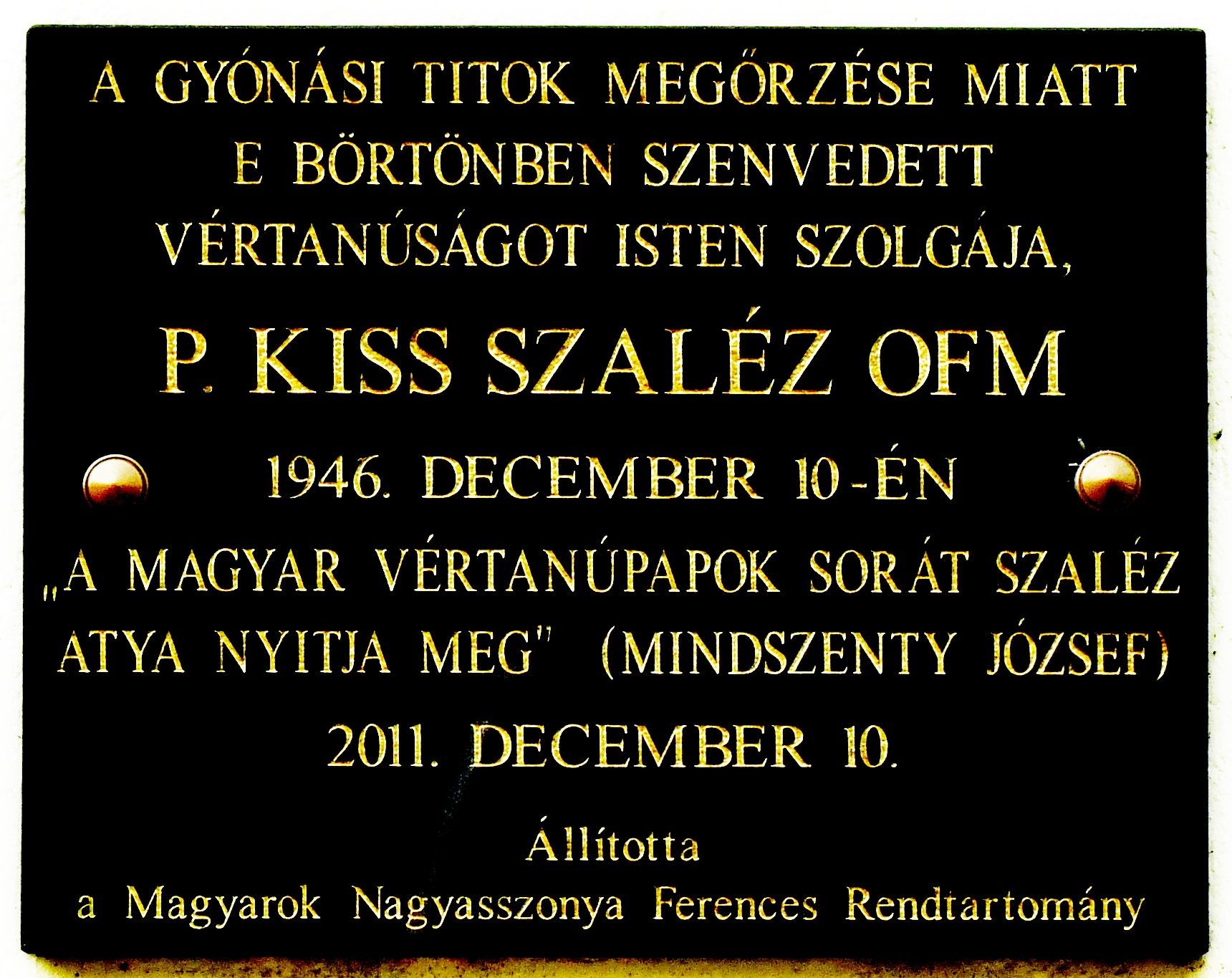
Kiss Szaléz Pesti Barnabás utca 25.
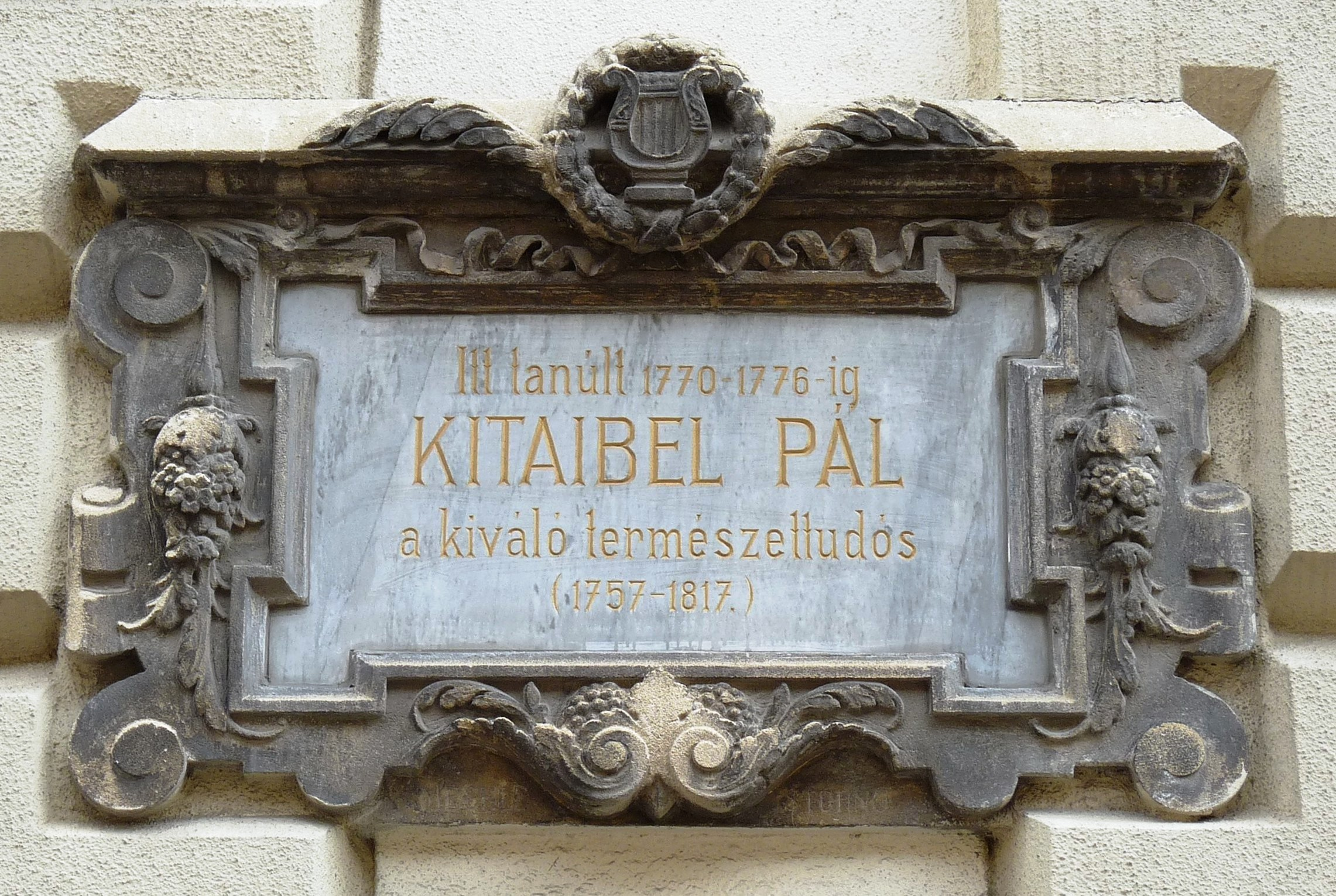
Kitaibel Pál Szent György utca 9.
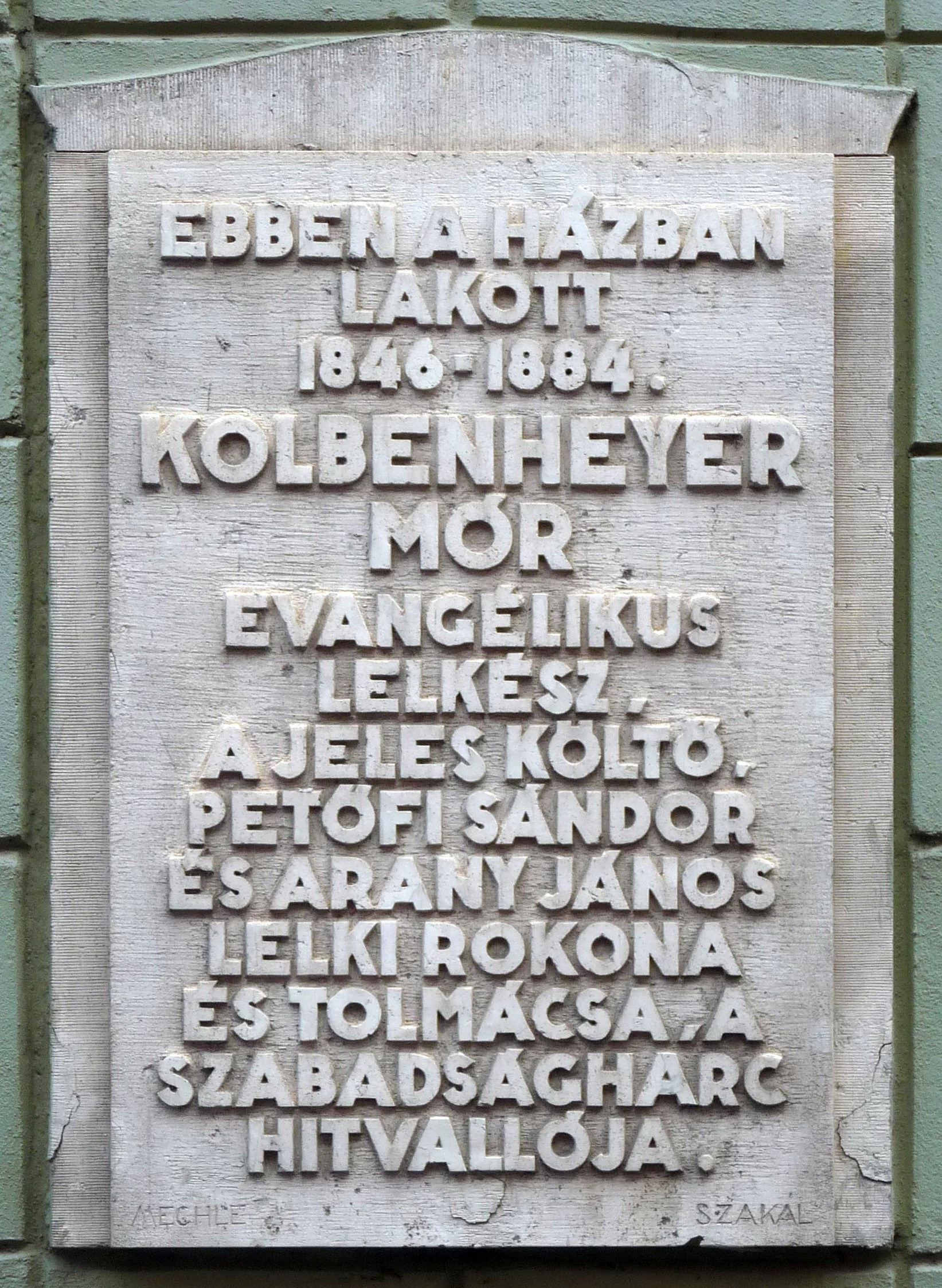
Kolbenheyer Mór Templom utca 17. alkotó: Szakál Ernő
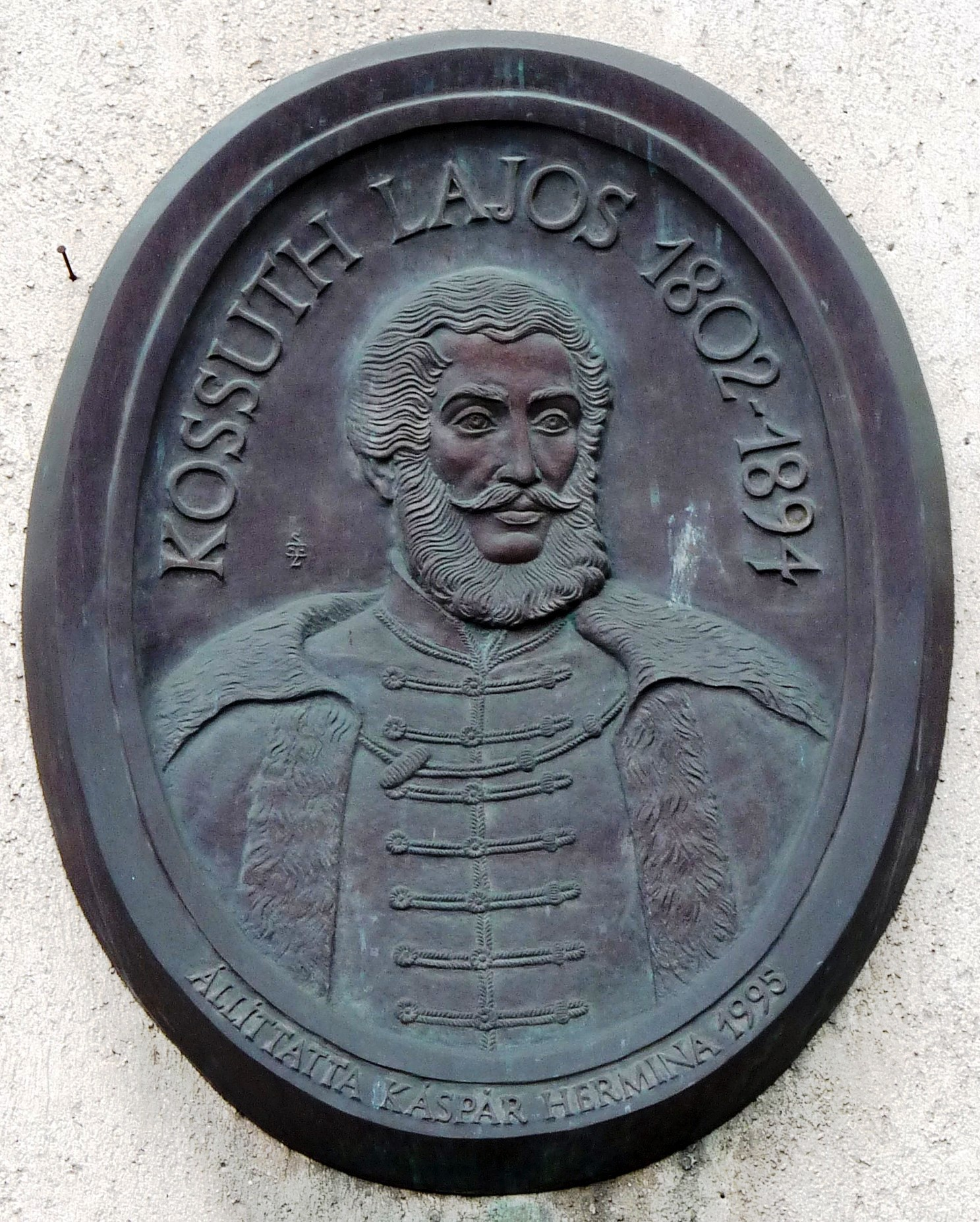
Kossuth Lajos Ferenczy János utca 2. alkotó: Sz. Egyed Emma
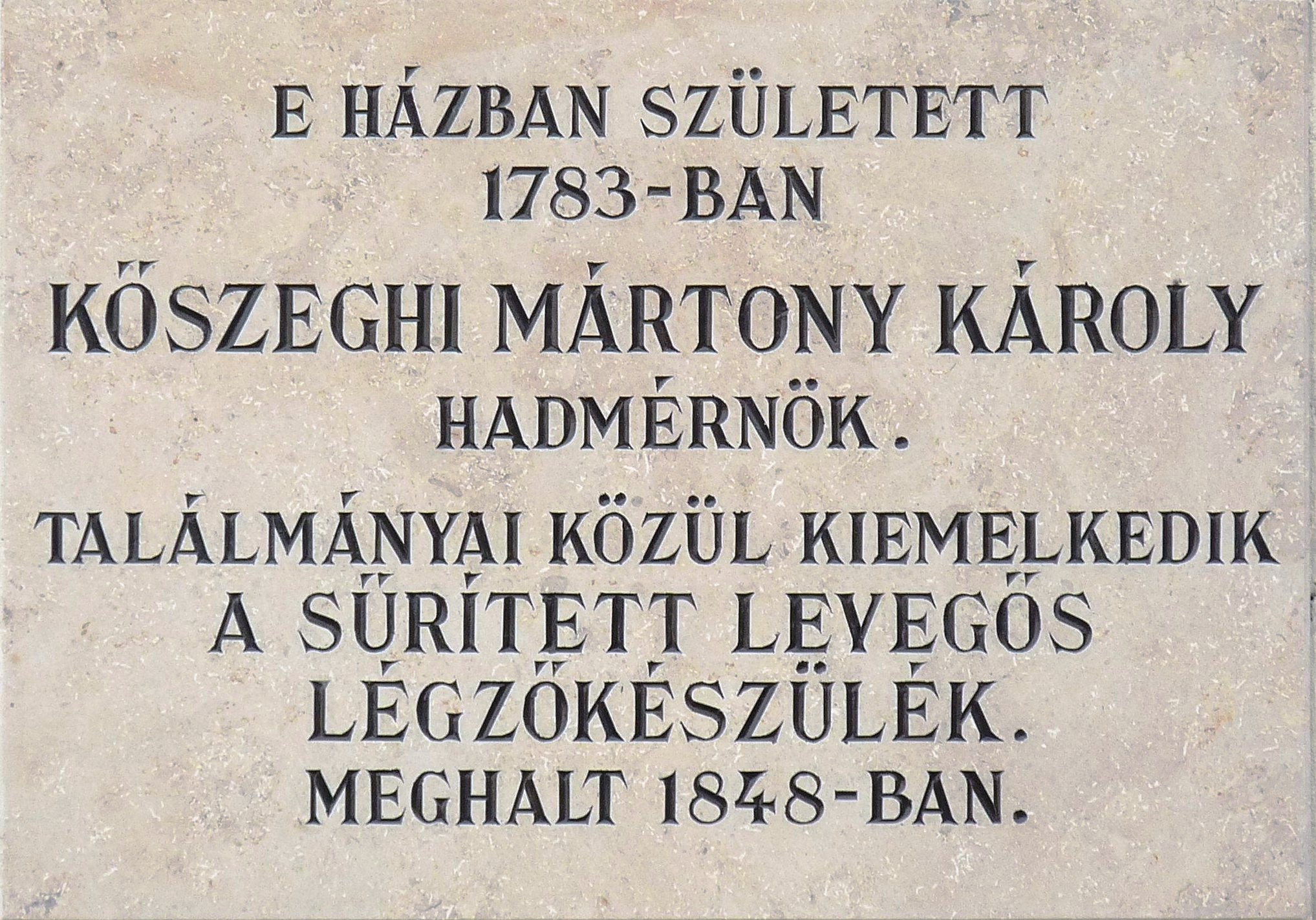
Kőszeghi-Mártony Károly Hátsókapu utca 2.
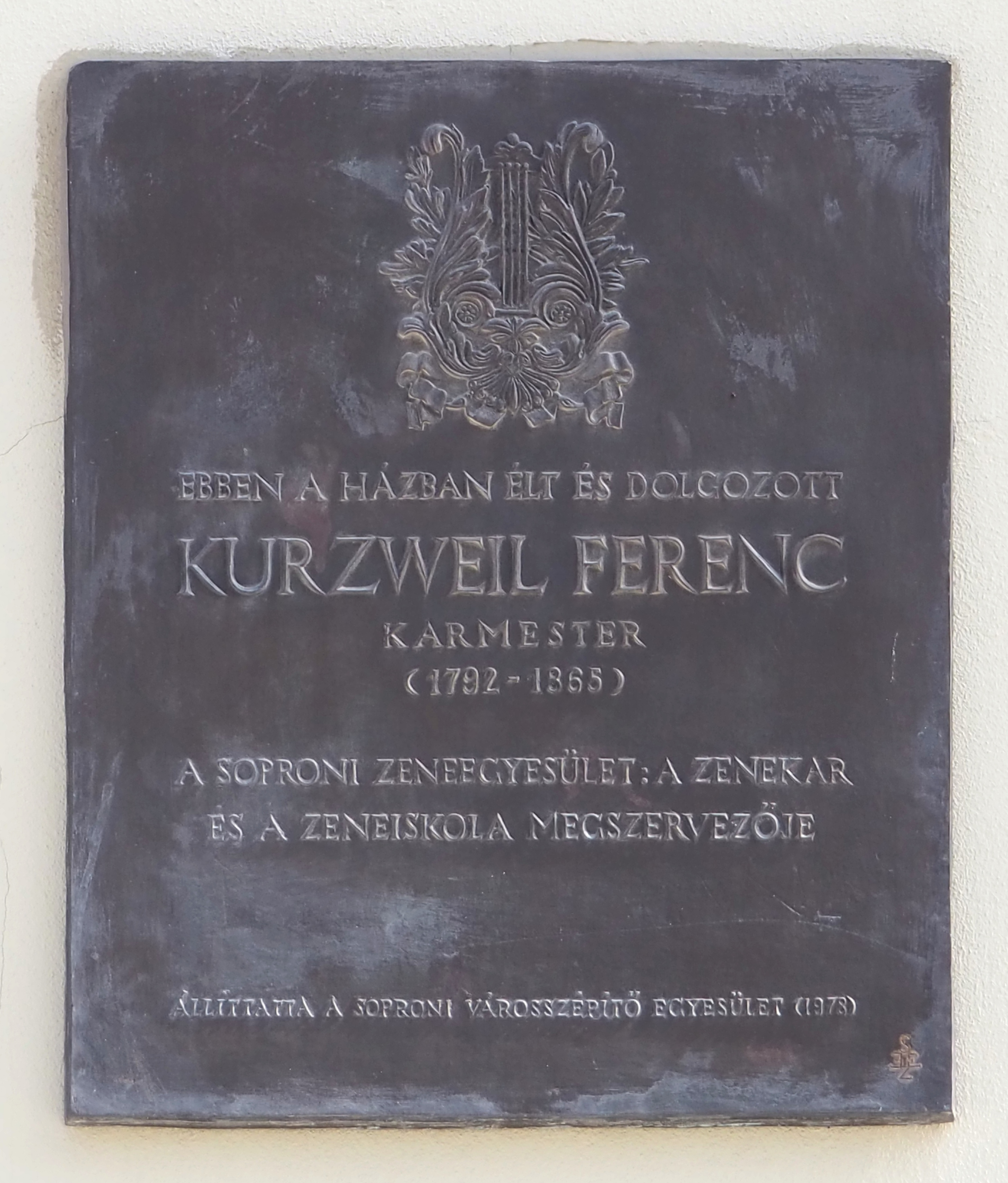
Kurzweil Ferenc Szent Mihály utca 8. alkotó: Sz. Egyed Emma
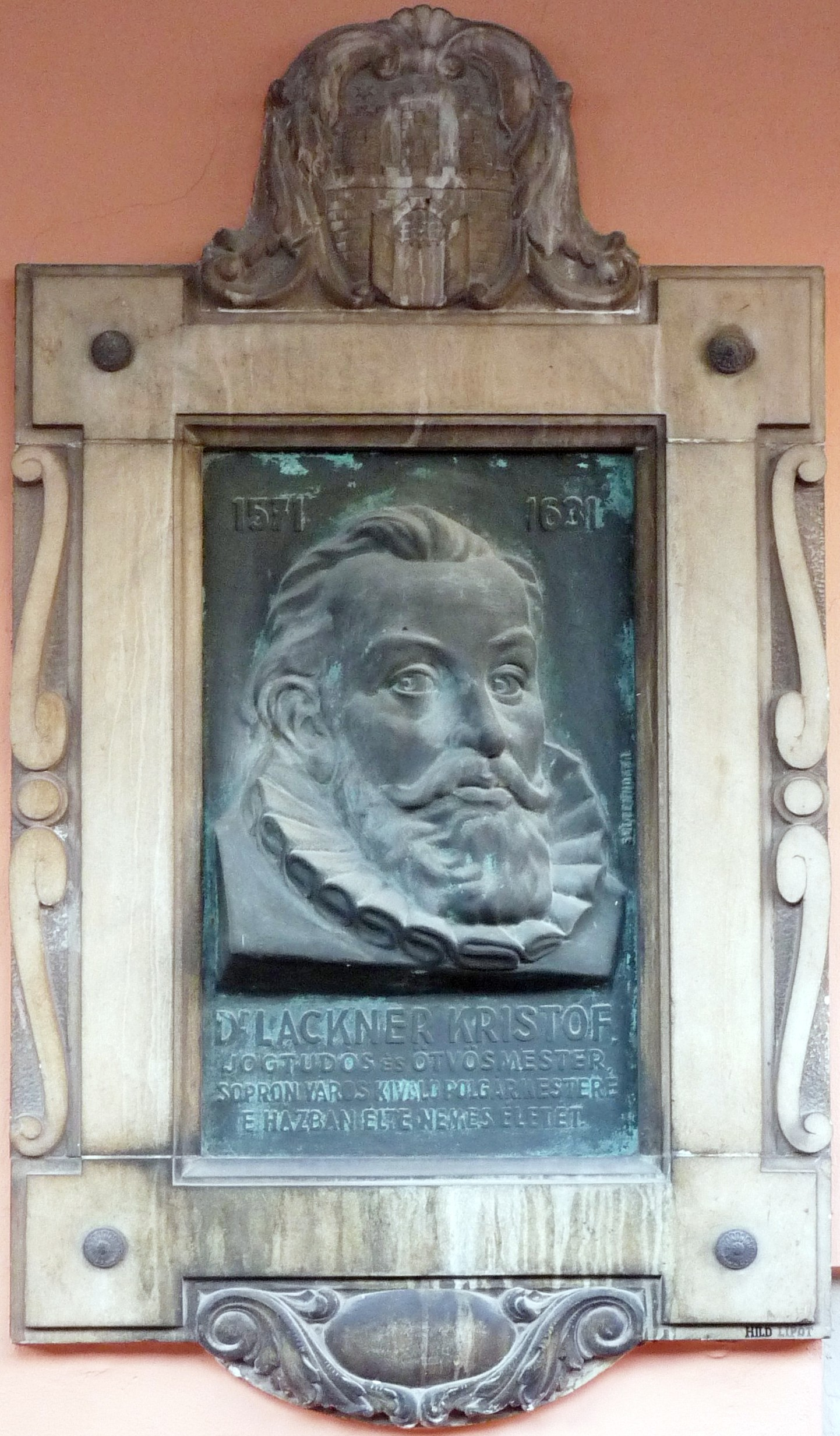
Lackner Kristóf Fő tér 7. alkotó: Baumann Béla
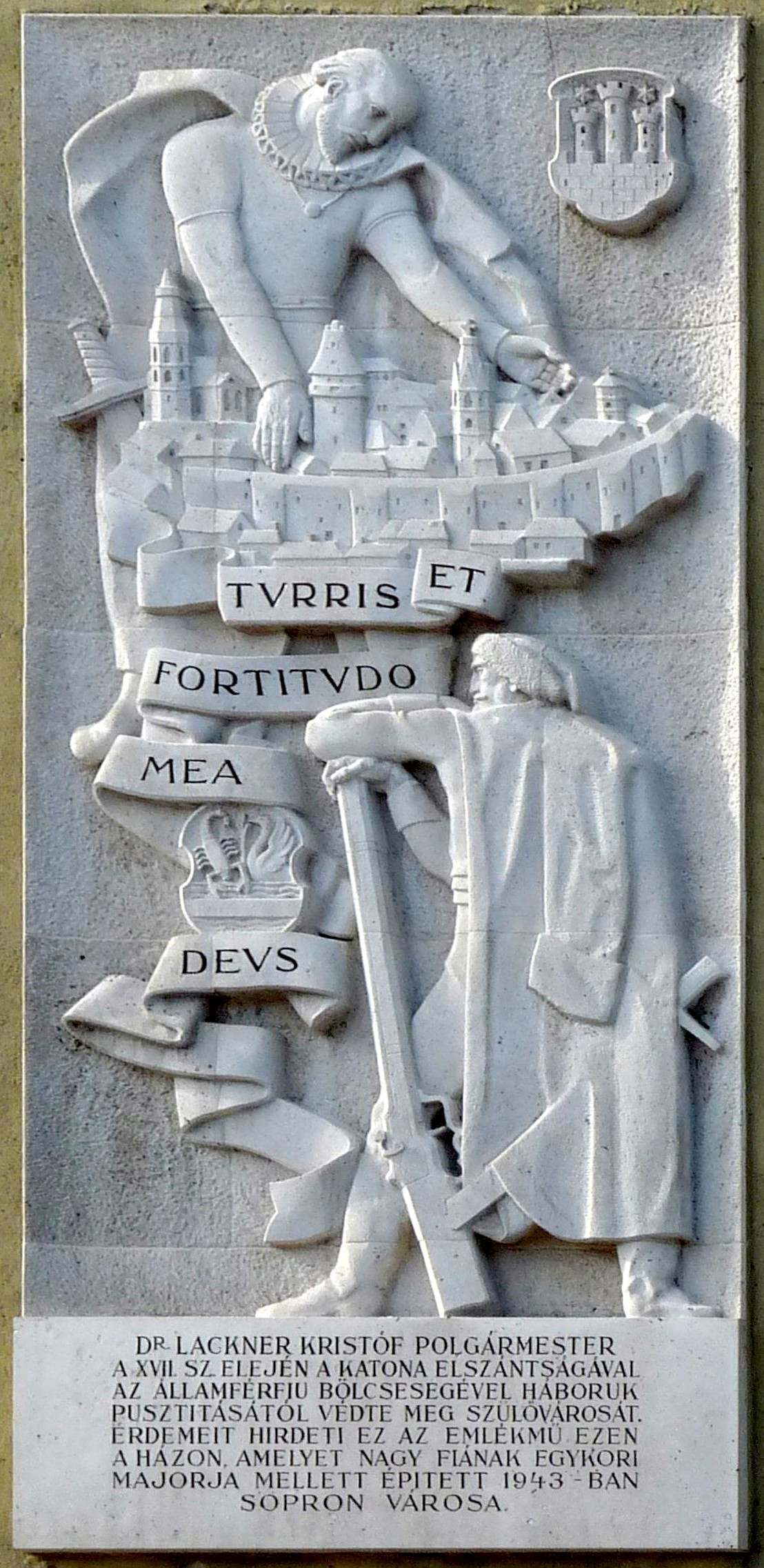
Lackner Kristóf Lackner Kristóf utca 1. alkotó: Szakál Ernő
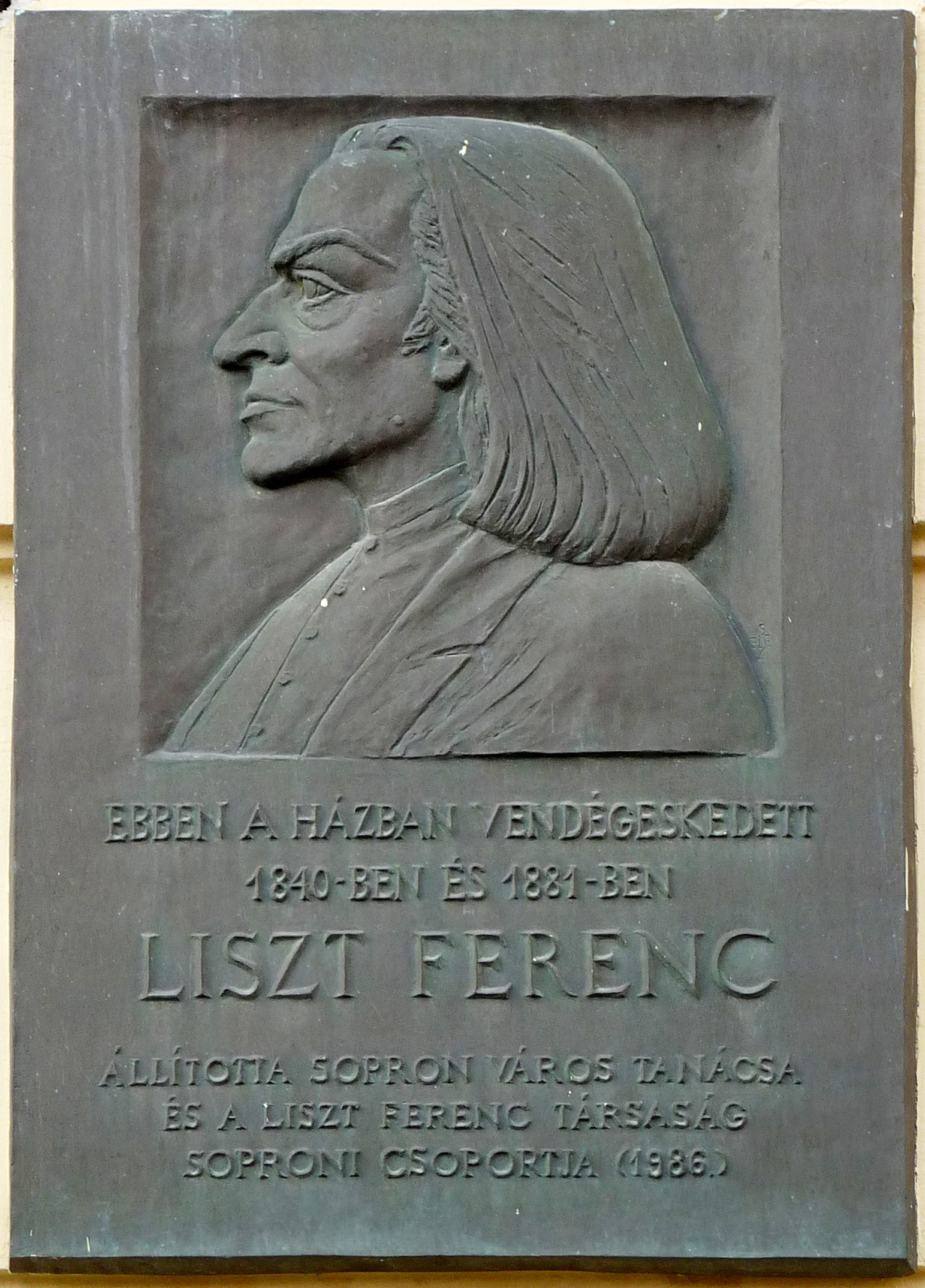
Liszt Ferenc Fő tér 8. alkotó: Sz. Egyed Emma
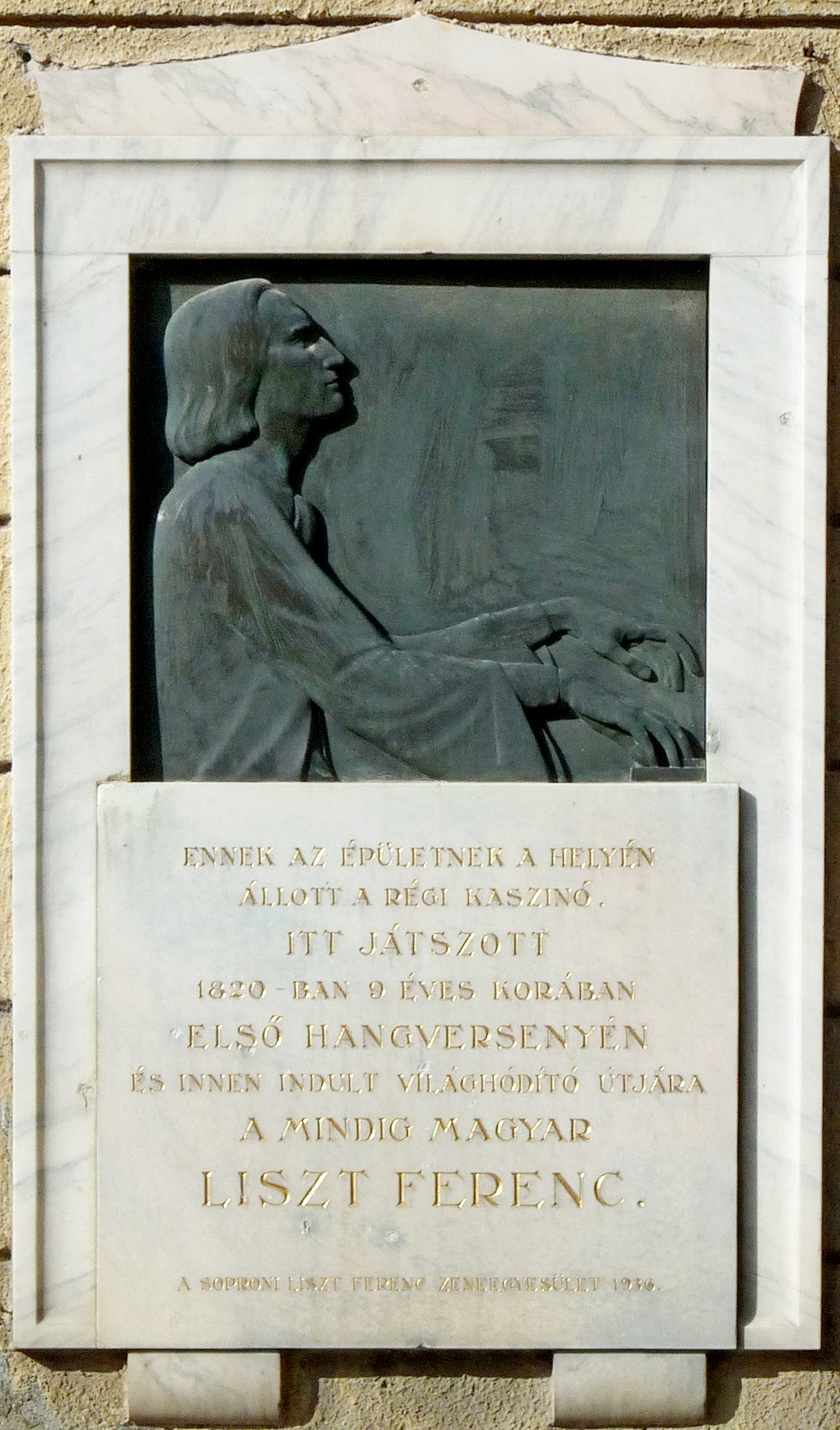
Liszt Ferenc Petőfi tér 3.[2] alkotó: Szakál Ernő
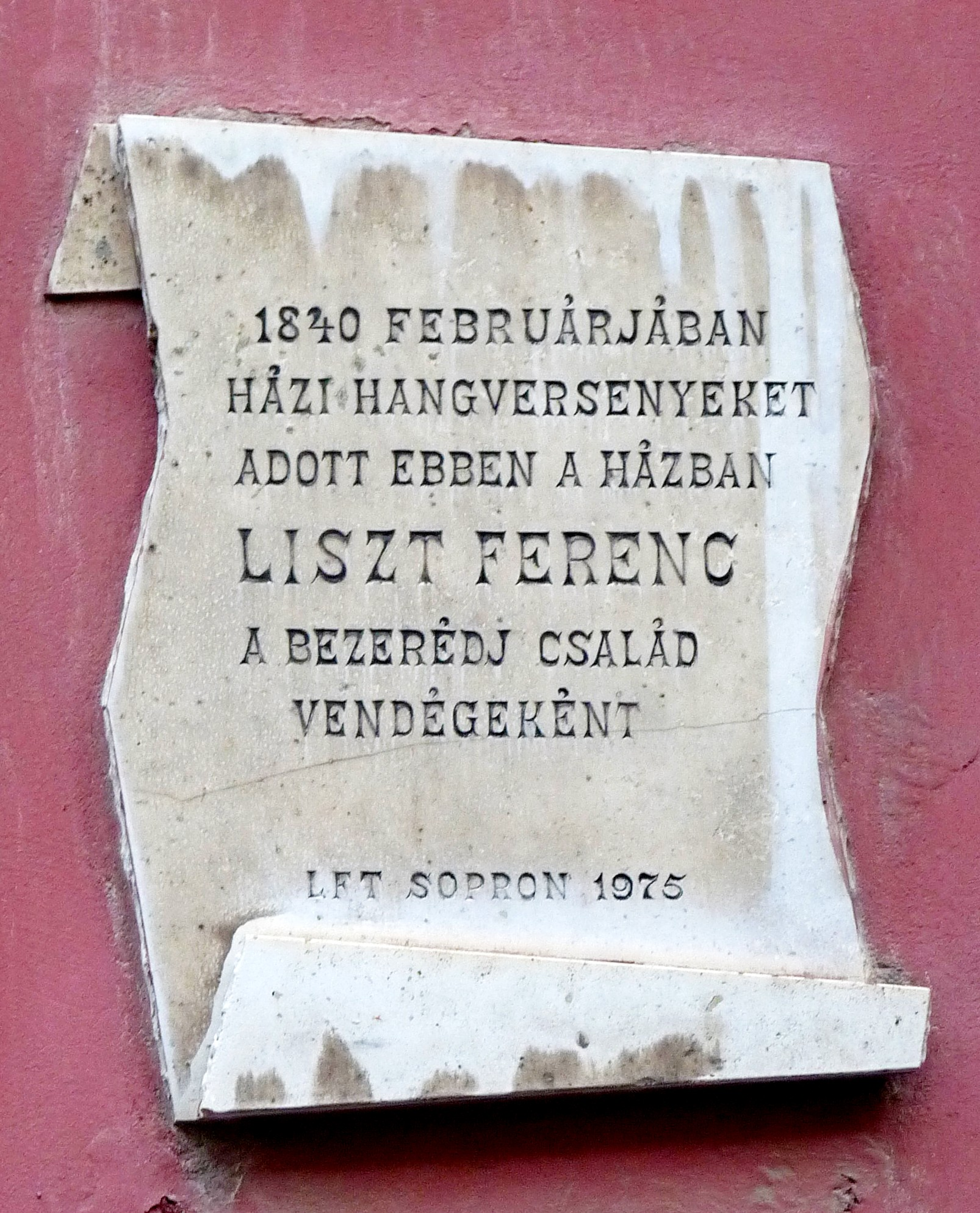
Liszt Ferenc Templom utca 6.
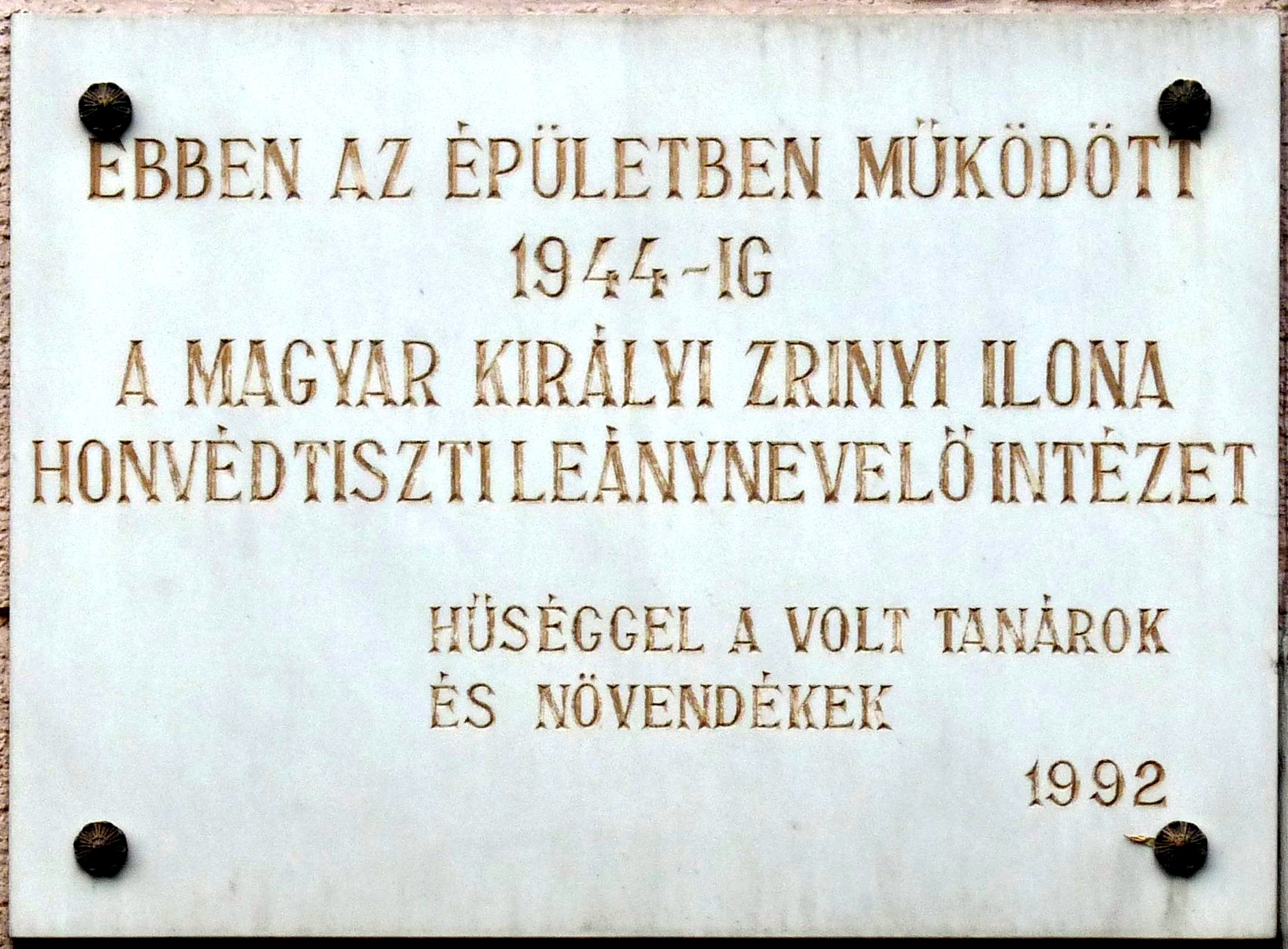
M. kir. Zrínyi Ilona Honvédtiszti Leánynevelő Intézet Rákóczi Ferenc utca 6.
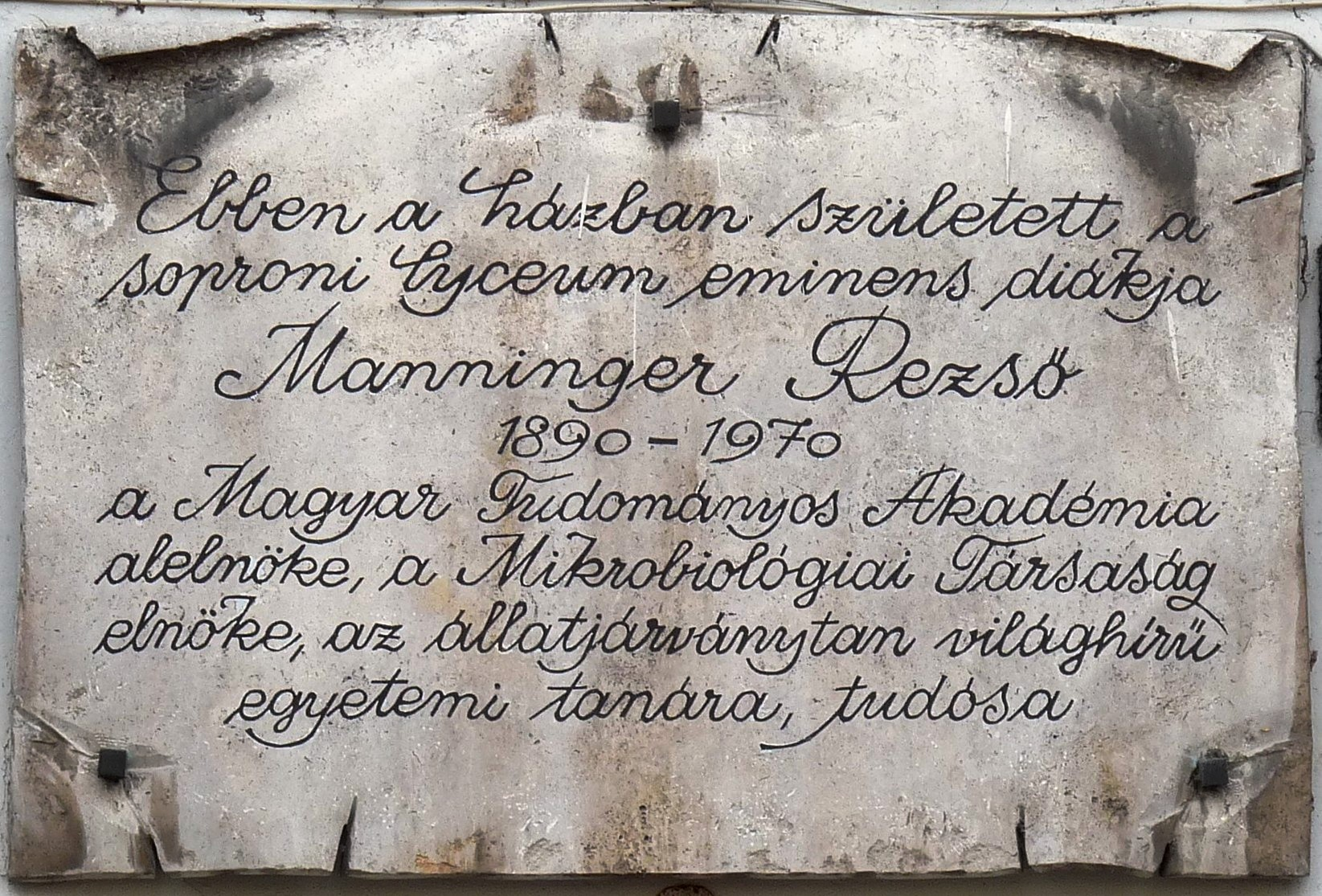
Manninger Rezső Várkerület 30. alkotó: Kovács György
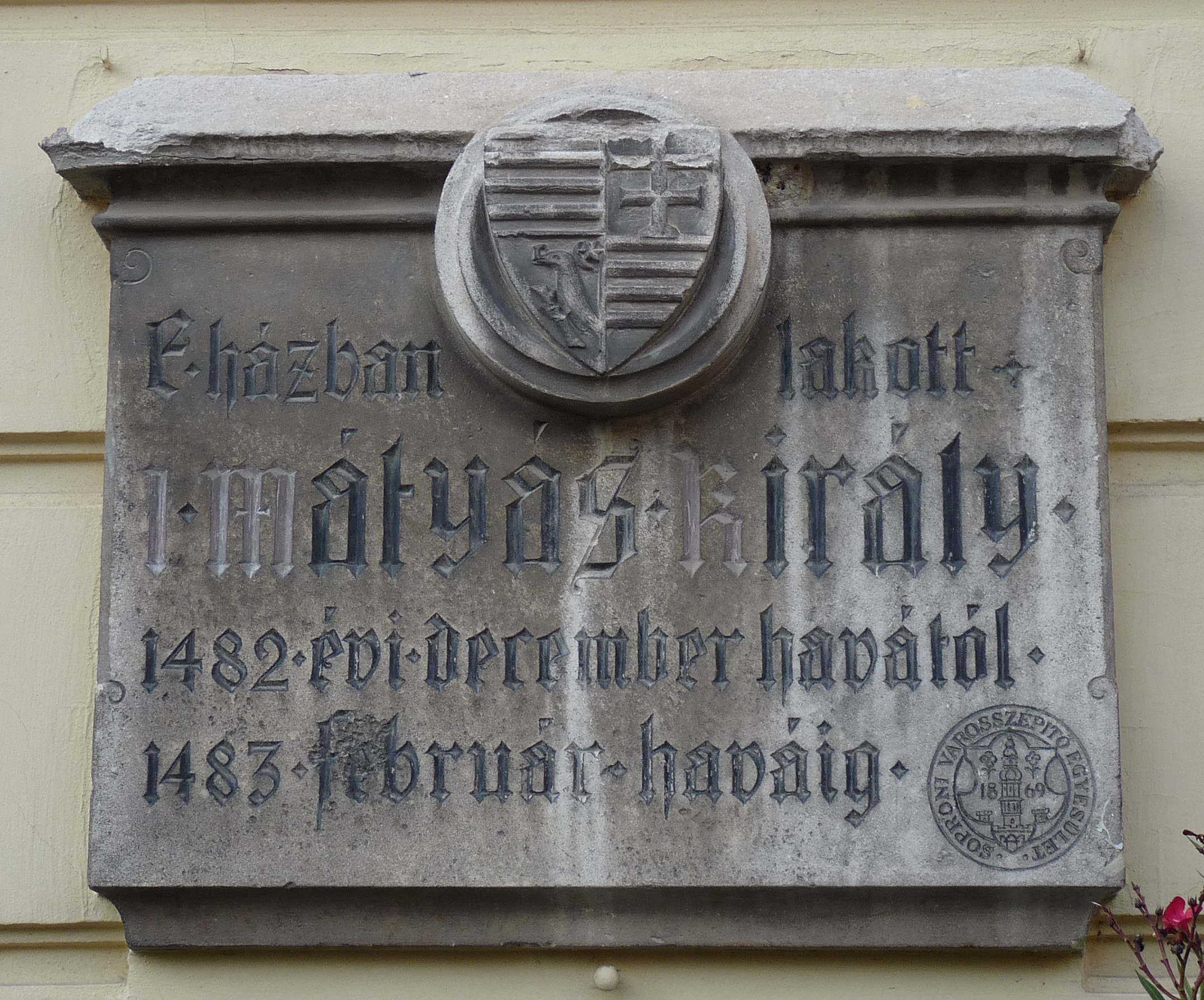
Mátyás király Fő tér 8.
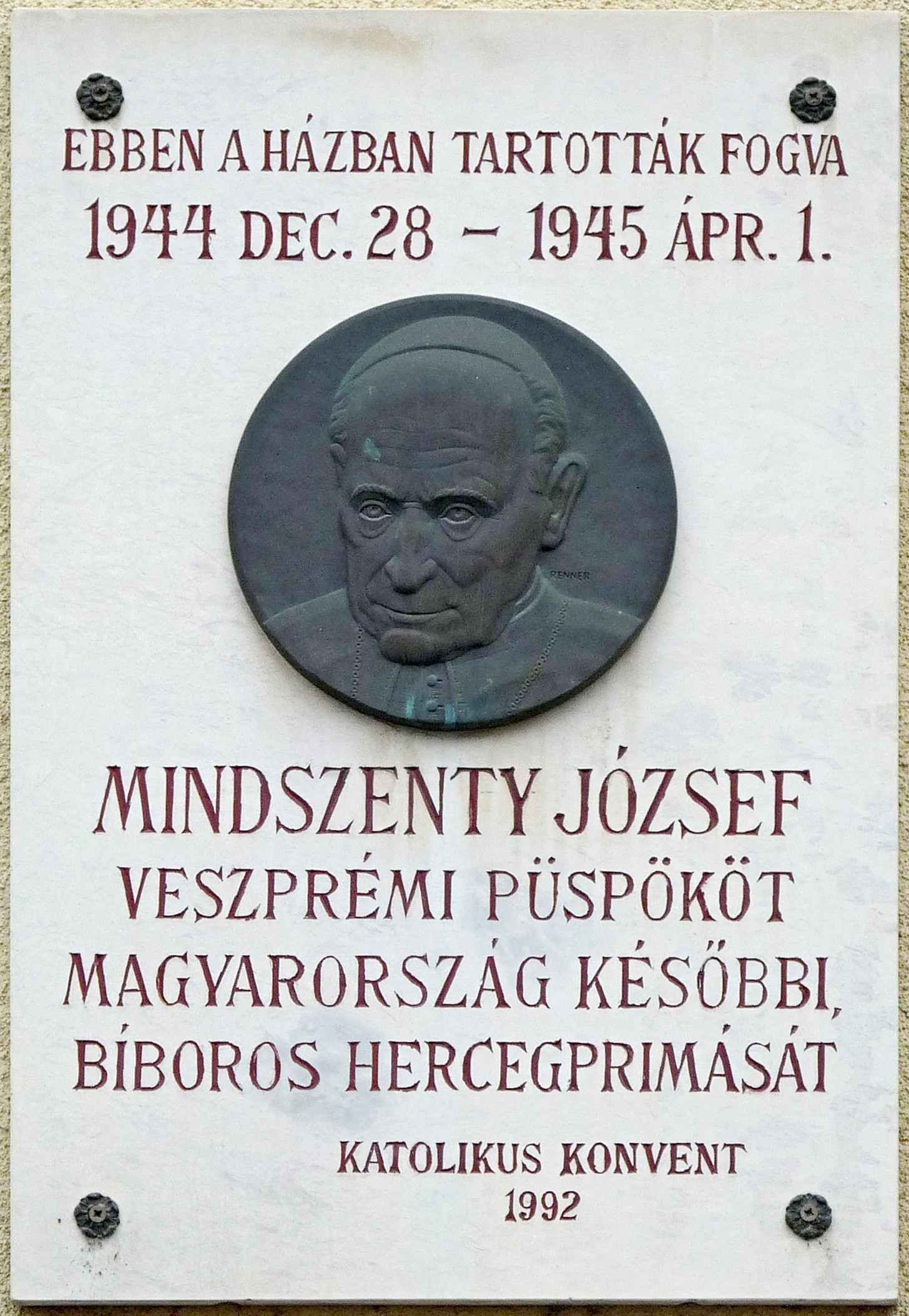
Mindszenty József Ferenczy János utca 1. alkotó: Renner Kálmán
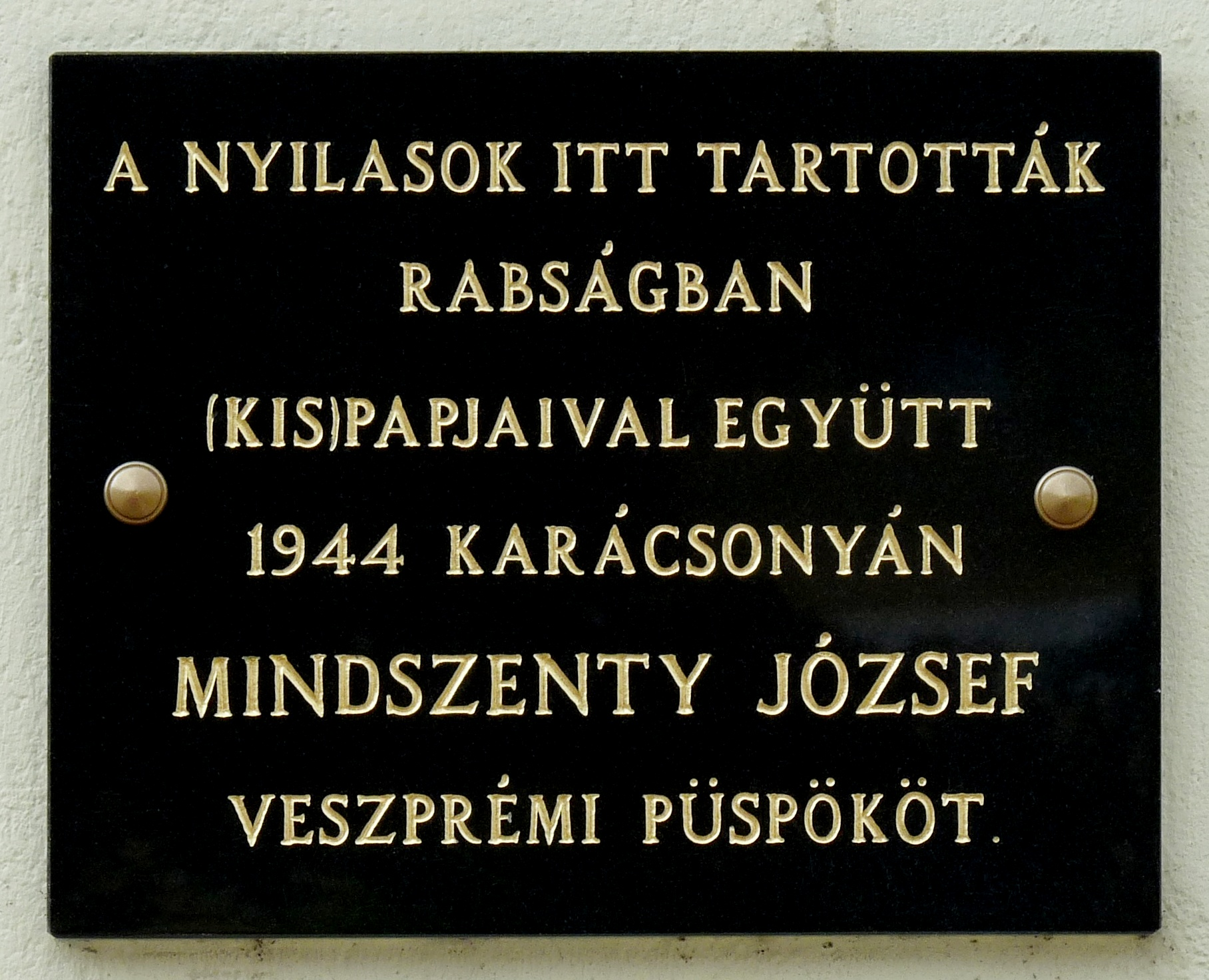
Mindszenty József Pesti Barnabás utca 25.
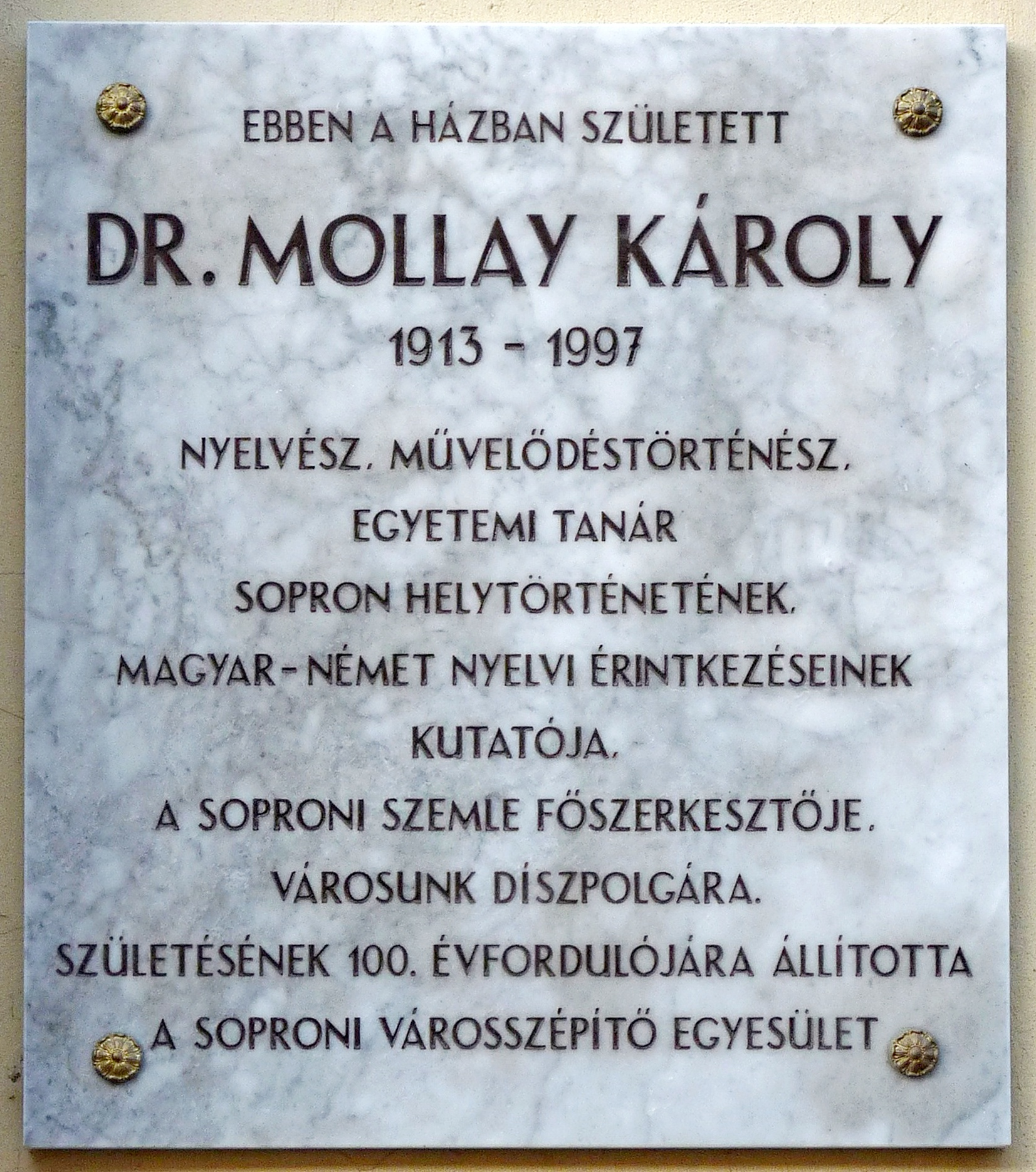
Mollay Károly Balfi út 24.
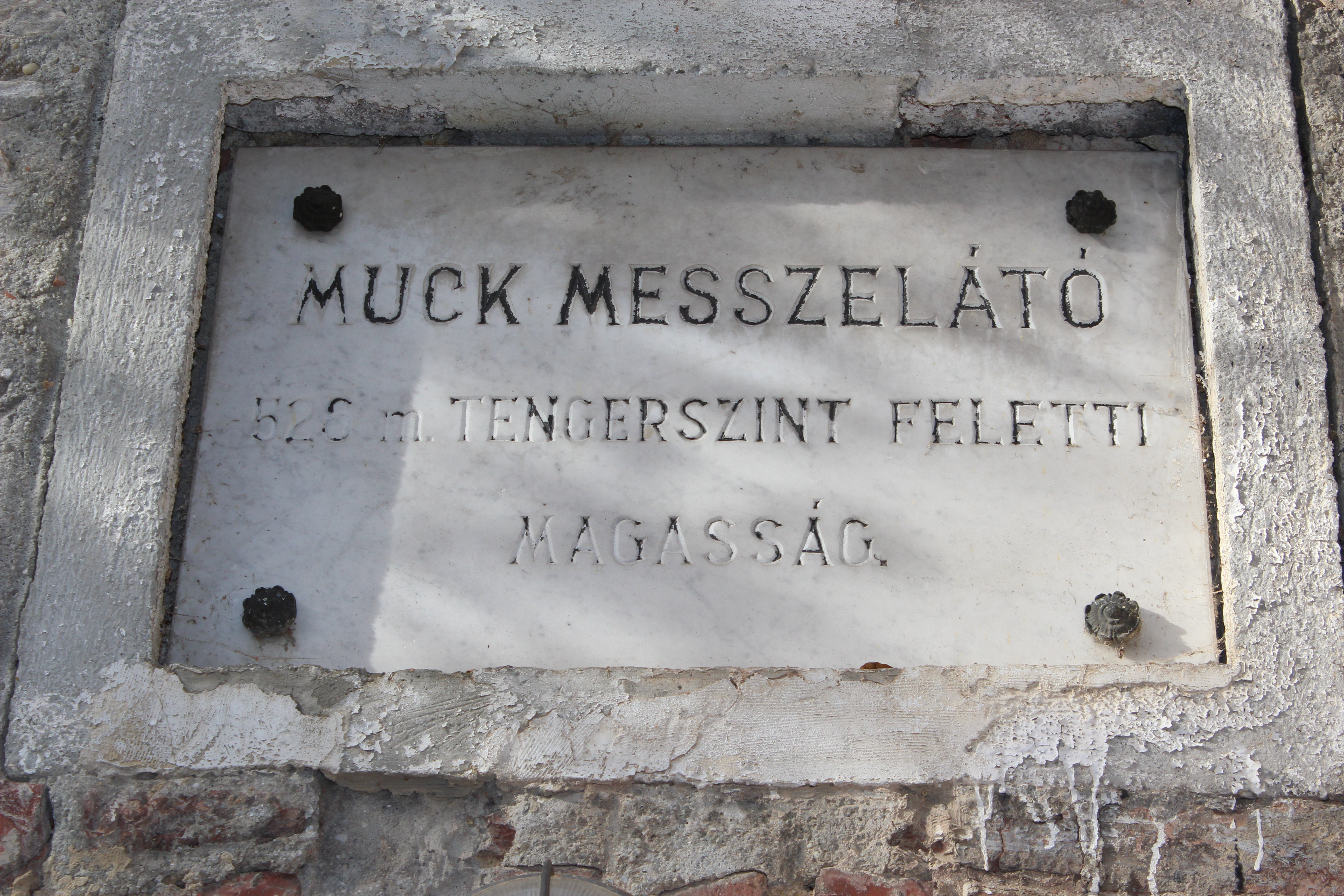
Muck kilátó Muck 2.
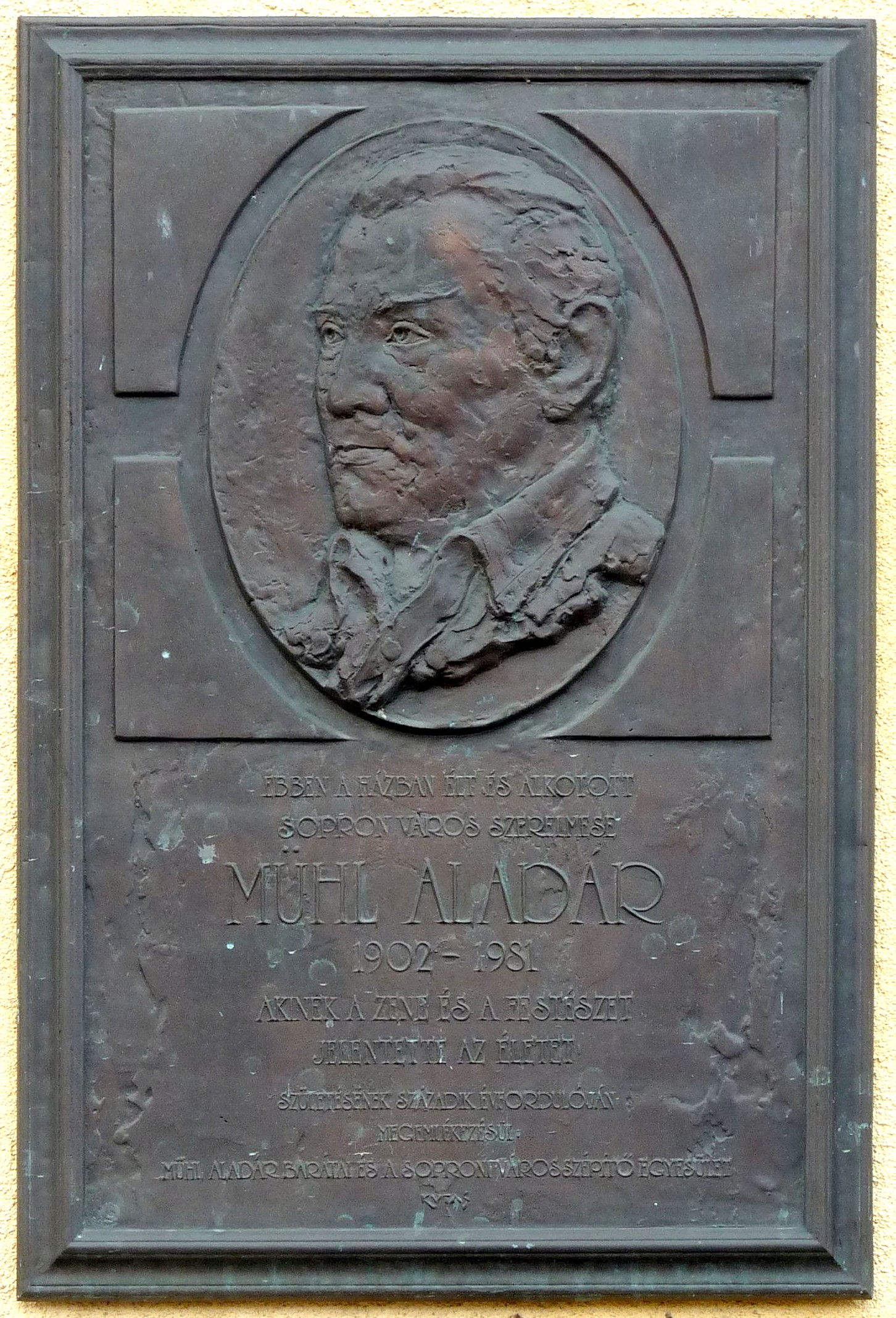
Mühl Aladár Bécsi út 20. alkotó: Kutas László
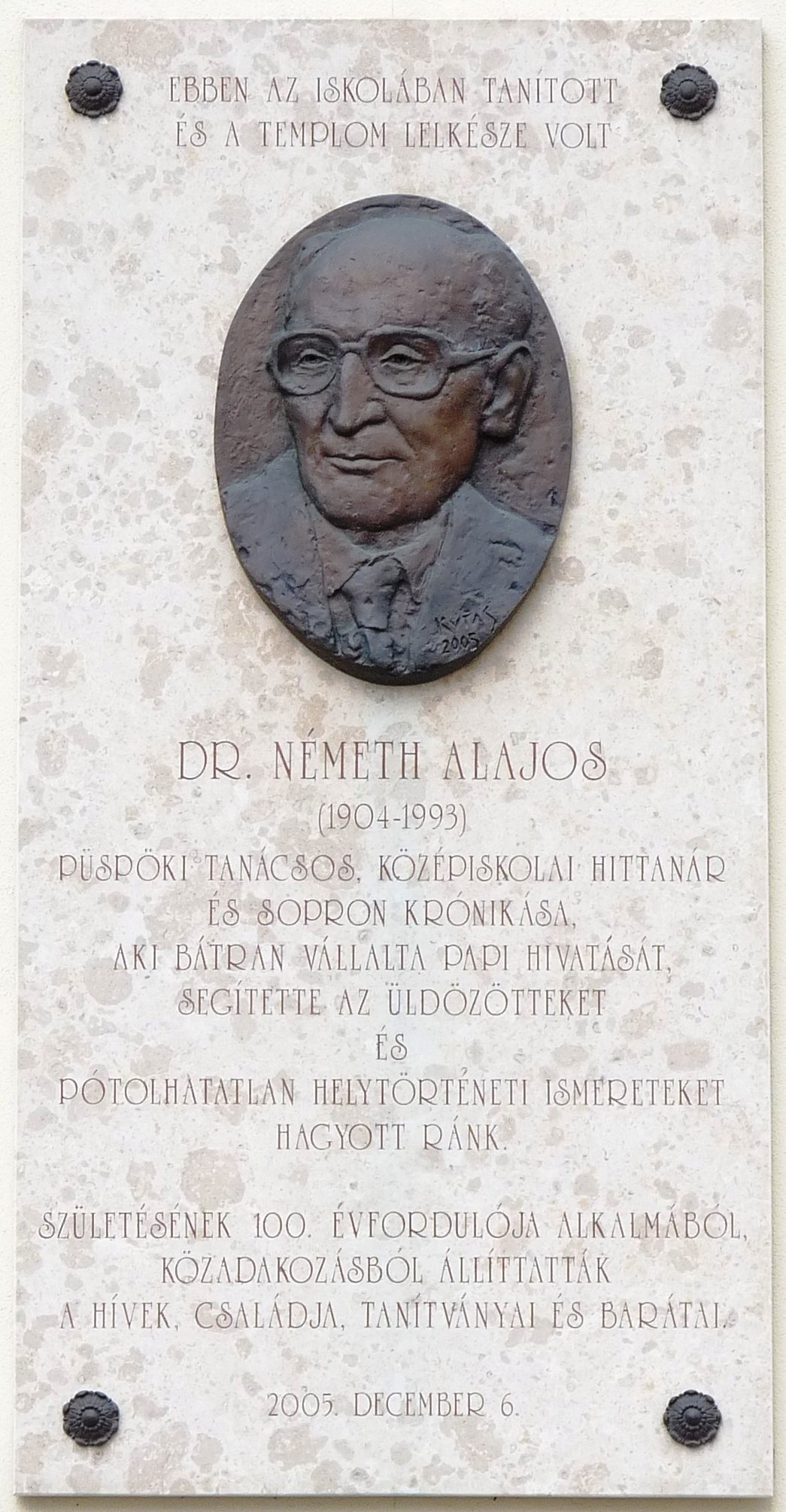
Németh Alajos Orsolya tér 2-3. alkotó: Kutas László
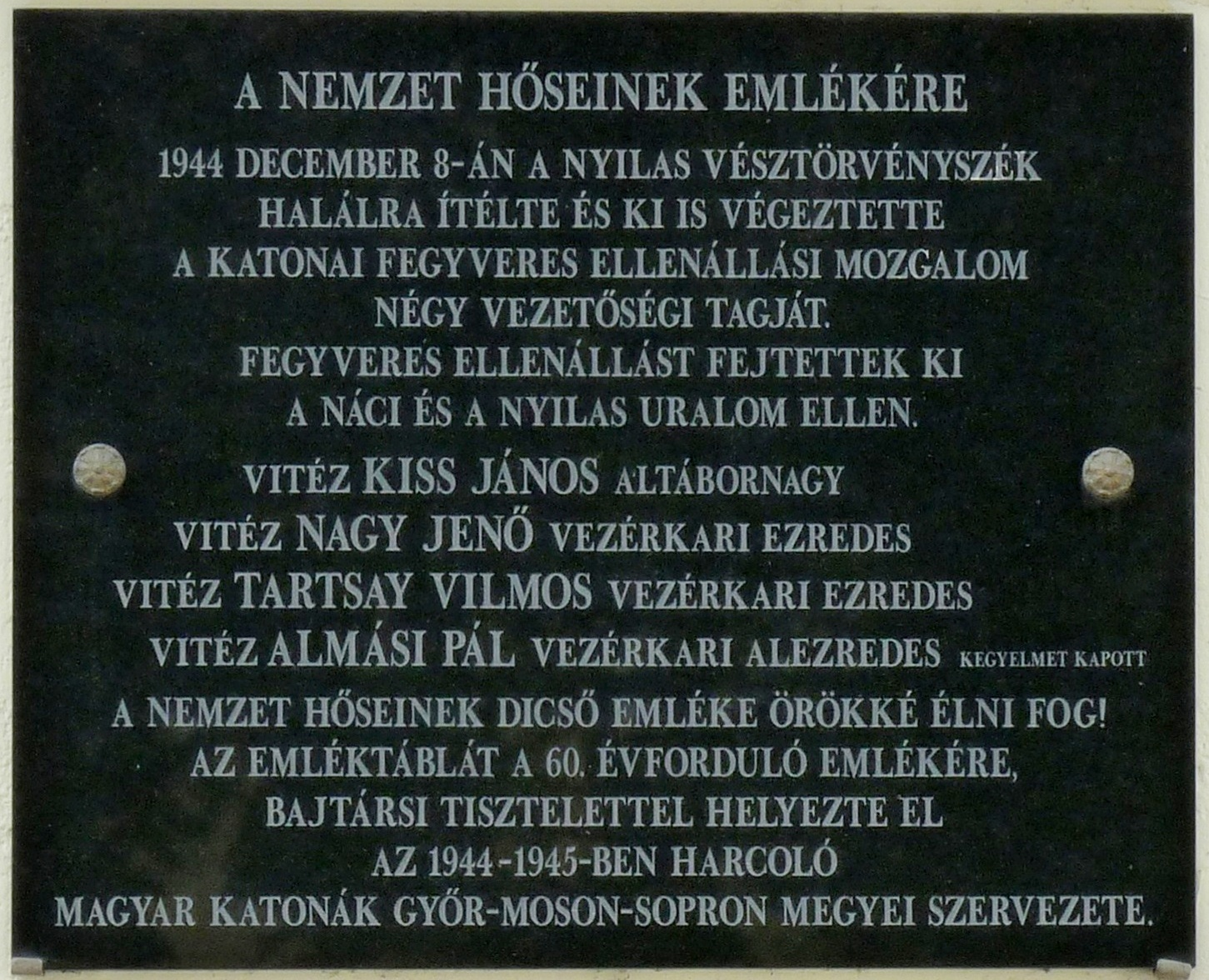
nemzeti hősök[3] Pesti Barnabás utca 25.
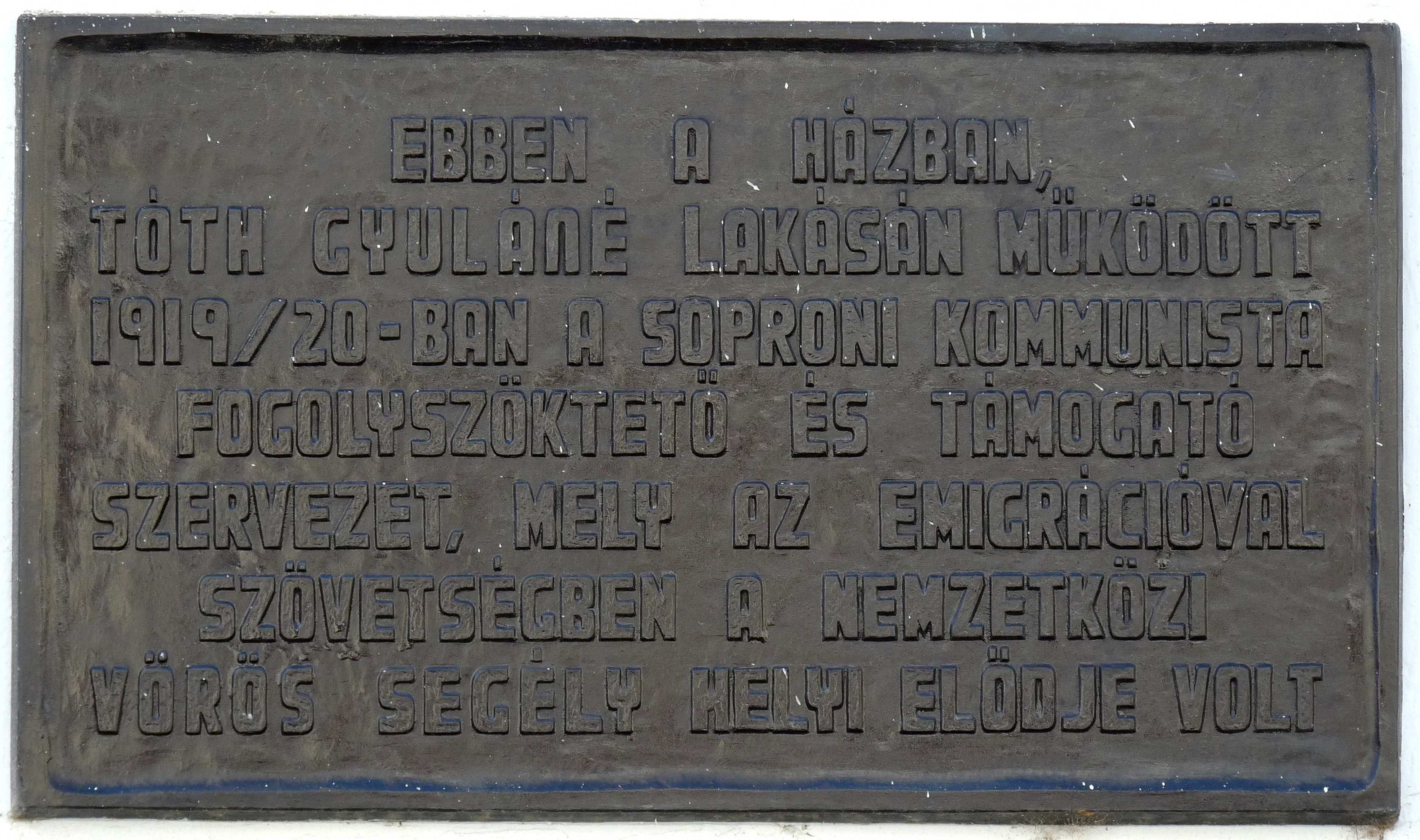
Nemzetközi Vörös Segély Színház utca 1.
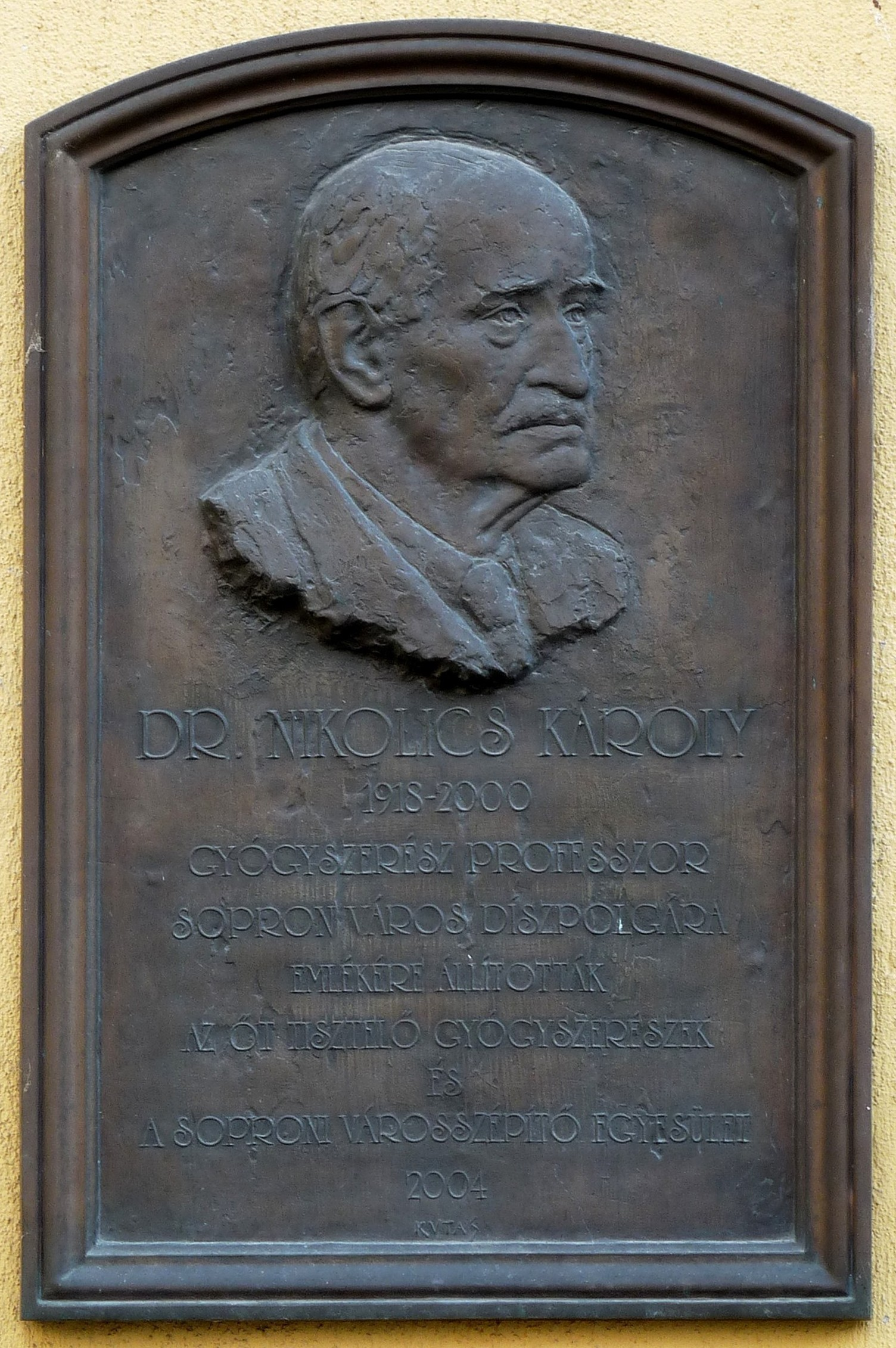
Nikolics Károly Fő tér 2. alkotó: Kutas László
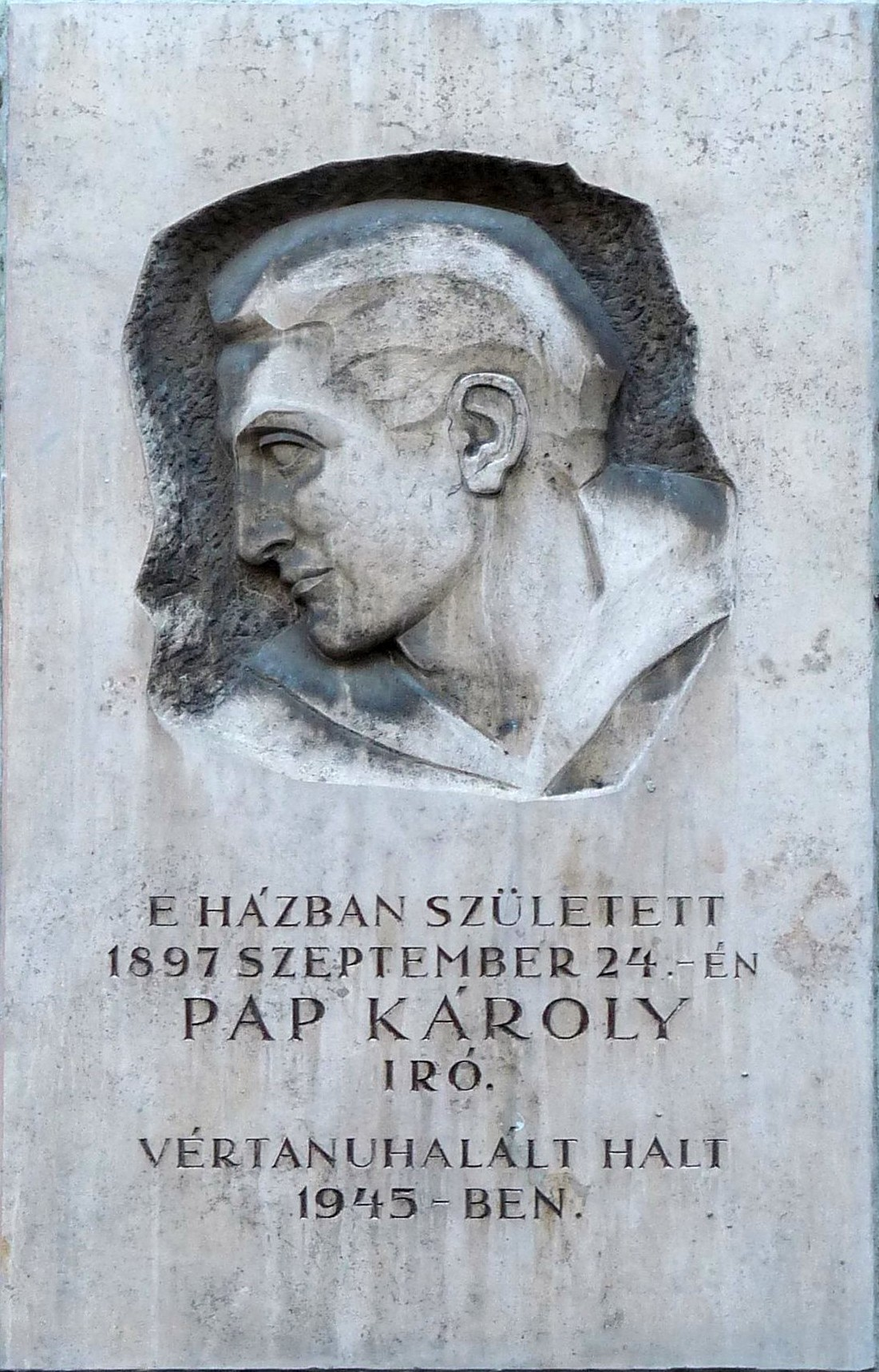
Pap Károly Fegyvertár utca 5. alkotó: Szakál Ernő
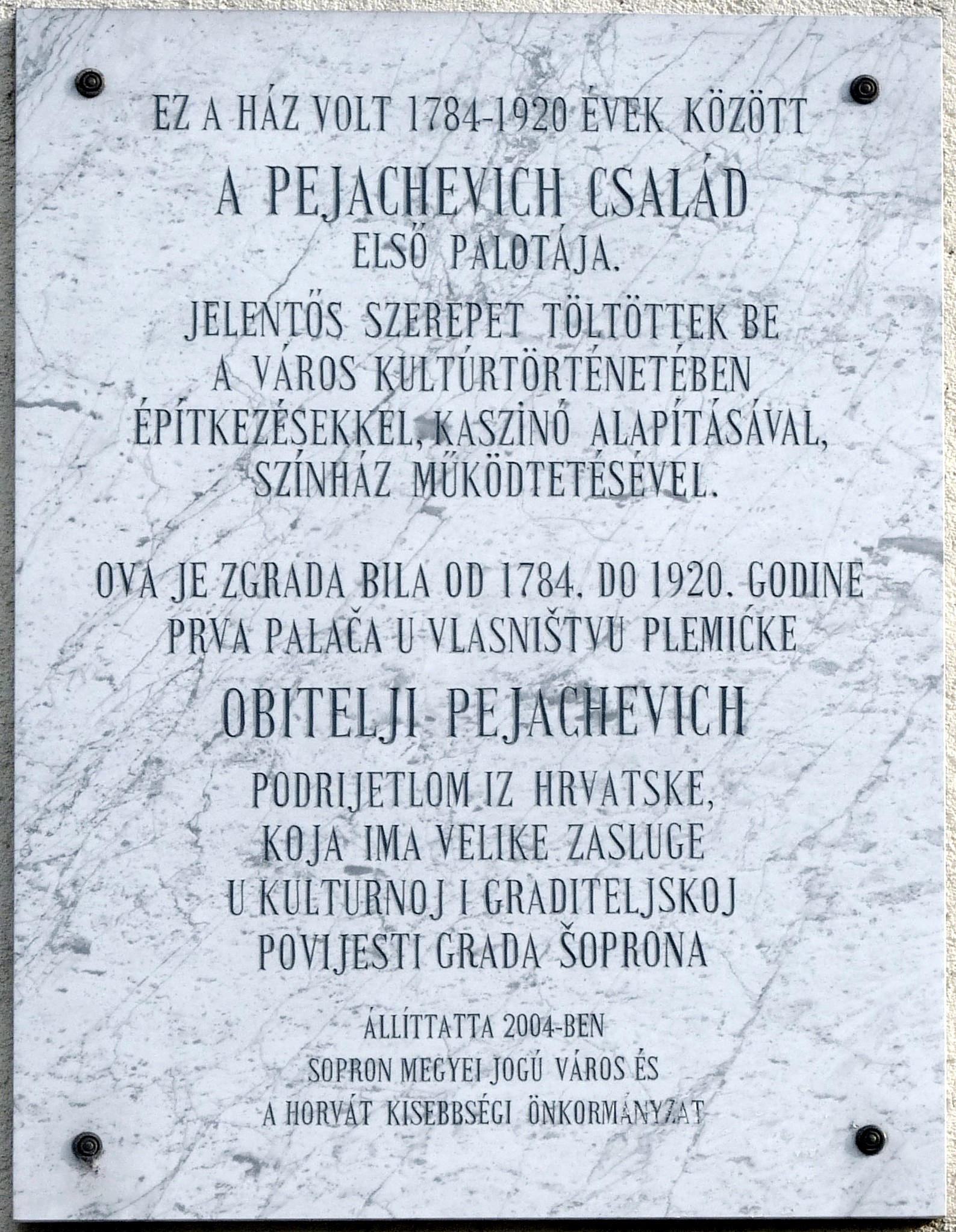
Pejachevich család Pejachevich köz
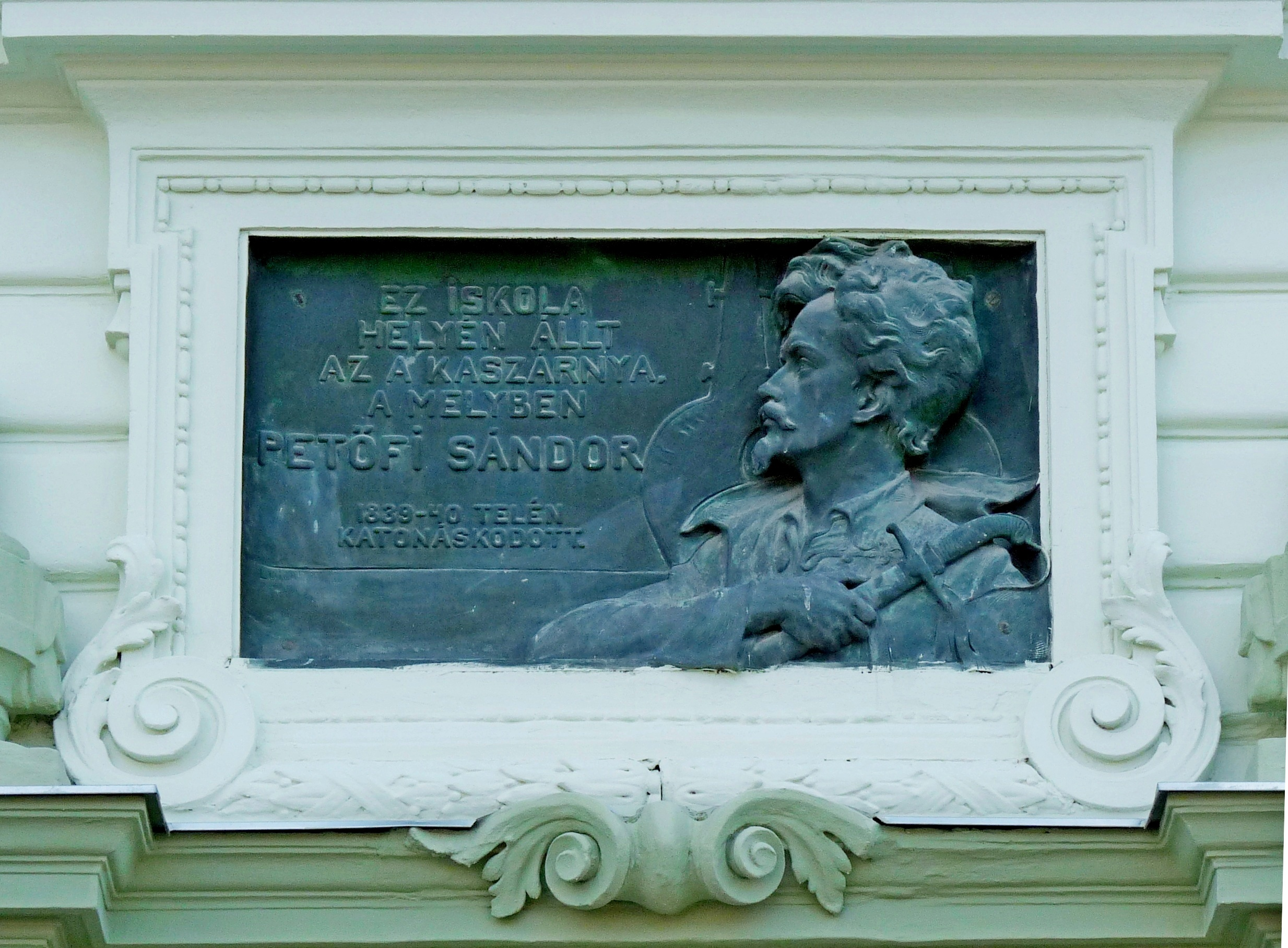
Petőfi Sándor Halász utca 25. alkotó: Lukácsy Lajos
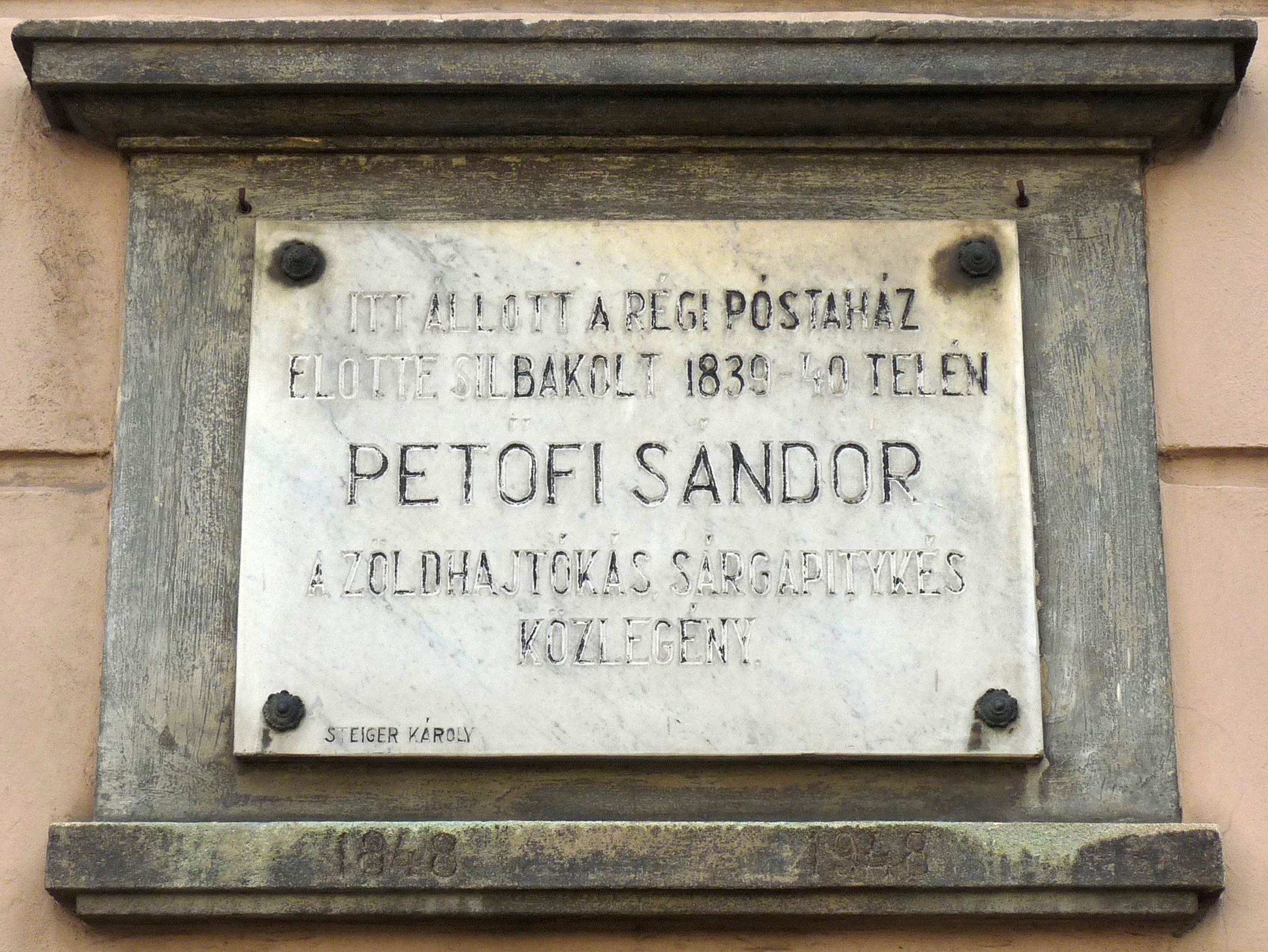
Petőfi Sándor Petőfi Sándor tér 4. alkotó: Steiger Károly
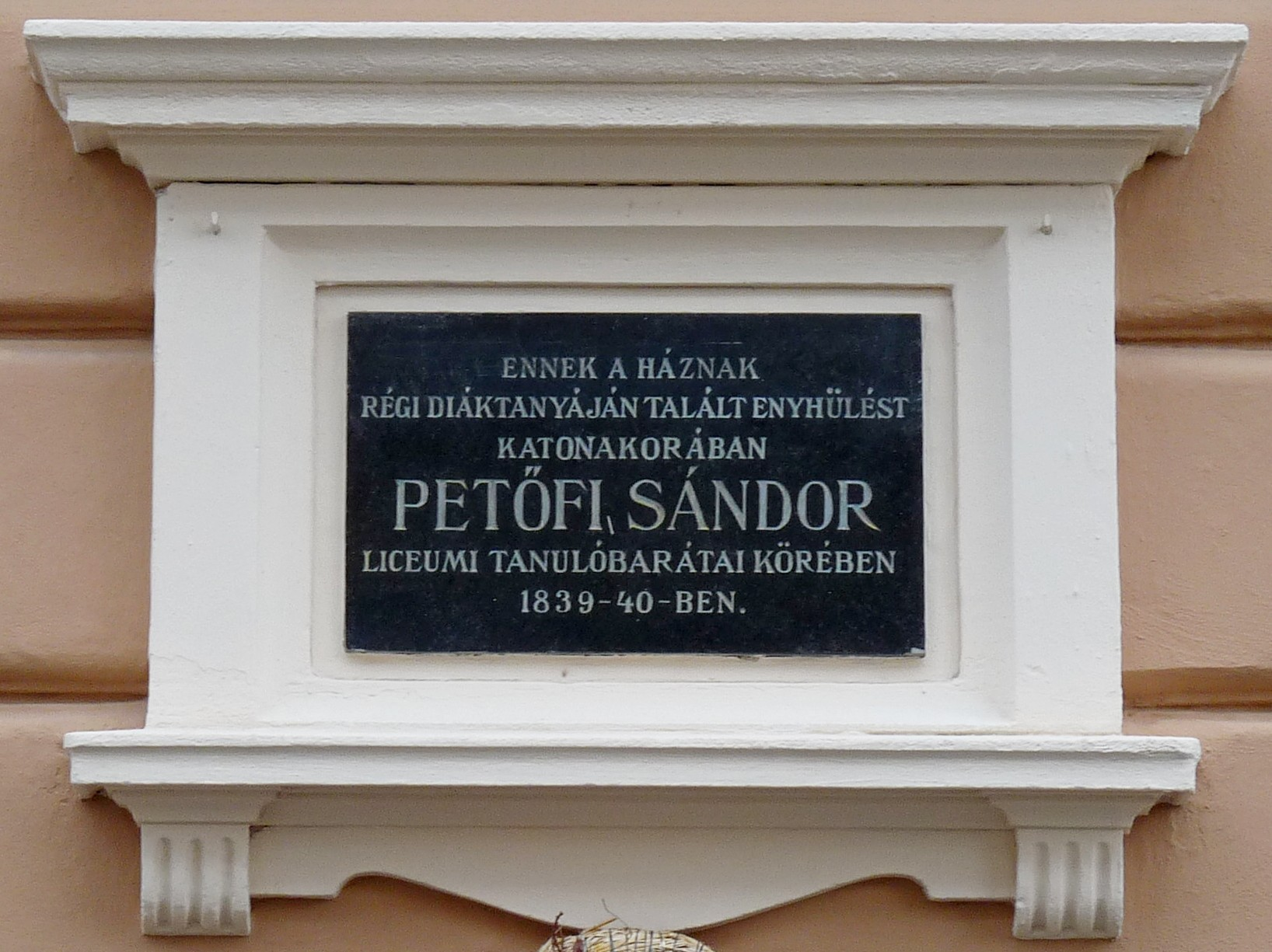
Petőfi Sándor Rákóczi Ferenc utca 9.
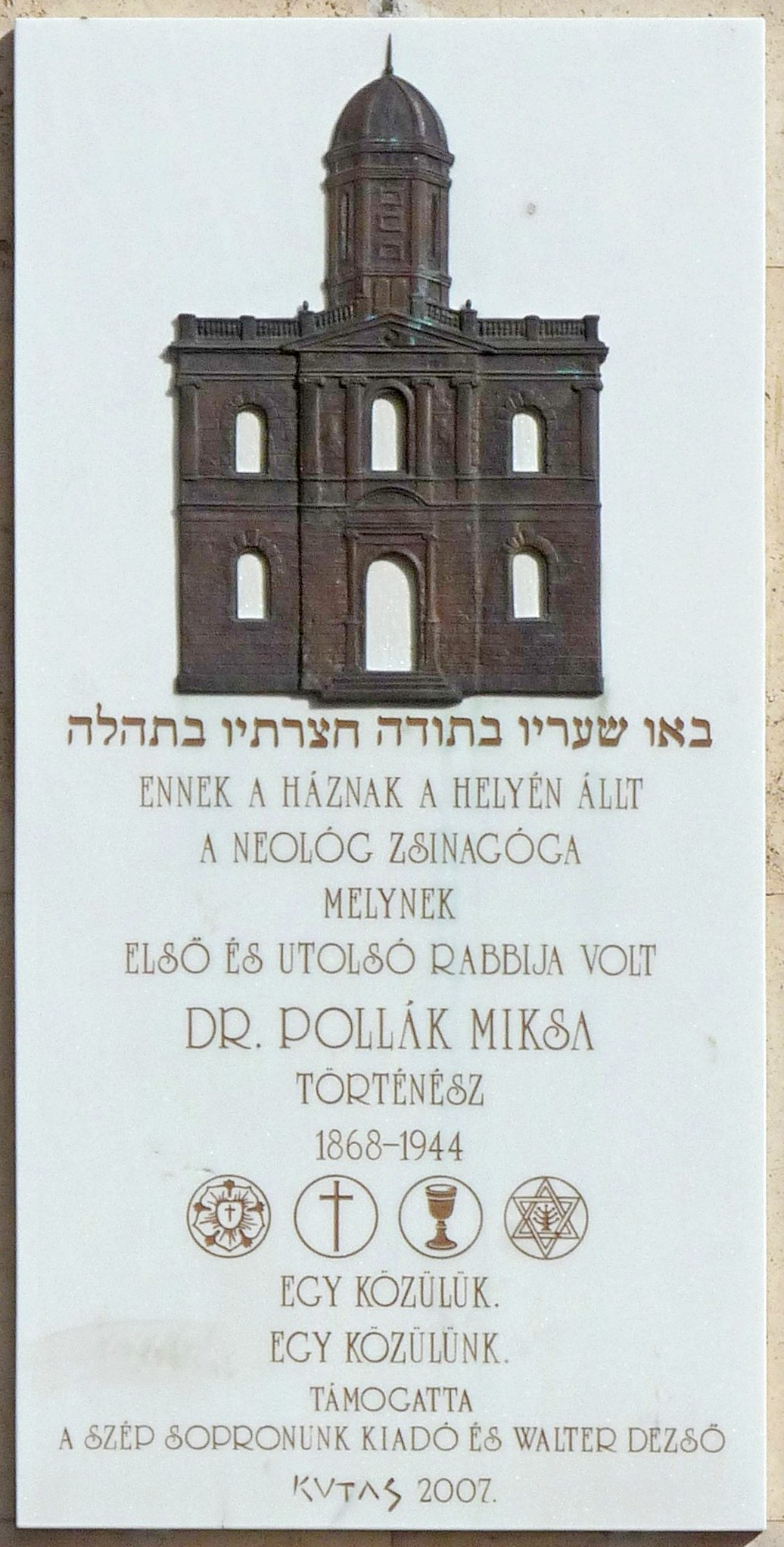
Pollák Miksa Templom utca 23. alkotó: Kutas László
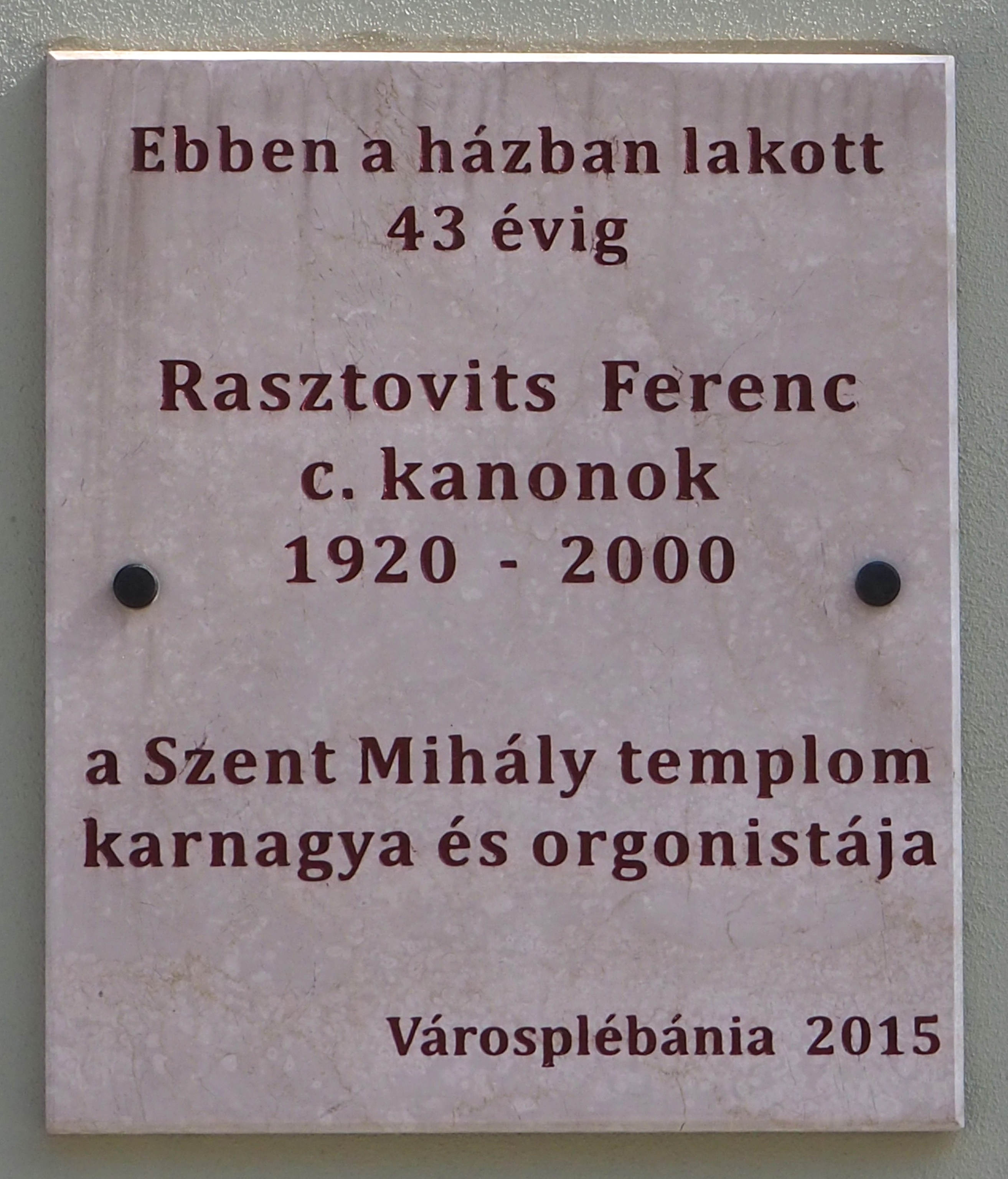
Rasztovits Ferenc Szent Mihály utca 8.
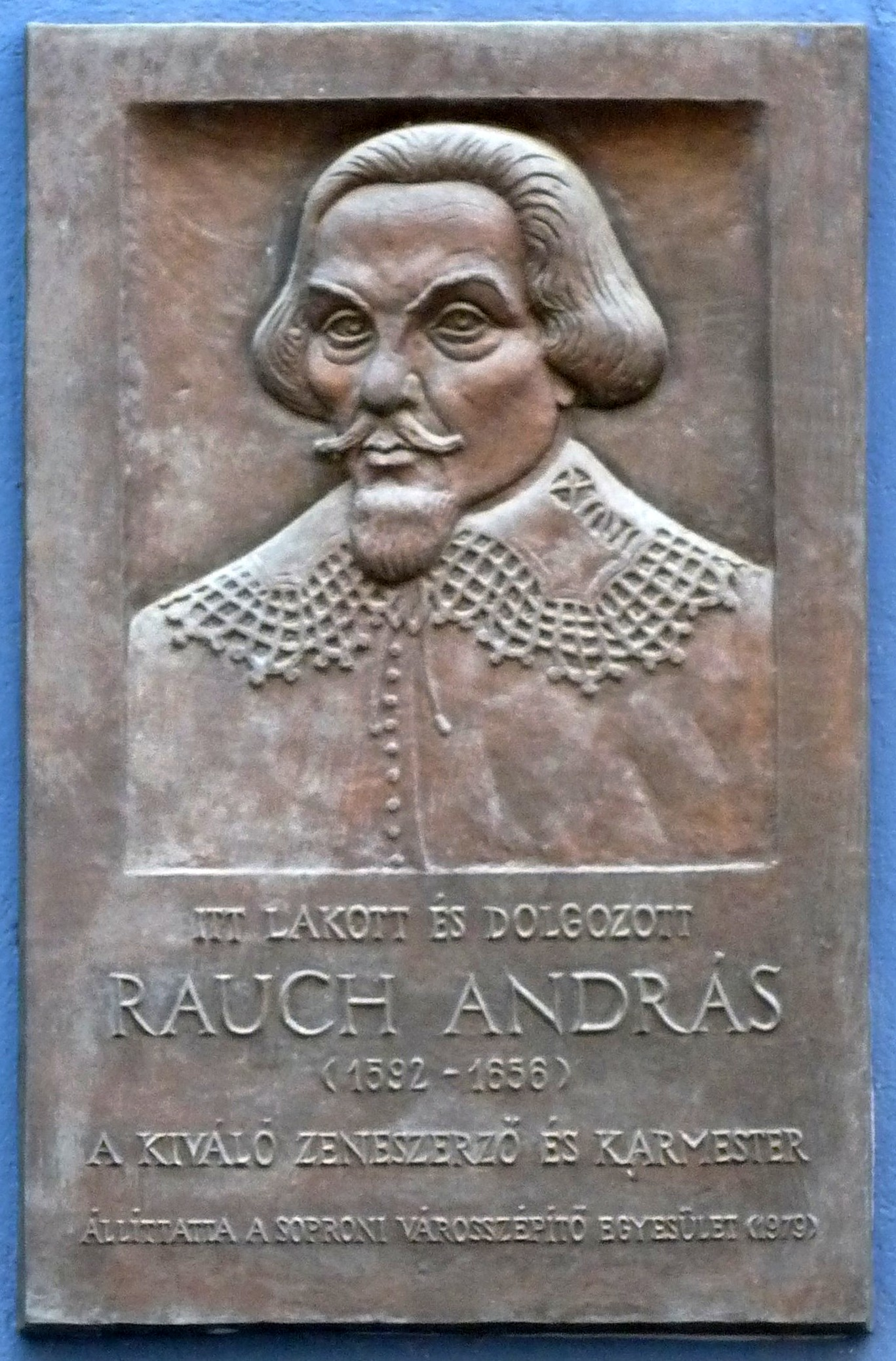
Rauch András Templom utca 2. alkotó: Sz. Egyed Emma
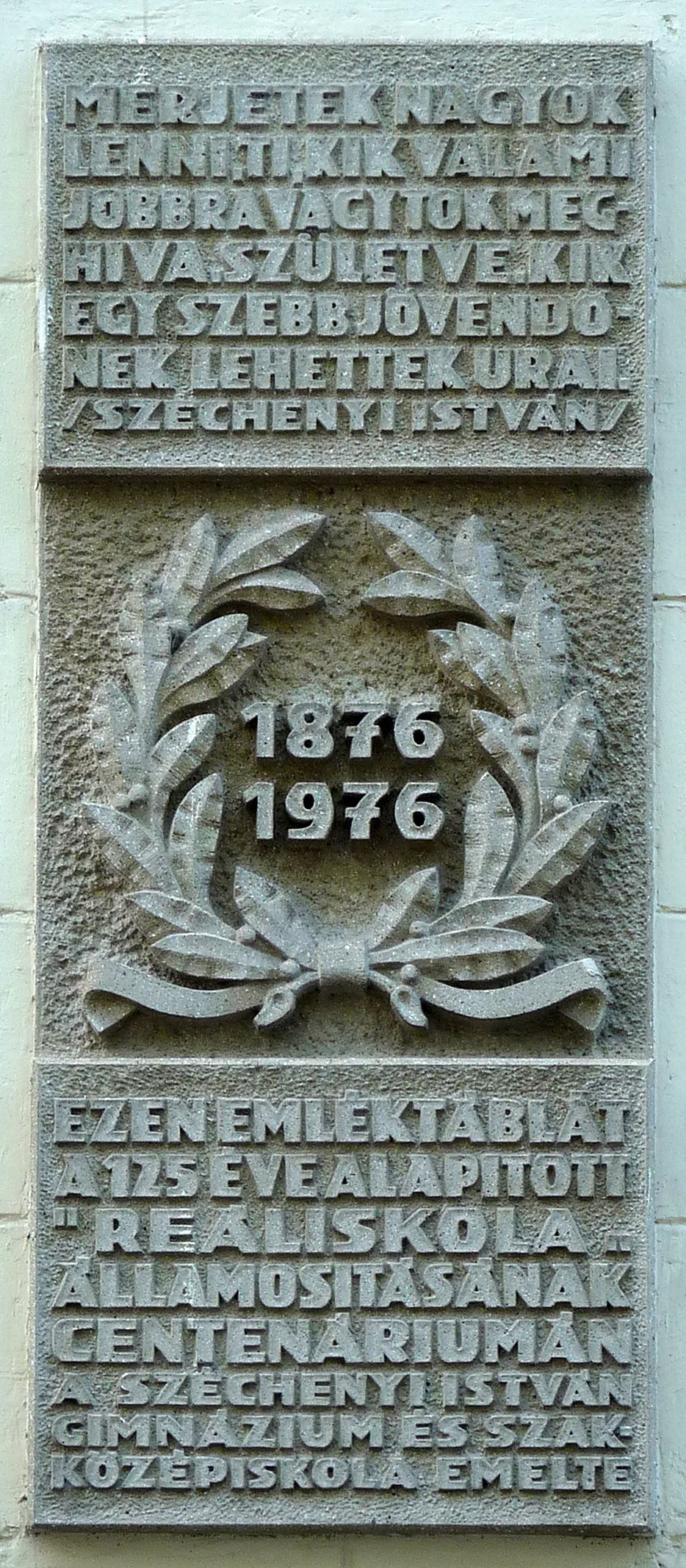
a reáliskola államosítása Templom utca 26. alkotó: Szakál Ernő
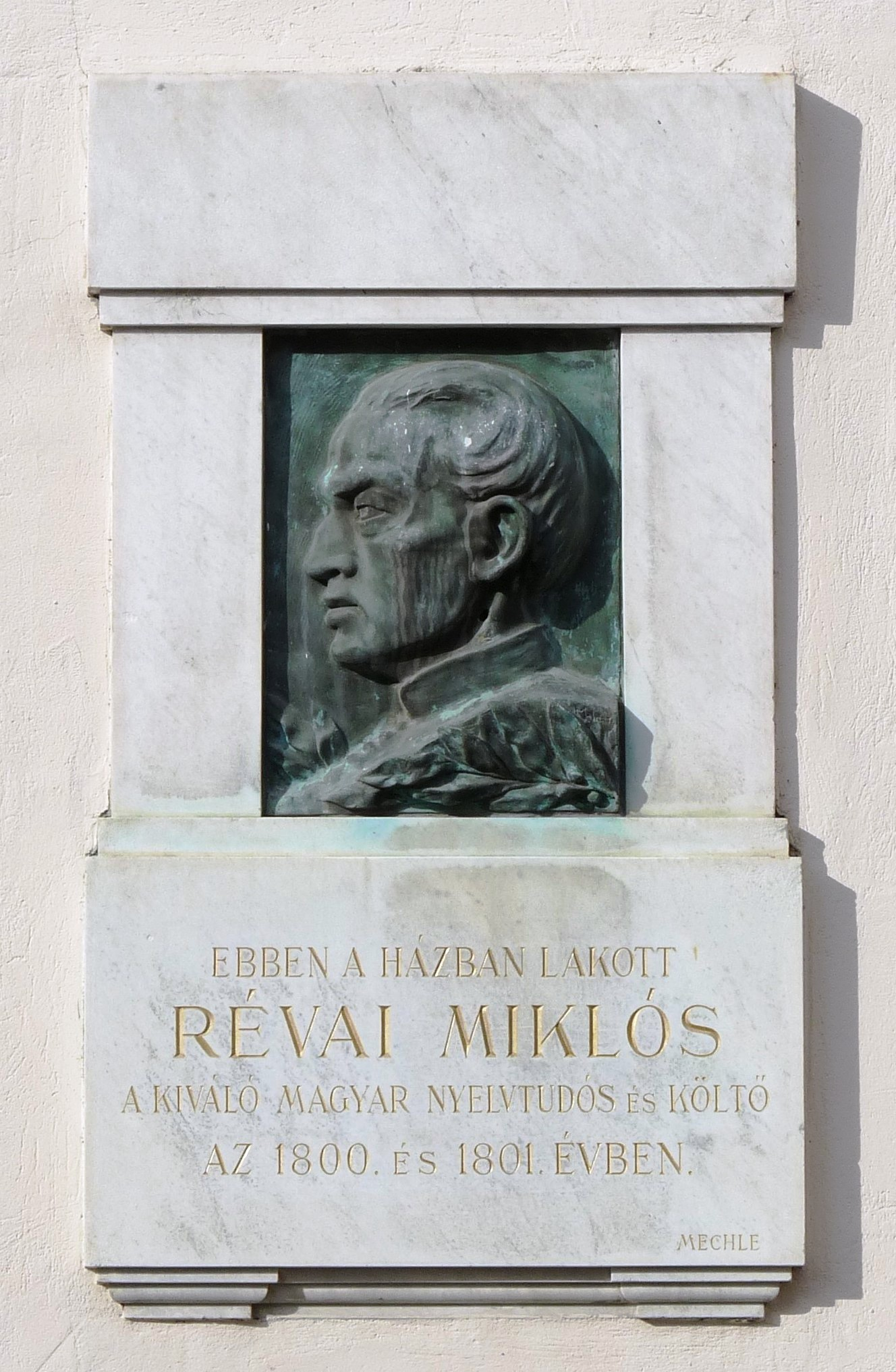
Révai Miklós Szent György utca 22. alkotó: Molnár Gyula
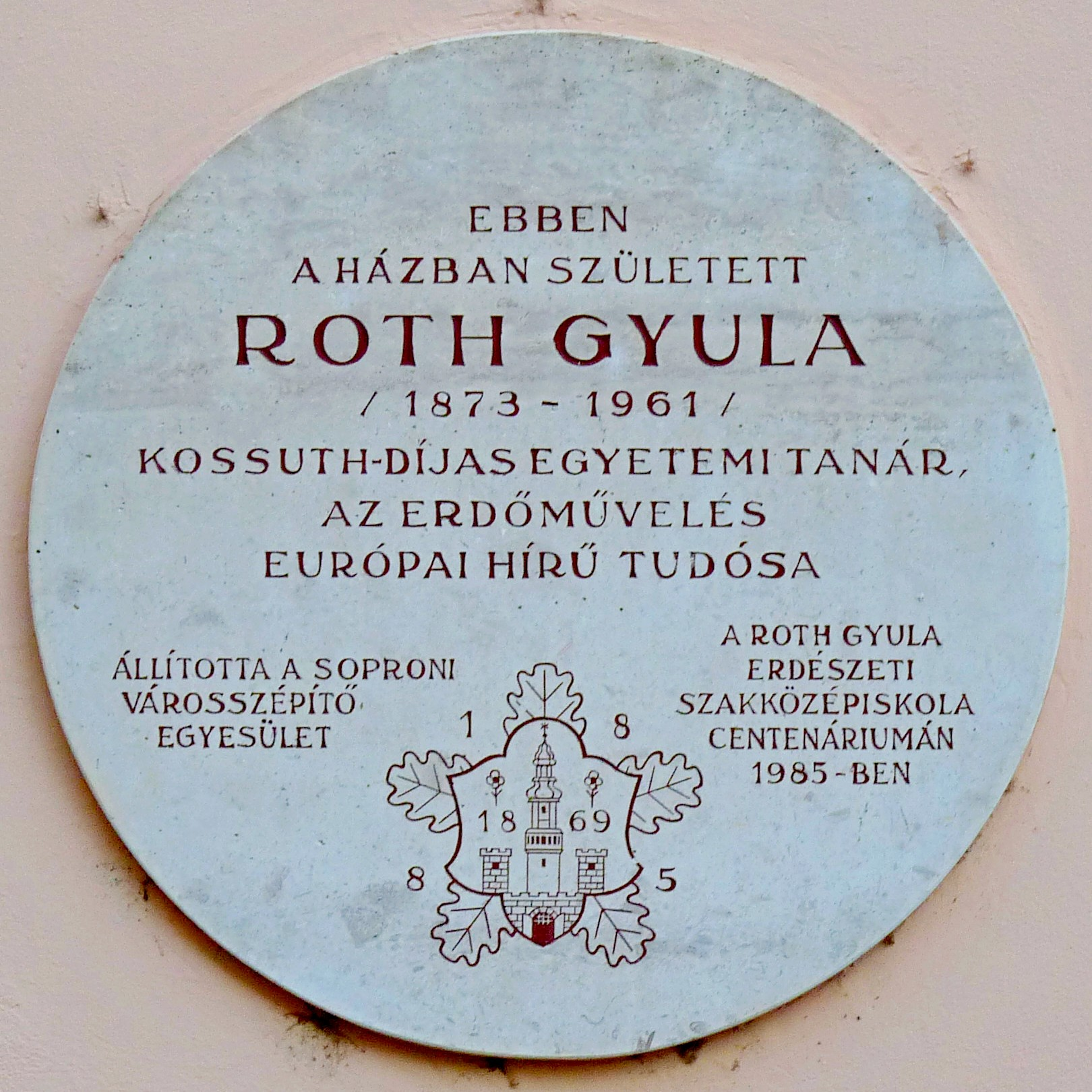
Roth Gyula Előkapu utca 5.
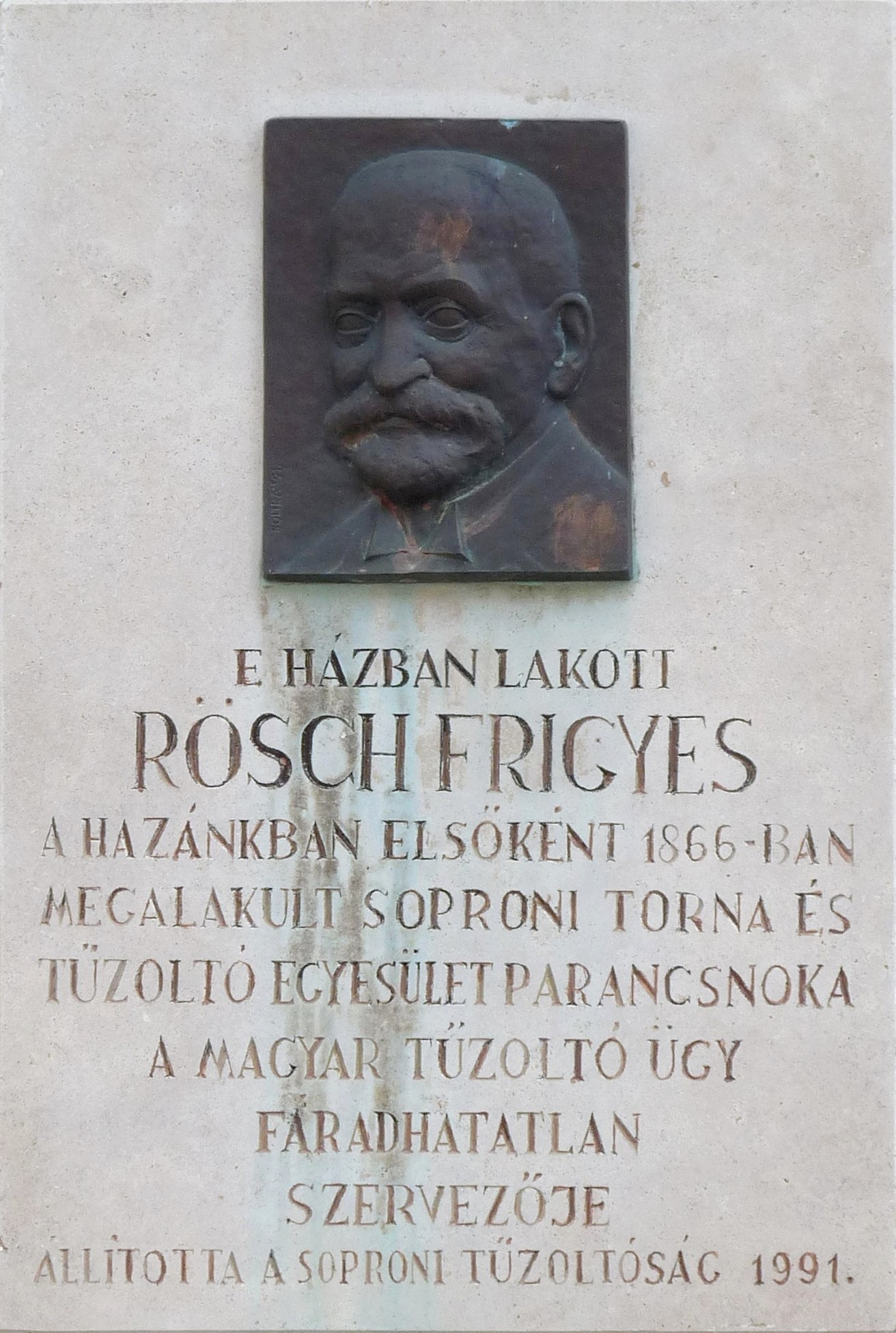
Rösch Frigyes Új utca 13. alkotó: Soltra E. Tamás
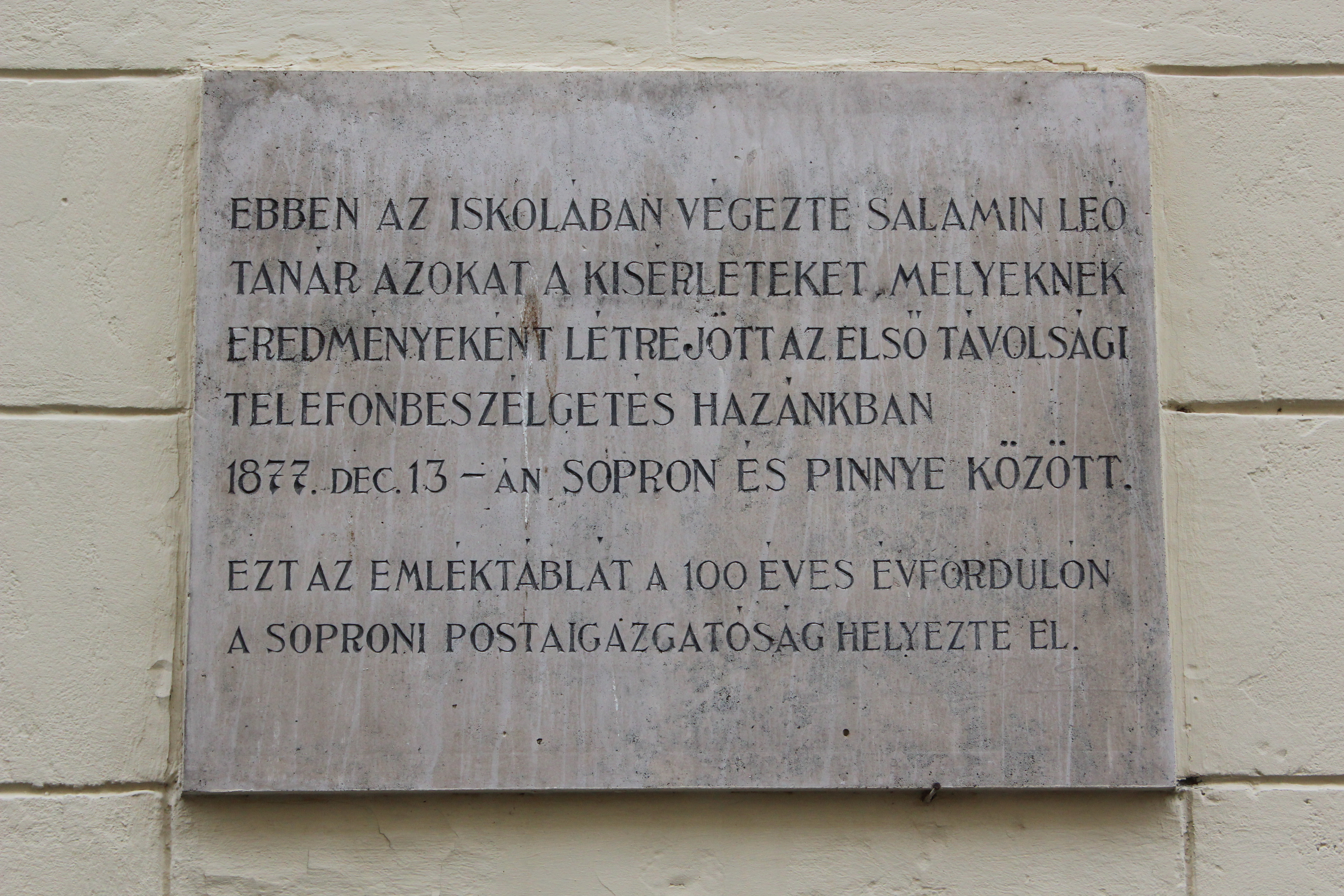
Salamin Leó Templom u. 26.
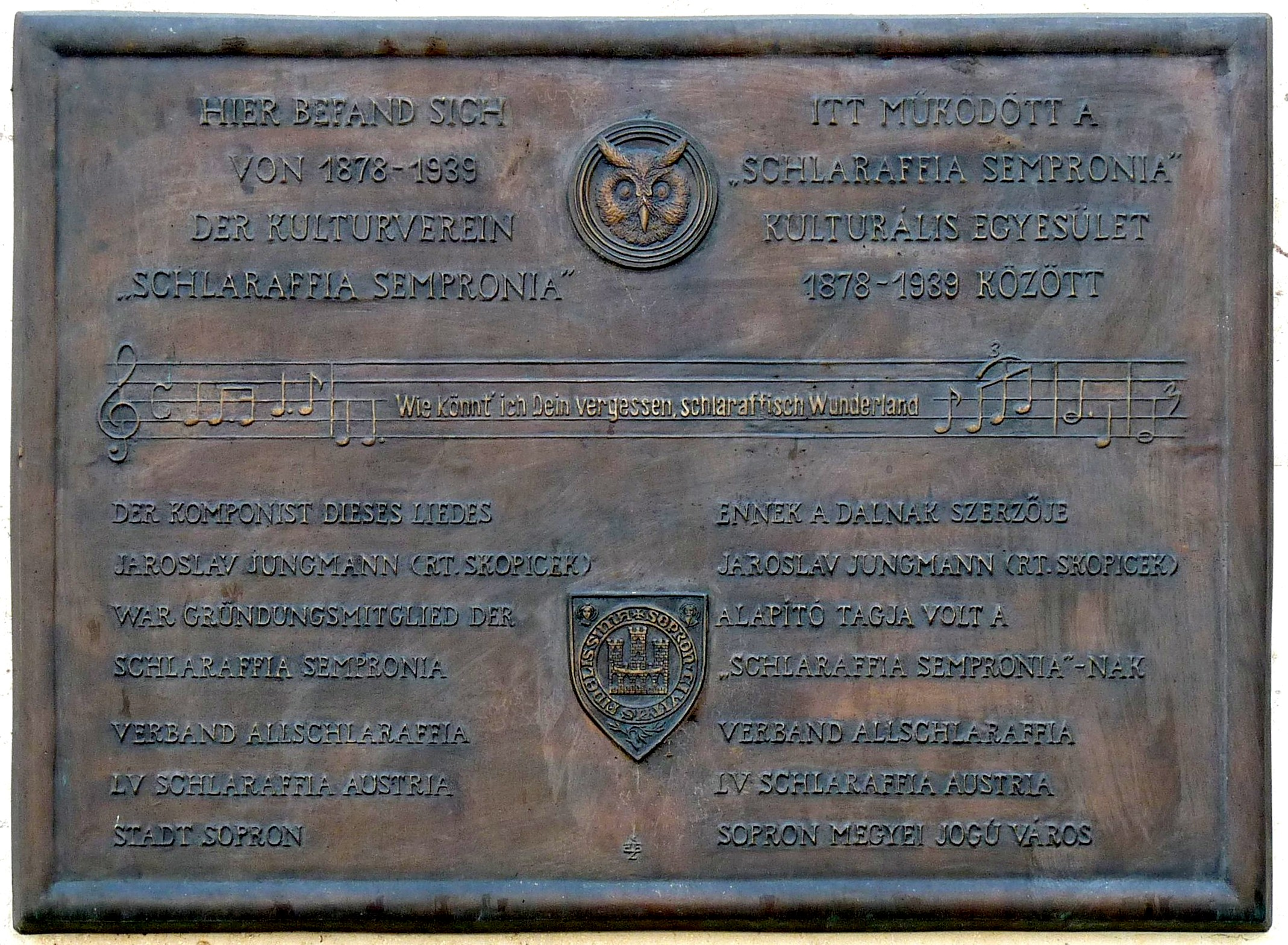
Schlaraffia Sempronia Liszt Ferenc tér 1. alkotó: Sz. Egyed Emma
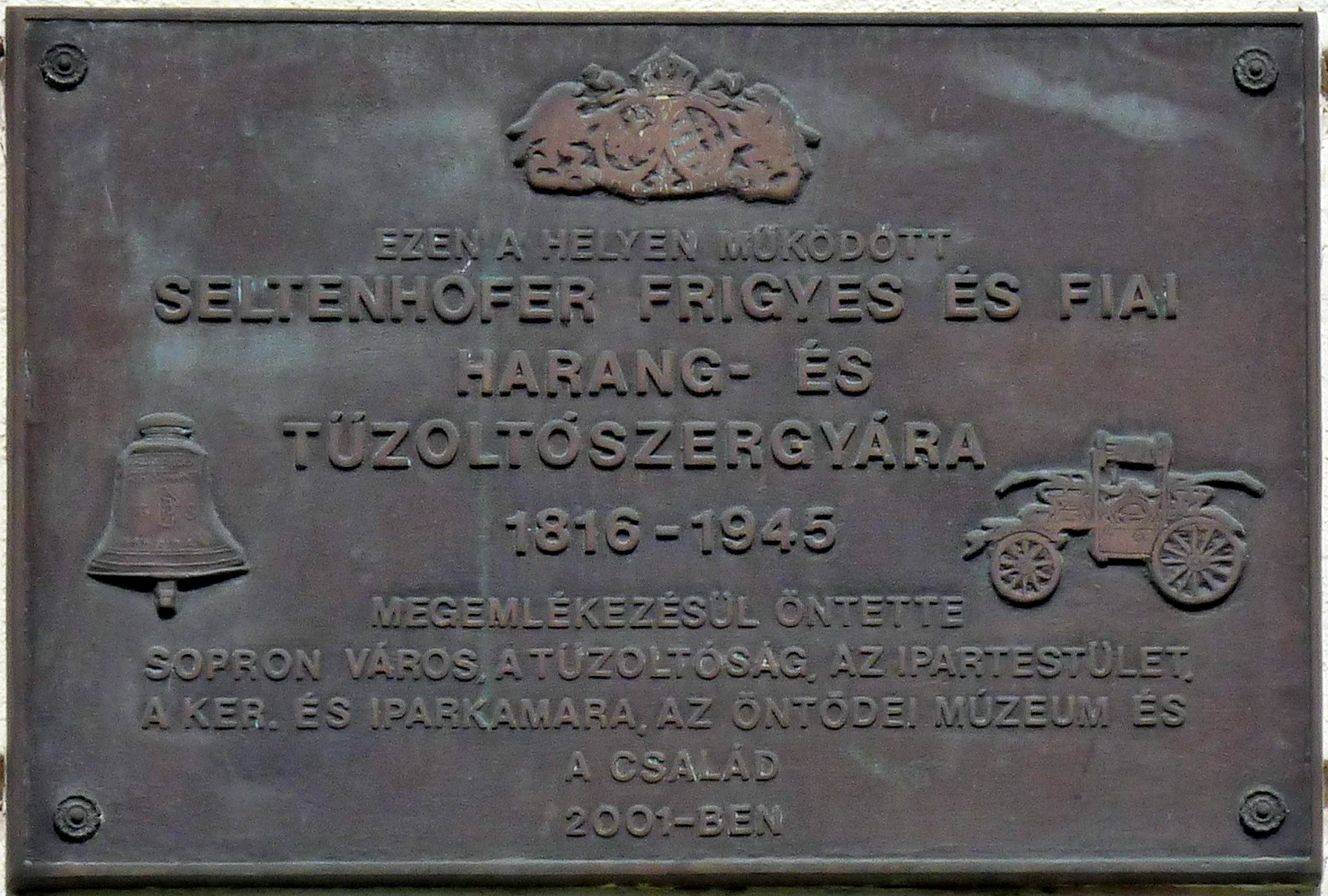
Seltenhofer Frigyes és Fiai Harang- és Tűzoltószergyár Magyar utca 9. alkotó: Galambos Sándor
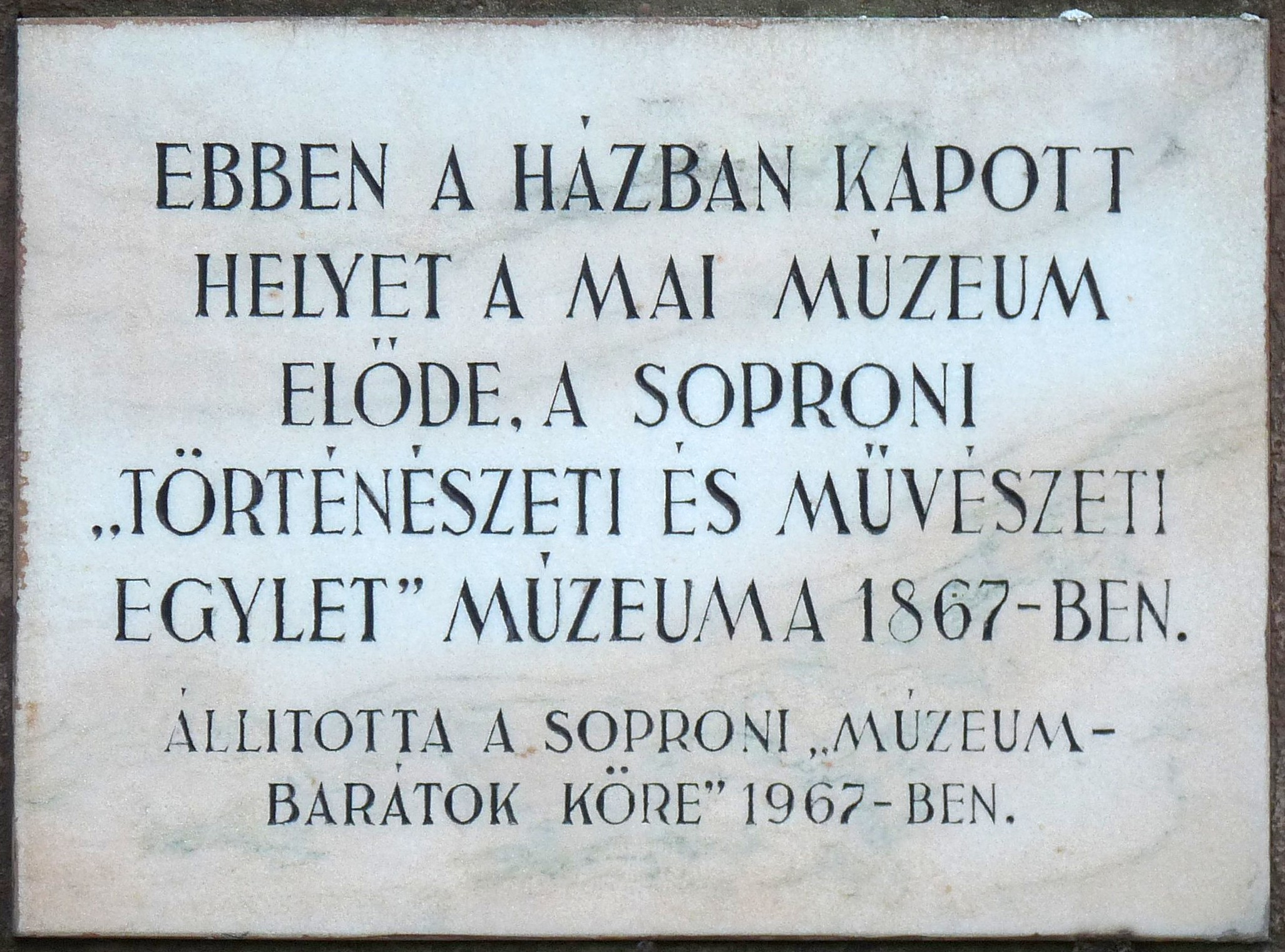
Soproni Múzeum Templom utca 5.
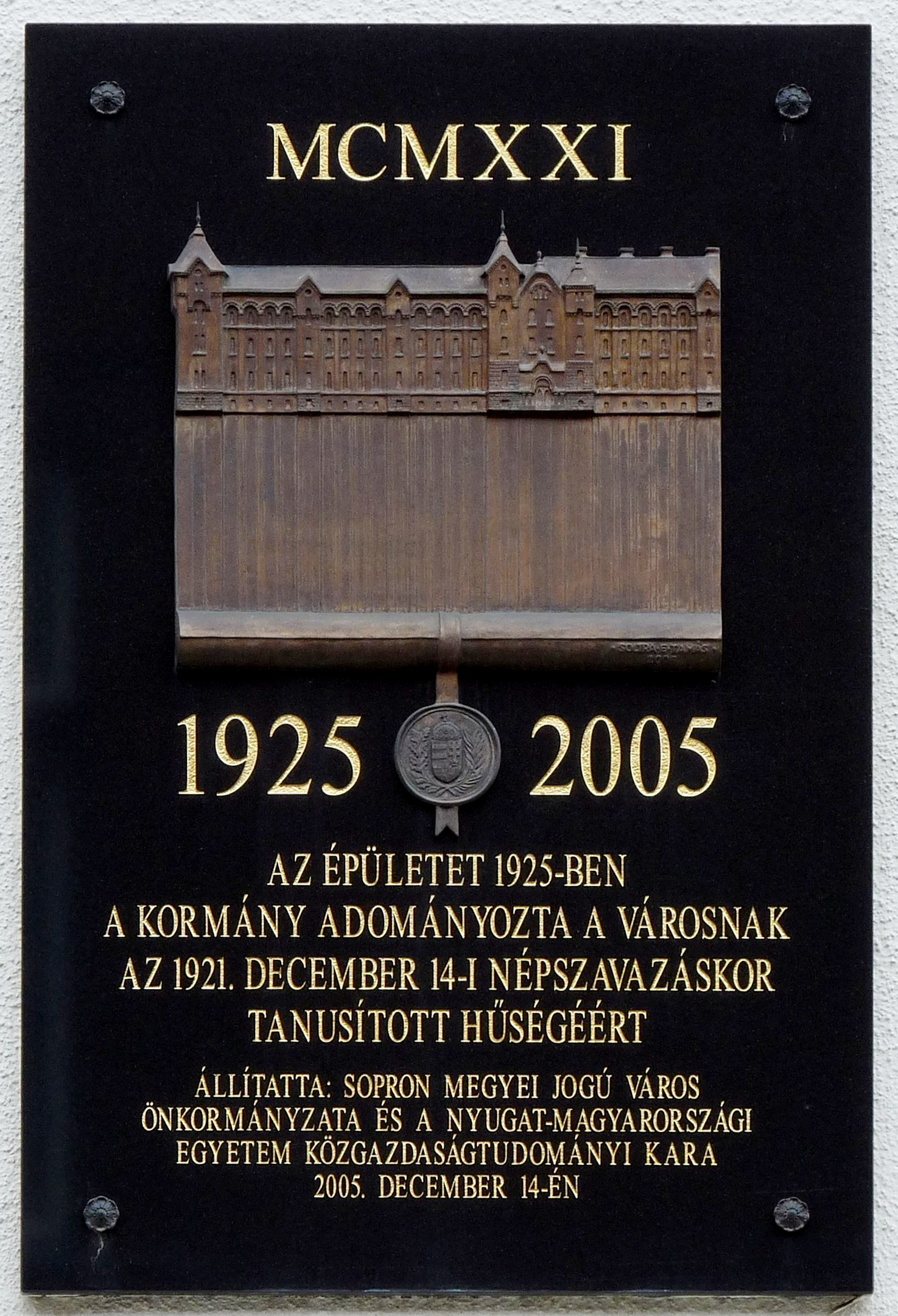
soproni népszavazás 80. évf. Erzsébet utca 9.
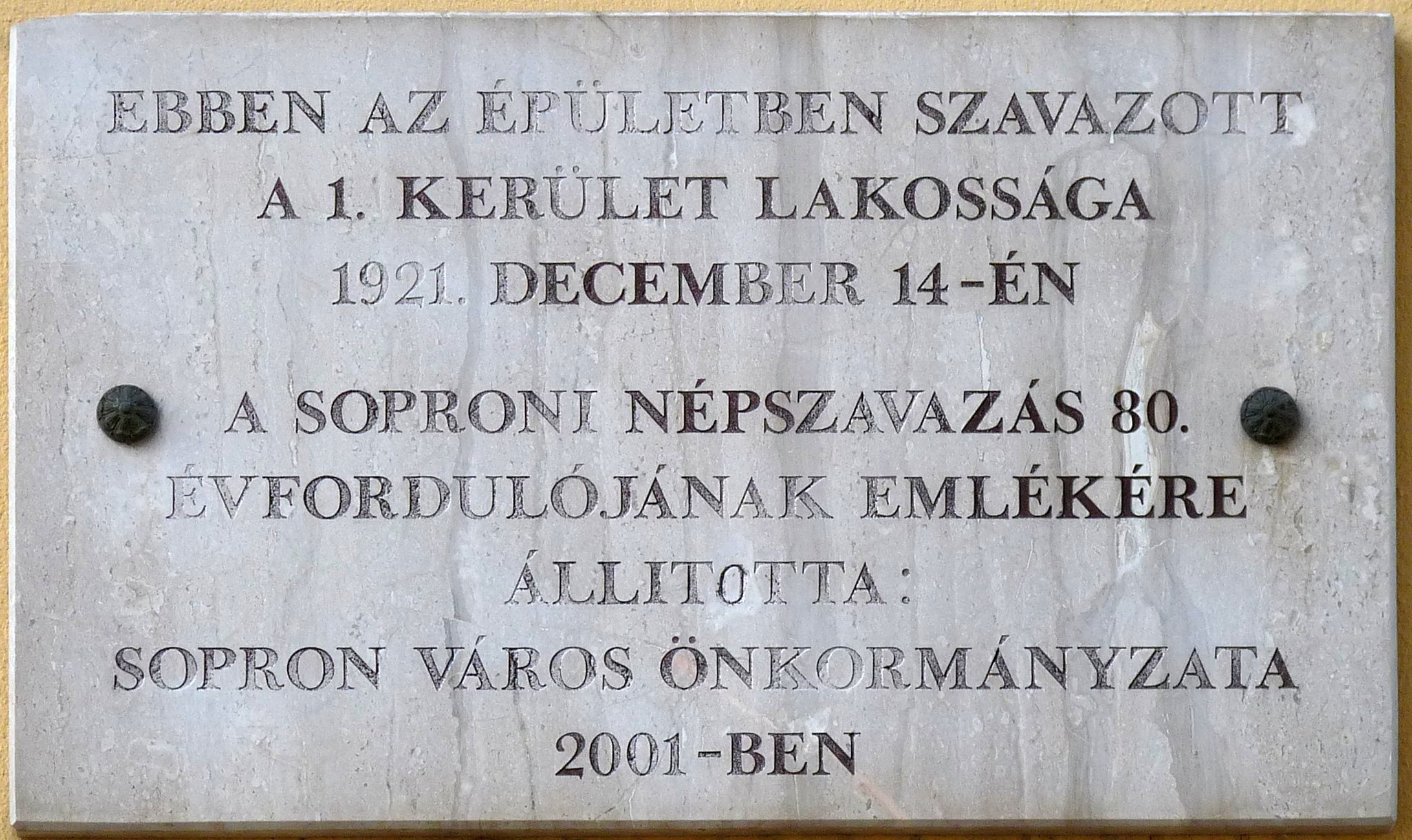
soproni népszavazás 1. körzet Várkerület 116.
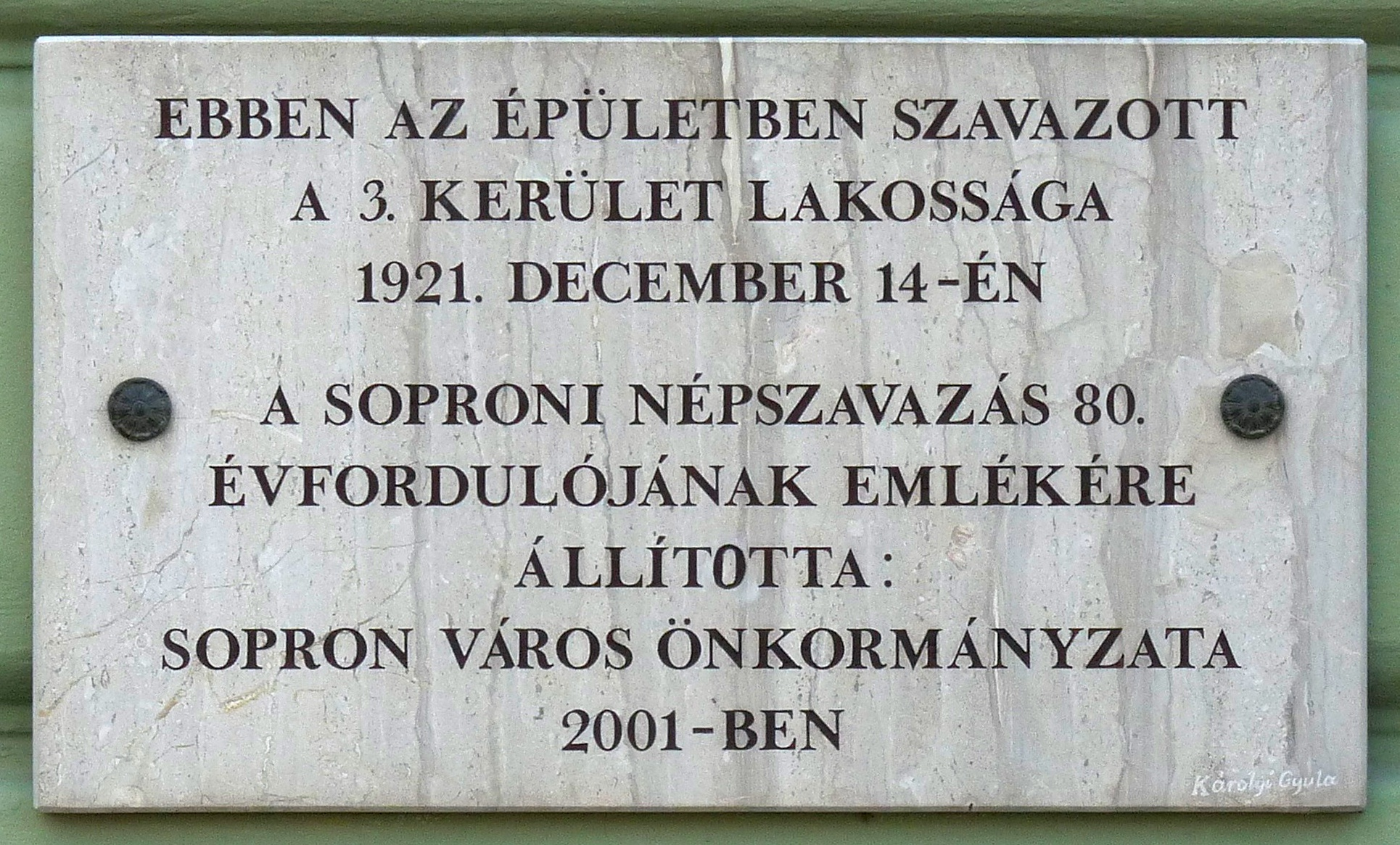
soproni népszavazás 3. körzet Halász utca 25.
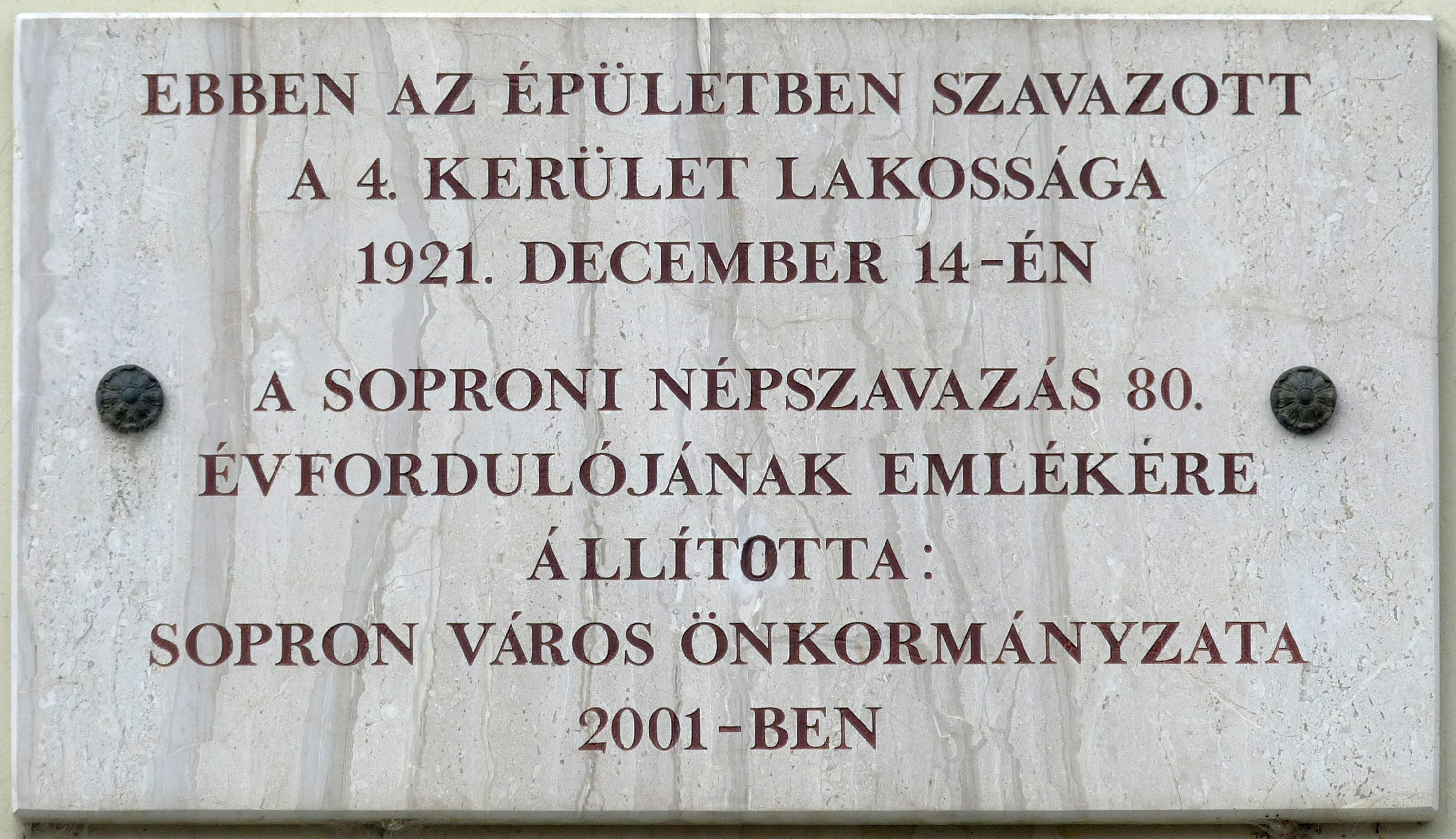
soproni népszavazás 4. körzet Fövényverem utca 21.
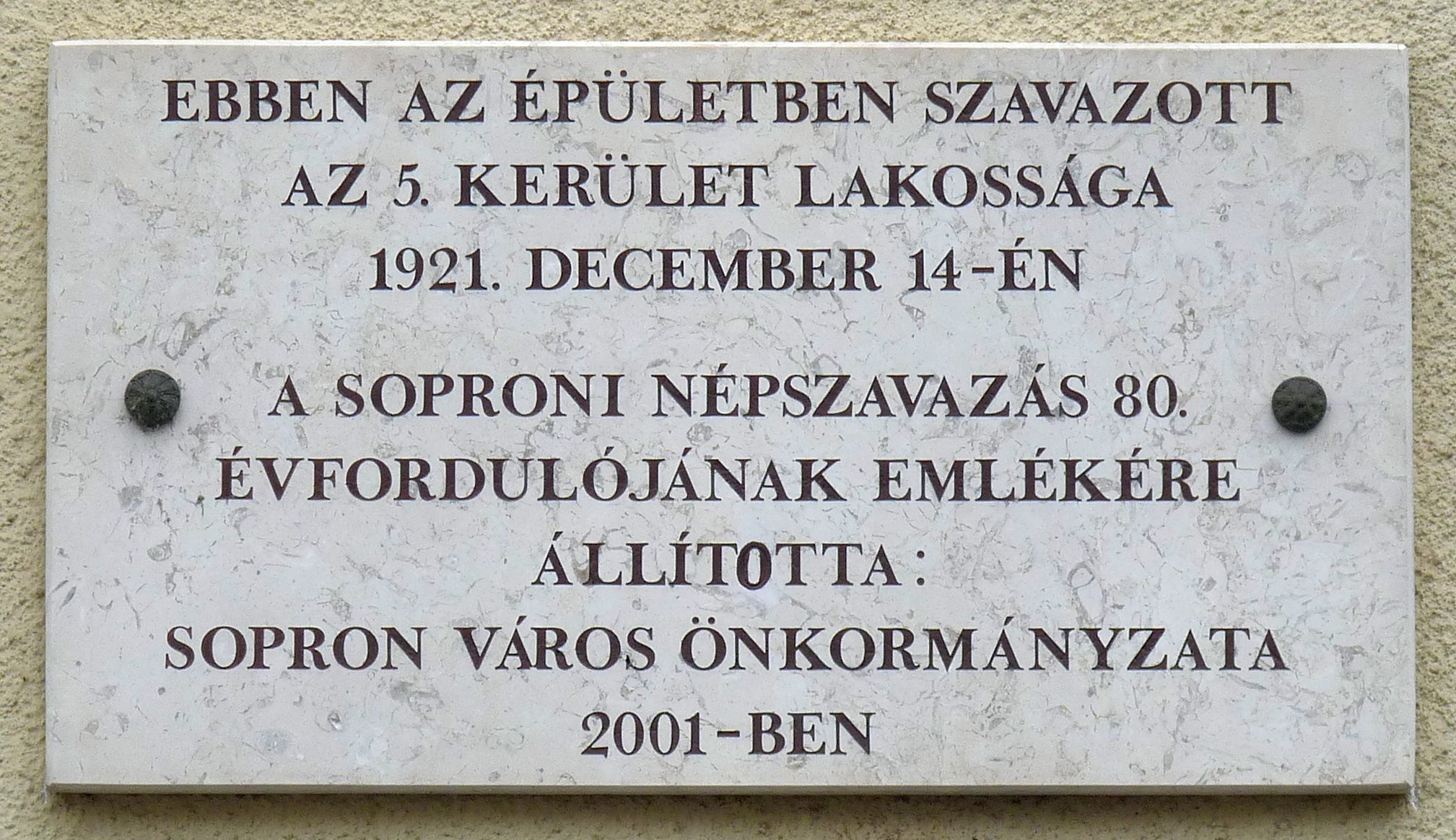
soproni népszavazás 5. körzet Ferenczy János utca 1.
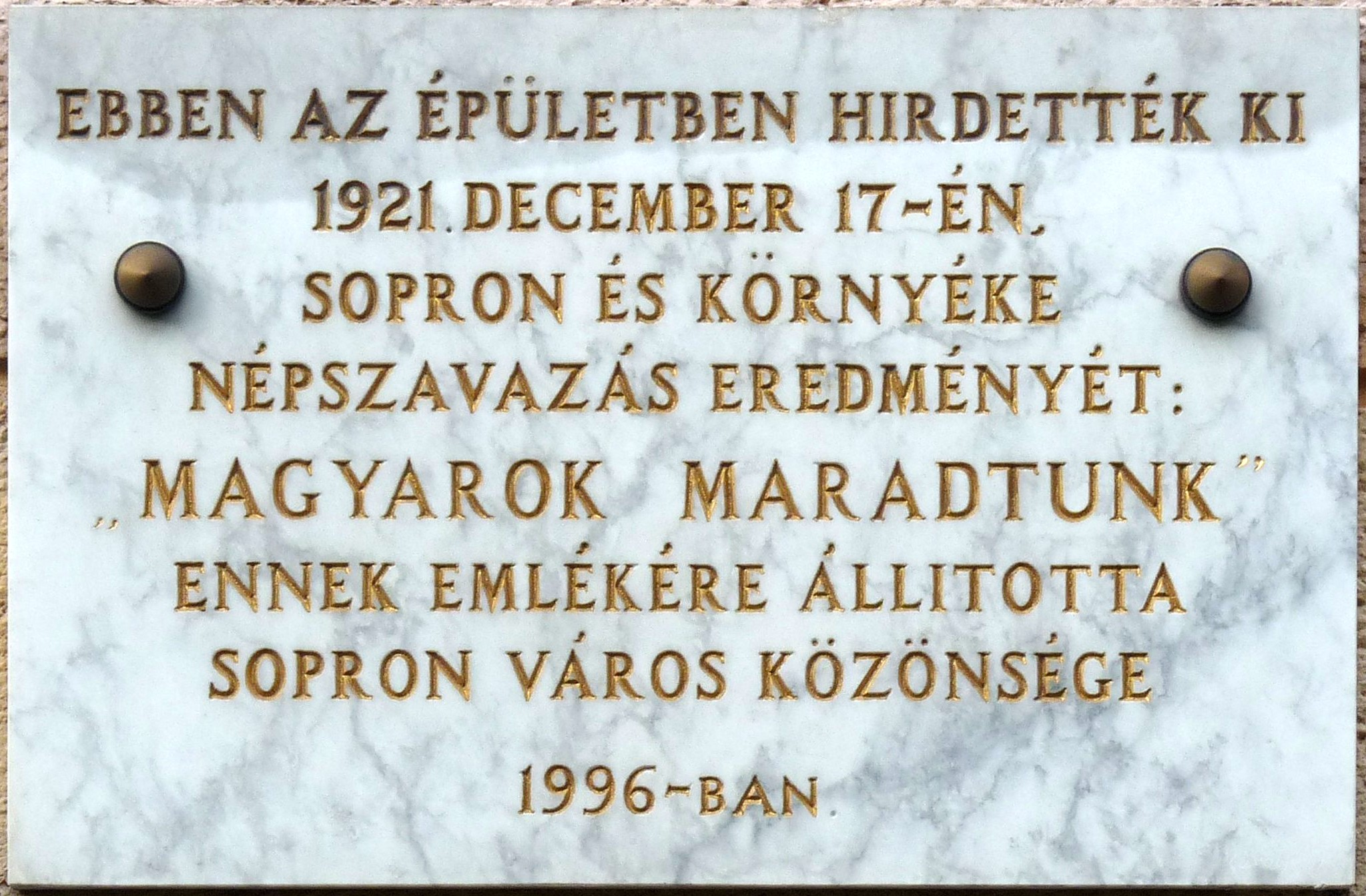
a soproni népszavazás eredménye Rákóczi Ferenc utca 6.
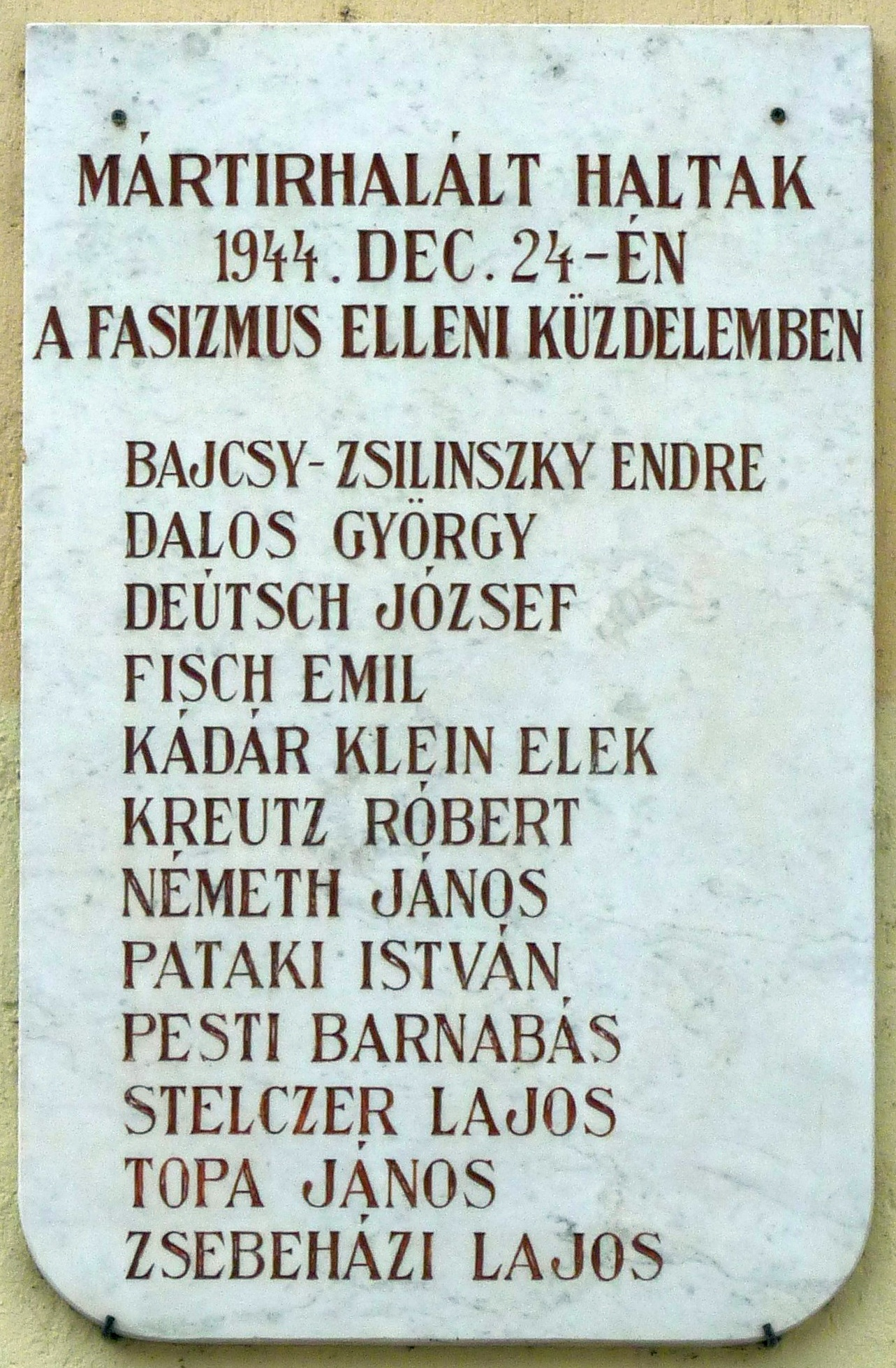
sopronkőhidai mártírok[4] Pesti Barnabás utca 25.
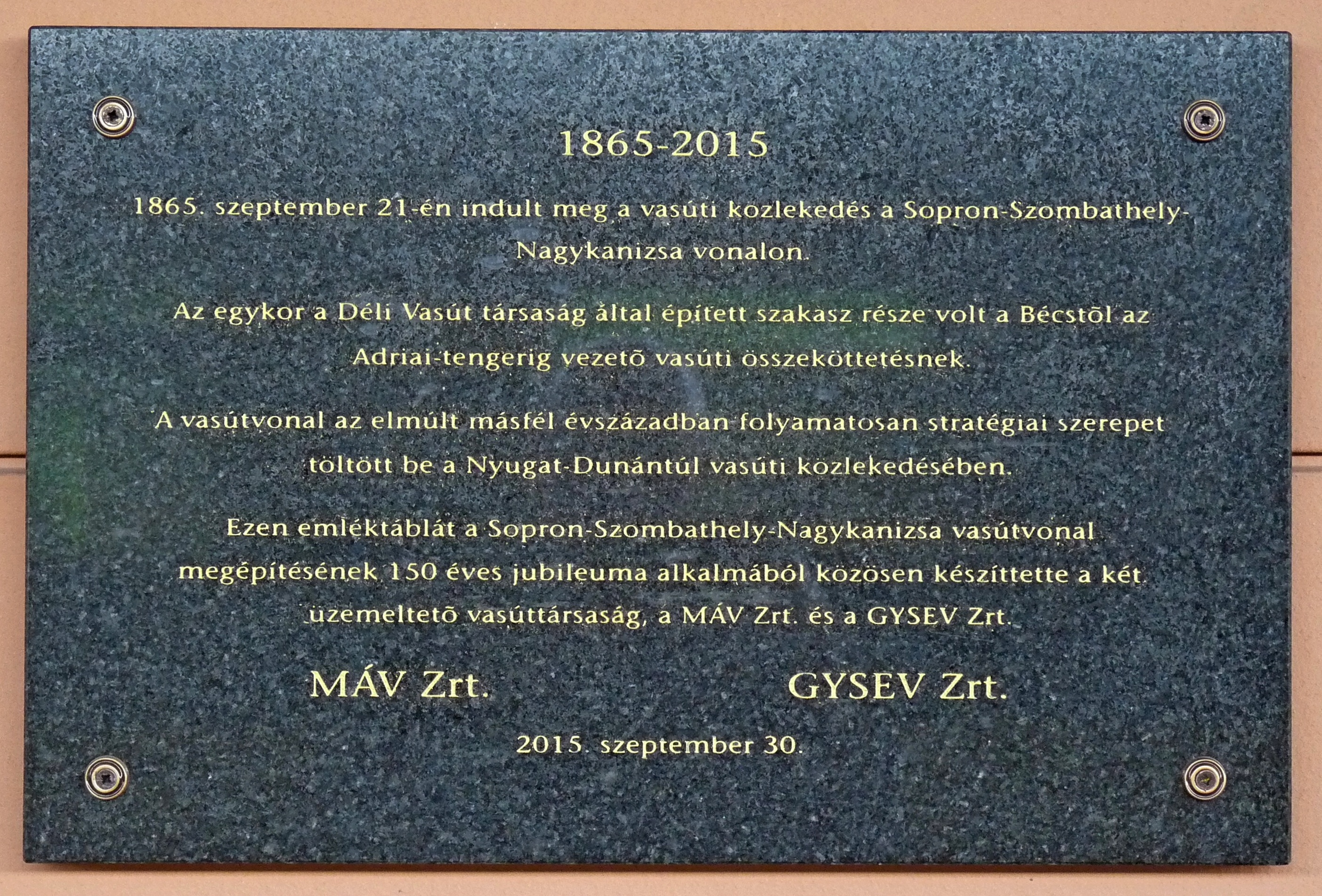
Sopron–Szombathely–Nagykanizsa vasútvonal 150. évf. Állomás utca 2.
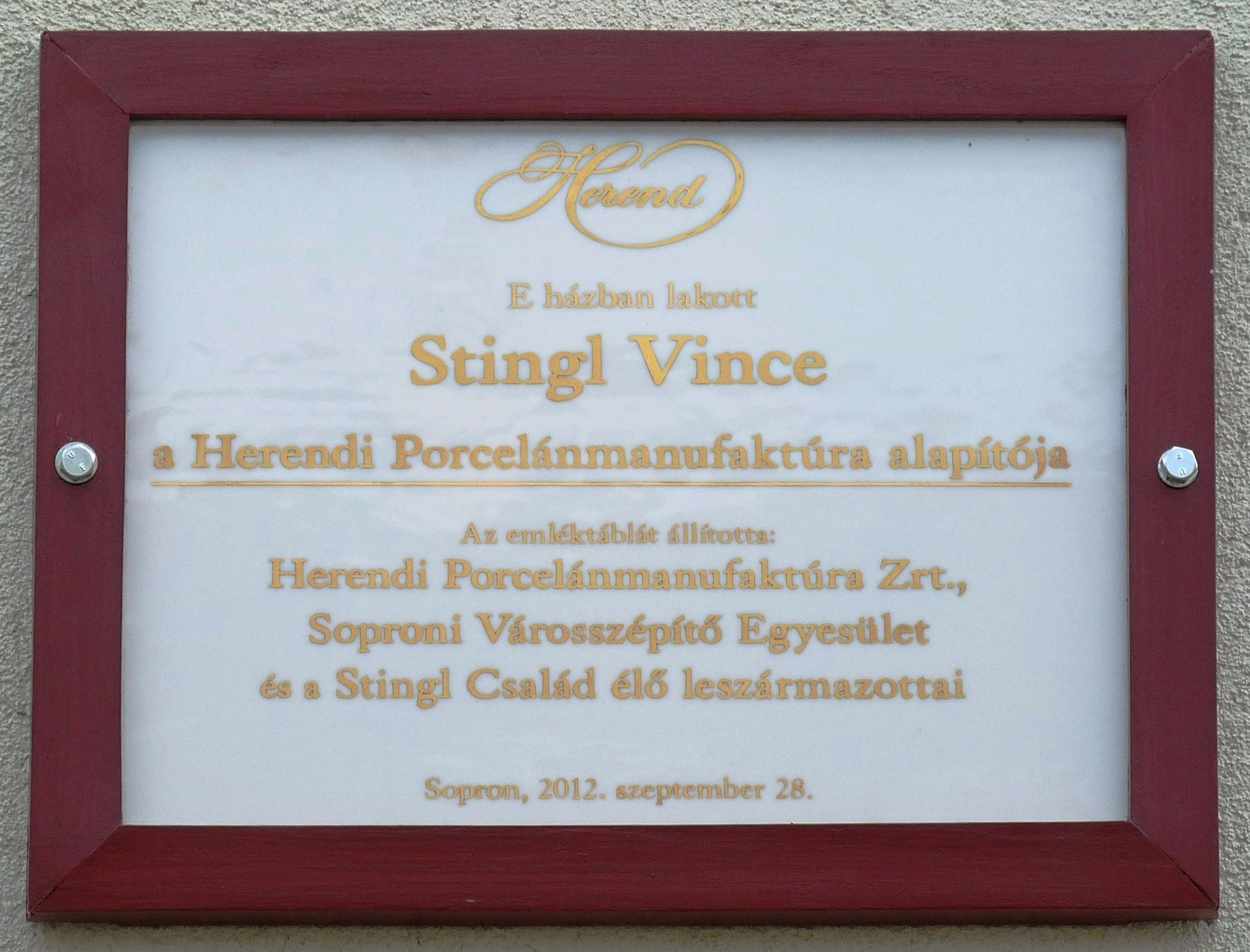
Stingl Vince Várkerület 53/a.
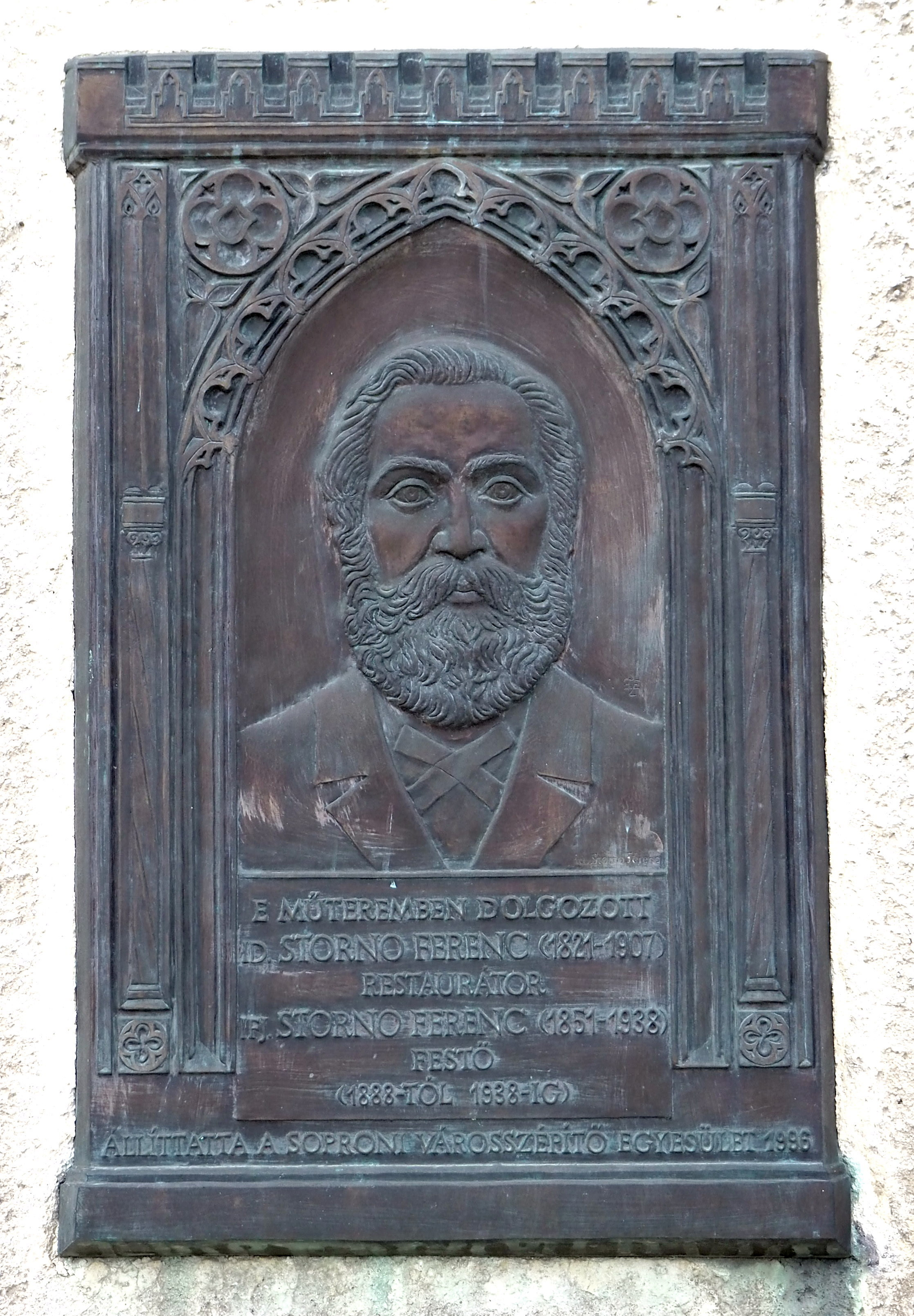
Id. Storno Ferenc Ifj. Storno Ferenc alkotó: Sz. Egyed Emma
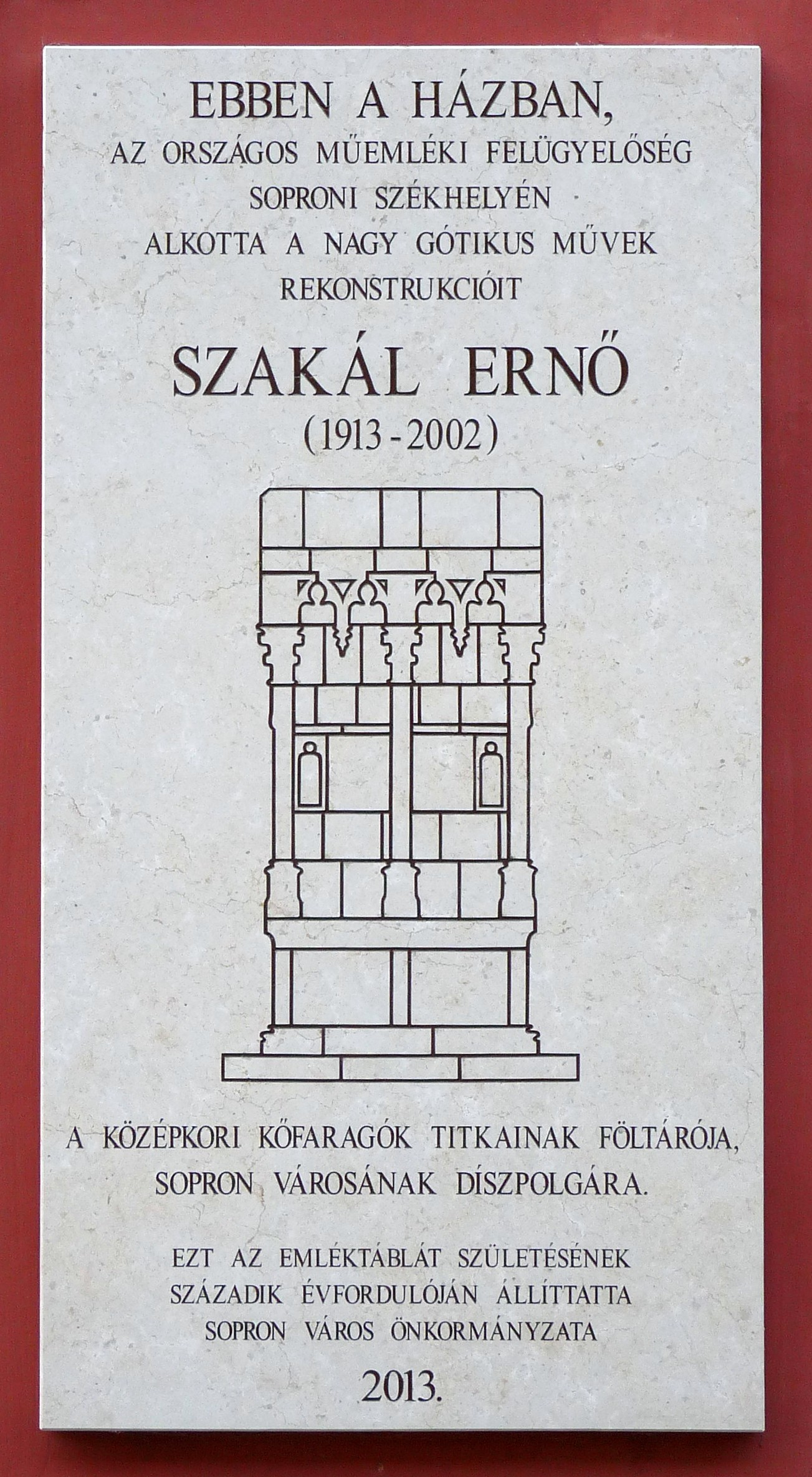
Szakál Ernő Új utca 16.
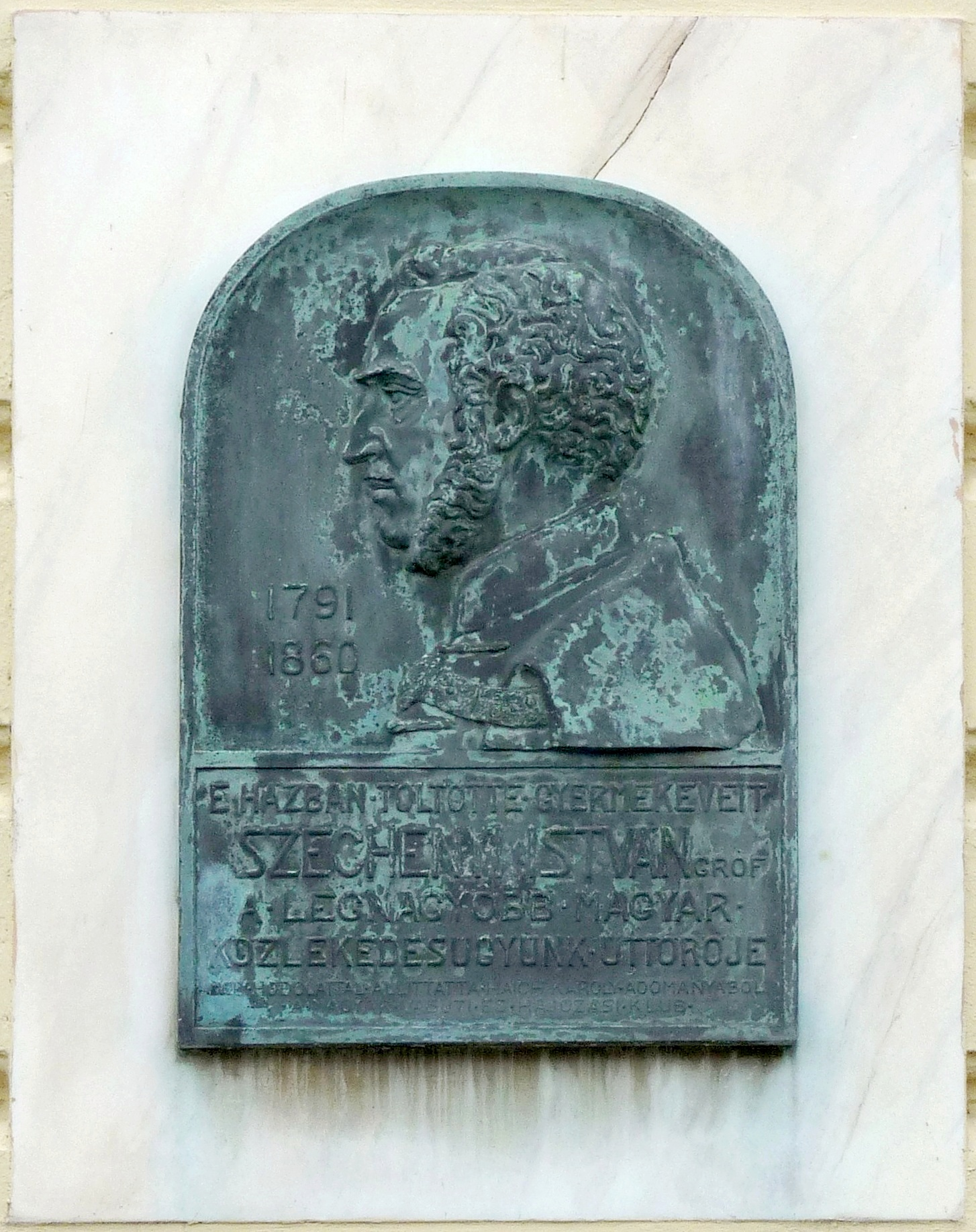
Széchenyi István Széchenyi tér 1-2. alkotó: Haich Erzsébet
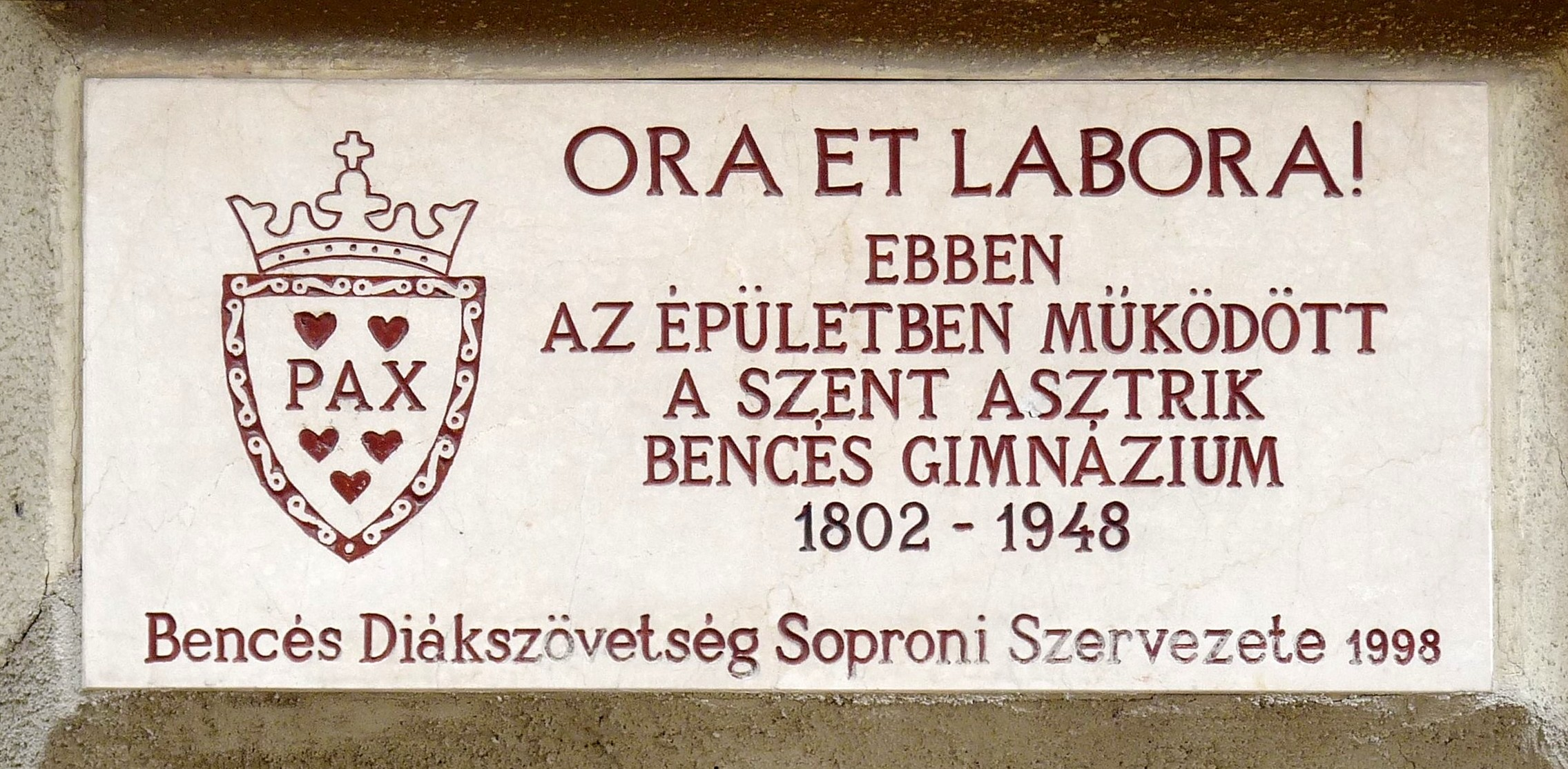
Szent Asztrik Bencés Gimnázium Szent György utca 9.
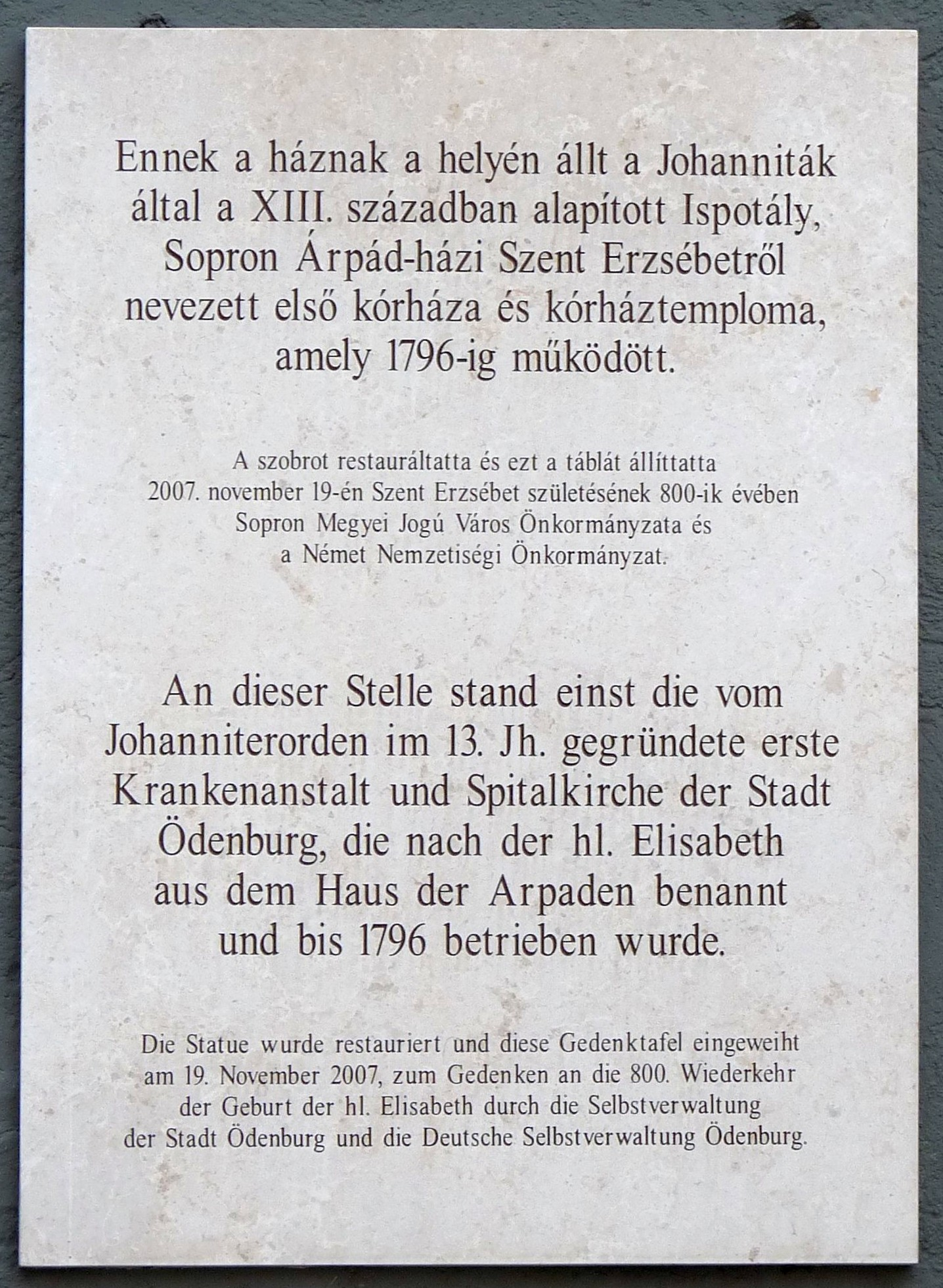
Szent Erzsébet kórház Balfi út 2.
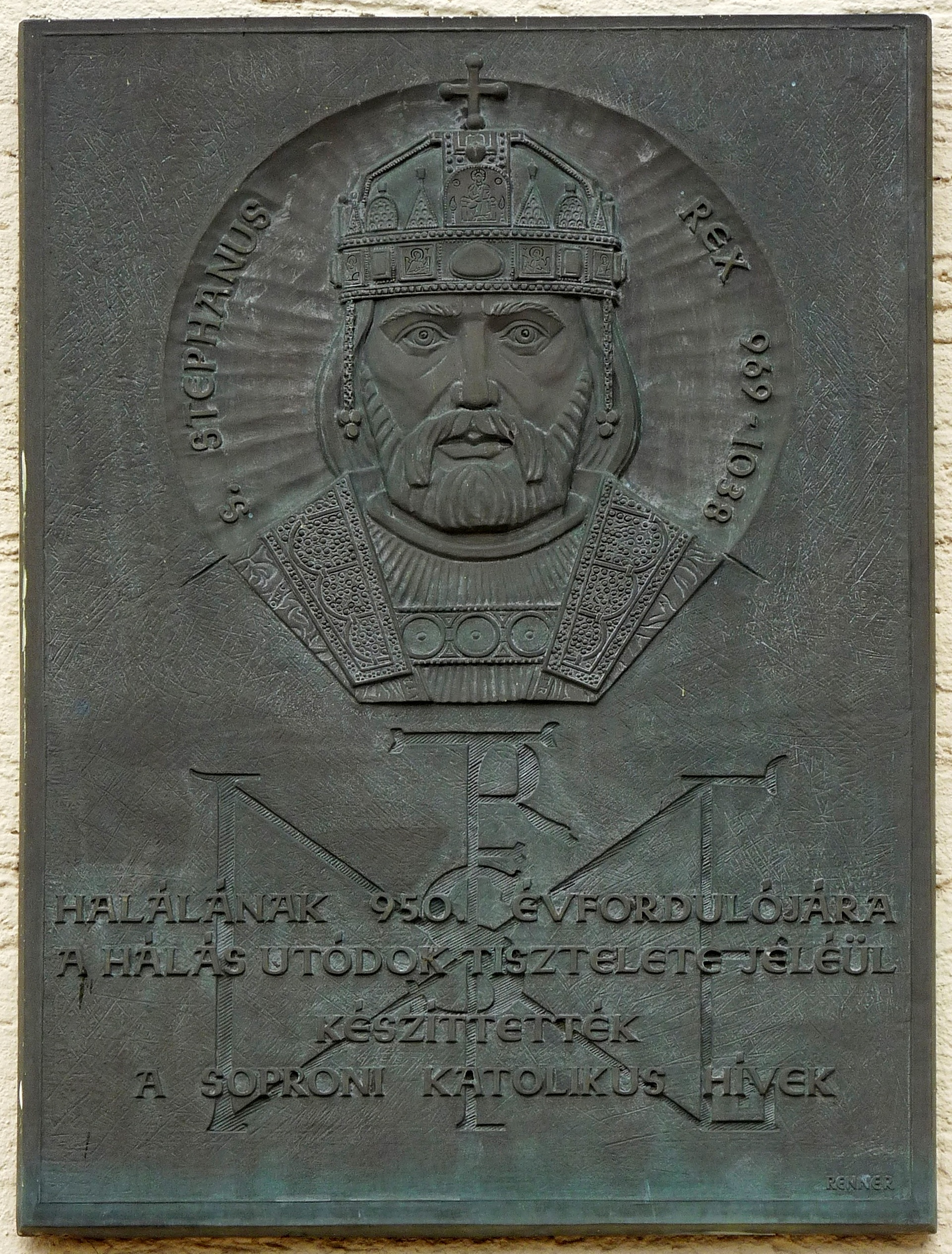
Szent István király Szent István park 1. alkotó: Renner Kálmán
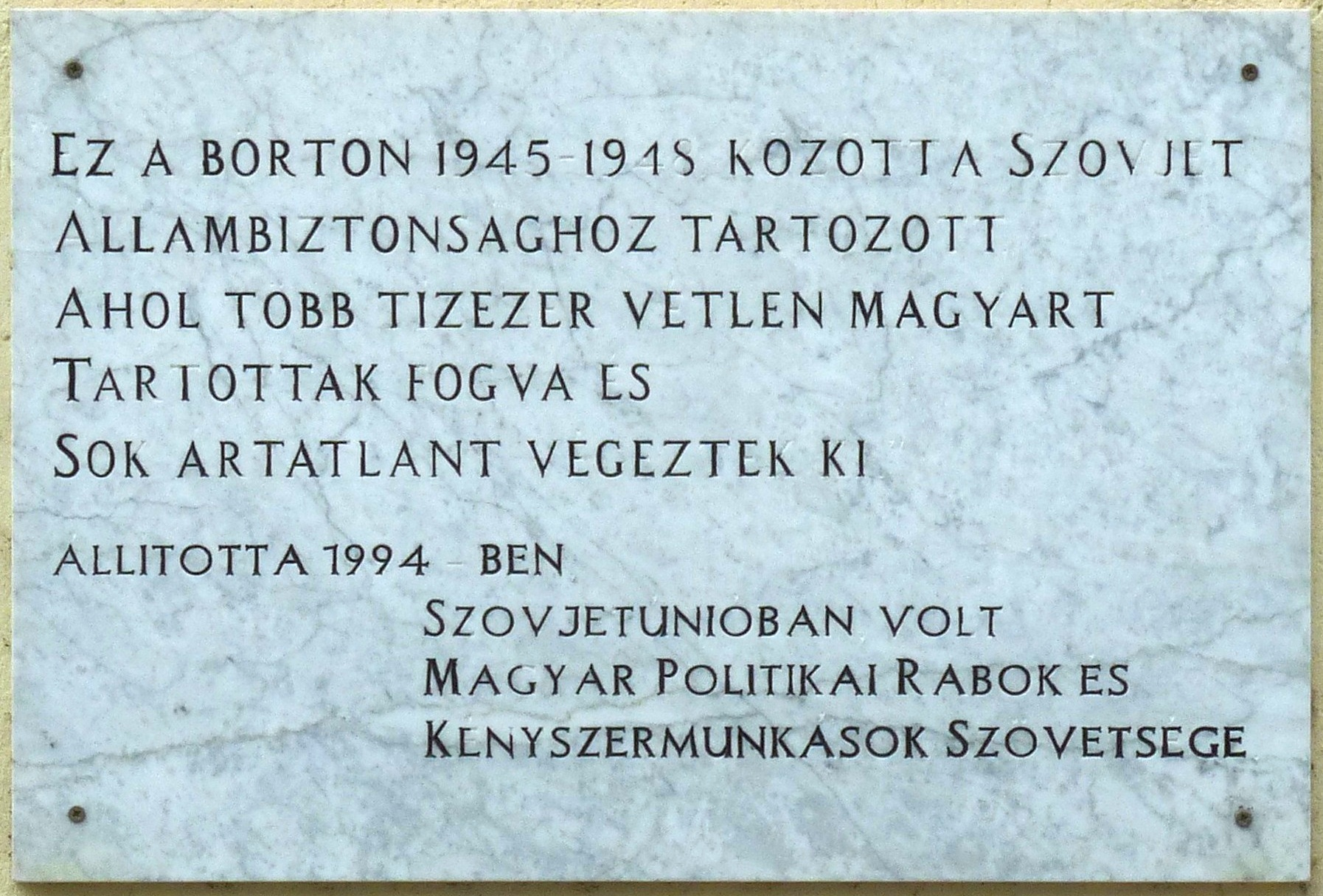
szovjet állambiztonsági börtön Pesti Barnabás utca 25.
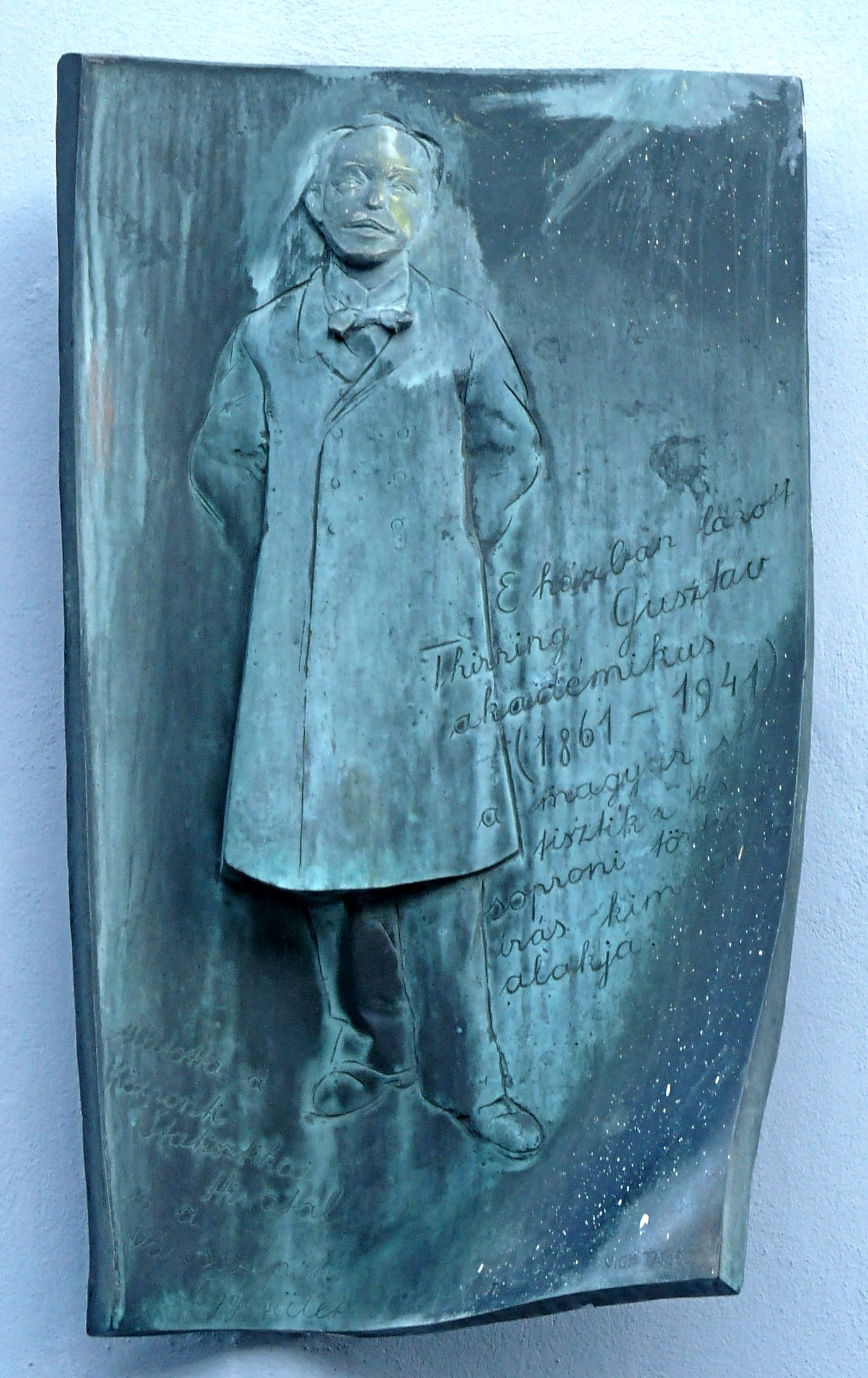
Thirring Gusztáv Színház utca 17. alkotó: Vígh Tamás
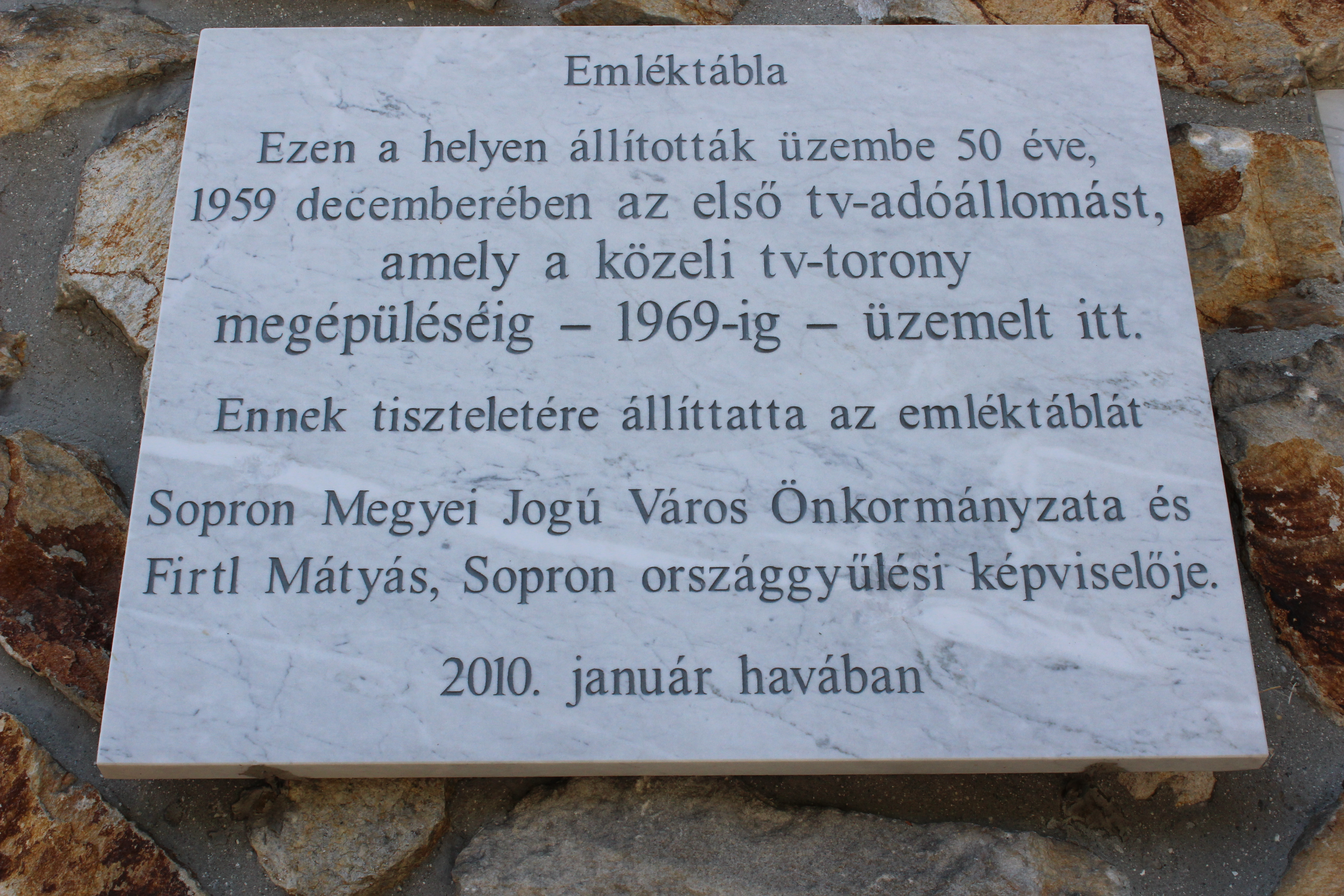
Tv-adóállomás Károly-magaslat
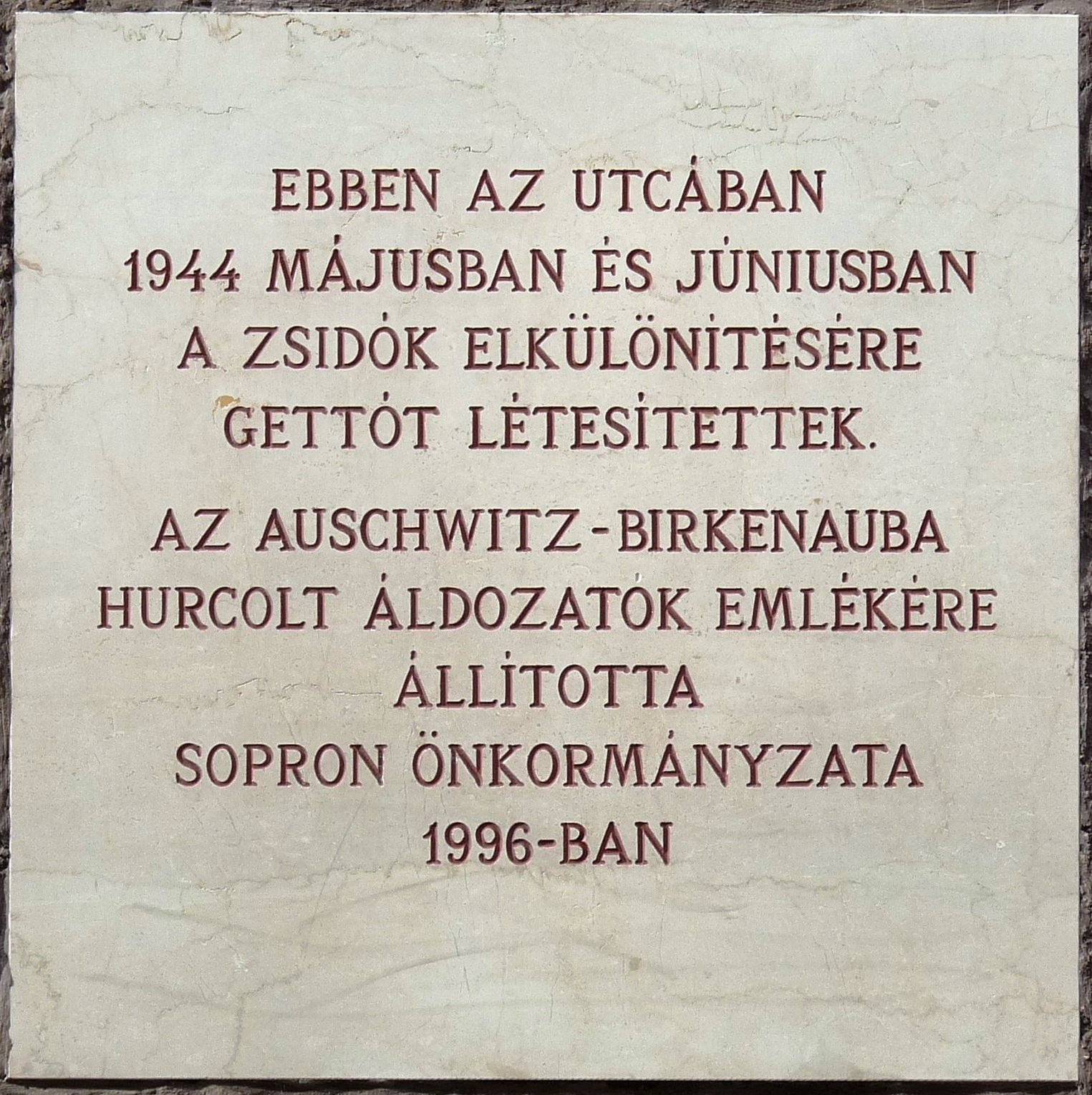
Új utcai gettó Új utca 28.
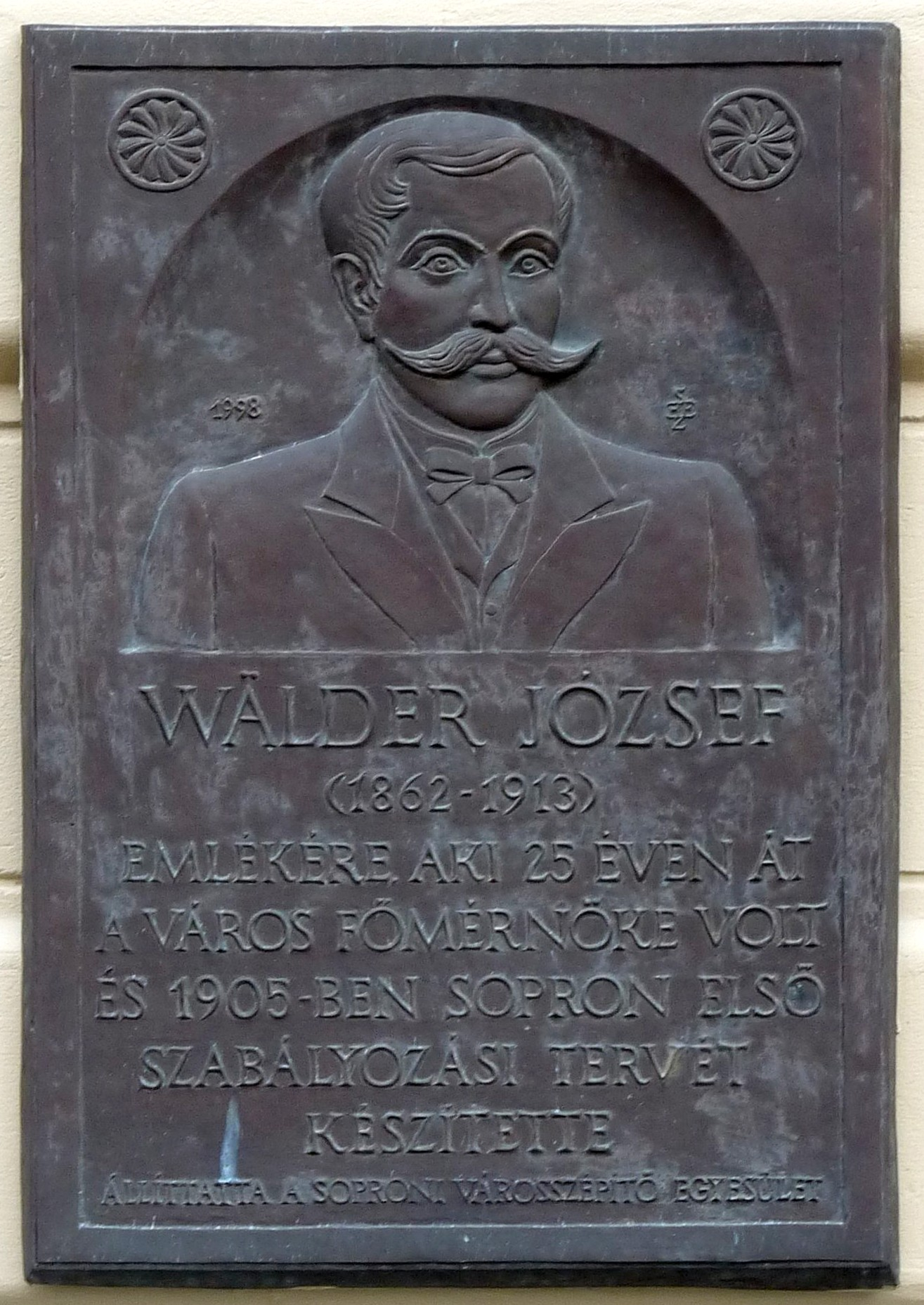
Wälder József Fő tér 1. alkotó: Sz. Egyed Emma
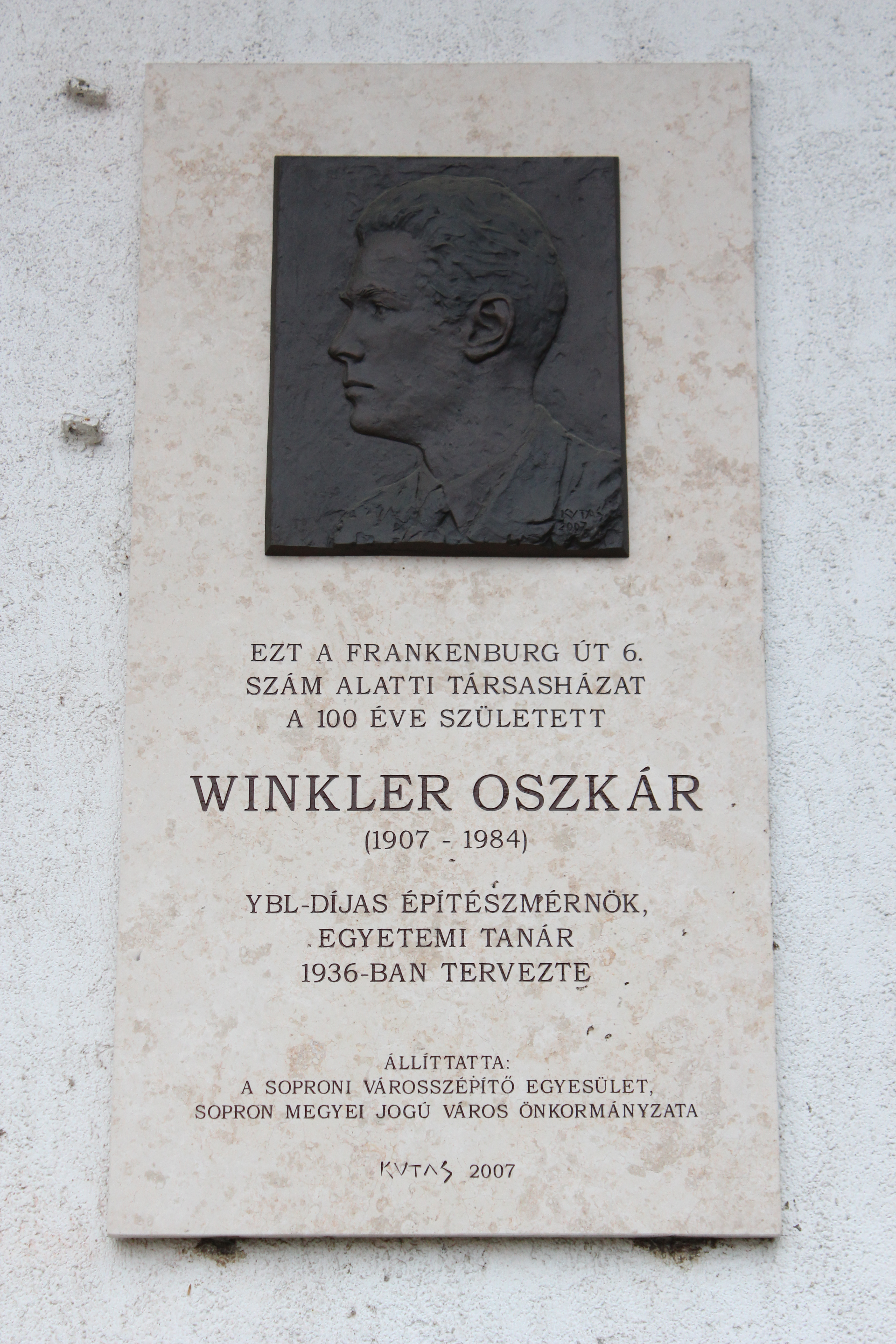
Winkler Oszkár Frankenburg út 6. alkotó: Kutas László
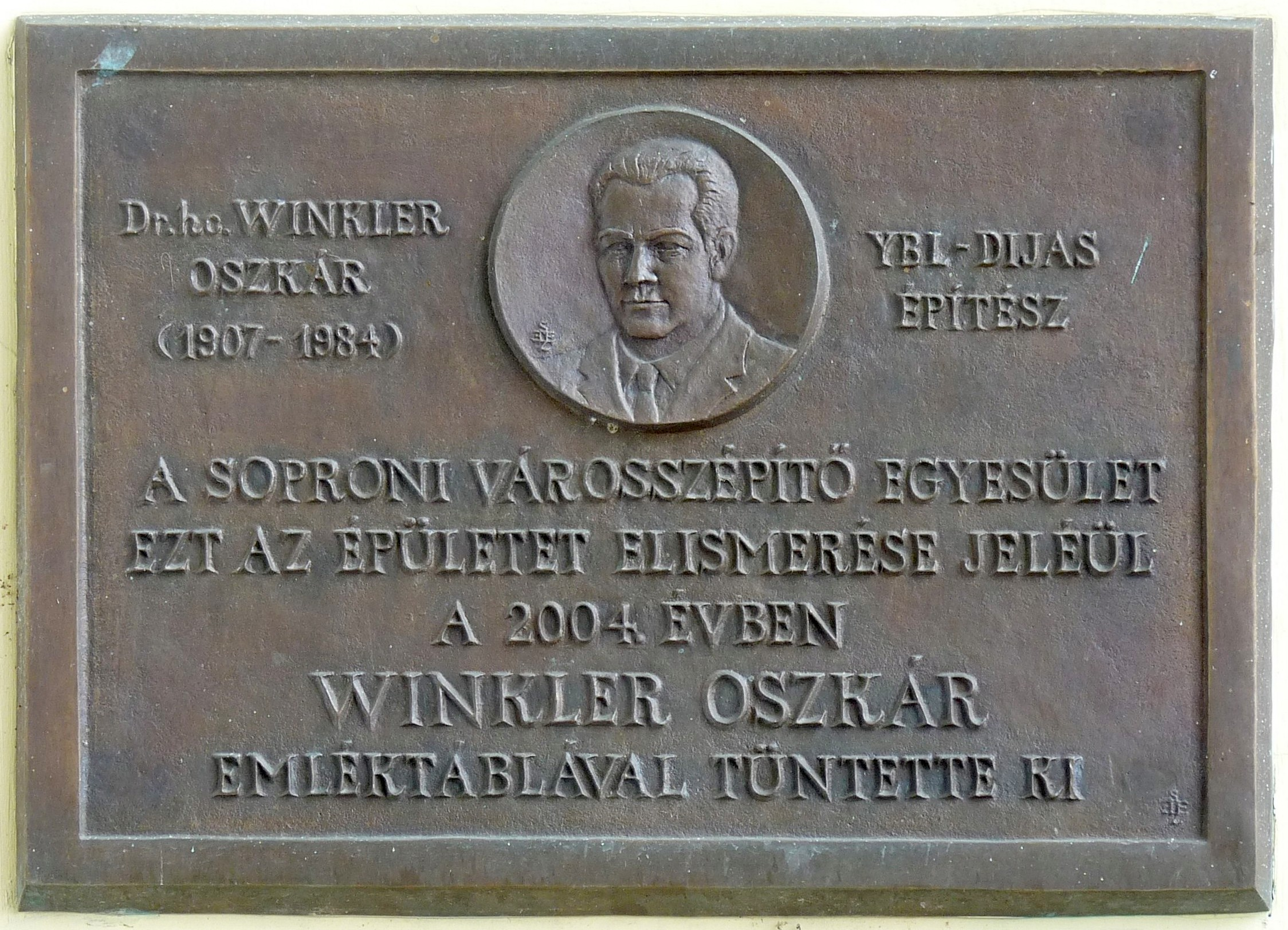
Winkler Oszkár Szélmalom utca 17.
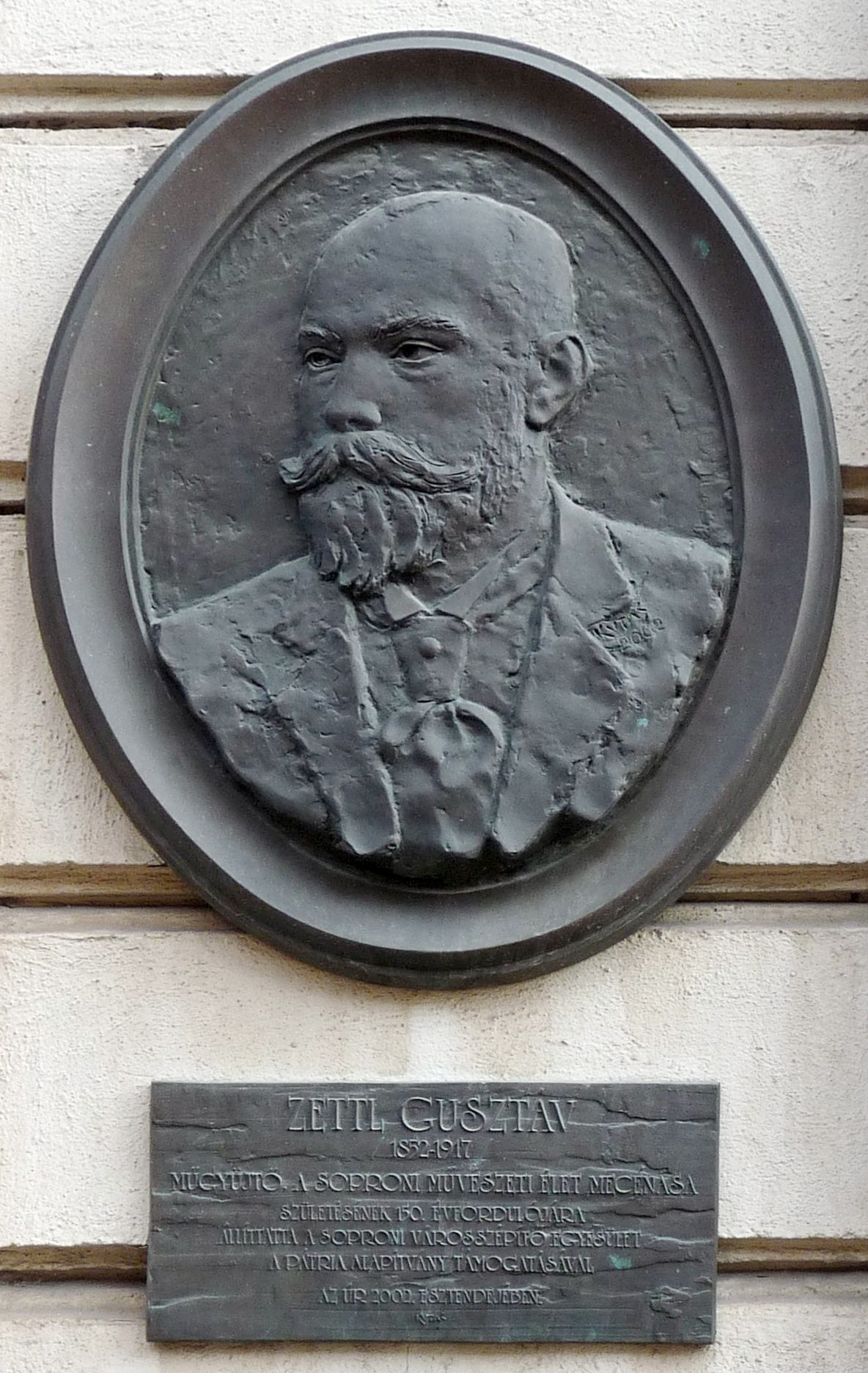
Zettl Gusztáv Balfi út 11. alkotó: Kutas László
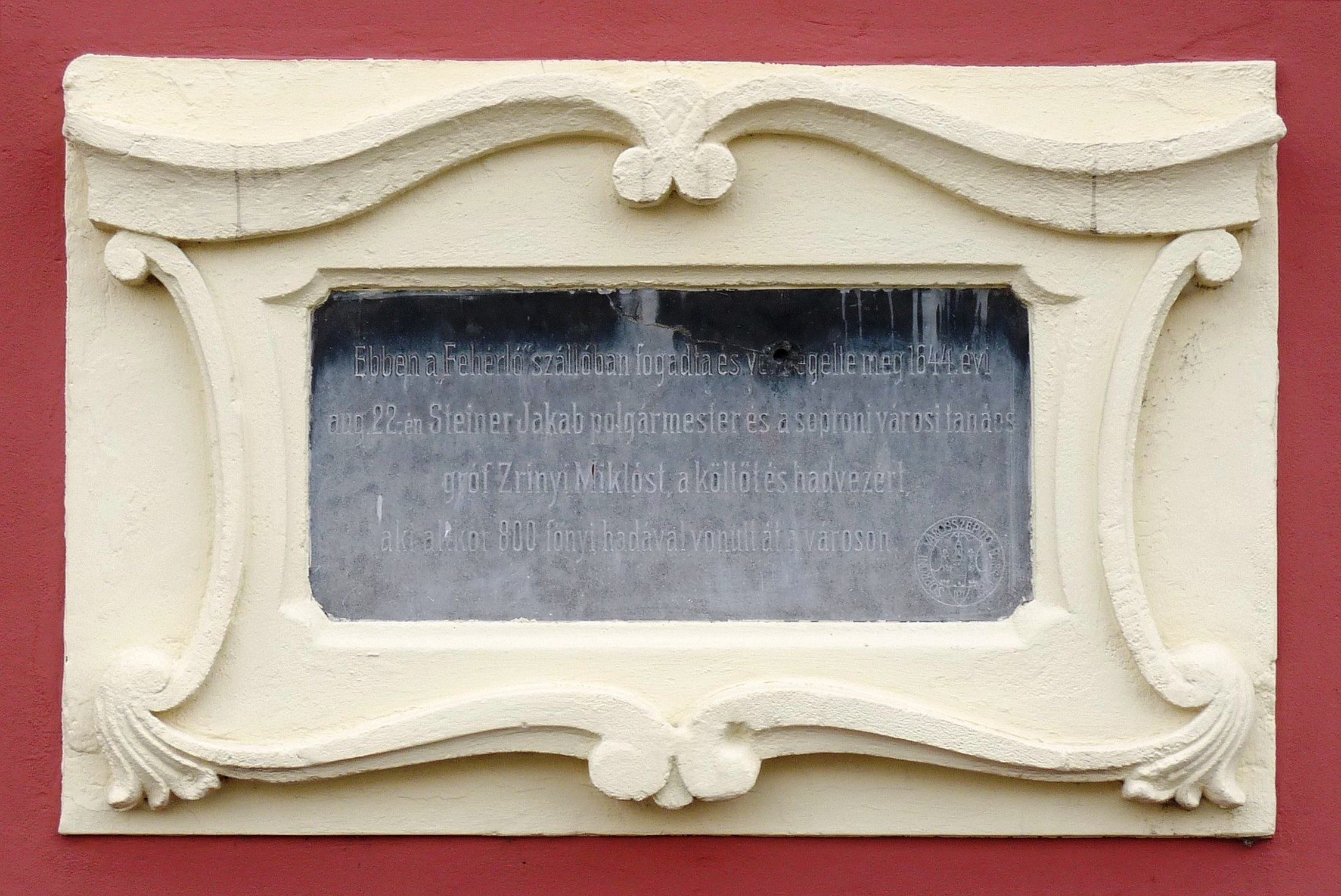
Zrínyi Miklós Várkerület 55.
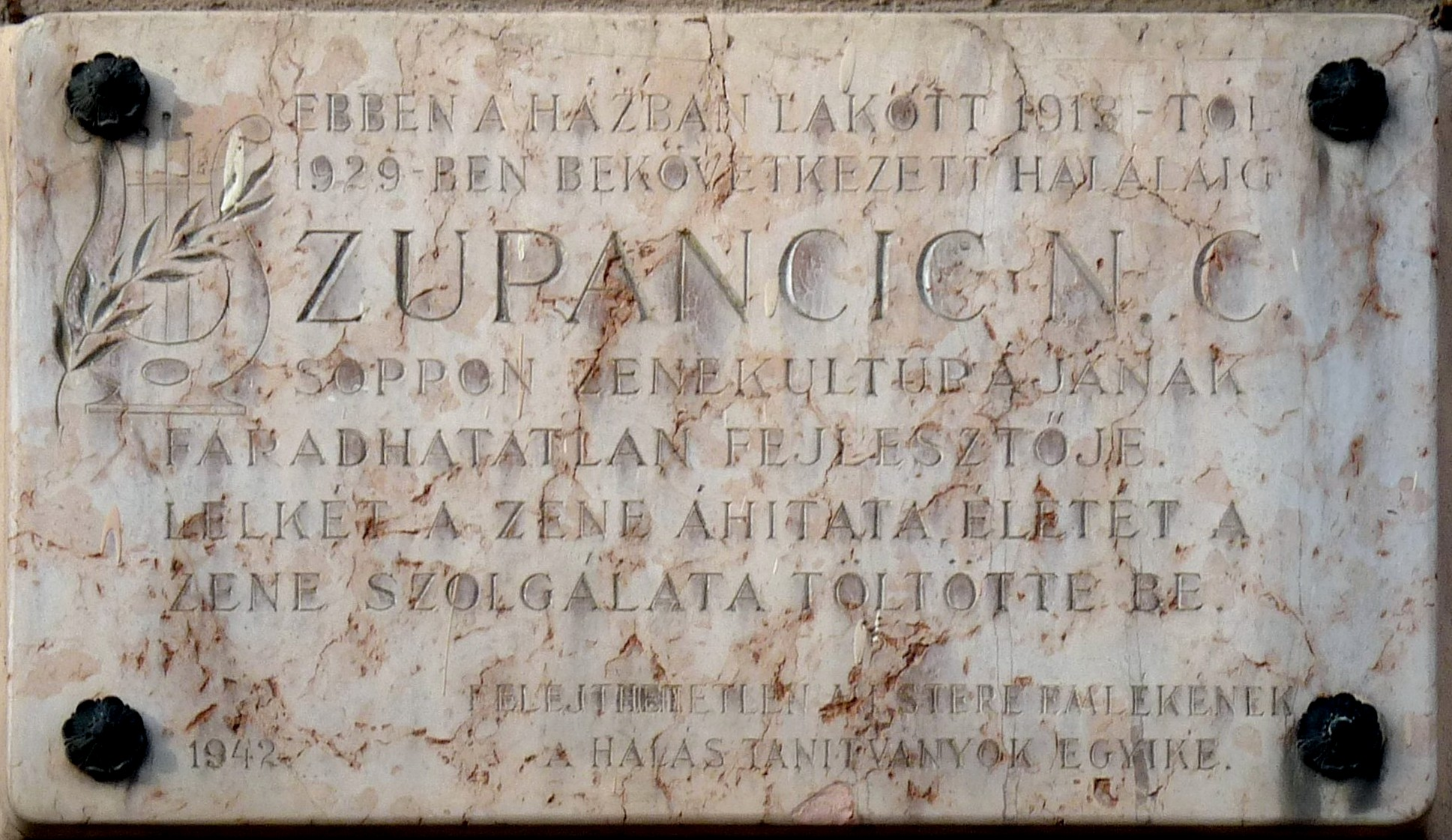
Zupancic Miklós Károly Petőfi Sándor tér 4.
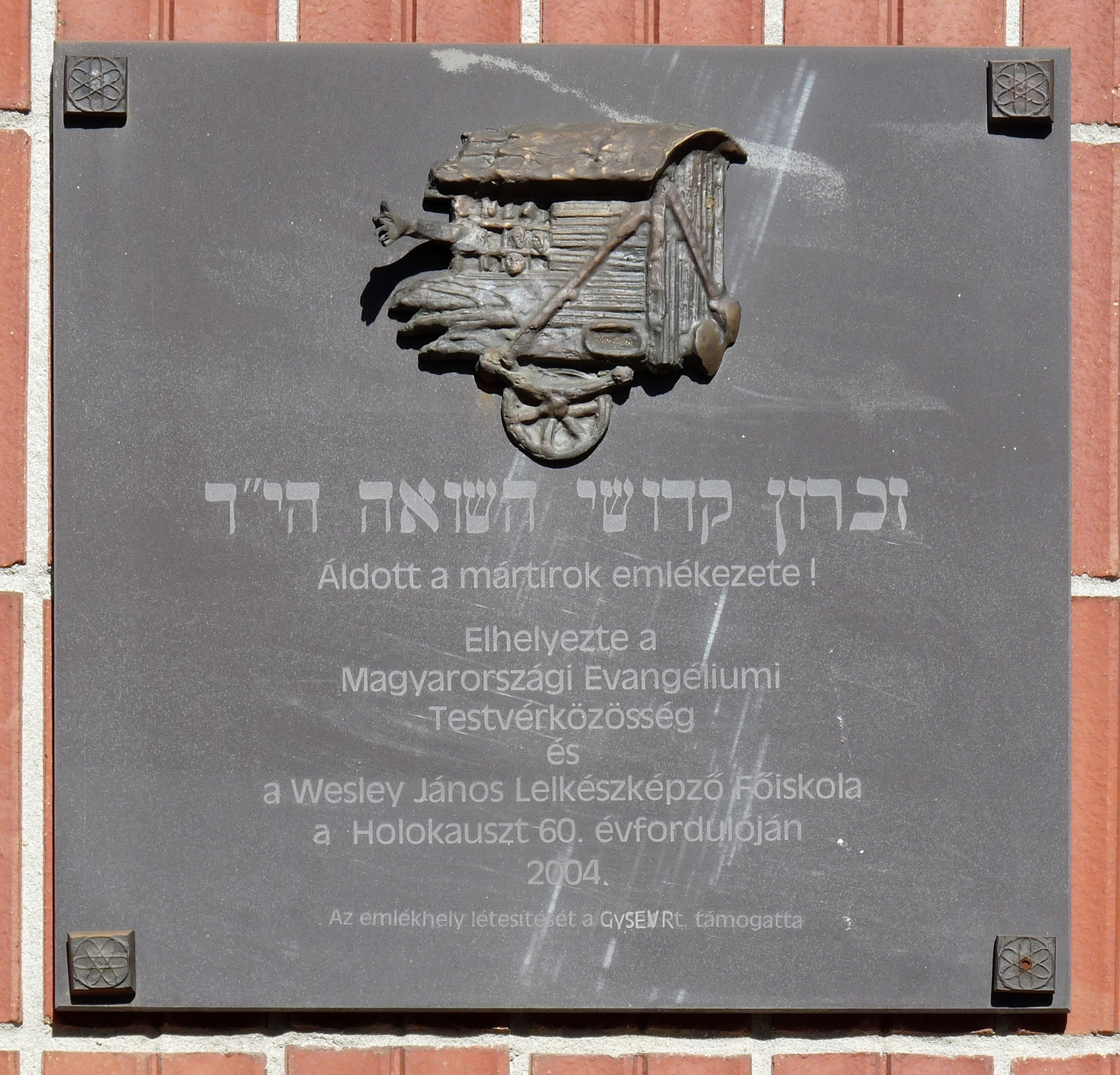
zsidó mártírok Állomás utca 2. alkotó: Sebestyén Sándor
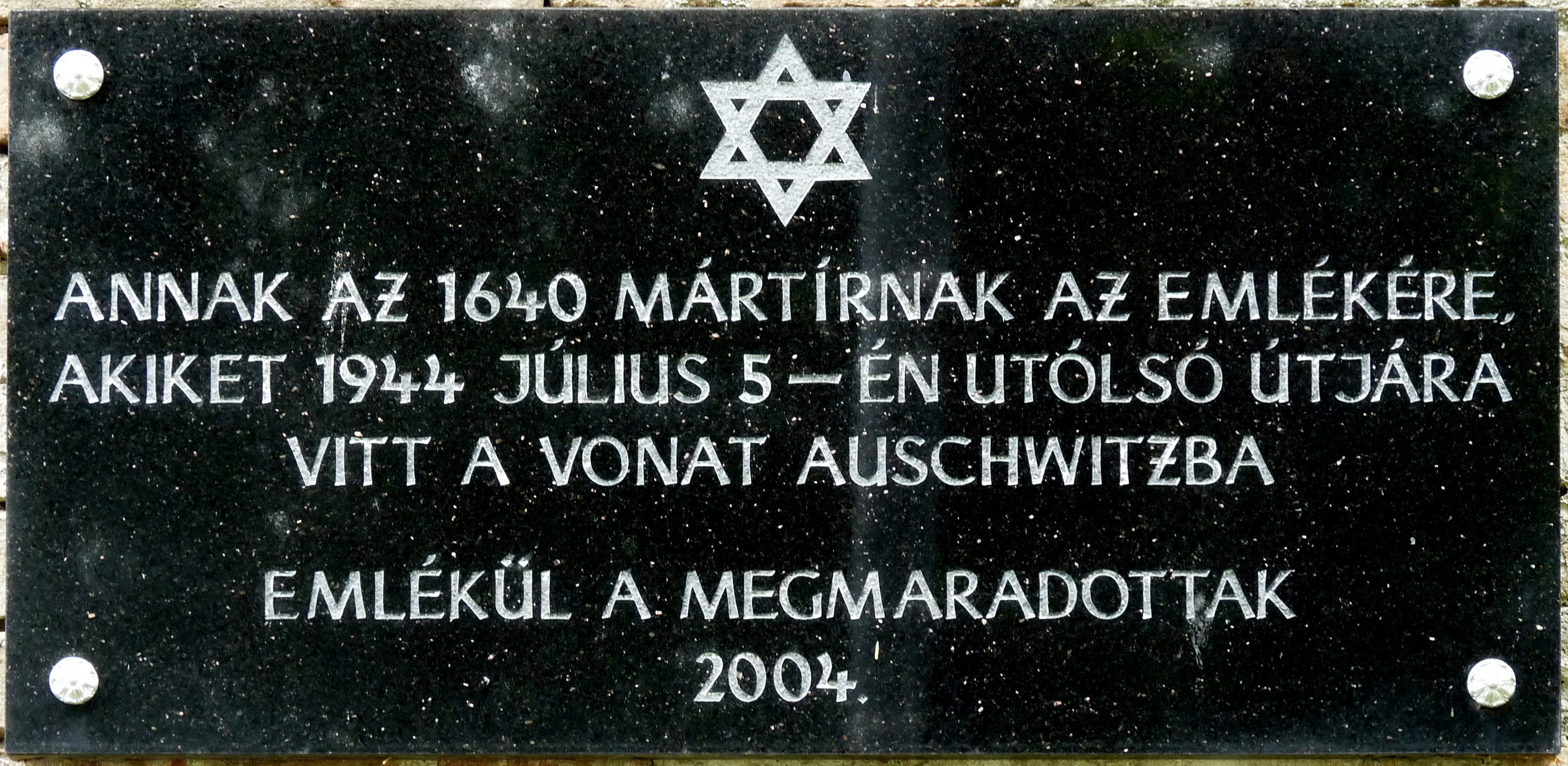
zsidó mártírok Paprét 12-14.

### Botlatókövek

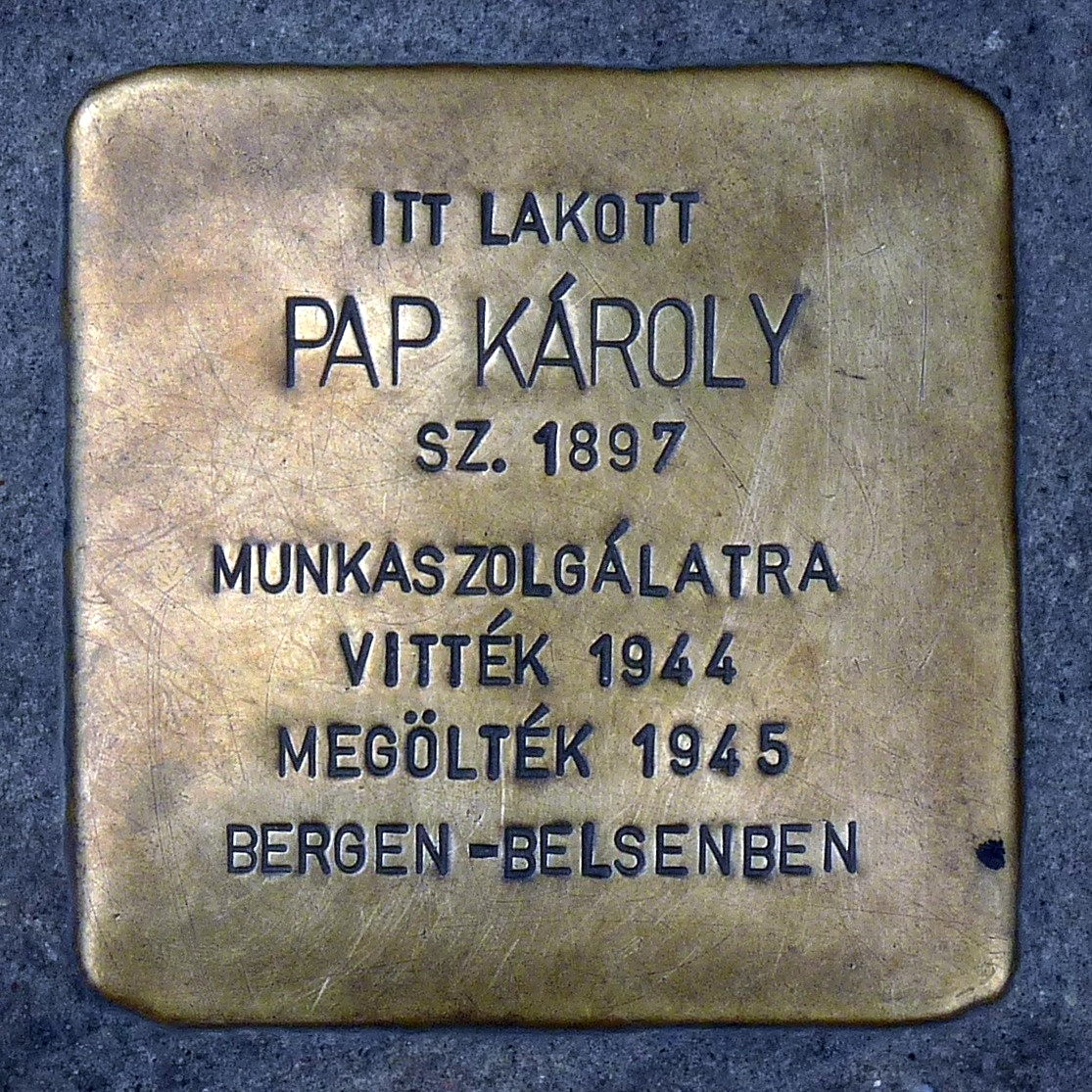
Pap Károly Fegyvertár utca 5.
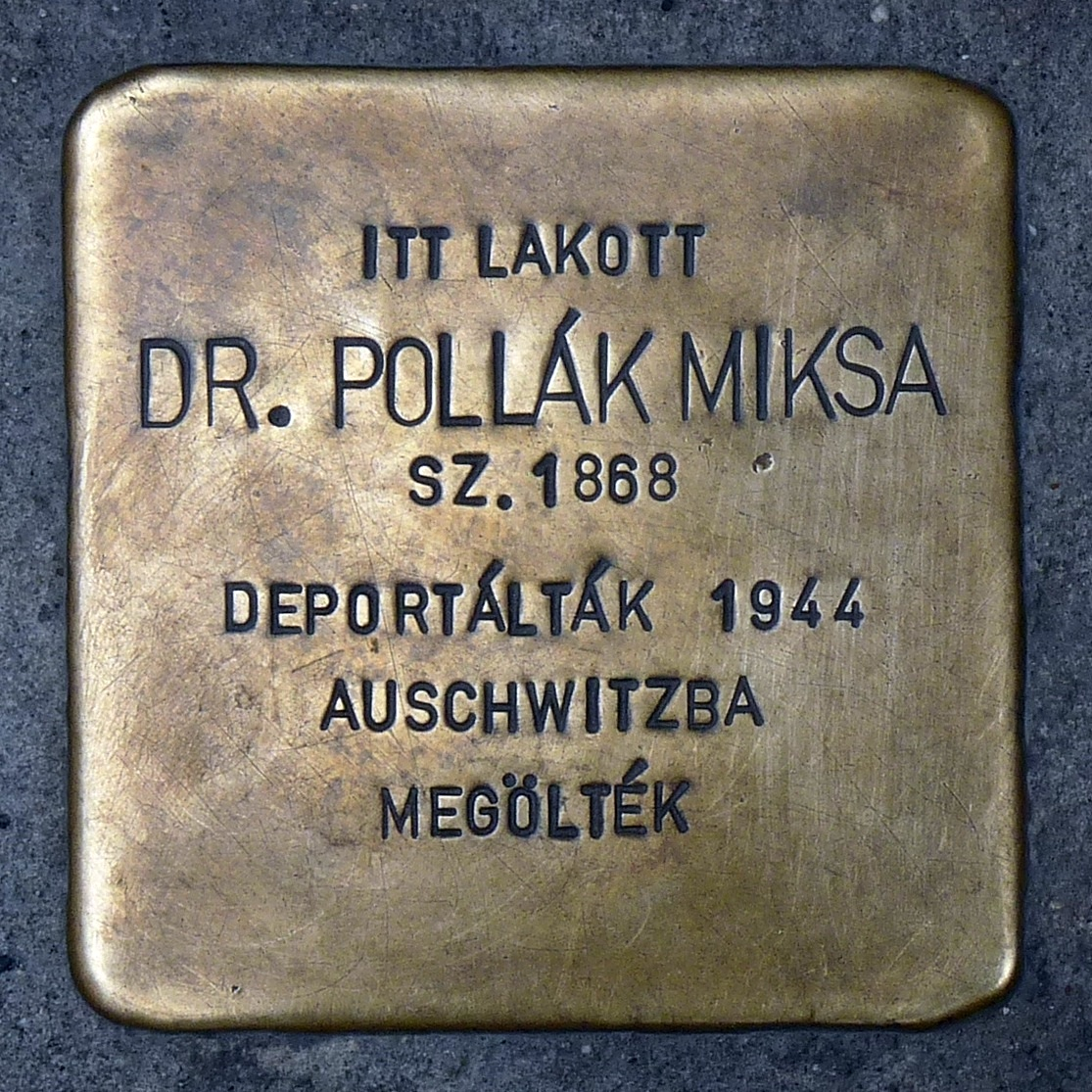
Pollák Miksa Fegyvertár utca 5.

## Utcaindex
| Állomás utca (2.) Sopron–Szombathely–Nagykanizsa vasútvonal 150. évf.; GYSEV centenáriuma; zsidó mártírok Balfi út (2.) Szent Erzsébet kórház (11.) Zettl Gusztáv (24.) Mollay Károly Bécsi út (20.) Mühl Aladár (25.) Id. Storno Ferenc; Ifj. Storno Ferenc Deák tér (78.) Erzsébet Tudományegyetem Evangélikus Hittudományi Kara Dorfmeister utca (1.) Idősebb Dorfmeister István Előkapu utca (5.) Roth Gyula Erzsébet utca (9.) A bányamérnöki kar hallgatói; soproni népszavazás 80. évf. Fegyvertár utca (5.) Pap Károly (2); Pollák Miksa Ferenczy János utca (1.) Mindszenty József; soproni népszavazás 5. körzet (2.) Kossuth Lajos Fő tér (–) Borostyánút (1.) Wälder József (2.) Gensel János Ádám; Nikolics Károly (7.) Lackner Kristóf (8.) Liszt Ferenc; Mátyás király Fövényverem utca (1.) Csányi János (21.) Soproni népszavazás 4. körzet Frankenburg út (6.) Winkler Oszkár Halász utca (5.) Ihrlinger Antal (25.) Petőfi Sándor; soproni népszavazás 3. körzet Hátsókapu utca (2.) 1681-es országgyűlés felsőháza; Esterházy Pál; Ihász Rezső és apja, Ihász Imre; Kőszeghi-Mártony Károly Károly-magaslat Károly-kilátó; Károly-kilátó zárókő; Romwalter Károly; Tv-adóállomás; Winkler Oszkár Lackner Kristóf utca (1.) Lackner Kristóf (5.) Kereskedelmi és Iparkamara Lehár Ferenc utca (5.) Lehár Ferenc Liszt Ferenc tér (1.) Schlaraffia Sempronia Liszt Ferenc utca (1.) Ágoston Ernő Magyar utca (9.) Seltenhofer Frigyes és Fiai Harang- és Tűzoltószergyár Mátyás király utca (5.) Az Erdélyi Diákotthon mártírjai Mikoviny utca (1.) Mikoviny Sámuel Móricz Zsigmond utca (2.) Diebold Károly (8.) Bakó József Muck (2.) Muck-kilátó Ógabona tér (32.) Goldmark Károly Orsolya tér (1.) Gyóni Géza (2-3.) Németh Alajos | Paprét (12-14.) Zsidó mártírok (27.) Első magyarországi tornacsarnok Pejachevich köz (–) Pejachevich család Pesti Barnabás utca (25.) Kiss Szaléz; Mindszenty József; nemzeti hősök; sopronkőhidai mártírok; szovjet állambiztonsági börtön Petőfi tér (3.) Állami Fiúiskola; Liszt Ferenc (4.) Petőfi Sándor; Zupancic Miklós Károly (5.) IV. Károly magyar király Pócsi utca (1–3.) Bartók Béla (12.) Berzsenyi Dániel Rákóczi Ferenc utca (6.) M. kir. Zrínyi Ilona Honvédtiszti Leánynevelő Intézet; a soproni népszavazás eredménye (9.) Petőfi Sándor (13.) Hősi halott bányászok, kohászok és erdészek Rózsa utca (1.) Árvízek az Ikván Sas tér (6.) Fekete Sas Fogadó Szent György utca (9.) Fászl István; Kitaibel Pál; Szent Asztrik Bencés Gimnázium (20.) Általános Ipartestület (22.) Révai Miklós (24.) Frankenburg Adolf Szent István park (1.) Szent István király Széchenyi tér (1-2.) Széchenyi István (11.) 150 éves gázellátás; Berzsenyi Dániel; Döbrentei Gábor; Gombocz Zoltán; Kis János Szélmalom utca (17.) Horváth József; Winkler Oszkár Szentlélek utca (3.) Fényi Gyula Szent Mihály utca (8.) Kurzweil Ferenc; Rasztovits Ferenc Színház utca (1.) Nemzetközi Vörös Segély (17.) Thirring Gusztáv (32.) Friedrich Károly Táncsics Mihály utca (8.) Almásy Tibor Templom u. (2.) Rauch András (4.) Joseph Haydn (5.) Soproni Múzeum (6.) Liszt Ferenc (12.) Kis János (15.) Altdörfner Viktor (17.) Kolbenheyer Mór (19.) Hajnóczy József (23.) Pollák Miksa (26.) Első kőszínház; a reáliskola államosítása; Salamin Leó Új utca (13.) Rösch Frigyes (16.) Szakál Ernő (18.) Boros Liána (22.) Izraelita mártírok (28.) Új utcai gettó Újteleki utca (54.) Ferenczy János Várkerület (30.) Manninger Rezső (53/a.) Stingl Vince (55.) Zrínyi Miklós (63.) Dukai Takách Judit (65.) Kerpel Jenő (116.) Soproni népszavazás 1. körzet |